# Ḫattuša
Koordinaten: 40° 1′ 16″ N, 34° 36′ 53″ O
Ḫattuša oder Hattuscha (auch Hattusa, türkisch Hattuşaş) war vom späten 17. bis zum Anfang des 12. Jahrhunderts v. Chr. die Hauptstadt des Hethiter-Reiches. Ihre Überreste liegen in der türkischen Provinz Çorum beim Ort Boğazkale (früher Boğazköy) im anatolischen Hochland, etwa 180 Kilometer östlich von Ankara. Nördlich der antiken Landschaft Kappadokien lag dort im Bogen des Kızılırmak (antik Halysbogen) im 2. Jahrtausend v. Chr. der Kern des Hethiterreiches, in dessen Zentrum Ḫattuša lag.
Ḫattuša liegt am Übergang der Ebene des Budaközü in steiles Bergland im Süden. Auf einer Nord-Süd-Länge von 2,1 Kilometern steigt das Gelände um etwa 280 Meter an. Die am Hang gelegene Fläche ist von zahlreichen Felsen durchbrochen, die in hethitischer Zeit durchweg bebaut waren. Mit einer Fläche von etwa 180 Hektar ist es eine der größten antiken Stadtanlagen der Welt. Die Einwohnerzahlen werden auf zwischen 10.000 und 12.000 geschätzt. Der Ort war vom späten 3. Jahrtausend v. Chr. bis in das 4. Jahrhundert n. Chr. und erneut in byzantinischer Zeit im 11. Jahrhundert n. Chr. bewohnt.
In der Zeit als Hauptstadt war Ḫattuša von einer 6,6 Kilometer langen Stadtmauer umschlossen und konnte über fünf bekannte Tore von außen betreten werden, weitere drei Tore konnten in den Abschnittsmauern innerhalb der Stadt ergraben werden. Der weitaus größere Teil des Geländes harrt noch der Ausgrabung. Bei der ergrabenen Architektur handelt es sich vornehmlich um öffentliche Gebäude, darunter der Königspalast auf dem Hochplateau Büyükkale. Reste von über 30 Tempelbauten kamen verteilt über die Stadt zutage. Welchen Gottheiten sie zuzuordnen sind, ist in Ermangelung von schriftlichen Zeugnissen nicht klar. Wohnviertel wurden bisher nur zu einem geringen Teil in der Unterstadt freigelegt.
Neben zahlreichen anderen Funden kamen über 30.000 meist fragmentarisch erhaltene Tontafeln ans Licht, die mit Keilschrifttexten in hethitischer, alt-assyrischer und mehreren anderen Sprachen beschrieben waren. Durch die Texte konnten wertvolle Informationen über das Großreich der Hethiter gewonnen werden.
Seit Ende des 19. Jahrhunderts wird das Gelände von Boğazköy archäologisch erforscht, zunächst zwischen 1906 und 1912 unter Leitung des Istanbuler Archäologischen Museums und einer wesentlichen Beteiligung der Deutschen Orientgesellschaft und des Deutschen Archäologischen Instituts Istanbul (DAI) (1907) seit 1931 unter Federführung des DAI.
1986 wurden Ḫattuša und das benachbarte hethitische Heiligtum Yazılıkaya in die Liste des Weltkulturerbes der UNESCO eingetragen. Beide Orte gehören mit der weiteren Umgebung zum türkischen Nationalpark Boğazköy-Alacahöyük. 2001 wurden die in Ḫattuša gefundenen Keilschrifttafel-Archive in das UNESCO-Weltdokumentenerbe aufgenommen.

## Topographie
Der Fundort Boğazköy mit den Ruinen der hethitischen Hauptstadt liegt im nördlichen Zentralanatolien. Er liegt damit im Mittelpunkt des hethitischen Kernlands im sogenannten Halysbogen, dem Bogen, den der antike Fluss Halys (hethitisch Maraššanta, heute türkisch Kızılırmak) dort auf seinem Weg zum Schwarzen Meer beschreibt. Der nördliche Teil des Stadtgebiets ist verhältnismäßig eben, während sich der südliche Teil einen steilen Hang hinaufzieht. Bei einer Nord-Süd-Ausdehnung von etwa 2,1 Kilometern überwindet das Gelände einen Höhenunterschied von etwa 280 Metern. In den südlichen Bergen entspringen zwei Bäche, die sich im Gebiet des modernen Ortes Boğazkale zum Budaközü vereinen. Dieser durchquert die nördliche Ebene, fließt weiter in den Delice Çayı, der schließlich in den Kızılırmak mündet. Auf dem Geländesporn zwischen den beiden Bächen liegt der Hauptteil des Stadtgebiets von Ḫattuša. Der östliche der beiden Quellbäche schneidet im Nordosten das Stadtgebiet zwischen Büyükkaya im Nordosten und Ambarlıkaya im Südwesten. Nördlich davon lagen noch Teile der Unterstadt. Die beiden Bäche bilden tiefe Schluchten, deren östliche Büyükkaya Deresi genannt wird und die westliche, die außerhalb des Stadtgeländes verläuft, Yazır Deresi. Der südliche Steilhang ist von zahlreichen Kalkstein-Durchbrüchen gekennzeichnet, darunter im Westen Kesikkaya, Kızlarkayası, Yenicekale und Sarıkale, im Süden der Wall von Yerkapı und im Osten Büyükkale, Ambarlıkaya und Mihraplıkaya. Die Felsen wurden in die Stadtplanung mit einbezogen, auf den meisten davon finden sich Bauten aus hethitischer und auch späterer Zeit. Dass die Erhebungen leicht zu verteidigen waren und das Gelände auch durch die Berge im Süden und die leicht zu überblickende Ebene im Norden strategisch günstig lag, war sicher ein Grund für die Wahl des Standorts durch die ersten Herrscher. Ein weiterer Vorteil waren zahlreiche Quellen auf dem Gebiet des Berghangs, die gemeinsam mit Zisternen und später künstlich angelegten Teichen die Trinkwasserversorgung der Bevölkerung sicherstellten.
Durch die Lage zwischen den Gebirgszügen des Pontosgebirges im Norden und des Taurus im Süden herrscht in Zentralanatolien ein kontinentales Klima mit heißen Sommern und kalten Wintern. Da die jährliche Niederschlagsmenge mit 550–600 Millilitern recht niedrig ist, ermöglicht das Land nur eine Ernte pro Jahr. Die Möglichkeiten einer künstlichen Bewässerung sind sehr eingeschränkt. Die Umweltbedingungen zur Zeit der Hethiter lassen sich nur schwer rekonstruieren, aber zumindest deuten Pollenanalysen darauf hin, dass die klimatischen Gegebenheiten sich in den letzten 12.000 Jahren seit dem Ende der letzten Eiszeit kaum verändert haben. Allerdings ging in der Zeit der Besiedlung durch die Hethiter der Waldbestand stark zurück. Dies ist sicherlich auf die intensive Nutzung der Hölzer für die Töpferei und die Metallverarbeitung, aber auch als Baumaterial, zurückzuführen. Bemerkenswerterweise hat die Natur, nachdem der Ort von Menschen verlassen worden war, große Teile des Geländes zurückerobert. Alte Photographien zeigen, dass große Teile der Oberstadt bis ins 20. Jahrhundert mit dichtem Wald bewachsen waren, weshalb das Tempelviertel zu der Zeit den türkischen Namen Ağaç Denizi (Wald-Meer) hatte. In den frühen 1980er Jahren ließ der damalige Grabungsleiter Peter Neve südlich von Yerkapı ein Waldstück einzäunen, sodass es vom Verbiss durch Ziegenherden geschützt wurde, um dem Besucher einen Eindruck der früheren landschaftlichen Gegebenheiten zu vermitteln. Das Waldstück ist vom Sphinxtor aus gut zu sehen.

## Landwirtschaft und Ernährung
Die Versorgung der Hethiter beruhte auf Ackerbau und Viehzucht. Wegen der ungünstigen Bodenverhältnisse wurde zur Ergänzung auf das Sammeln von Wildfrüchten zurückgegriffen. Den größten Beitrag zur Ernährung der Bevölkerung leistete der Getreideanbau, wobei hauptsächlich Gerste, Emmer und Weizen zum Einsatz kamen. Im Alten Orient wurde zwischen den Getreidesorten nicht unterschieden, allerdings hatte die Gerste hier den größten Anteil, da sie widerstandsfähiger und genügsamer ist, also auch auf weniger guten Böden Erträge produziert. Da die Böden um Ḫattuša nicht sehr ertragreich waren, musste jeder verfügbare Flecken Erde für den Anbau genutzt werden; so kamen auch Dinkel und Kolbenhirse zum Einsatz. Auch Hülsenfrüchte wie Linsen, Erbsen, Kichererbsen und verschiedene Bohnensorten wurden angebaut, ebenso Gemüsesorten, darunter Karotten, Gurken, Zwiebeln und Knoblauch sowie Gewürze (Kümmel, Thymian, Minze, Petersilie, Koriander und Kresse). Weiterhin wurden auch Obstsorten angebaut oder gesammelt wie Äpfel, „Bergäpfel“ (Aprikosen ?), Oliven, Wein, Nüsse und Beeren. Alle genannten Früchte sind archäobotanisch nachgewiesen, in Texten werden noch weitere erwähnt, deren Bezeichnungen allerdings noch nicht gedeutet werden können. Ein Teil des Getreides wurde zur Haltbarmachung zu Bulgur verarbeitet, eine Methode, die in Vorderasien seit der Jungsteinzeit nachweisbar ist. Der größte Teil wurde zu Brot verbacken, das es in zahlreichen Varianten gab. Durch Texte bekannt sind Brotsorten mit Käse, Obst, Kräutern, Fleischfüllungen und viele mehr, auch mit Honigglasuren. Eine weitere Möglichkeit der Getreideverwertung war das Brauen von Bier. Dieses hatte jedoch mit heutigem Bier wenig Ähnlichkeit, war dickflüssiger und hatte einen geringeren Alkoholanteil. Ein weiterer Verwendungszweck des Getreides war als Kraftfutter für Pferde. Als Notversorgung für Zeiten mit schlechten Ernten gab es in der Stadt große Getreidesilos, eines bei der Poternenmauer und große Gruben von bis zu 12 × 18 Metern Größe und zwei Metern Tiefe auf Büyükkaya. Allein die größte davon hatte ein Fassungsvermögen von mindestens 260 Tonnen Getreide. Sie wurden wasser- und luftdicht und vor Schädlingen geschützt verschlossen, sodass der Inhalt über mehrere Jahre genießbar blieb. Diese Lagerungsmethode ist noch heute in Ländern der Dritten Welt, aber auch in Teilen der Türkei, üblich. Der Inhalt dieser Speicher war, im Gegensatz zu privaten Vorräten, oft stark durch Unkräuter verunreinigt, was vermutlich damit zusammenhängt, dass es sich hier um Zwangsabgaben an den Staat handelte.
Als zweite Grundlage der Lebensmittelversorgung diente die Viehzucht. Den Hauptanteil dabei hatten Rinder, Schafe und Ziegen, sowie in geringerem Maße Schweine. Schafe und Ziegen waren dabei zwar in der Überzahl, aber die Rinder bildeten den wichtigsten Anteil, da sie in der Fleischausbeute weitaus ergiebiger waren. Untersuchungen von gefundenen Knochen zeigten, dass das Schlachtdatum bei allen Tieren relativ spät war, bei Schafen und Ziegen im zweiten Lebensjahr, bei Kühen noch später. Das weist darauf hin, dass die Tiere nicht nur zum Verzehr, sondern auch zur Produktion von Milch und Wolle gehalten wurden. Ein weiterer Faktor bei Rindern war ihr Einsatz in der Feldarbeit. Die Tiere wurden in Herden gehalten, die tagsüber außerhalb der Stadt weideten. Aus einer Dienstanweisung für den hazannu, den Stadtkommandanten, geht hervor, dass die Herden zum großen Teil gegen Abend in die Stadt zurückgetrieben wurden und wohl in zu den Wohnhäusern gehörigen Ställen untergebracht waren. In geringen Zahlen wurden Reste von Geflügel gefunden (Gänse, Enten) und vereinzelt von Fisch. Nicht zum Verzehr, sondern als Transporttiere wurden Pferde, Esel, Maultiere und Maulesel gehalten. Pferde kamen einerseits als Reittiere zum Einsatz, zum anderen als Zugtiere für die schnellen Streitwagen. Durch Keilschrifttexte ist außerdem die Bienenzucht zur Honigproduktion belegt. Die Jagd diente eher dem Vergnügen des Herrschers und hatte für die Ernährung nur eine untergeordnete Funktion.
Nach der Größe der zur Verfügung stehenden Anbaufläche und den damaligen Möglichkeiten der Landwirtschaft schätzt der Ausgräber Andreas Schachner die Bevölkerungszahl der Hauptstadt auf etwa 10.000 bis 12.000 Personen.

## Forschungsgeschichte

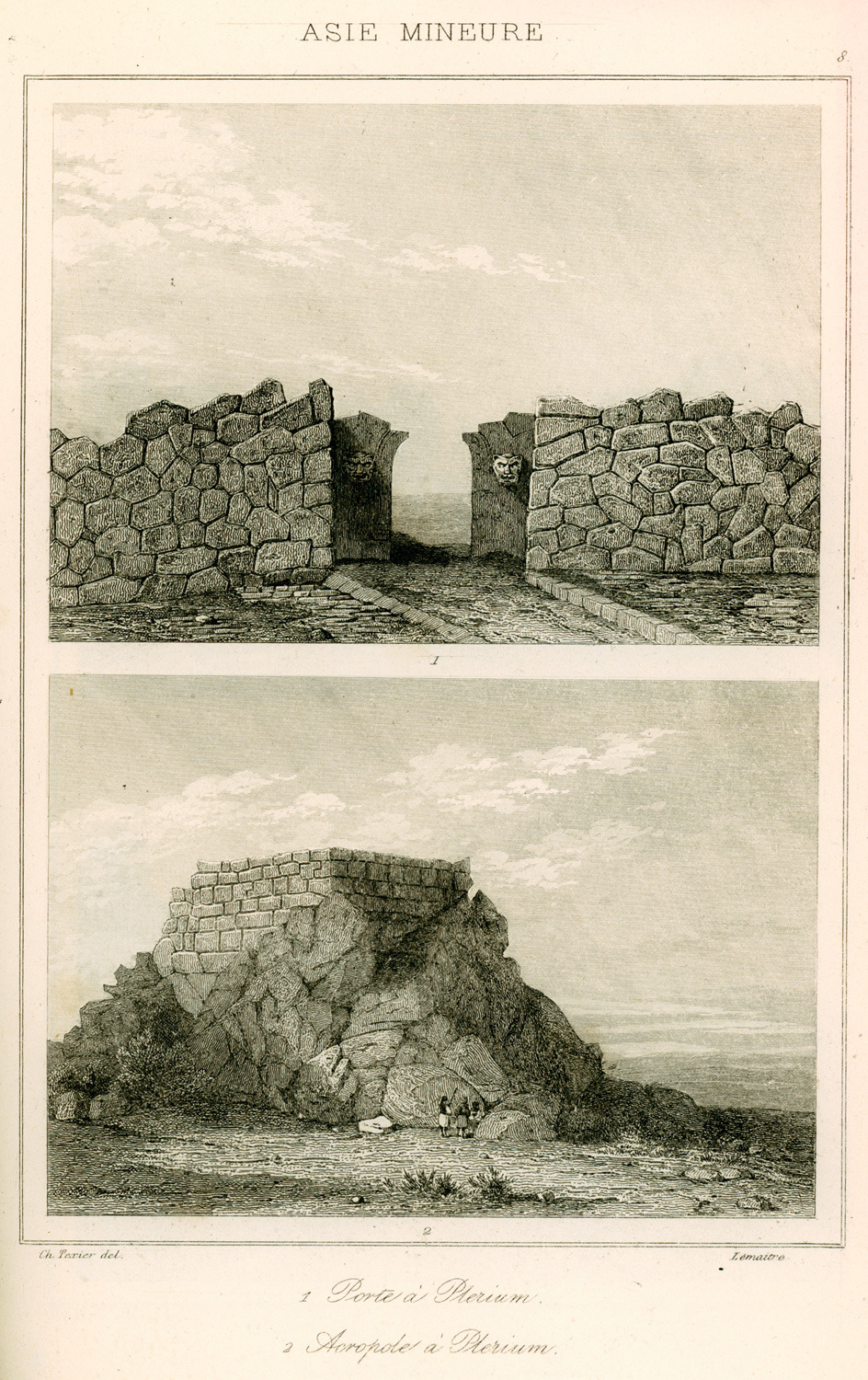
Löwentor und Yenicekale, Kupferstich von Lemaître nach einer Zeichnung von Charles Texier

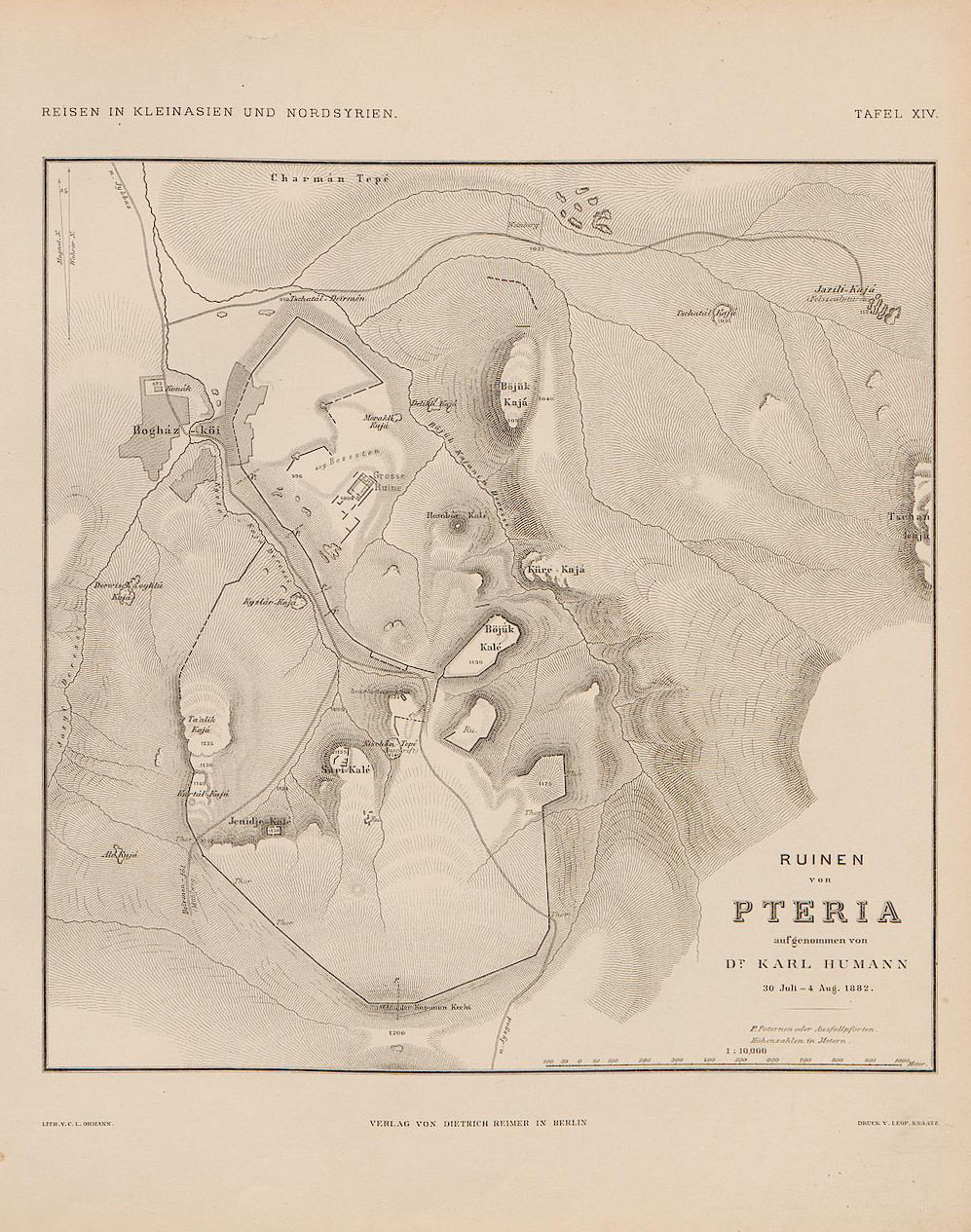
Topographischer Plan von Carl Humann (1880)

1834 besuchte der französische Forschungsreisende Charles Texier das zentralanatolische Hochland und entdeckte die Ruinen der Stadt. Allerdings hielt er sie für Überreste der medischen Stadt Pteria. Texier dokumentierte und skizzierte neben den offensichtlichen Ruinen des Stadtareals auch das nahe gelegene Felsheiligtum Yazılıkaya.
Nach Texier besuchten in den folgenden Jahrzehnten weitere Forschungsreisende das Stadtgebiet, darunter 1836 der Engländer William John Hamilton, der Zeichnungen des Großen Tempels anfertigte. Er identifizierte den Fundort als das galatische Tavium. 1858 besuchten Heinrich Barth und Andreas D. Mordtmann die Ruinen, sie legten die kleinere Kammer B von Yazılıkaya frei. 1861 besuchte der Archäologe Georges Perrot mit Edmont Guillaume und Jules Delbet den Ort, wo der Architekt Guillaume genauere Zeichnungen der Reliefs von Yazılıkaya anfertigte und der Arzt Delbet erste Photographien von Yazılıkaya, Yenicekale und Nişantaş erstellte. Carl Humann erstellte 1882 einen topographischen Plan und ließ Gipsabgüsse von zahlreichen Reliefs in Yazılıkaya anfertigen, die heute in Berlin im Vorderasiatischen Museum ausgestellt sind.
Erste Ausgrabungen fanden 1893/94 statt, als der Franzose Ernest Chantre Sondagen im Großen Tempel, auf Büyükkale und in Yazılıkaya anlegte. Dabei entdeckte er auch die ersten Keilschrifttafeln.
Die systematische archäologische Erforschung begann im Jahr 1906. Hugo Winckler, ein Berliner Assyriologe und Keilschriftforscher, und der Istanbuler Grieche Theodor Makridi, ein Kurator des Istanbuler Archäologischen Museums, führten im Auftrag des Osmanischen Museums in Istanbul eine erste Grabungskampagne durch, die von der Deutschen Orientgesellschaft finanziert wurde. Sie konnten 2500 Fragmente von Keilschrifttafeln bergen und anhand der Texte in akkadischer Sprache unter diesen nachweisen, dass sie Ḫattuša, die Hauptstadt des hethitischen Großreichs, gefunden hatten. 1907 setzten Winckler und Makridi die Grabungen fort. In diesem Jahr war erstmals auch das Deutsche Archäologische Institut (DAI) unter der Leitung von Otto Puchstein beteiligt. Die Ruinen wurden mit zahlreichen Plänen, Fotografien und einer genaueren topographischen Karte vollständig dokumentiert. 1911/12 führten Winckler und Makridi weitere Grabungen durch. Bis 1912 wurden Ausgrabungen in der Unterstadt (Großer Tempel), auf der Königsburg und in der Oberstadt (Löwentor, Königstor, Sphingentor) durchgeführt.
Bis dahin wurden an die zehntausend Fragmente von Keilschrift-Tontafeln geborgen. Unter den Funden war eine Version des in Akkadisch verfassten Friedensvertrags zwischen Ägypten und Ḫatti, der zwischen Ḫattušili III. und Ramses II. geschlossen worden war – der früheste erhaltene paritätische Friedensvertrag der Weltgeschichte. Anhand der Tafeln gelang Bedřich Hrozný 1914/15 die Erschließung der hethitischen Sprache.
Nach dem Ersten Weltkrieg ruhten die Grabungen für mehr als ein Jahrzehnt und wurden erst 1931 durch das Deutsche Archäologische Institut unter der Leitung von Kurt Bittel wieder aufgenommen. Aufgrund des Zweiten Weltkriegs ruhten die Arbeiten nochmals ab 1939. Im Jahr 1952 konnte Bittel die Erforschung der Stadt fortsetzen. Schwerpunkte seiner Arbeit waren die Freilegung der Königsburg, großflächige Untersuchungen in der Unterstadt sowie Ausgrabungen in der Umgebung von Ḫattuša (Yazılıkaya und Yarıkkaya). Bis 1975 wurde die Grabungstätigkeit vom Deutschen Archäologischen Institut und der Deutschen Orient-Gesellschaft gemeinsam getragen. Bittels Nachfolger wurde 1978 Peter Neve, unter dessen Leitung umfangreiche Ausgrabungen und Restaurierungen im Bereich der zentralen und östlichen Oberstadt durchgeführt wurden. 1994 wurde Jürgen Seeher Leiter der Ausgrabungen. 2006 übernahm Andreas Schachner die Grabungsleitung.
Seit 1952 gräbt das Deutsche Archäologische Institut, Abteilung Istanbul ununterbrochen in der Stadt. Zwischen 2003 und 2005 wurde unter der Leitung von Jürgen Seeher ein Abschnitt der Stadtmauer mit alten Techniken und Materialien rekonstruiert. Auch Bereiche außerhalb der Stadt wurden in jüngster Zeit untersucht, darunter die chalkolithische Siedlung in Çamlibel Tarlası.
Das langjährige Forschungsprojekt Ḫattuša wurde 2019 mit dem Shanghai Archaeology Award in der Kategorie „Research“ ausgezeichnet.

## Geschichte

### Vorhethitische Zeit

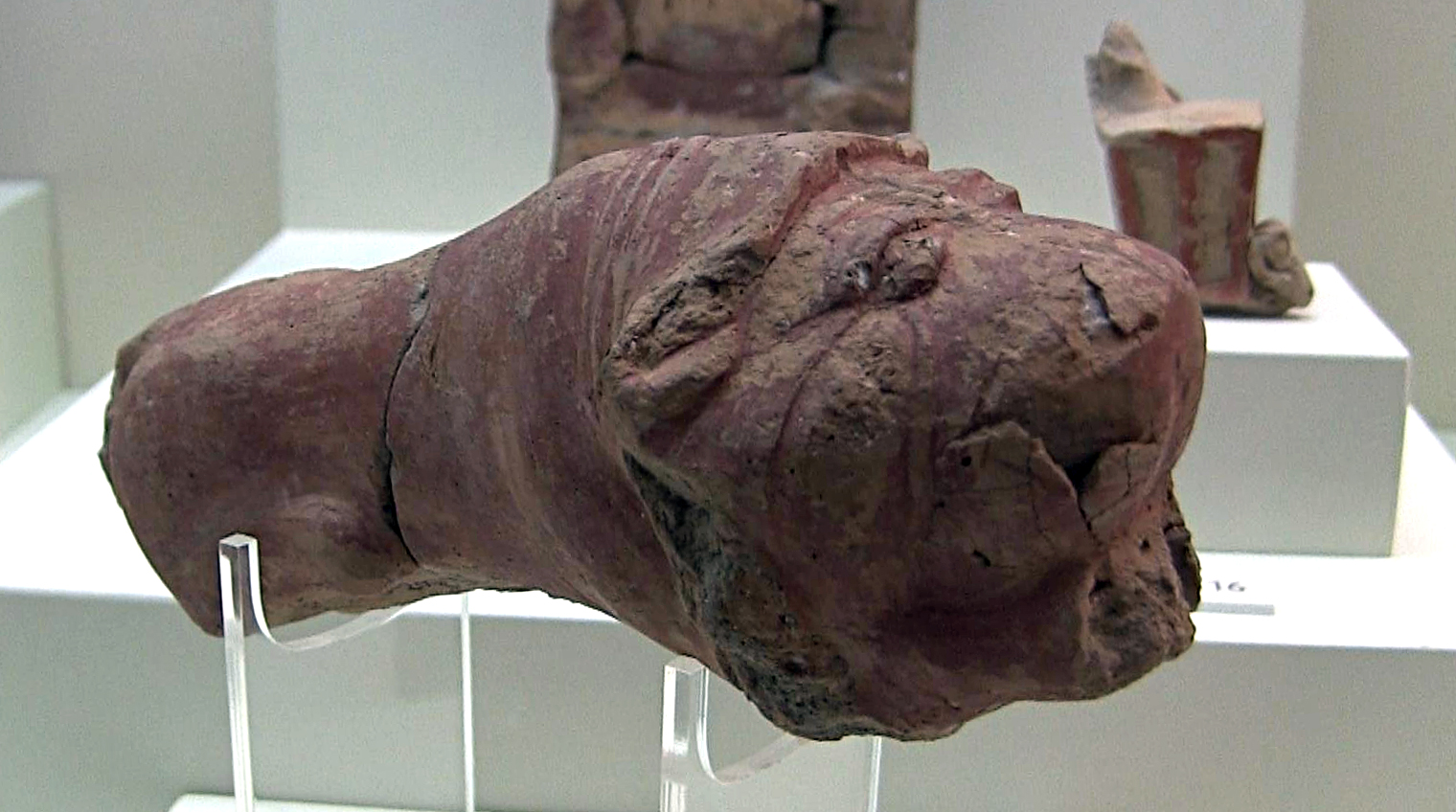
Karumzeitliche Löwenfigur im Museum Boğazkale

Mit der Erwärmung, die dem Ende der letzten Eiszeit folgte, setzte in Anatolien von Südosten nach Nordwesten eine allmähliche Verbesserung der Lebensbedingungen ein, in deren Folge Menschen auch das nördliche Zentralanatolien durchstreiften. Vereinzelte Zufallsfunde von Steinwerkzeugen in der weiteren Umgebung von Boğazköy zeigen ihre Anwesenheit auch in diesem Gebiet. Die Entstehung von Siedlungen durch Ackerbauer und Viehzüchter setzte im 9. und 8. Jahrtausend v. Chr. jedoch weiter im Süden (Çatalhöyük) ein, die ersten produzierenden Kulturen der Jungsteinzeit auf dem anatolischen Plateau entstanden im 7. und 6. Jahrtausend v. Chr. weiter südlich (Hacılar, Kuruçay, Höyücek). Die vorgeschichtlichen Menschen waren technisch noch nicht in der Lage, der ausgedehnten Waldgebiete des nördlichen Zentralanatoliens Herr zu werden. Erste Siedlungen im Gebiet um Boğazköy entstanden im 6. Jahrtausend v. Chr. im Chalkolithikum vielleicht auf dem Felsrücken Büyükkaya im Stadtgebiet von Ḫattuša sowie gesichert im 5. und 4. vorchristlichen Jahrtausend in Büyük Güllücek, Yarıkkaya und Çamlıbel Tarlası in der näheren Umgebung von Boğazköy. Die Siedler kamen möglicherweise nicht aus dem Süden, sondern vom Schwarzen Meer, worauf Elemente der materiellen Kultur hindeuten könnten. Die Siedlungen bildeten allesamt nicht wie in der südlichen Region über einen langen Zeitraum bewohnte Höyüks, sondern lagen in mittlerer Höhenlage und bestanden aus wenigen, rechteckigen Einraumhäusern. Sie wurden nur verhältnismäßig kurze Zeit genutzt, bis die Bodenressourcen verbraucht waren. Für die Zeit vom späten 4. bis zu einer nachweisbaren Besiedlung des Gebiets im späten 3. Jahrtausend v. Chr. sind im unmittelbaren Umfeld von Boǧazköy keine archäologischen Spuren vorhanden. Dann, in der ausgehenden Frühbronzezeit, setzte im Gebiet zwischen Büyükkale und dem sich nordwestlich anschließenden Gebiet der Unterstadt, Nordwesthang genannt, sowie auf Büyükkaya eine zum Teil dichte Besiedlung ein, die bereits städtischen Charakter hatte. Zu der Siedlung gehörten mehrräumige Häuser, in denen Spuren handwerklicher Tätigkeiten wie der Metallverarbeitung und der Töpferei gefunden wurden. Sie wird der Bevölkerungsgruppe der Hattier zugerechnet, die ab dem 3. Jahrtausend v. Chr. zwischen dem Schwarzen Meer und dem Bogen des Kızılırmak auftauchte. In dieser Zeit erscheint erstmals in einem Text aus Mesopotamien die Bezeichnung Hatti für das Reich eines Königs Pamba in Nordanatolien.
Zu Beginn des 2. Jahrtausends v. Chr. begannen assyrische Kaufleute, ein Netz von Handelsstationen zu errichten, Karum (assyrisch für Hafen, übertragen Hafen der Karawanen) genannt, das von Zentralanatolien im Westen bis in den westlichen Iran im Osten reichte. Sie zogen mit Eselskarawanen von Aššur am mittleren Tigris nach Kleinasien, um dortige Bodenschätze wie Kupfer, Silber und Gold gegen Zinn und Stoffe aus Mesopotamien zu tauschen. Das Zentrum ihrer Handelsrouten war Kanis, das heutige Kültepe bei Kayseri im Süden von Boǧazköy. Die Stationen lagen jeweils am Rand der anatolischen Städte in eigenen Stadtvierteln. Auch unmittelbar nordwestlich der zu dieser Zeit auf Büyükkale und den Nordwesthang konzentrierten Stadt entstand ein solcher Stützpunkt. Auf Büyükkale bestand zu dieser Zeit bereits ein Fürstensitz, die hattische Siedlung lag auf dem Nordwesthang, während das Karum sich nordwestlich davon, im Bereich der späteren Unterstadt beziehungsweise des Großen Tempels befand. Mit den Assyrern kam auch erstmals die Schrift in Form der assyrischen Keilschrift nach Zentralanatolien. Vor allem in Kültepe, aber auch in Boǧazköy wurden zahlreiche Tontafeln mit Texten in assyrischer Sprache gefunden. Da es sich hauptsächlich um Briefe und wirtschaftliche Texte der Kaufleute handelt, geben sie Aufschluss über das Alltagsleben in einer anatolischen Stadt dieser Zeit. Außerdem kennen wir daher den Namen der Stadt Hattusch (Ḫattuš). Der gewinnorientierte Handel der Kaufleute trug wesentlich zum Wohlstand und Wachstum der Städte und ihrer Fürsten bei und somit zur Beschleunigung der Urbanisierung. Die Häuser wurden mehrräumiger, worin sich eine stärkere Trennung von Wohn- und Arbeitsbereich zeigt. Die Grundfläche der Stadt, zu der auch verstreute Stellen der späteren Oberstadt gehörten, betrug mindestens 48 Hektar und entsprach damit der von anderen zeitgenössischen Zentren wie Kültepe und Acemhöyük.
Bereits am Ende des 3. Jahrtausends v. Chr. wurden in mesopotamischen Texten über Anatolien erstmals als indogermanisch gedeutete Personennamen gefunden, deren Herkunft bisher nicht geklärt ist. Teile der Forschung vermuten sie nordöstlich des Schwarzen Meeres. Mit dem Versuch, ihre Macht auszudehnen, kam es zu Streitigkeiten zwischen den zentralanatolischen Herrschern. Archäologische Spuren im Stadtgebiet zeigen, dass um 1700 v. Chr. die Stadt in einem Brand zerstört wurde. In einem späteren, hethitischen Keilschrifttext berichtet der aus Kuššara stammende König Anitta von Kaniš:

„In der Nacht nahm ich die Stadt mit Gewalt, an ihrer Stelle aber säte ich Unkraut. Wer nach mir König wird und Hattusch wieder besiedelt, den soll der Wettergott des Himmels treffen.“

Nach lange vorherrschender Meinung war danach der Ort etwa hundert Jahre nicht besiedelt. Durch neuere Funde in der Unterstadt scheint es heute jedoch wahrscheinlich, dass in Hattusch auch direkt nach Anitta weiterhin eine Siedlung bestand.

### Hethitische Zeit

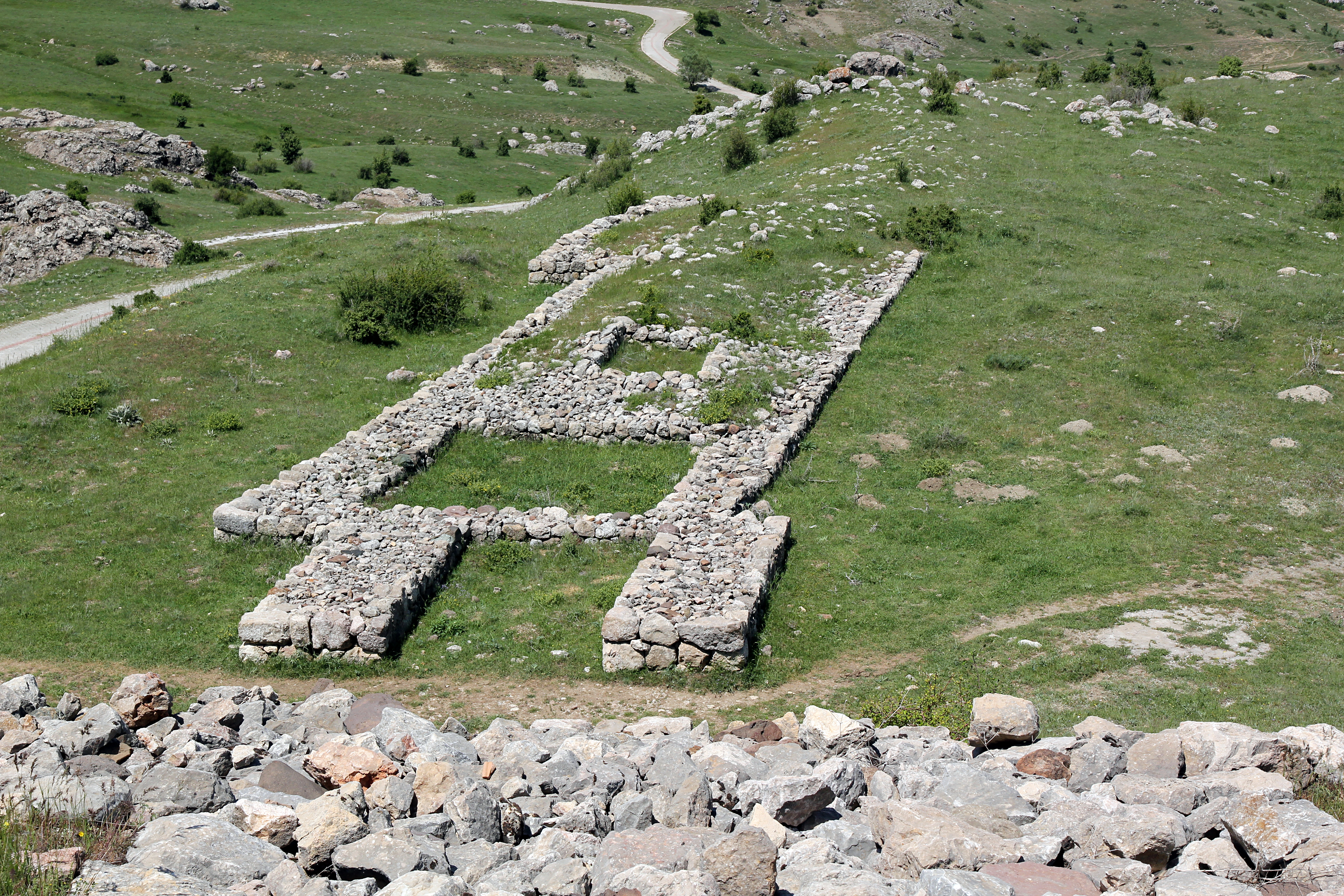
Tor der Poternenmauer vor Büyükkale

Etwa in der Mitte des 17. Jahrhunderts v. Chr. nahm ein hethitischer Herrscher mit Namen (oder dem Titel) Labarna als erster Großkönig Ḫattuša zur Hauptstadt seines Reiches, der Legende nach trotz Anittas Fluch. Er kam ebenfalls aus der Stadt Kuššara, die bis heute nicht lokalisiert werden konnte, die aber nach verschiedenen Textfunden südöstlich der Hauptstadt vermutet wird. Nach seiner neuen Residenzstadt, die jetzt den Namen Ḫattuša trug, nahm er den Namen Ḫattušili, der von Ḫattuša, an. Der Ausgräber Andreas Schachner nimmt an, dass er den Standort zu dem Zeitpunkt nicht wählte, um hier das Zentrum eines Großreichs entstehen zu lassen, sondern eher wegen der strategisch günstigen landschaftlichen Voraussetzungen. Damit war die Stadt ein sicherer Rückzugsraum gegen die damaligen inneranatolischen Kämpfe. Es wird angenommen, dass er die Siedlung bereits befestigte, auch wenn sein Nachfolger Ḫantili (frühes 16. Jahrhundert v. Chr.) für sich in Anspruch nahm, er habe als erster die Stadt mit einer Mauer versehen. Es handelt sich vermutlich um die sogenannte Poternenmauer, die später die Grenze zwischen Unter- und Oberstadt markierte, und um die nördliche Umfassungsmauer, die heute teilweise unter dem modernen Ort verborgen liegt. Das genaue Baudatum der einzelnen Mauerabschnitte ist nicht feststellbar. Die Befestigung richtete sich zunächst unter anderem gegen die Kaškäer, eine Gruppe von Stämmen, die im Gebiet am Schwarzen Meer lebten und die Hethiter in ihrer gesamten Herrschaftszeit von dort bedrängten. Auch wenn die frühesten schriftlichen Zeugnisse über die Kaškäer aus dem 14. Jahrhundert v. Chr. stammen, wird angenommen, dass sie bereits vor dem 16. Jahrhundert v. Chr. dort lebten, möglicherweise sogar anatolische Ureinwohner waren. Die Bebauung der Stadt konzentrierte sich zu dieser Zeit um die zwei Kerngebiete Büyükkale und die Unterstadt. Auf Büyükkale befand sich bereits der befestigte Herrschersitz, die Unterstadt nahm etwa den Bereich des großen Tempels mit Umgebung ein, aber auch der Nordwesthang zwischen Regierungssitz und Unterstadt war nach archäologischen Zeugnissen bebaut, dort wurden direkt neben der Poternenmauer Reste eines großen, unterirdischen Getreidesilos gefunden. Mitsamt dem Felsrücken Büyükkaya nahm das bebaute Gebiet damit eine Fläche von etwa 0,9 × 1,2 Kilometern ein.
In den folgenden Jahrhunderten wurde die Unterstadt weiter ausgebaut, auf Büyükkale verschwand die noch vorhandene Wohnbebauung und wurde durch öffentliche oder repräsentative Gebäude ersetzt. Auch der große Tempel mit seinen umgebenden Magazinen und dem Haus der Arbeitsleistung in der Unterstadt entstand vermutlich bereits in althethitischer Zeit, nach neueren Forschungen im 16. Jahrhundert v. Chr. Die Wohnhäuser wurden größer und regelmäßiger, sie scheinen ab dem 16. Jahrhundert v. Chr. nicht mehr nur wirtschaftlichen, sondern auch repräsentativen Zwecken gedient zu haben. Ein Text aus der Zeit von Tudḫaliya II. um 1400 v. Chr. berichtet nochmals von einem Brand der Stadt, wahrscheinlich durch die Kaškäer.
Wurde früher angenommen, dass der Ausbau der Oberstadt erst in der Spätzeit des Großreichs stattfand, so ist heute durch zahlreiche Funde nachweisbar, dass dieser planvolle Umbau bereits im 16. Jahrhundert v. Chr. begann. An einer erhöhten Stelle, nordöstlich des späteren Löwentors, wurden zunächst Getreidespeicher, dann Wasserreservoirs, die sogenannten Südteiche, angelegt. Zivile Bebauung ist westlich von Sarıkale, einem Felsen im Südwesten des Stadtgebiets, nachgewiesen, sie ist im Unterschied zur Altstadt sehr gradlinig und regelmäßig angelegt. Und über die Zeit vom 16. bis 14. Jahrhundert v. Chr. entstand an einem Hang zwischen Sarıkale und Büyükkale ein Tempelviertel mit 27 Kultgebäuden. Wann die Befestigung der Oberstadt errichtet wurde, ist nicht genau nachweisbar, es ist aber unwahrscheinlich, dass die im 16. Jahrhundert v. Chr. begonnenen Südteiche, die Wohnbebauung und die ersten Tempel nicht umwehrt waren. Entgegen der früheren Annahme, dass die Entstehung der fünf monumentalen Tore der Stadtmauer sowie der repräsentative Ausbau von Yerkapı, dem südlichen Teil der Stadtmauer, erst in der letzten Phase im 13. Jahrhundert v. Chr. erfolgten, datiert Andreas Schachner beides bereits ins 16. oder 15. Jahrhundert v. Chr.
Im frühen 13. Jahrhundert v. Chr. verlegte Muwattalli II. die Hauptstadt des Reiches von Ḫattuša nach Tarḫuntašša, eine Stadt in der gleichnamigen Region im Süden Anatoliens, deren genauer Standort noch unbekannt ist. Der Grund für die Verlegung ist unklar, aber er verlegte sie mit den Göttern von Hatti und den Manen (den Geistern der Ahnen), was naturgemäß einen tiefgreifenden Einschnitt in die Stadtgeschichte darstellte. Auch wenn nach wenigen Jahrzehnten sein Nachfolger Muršili III. in die alte Hauptstadt zurückkehrte, wandelte sich in dieser Zeit die Oberstadt vom Kult- zum Handwerkerviertel. Der größte Teil der Tempel im Tempeldistrikt der Oberstadt wurde aufgegeben und durch Töpferwerkstätten überbaut. Muršili wurde durch seinen Onkel Ḫattušili III. abgesetzt. Unter ihm und seinem Sohn und Nachfolger Tudḫaliya IV. erlebte die Stadt eine letzte Blütezeit. Vor allem der Palastkomplex auf Büyükkale wurde monumental erweitert mit von Säulenhallen gefassten Höfen, einer Audienzhalle und dem eigentlichen Königspalast, außerdem war Tudḫaliya verantwortlich für die prächtige Reliefausstattung des Felsheiligtums von Yazılıkaya außerhalb der Stadt. Dessen Sohn und letzter König des Hethiterreiches Šuppiluliuma II. schließlich war der Errichter der großen Inschrift von Nişantaş und östlich davon, im Bereich der Südburg, einer Kultanlage aus den beiden Ostteichen, zwei Kammern und einem Tempel. Eine dieser Kammern, die mit Reliefs und einer großen Inschrift ausgestattet ist, wird als DINGIR.KASKAL.KUR bezeichnet, was etwa einen Zugang zur Unterwelt bedeutet.
Auch außerhalb der umwehrten Stadt wurden Spuren einer hethitischen Besiedlung gefunden. So ist zum Beispiel zwischen Büyükkaya und Yazılıkaya eine lockere Bebauung nachweisbar, bei der dort gelegenen Felsgruppe Osmankayası konnte die für lange Zeit einzige bekannte hethitische Nekropole im Umfeld der Stadt ergraben werden. Sie war vom 17. bis ins 14. Jahrhundert v. Chr. in Benutzung. Südöstlich der Stadt in der Kayalıboğaz-Schlucht wurden Reste eines vorgelagerten Verteidigungswerks gefunden. Im Osten jenseits der nach Yozgat führenden Straße konnten westlich von Yazılıkaya zwei Wasserspeicher nachgewiesen werden, die wohl zu einer Bewässerungsanlage der Felder gehörten.
Weshalb im frühen 12. Jahrhundert v. Chr. das hethitische Großreich zerfiel und die Hauptstadt verlassen wurde, ist bisher ungeklärt. Als mögliche Ursachen kommen interne Streitigkeiten – möglicherweise als Spätfolgen der Usurpation des Throns durch Ḫattušili III. – infrage, ebenso Hungersnöte, entweder durch Klimaveränderungen oder infolge von zu starker Ausbeutung der Ressourcen. Auch der Seevölkersturm, der zu der Zeit die Anrainer des östlichen Mittelmeers bedrängte, hatte möglicherweise zumindest indirekte Auswirkungen bis nach Zentralanatolien, indem die Fernhandelsbeziehungen wegbrachen. Zwar konnten an zahlreichen Gebäuden der Stadt Brandspuren festgestellt werden, aber da die Räume vorher größtenteils leergeräumt wurden, ist ein Angriff nicht wahrscheinlich. Auch ist nicht erkennbar, ob die Brände gleichzeitig oder in Abständen erfolgten. Die allgemeine Forschungsmeinung tendiert heute zu einer Mischung all dieser möglichen Ursachen.
Jürgen Seeher hält es für möglich, dass Šuppiluliuma II. die Stadt planvoll verlassen hat und nochmals die Hauptstadt verlegte. Darin schließt sich ihm auch der australische Historiker Trevor R. Bryce an Zsolt Simon vermutet, dass ihm dort ein Großkönig Tudḫaliya V., vielleicht sein Sohn, nachfolgte und das Reich – allerdings jetzt bedeutungslos – weiter existierte.

### Nachhethitische Zeit

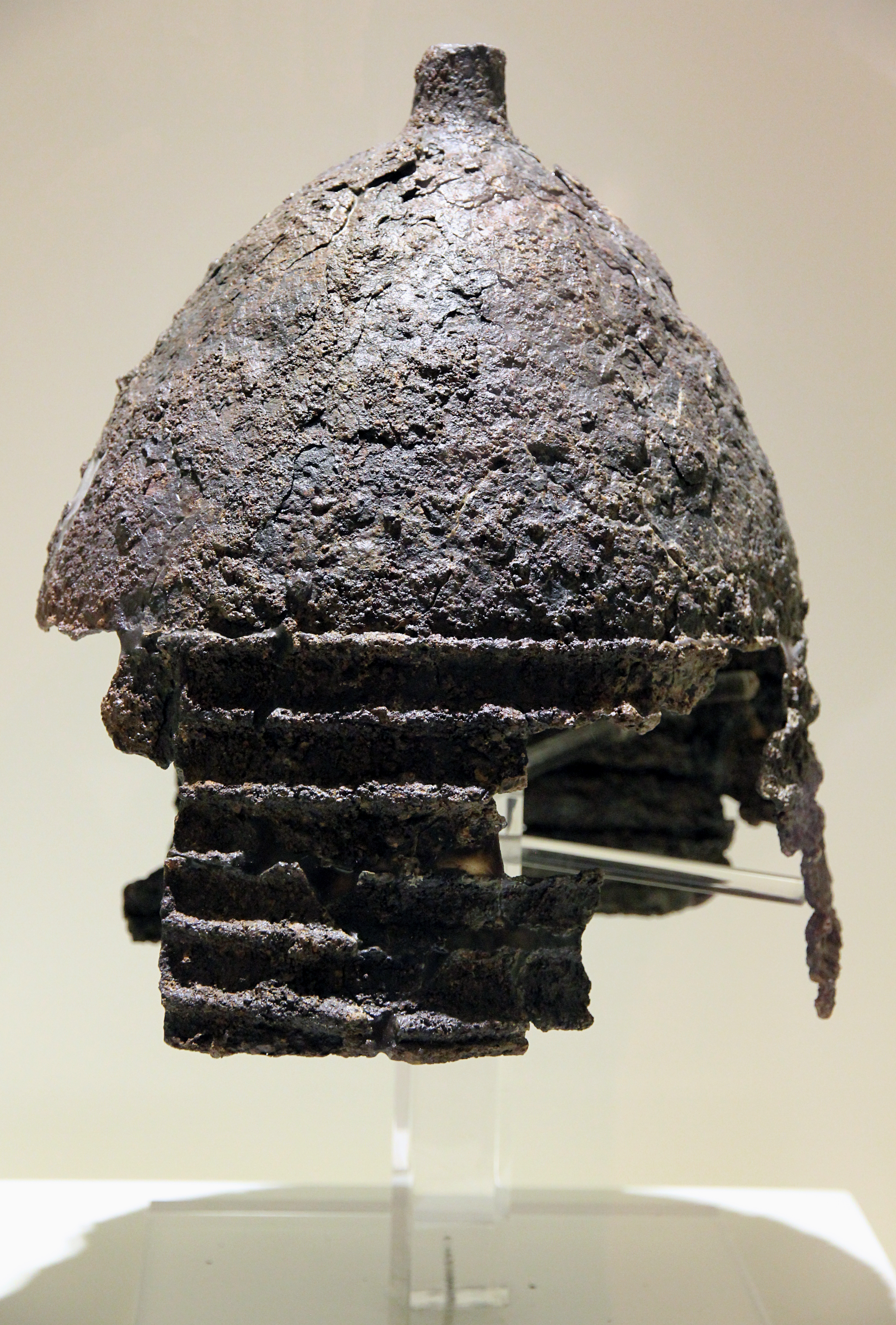
Phrygischer Eisenhelm des 8./7. Jahrhunderts v. Chr. vom Nordwesthang, Museum Boğazkale

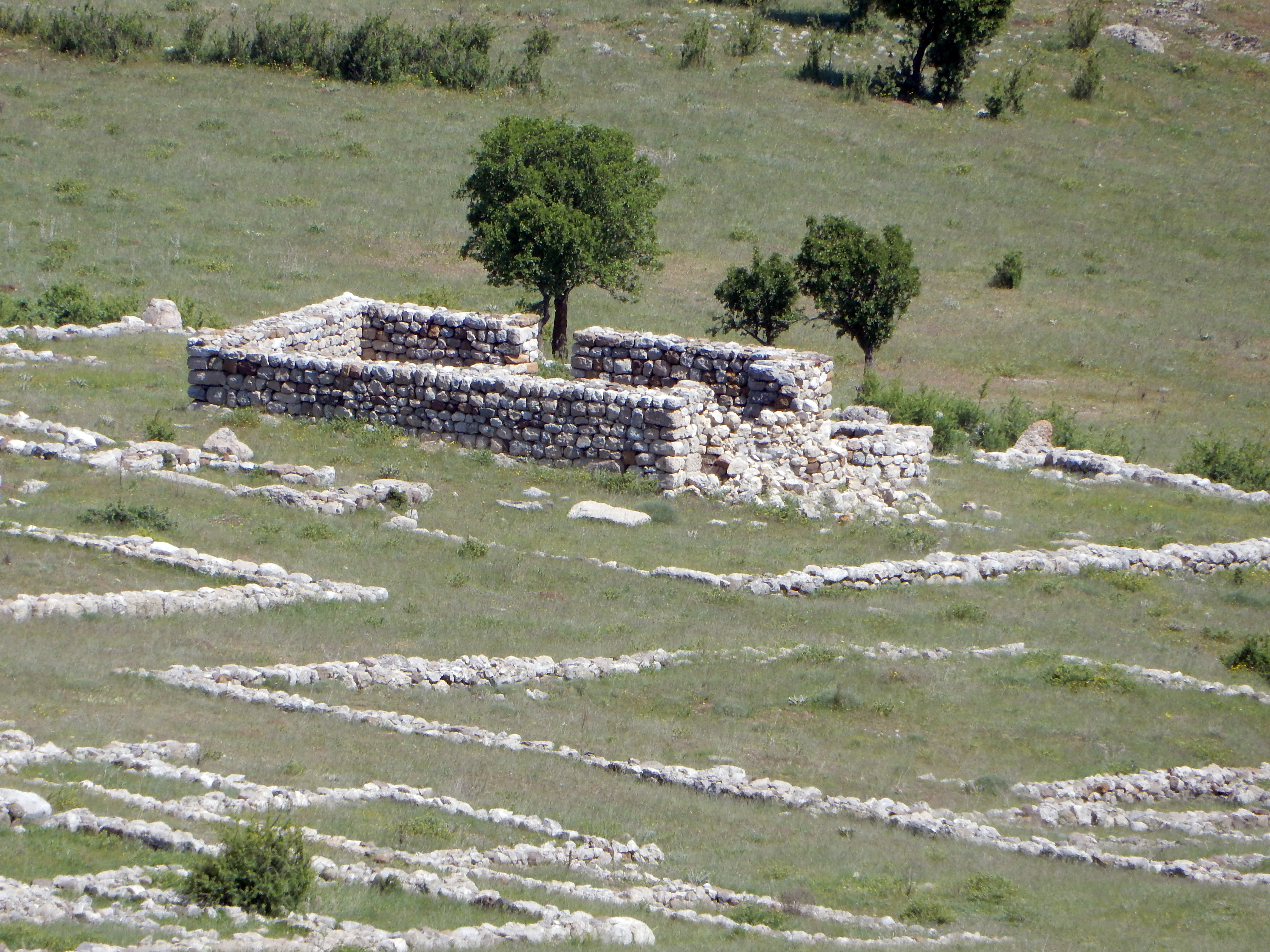
Ruine einer byzantinischen Kirche im oberen Tempelviertel

Entgegen der früheren Ansicht, dass dem Ende der Hauptstadt eine Besiedlungspause von mehreren Jahrhunderten folgte, zeigen Ausgrabungen auf Büyükkaya, dass dort eine kleinere Siedlung existierte, zu deren Einwohnern möglicherweise auch Reste der hethitischen Bevölkerung gehörten. Allerdings geht aus den Funden ebenso hervor, dass diese Menschen auf ein kulturelles Niveau zurückfielen, das zum Teil der Steinzeit entsprach. So lebten die Bewohner in kleinen Grubenhäusern, bei der Keramik geriet der Gebrauch der Töpferscheibe bald in Vergessenheit, ebenso wie der Gebrauch der Schrift. Möglicherweise handelte es sich bei den Siedlern um Gruppen aus dem nördlichen Anatolien, die das entstandene Machtvakuum nutzten. Die Siedlung auf Büyükkaya dehnte sich im Lauf der Jahrhunderte über die ganze Oberfläche des Hügels aus, und im übrigen Stadtgebiet entstanden kleinere Ansiedlungen, beispielsweise beim Haus am Hang, bei Tempel 7 in der Oberstadt und auf Büyükkale.
In der ersten Hälfte des 8. Jahrhunderts v. Chr. wurde auf Büyükkale wieder eine Befestigung errichtet. Auf Grund von Funden wie einer Kybele-Statue und Inschriften in phrygischer Sprache auf Keramikscherben wird sie allgemein mit den im westlichen Zentralanatolien lebenden Phrygern in Verbindung gebracht, wobei die Befunde der materiellen Kultur für eine unabhängige soziopolitische Struktur sprechen. Im 7./6. Jahrhundert v. Chr. wurde – wahrscheinlich zumindest zeitweise parallel – südlich von Büyükkale, im Bereich nordwestlich der Ostteiche und der hethitischen Kultgrotten, die Südburg errichtet, in deren westlicher Umgebung eine Wohnbebauung entstand. Sowohl Büyükkale als auch die Südburg waren von starken Mauern umgeben. Die Ausbreitung der Meder im frühen 6. Jahrhundert v. Chr. und später der persischen Achämeniden nach Anatolien hatte auf die materielle Kultur der Stadt keinen archäologisch sichtbaren Einfluss, das Leben lief weiter, bis die Stadt im 5. Jahrhundert v. Chr. an Bedeutung verlor. Unklar ist, ob die Siedlung tatsächlich völlig aufgegeben wurde.
Einen erneuten kulturellen Umbruch in der Region brachten im 3. Jahrhundert v. Chr. die Galater, die östlichen Kelten, die von Südosteuropa über Westanatolien nach Zentralanatolien vordrangen. In Tavium beim heutigen Büyüknefes, etwa 20 Kilometer südlich von Boğazköy, hatte der Stamm der Trokmer sein Zentrum, von wo aus sie auch das Gelände von Ḫattuša in Besitz nahmen. Zeugnis davon legen Spuren von Wohnbebauung auf dem Nordwesthang, eine kleine Festungsanlage bei Kesikkaya sowie vereinzelte Steinkistengräber und Pithosbestattungen in der Unterstadt ab.
Nach etwa 25 v. Chr. übernahm das Römische Reich die Herrschaft über das Gebiet der Trokmer und machte es zur Provinz Galatia. Aus dieser Zeit zeugen nur wenige verstreute Dorfsiedlungen in der Umgebung der Stadt. Im 1. Jahrhundert n. Chr. bauten die Römer eine Straße von der Provinzhauptstadt Tavium nach Norden, vermutlich nach Amasia, die wenige Kilometer östlich und nördlich am Gebiet von Boğazköy vorbeiführte. In den Ruinen der bronze- und eisenzeitlichen Stadt von Boğazköy wurde zunächst ein römisches Militärlager angelegt, das in der ersten Hälfte des 1. Jahrhunderts n. Chr. mit einer großzügigen Villenanlage überbaut wurde. Im Umfeld des Großen Tempels und in der Unterstadt wurde eine ausgedehnte Nekropole dieser Zeit freigelegt, während sich auf Büyükkale die Reste einer kleinen, wohl spätkaiserzeitlichen Befestigung fanden. Auch belegen zahlreiche Abarbeitungen an Felsen sowie an Werksteinen im Großen Tempel, dass die Römer sie als Steinbruch nutzten. Am deutlichsten sind die Spuren am Felsen von Kessikkaya im Westen der Stadt zu erkennen.

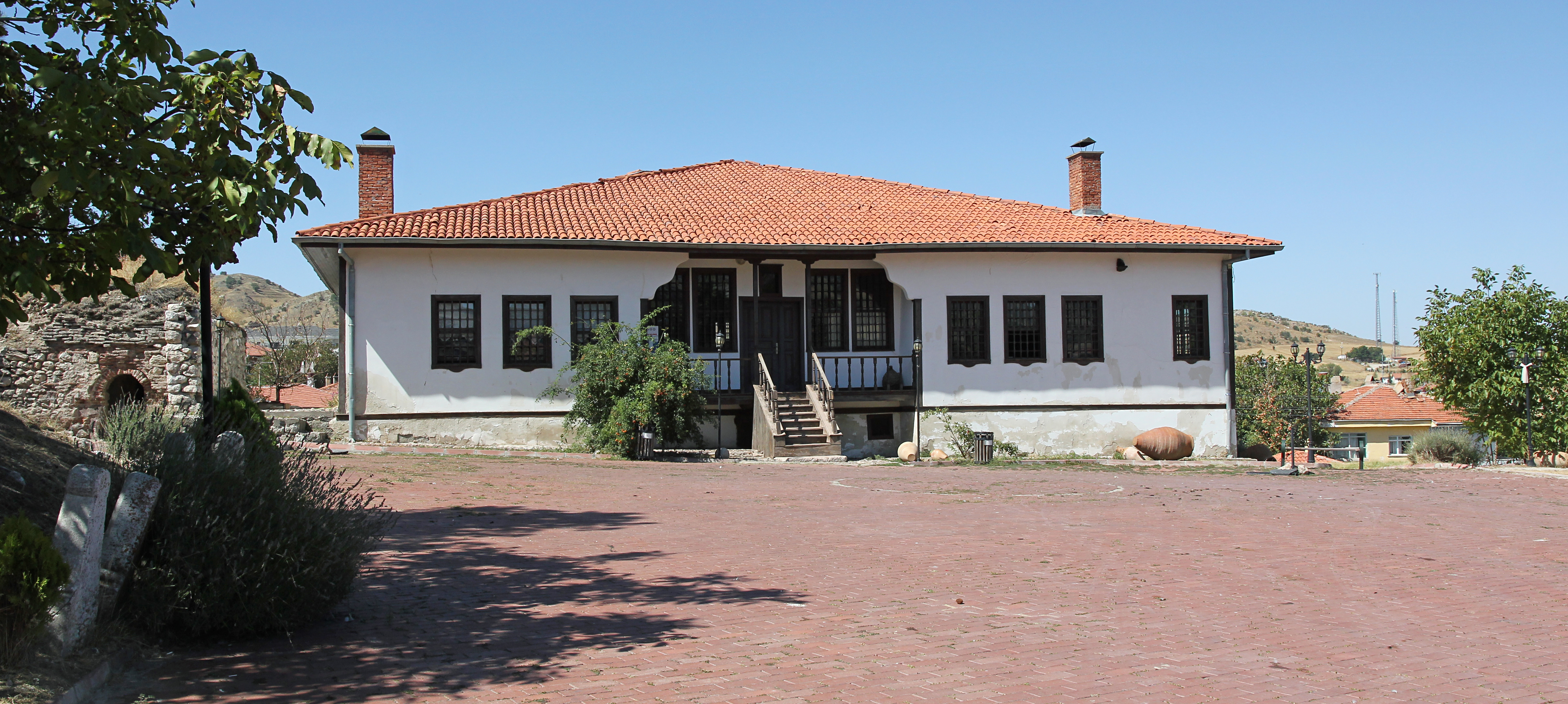
Konak von Ziya Bey und Arslan Bey, Anfang des 20. Jahrhunderts Grabungshaus

Aus der frühbyzantinischen Zeit sind nur spärliche Zeugnisse erhalten, dagegen wurden in der Oberstadt, am Nordrand des Tempelviertels, Überreste einer mittelbyzantinischen Siedlung mit einem Kloster und mehreren Kirchen des 10. bis 11. Jahrhunderts ausgegraben und zum Teil restauriert. Darin waren Spolien des 6. bis 8. Jahrhunderts verbaut, die auf eine frühere Kleinsiedlung schließen lassen. Auf Sarıkale wurde die bestehende hethitische Anlage in dieser Zeit umgebaut und mit einer Befestigung ausgestattet. Auch auf dem südlich davon liegenden Felsblock Yenicekale sind Reste einer byzantinischen Bebauung gefunden worden. Die datierbaren Münzfunde enden etwa in den 1060er Jahren, sodass davon ausgegangen werden kann, dass zu jener Zeit die Siedlung aufgegeben wurde, vermutlich im Zuge der Einwanderung türkischer Stämme aus dem Osten.
In den folgenden Jahrhunderten ist keine Siedlungsaktivität im Raum von Boǧazköy nachweisbar. Aus der Zeit der seldschukischen Fürstentümer ab dem 12. Jahrhundert existieren lediglich vereinzelte Münzfunde, die aber wohl auf durchziehende Nomaden zurückzuführen sind. Im 15./16. Jahrhundert wird das seldschukische Beylik der Dulkadiroğulları von den Osmanen zerschlagen. Daraufhin ließ sich ein versprengter Zweig der ursprünglich aus der Gegend von Maraş stammenden Familie zunächst in Yekbas (zeitweise Evren) nieder, um schließlich im 17. Jahrhundert drei Kilometer weiter südlich den Ort Boǧazköy, das heutige Boğazkale, zu gründen. Die Verlegung der Siedlung aus der Ebene des Budaközü-Baches in die bergige und damit geschütztere Landschaft erfolgte vermutlich aufgrund der Wirren infolge der sogenannten Celali-Aufstände. Der Konak, die herrschaftliche Residenz der Familie, existiert noch heute. Angehörige dieser Sippe, Ziya Bey und Arslan Bey, waren es, die am Ende des 19. und Anfang des 20. Jahrhunderts den westlichen Forschern und Archäologen Unterkunft und Unterstützung bei ihren Grabungen zukommen ließen.

## Die Stadt

### Stadtmauern

Plan von Ḫattuša

Das hethitische Stadtgebiet war ringsum von einer Mauer umgeben und von weiteren Abschnittsmauern durchzogen. Die äußeren Mauern hatten einen Umfang von 6,6 Kilometern, mit allen Teilstücken innerhalb des Stadtgebiets sind die Mauern mehr als neun Kilometer lang. Die älteste hethitische Mauer ist die Poternenmauer, die nach dessen eigenen Angaben unter Großkönig Ḫantili I. im späten 17. oder frühen 16. Jahrhundert v. Chr. erbaut wurde. Es ist allerdings nicht ausgeschlossen, dass es bereits einen älteren Vorgängerbau gab. Die Poternenmauer umfasste zunächst nur das Gebiet der Altstadt, heute auch als Unterstadt bezeichnet. Sie verlief im Südwesten von Kesikkaya im Westen bis Büyükkale im Osten, umlief diese Festung im Süden und Osten und setzte sich nach Norden fort, wobei sie die tiefe Schlucht des Budaközü zwischen den Erhebungen Ambarlıkaya und Büyükkaya überquerte. In der Schlucht setzte sie aus, es wird vermutet, dass der Bachlauf vielleicht von einer Art Gitter abgeriegelt war. Von dort setzte sie sich über die Höhe von Büyükkaya fort und umlief im großen Bogen die Stadt, um schließlich bei Kesikkaya den Ring zu schließen. Die nördlichen Abschnitte sind zu großen Teilen vom modernen Ort überbaut oder liegen unter Feldern und sind noch nicht ausgegraben. Sichtbar sind im Stadtgebiet die Grundmauern, die östlich von Kesikkaya auf einer Strecke von mehreren hundert Metern restauriert wurden. Die Mauer ist benannt nach den Tunneln, die in Abständen zwischen 70 und 180 Metern unter der Mauer durchführen. Auf dem Abschnitt zwischen Kesikkaya und Büyükkale sind acht Poternen nachgewiesen. Sie sind, wie der gleichartige Bau bei Yerkapı, als Kraggewölbe errichtet. Allerdings sind die heute verschütteten Poternen der Altstadtmauer deutlich kleiner als Yerkapı und verdeckt angelegt. Eine mögliche Funktion ist die von Ausfalltoren, um den Angreifer vor der Stadt zu bekämpfen. Der tatsächliche Zweck ist letztlich unklar. Im Zuge der Restaurierung wurden bei einigen die Eingänge freigelegt. Die Befestigung wurde in der sogenannten Kastenbauweise errichtet – eine anatolische Erfindung, wahrscheinlich eine Reaktion auf die Entwicklung von Rammböcken. Es wurden zwei Mauern parallel errichtet, zwischen denen Querverbindungen eingezogen wurden. Durch das Auffüllen der so entstandenen Kästen mit Erde, Steinen und Lehmziegelbruch entstand eine breitere und damit widerstandsfähigere Mauer. Die Mauern standen auf Wällen, die zum Teil künstlich aufgeschüttet wurden. Das Fundament bildete ein Sockel aus Bruchstein-Trockenmauerwerk, die eigentliche Mauer bestand aus verputzten, luftgetrockneten Lehmziegeln. In unregelmäßigen Abständen waren Türme integriert, die aus der Mauer hervorsprangen, insgesamt über einhundert. Über die Höhe der Mauern können nur Vermutungen angestellt werde. Der Steinsockel hatte eine Höhe von vielleicht 3–4 Metern, darauf erhob sich der Aufbau aus Holzfachwerk und Lehmziegeln, von etwa der gleichen Höhe, der bekrönt war von einem Wehrgang mit Zinnen. Die Türme waren sicherlich nochmal um einiges höher. Eine Vorstellung vom Aussehen der Mauer geben zahlreiche bekannte Tonmodelle, an denen auch die gewölbte Form der Zinnen erkennbar ist, und der an diese Vorbilder angelehnte Nachbau eines Mauerabschnitts in der Unterstadt.
Wann die Mauer um die südlich gelegene Oberstadt erbaut wurde, ist nicht sicher zu klären. Da aber bereits ab dem späten 16. Jahrhundert v. Chr. Teile der Oberstadt intensiv bebaut und genutzt wurden, kann mit großer Wahrscheinlichkeit angenommen werden, dass die Oberstadt bereits damals befestigt war. Die Mauer schloss westlich von Kesikkaya an die Poternenmauer an und traf auf der Südostecke von Büyükkale wieder auf die alte Befestigung. Sie war ebenfalls als Kastenmauer gebaut, wobei nun allerdings auf die Poternen verzichtet wurde. Etwa im 15. oder 14. Jahrhundert v. Chr. wurde in der Unterstadt eine Abschnittsmauer eingezogen, die von der nördlichen Stadtmauer abzweigte, nordwestlich am großen Tempel vorbeiführte und westlich von Kesikkaya auf die Poternenmauer traf, dort wo sich auch die Südstadtmauer anschloss. Wahrscheinlich im 15., eventuell auch erst im 14. Jahrhundert v. Chr., scheinen die äußeren Bedrohungen nicht mehr so stark gewesen zu sein, sodass die Mauern nicht mehr so sehr der Verteidigung dienten, sondern vielmehr repräsentativen Zwecken gewidmet waren. Dies zeigt sich auch in den großen Fenstern der Türme, die zwar nicht archäologisch nachweisbar sind, aber von den Tonmodellen her bekannt sind. In diese Zeit fällt möglicherweise auch der monumentale Ausbau der Rampe von Yerkapı beim südlichsten Mauerabschnitt. Erst im späten 13. Jahrhundert v. Chr. wurde die Bedrohung der Stadt, möglicherweise durch innenpolitische Streitigkeiten, wieder so bedeutend, dass auf dem südlichen Wall eine zweite Stadtmauer vorgelagert wurde. Wahrscheinlich auch in dieser Zeit wurde auf Büyükkaya eine weitere Abschnittsmauer errichtet, die nördlich der Getreidespeicher nach Westen abzweigte und bei Mihraplıkaya an die westliche Abschnittsmauer anschloss. Damit wurden die Speicher gegen unbefugten Zugriff geschützt, sie konnten nur noch durch ein bewachtes Tor betreten werden.

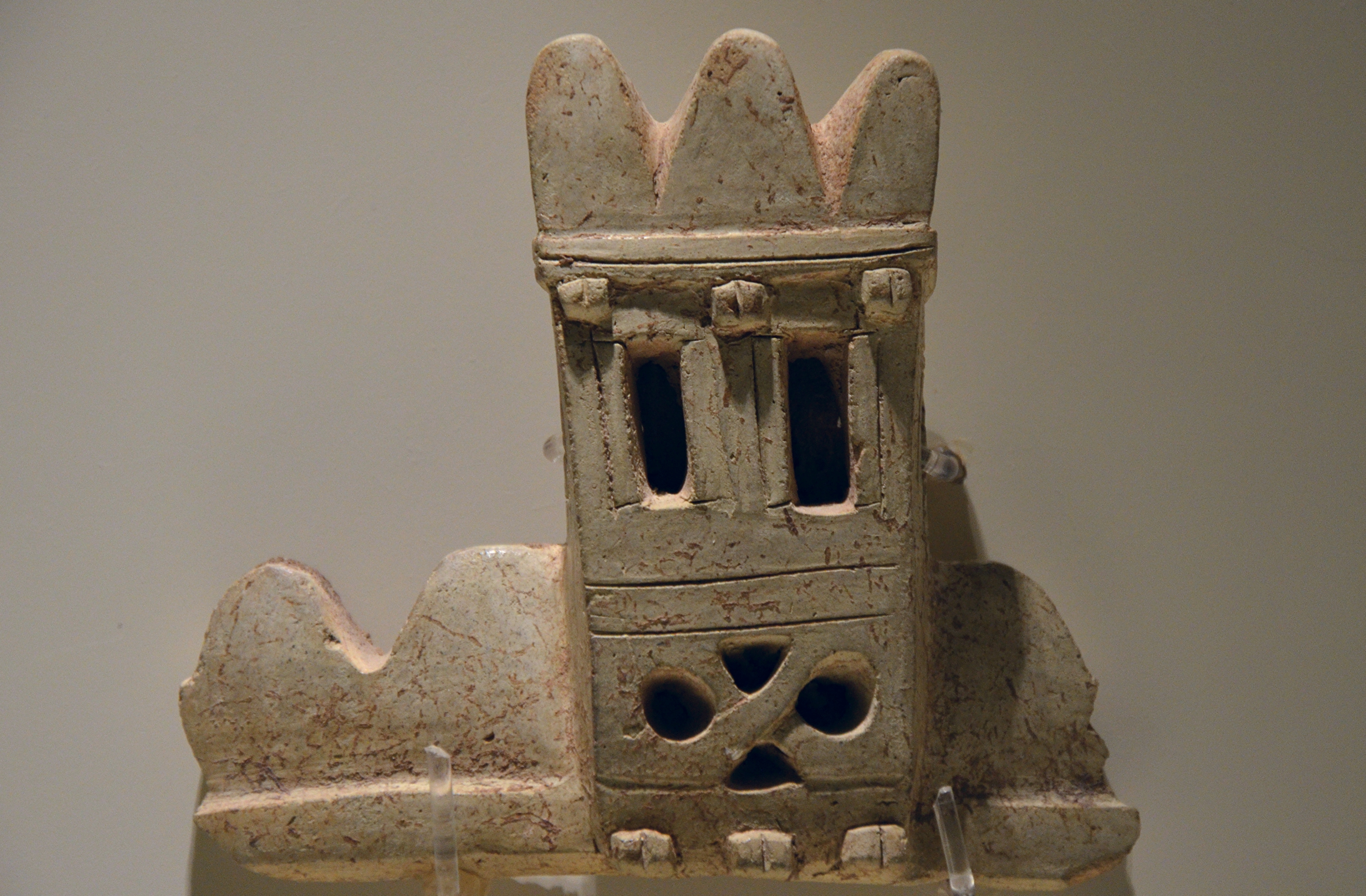
Tonmodell einer Stadtmauer im Museum für anatolische Zivilisationen, Ankara
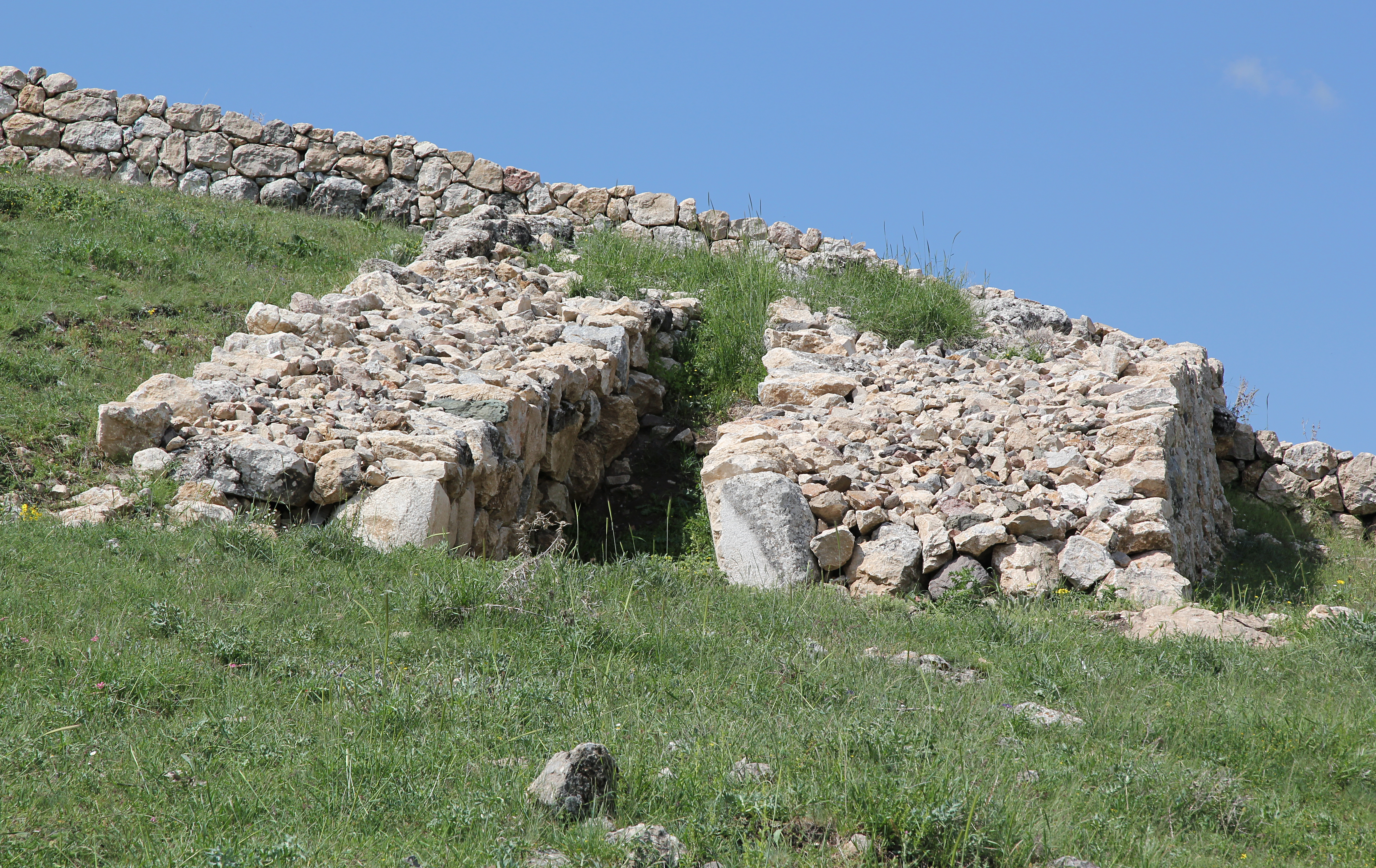
Restaurierte Poterne bei Kesikkaya
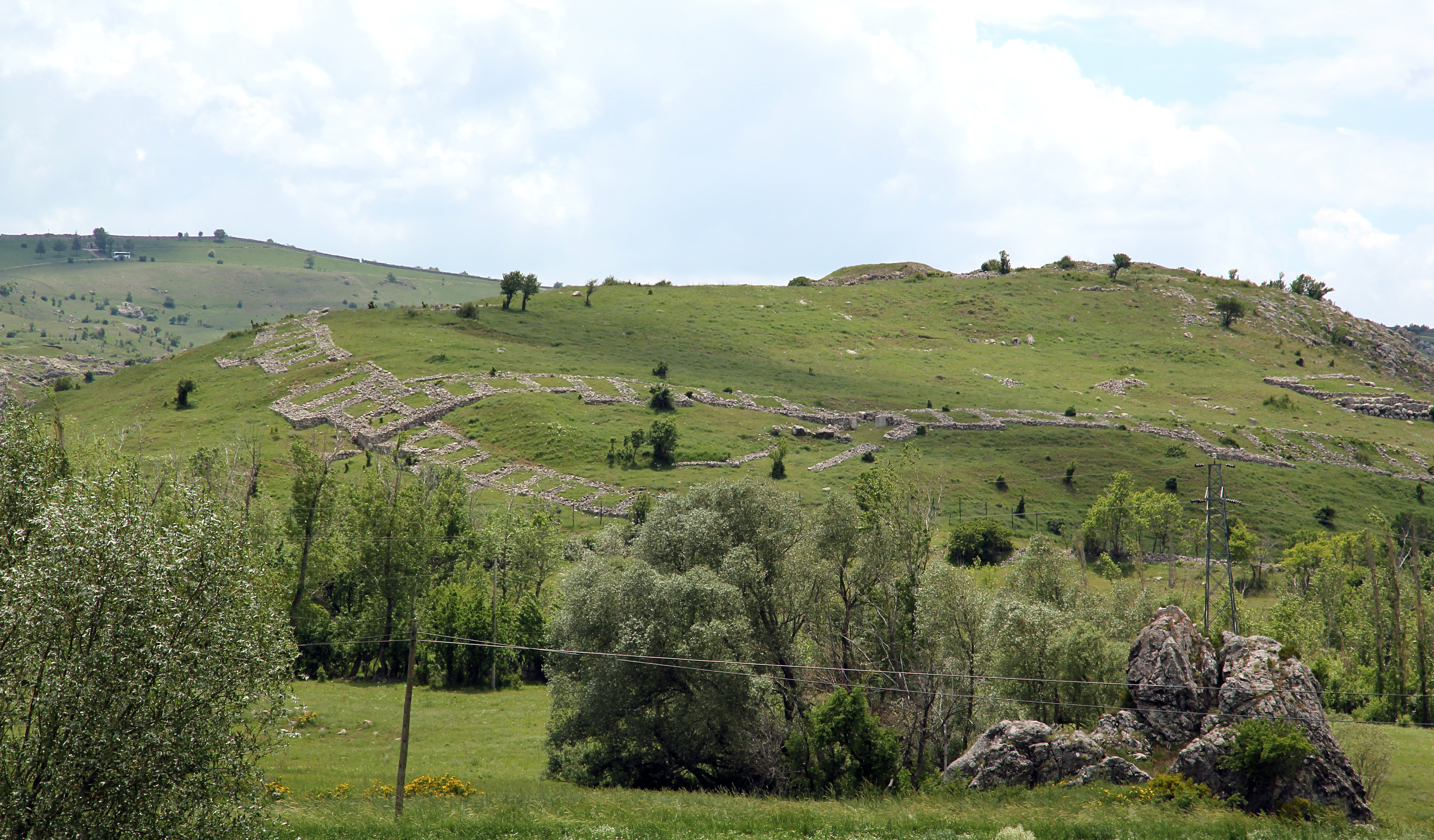
Stadtmauern auf Büyükkaya, gut sichtbar die Kastenbauweise mit vorspringenden Türmen und die abzweigende Abschnittsmauer
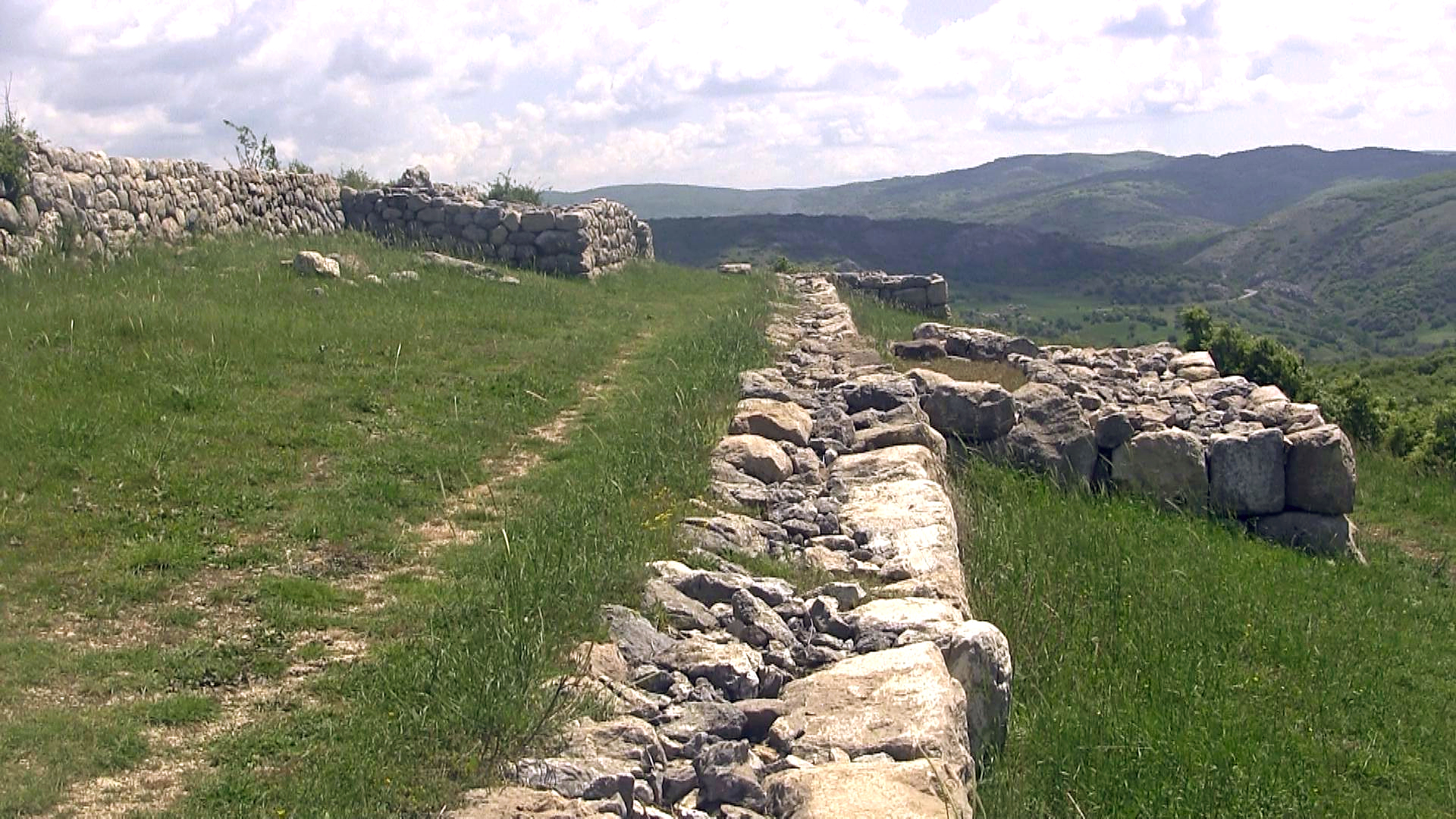
Stadtmauer am Sphinxtor (links) und zusätzliche Mauer davor (rechts)

### Teilrekonstruktion der Stadtbefestigung

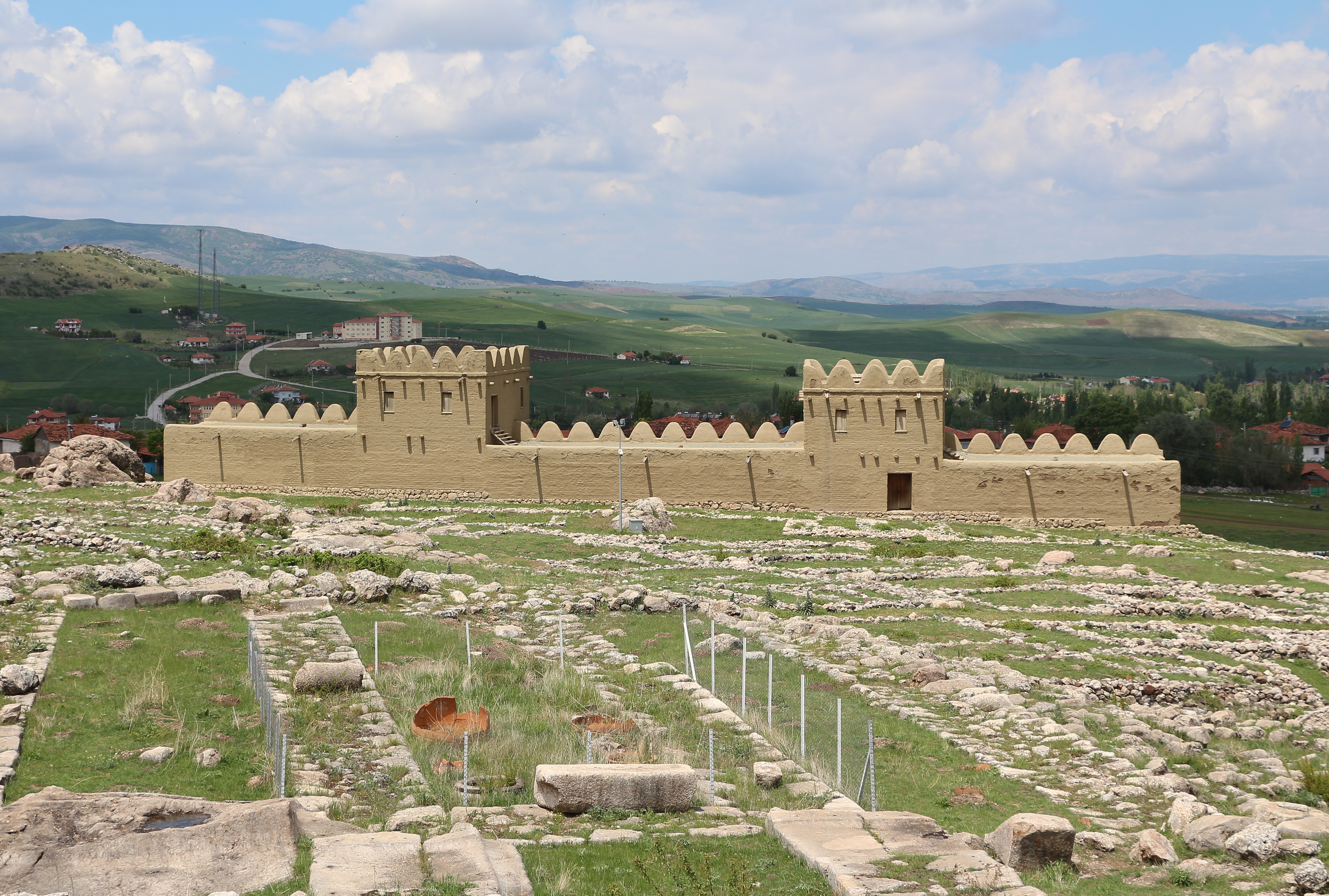
Der Mauerabschnitt, vom Bereich des Großen Tempels aus gesehen

Zwischen 2003 und 2005 wurde ein 65 Meter langer Abschnitt der Befestigungsmauern durch das DAI wiederaufgebaut: drei 7 bis 8 Meter hohe Mauerabschnitte und zwei 12 bis 13 Meter hohe Wehrtürme. Der japanische Konzern JT International unterstützte das Projekt als Sponsor.
Die Archäologen arbeiteten im Sinne der experimentellen Archäologie mit historischen Materialien und historischen Verfahren. Sie stellten 64.000 Lehmziegel her, dafür verarbeiteten sie 2700 Tonnen Lehmerde, 100 Tonnen Stroh und rund 1500 Tonnen Wasser. Außerdem wurden rund 1750 Tonnen Erdschutt für Verfüllungen und den Aufbau von Rampen benötigt, ferner Holzstämme für die Konstruktion der Turmgeschosse. Die üblichen Maße der quadratischen Lehmziegel (etwa 45 × 45 × 10 Zentimeter, rund 34 Kilogramm) waren bekannt, da einige Ziegel unzerstört erhalten geblieben waren. Als Anhaltspunkt für die Gestaltung dienten Tonmodelle der Stadtmauer, die von den Hethitern als Verzierung am Rand großer Kultvasen angebracht wurden.
Etwa 11 Monate lang waren im Durchschnitt 27 Arbeiter am Werk. Der Arbeitsaufwand summierte sich auf 6772 Manntage, obwohl Bagger, Traktoren und Lastkraftwagen für die Beschaffung des Materials eingesetzt wurden, um die Kosten im Rahmen halten zu können. Wie hoch der entsprechende Aufwand zu Zeiten der Hethiter war, die ohne Unterstützung durch Maschinen arbeiteten, konnte nur geschätzt werden. Hochrechnungen ergaben, dass die Hethiter rund tausend Arbeitskräfte einsetzen mussten, wenn sie pro Jahr einen Kilometer Stadtmauer bauen wollten. Der für das Projekt verantwortliche Archäologe Jürgen Seeher nimmt an, dass vor allem Gefangene die alten Stadtmauern errichtet hatten. In mehreren Keilschrifttexten wird berichtet, dass die Könige der Hethiter Tausende von Menschen als Beute von ihren Kriegszügen mitbrachten, um den chronischen Mangel an Arbeitskräften auszugleichen.
Bei der Berechnung des historischen Arbeitskräftebedarfs wurden längere Pausen während der Wintermonate einkalkuliert. Die Lehmziegelproduktion ist in Zentralanatolien nur im Sommer möglich, wenn es warm genug ist und nicht regnet, etwa von Mitte Juni bis Mitte September. Zu dem experimentellen Projekt gehört auch die fortdauernde Beobachtung des Bauwerks im Hinblick darauf, wie sich das Wetter auf die Bausubstanz auswirkt und wie oft der Putz ausgebessert werden muss, der die Lehmziegel schützt, aber durch Regenfälle mit der Zeit abgewaschen wird.

### Stadttore

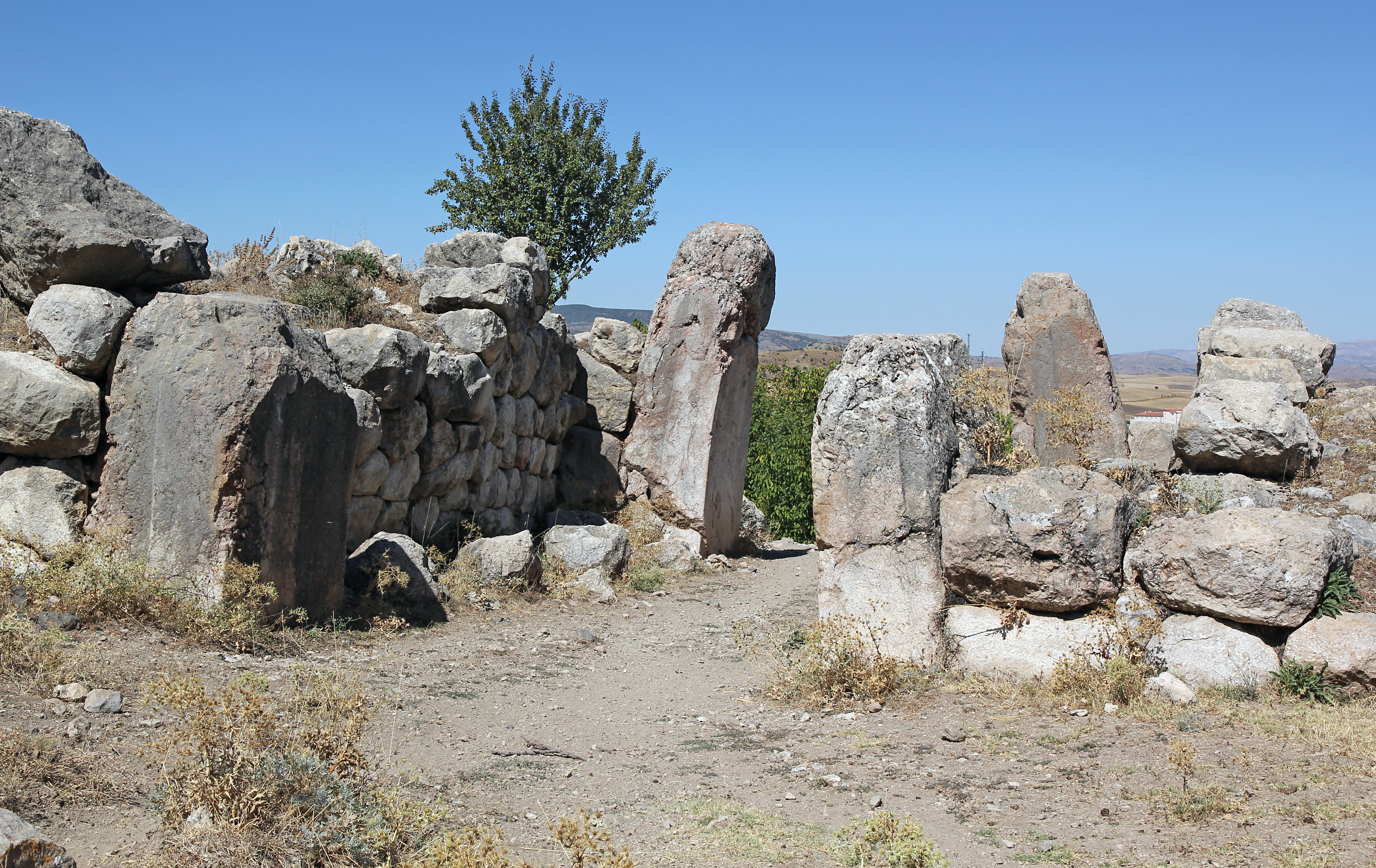
Unteres Westtor

Die Poternenmauer zwischen Kesikkaya und Büyükkale, die Ober- und Unterstadt trennt, hatte mindestens zwei Tore, eines am Fuß von Büyükkale und ein weiteres, erst 2009 ergrabenes, westlich von Kesikkaya. Die westliche Abschnittsmauer hatte mindestens zwei Durchfahrten, eine nördlich des großen Tempels, wo heute die moderne Straße auf das Grabungsgelände führt, und eine westlich des Tempels. Sie wurden vermutlich gemeinsam mit Tempel und Mauer im 15. oder 14. Jahrhundert v. Chr. gebaut. Ob und wo weitere Tore in der Abschnittsmauer vorhanden waren, ist archäologisch nicht feststellbar. Gleiches gilt für die Tore der nördlichen Umfassungsmauer der Unterstadt.
Die südliche Stadtmauer um die Oberstadt hatte fünf monumentale Tore, von denen das Sphinxtor eine Sonderstellung einnimmt. Die anderen vier hatten außen und innen einen parabolisch geformten Durchgang, der mit hölzernen Torflügeln verschlossen war. Die Steinpfannen, in denen sich die Türangeln drehten, und die Schleifspuren der Flügel sind vor allem am Königstor noch deutlich zu sehen. Beide Durchgänge konnten von innen, also stadtseits, mit Riegeln verschlossen werden. In den Seitenwänden sind beim Löwen- und beim Königstor noch die Aussparungen zu erkennen, in die die Riegel geschoben wurden. In einem Text über die Aufgaben des hazannu (etwa Stadtkommandant) ist festgelegt, dass die Tore jeden Abend verschlossen und versiegelt und die Siegel jeden Morgen auf Unversehrtheit überprüft werden mussten. Die Tore sind, mit Ausnahme des Sphinxtores, jeweils von zwei Türmen flankiert. Zwei der Tore liegen im Westabschnitt der Mauer, das Untere Westtor im Nordwesten von Kızlarkayası, durch das ein heute noch benutzbarer Fußweg vom Ort Boğazkale hochführt, und das Obere Westtor westlich von Kızlarkayası. Im Gegensatz zu den anderen Toren der Oberstadt waren sie nicht mit Reliefschmuck ausgestattet. Die drei anderen Tore sind alle im südlichen Teil der Befestigung, es sind im Südwesten das Löwentor, am südlichsten Punkt das Sphinxtor und im Südosten das Königstor.

#### Löwentor
Die Torkammer des Löwentors ist wie bei allen großen Toren von zwei Türmen mit rechteckigen Grundrissen von etwa 10 × 15 Metern flankiert. An der noch 4,6 Meter hoch erhaltenen Außenfront des westlichen Turms ist das sorgfältig gearbeitete Polygonalmauerwerk gut zu sehen. Die äußere Bearbeitung der Steinblöcke ist an diesem Tor nicht fertiggestellt worden, der Grund dafür ist umstritten. Außen führt eine Rampe schräg von Osten zum Tor, die von einer weiteren Mauer mit einem Turm begleitet war. Die beiden Durchgänge wurden durch mächtige Steinblöcke gebildet, die zusammen eine Parabel formten. Aus diesen Blöcken sind an der Toraußenseite zwei Löwenfiguren herausgearbeitet, nach denen das Tor seinen modernen Namen hat. Löwen waren im hethitischen Reich wie im gesamten alten Orient als Torwächter sehr verbreitet. Auch an verschiedenen Toren auf der Königsburg Büyükkale standen möglicherweise derartige Torfiguren. Die Gestalten sind sehr sorgfältig gearbeitet, was beispielsweise an der feinen Struktur der Mähne, an den Tatzen und an der Darstellung der Gesichter mit drohend geöffnetem Maul, heraushängenden Zungen und weit geöffneten Augen erkennbar ist. Die Augen waren wahrscheinlich ursprünglich aus einer separaten Kalkmasse mit schwarzen Pupillen geformt und in gebohrte Löcher eingesetzt. Links vom Kopf des westlichen Löwen sind schwach eingemeißelte Hieroglyphen zu erkennen. Sie sind nicht vollständig deutbar, lesbar ist am Ende das Zeichen für „Tor“  PORTA, möglicherweise war hier der hethitische Name des Tors genannt. 2010 und 2011 wurde das Tor aufwendig restauriert, Risse in den Türgewänden sowie Schäden am rechten Löwen beseitigt und beim linken Löwen der Kopf, der schon im Altertum verloren war, rekonstruiert.

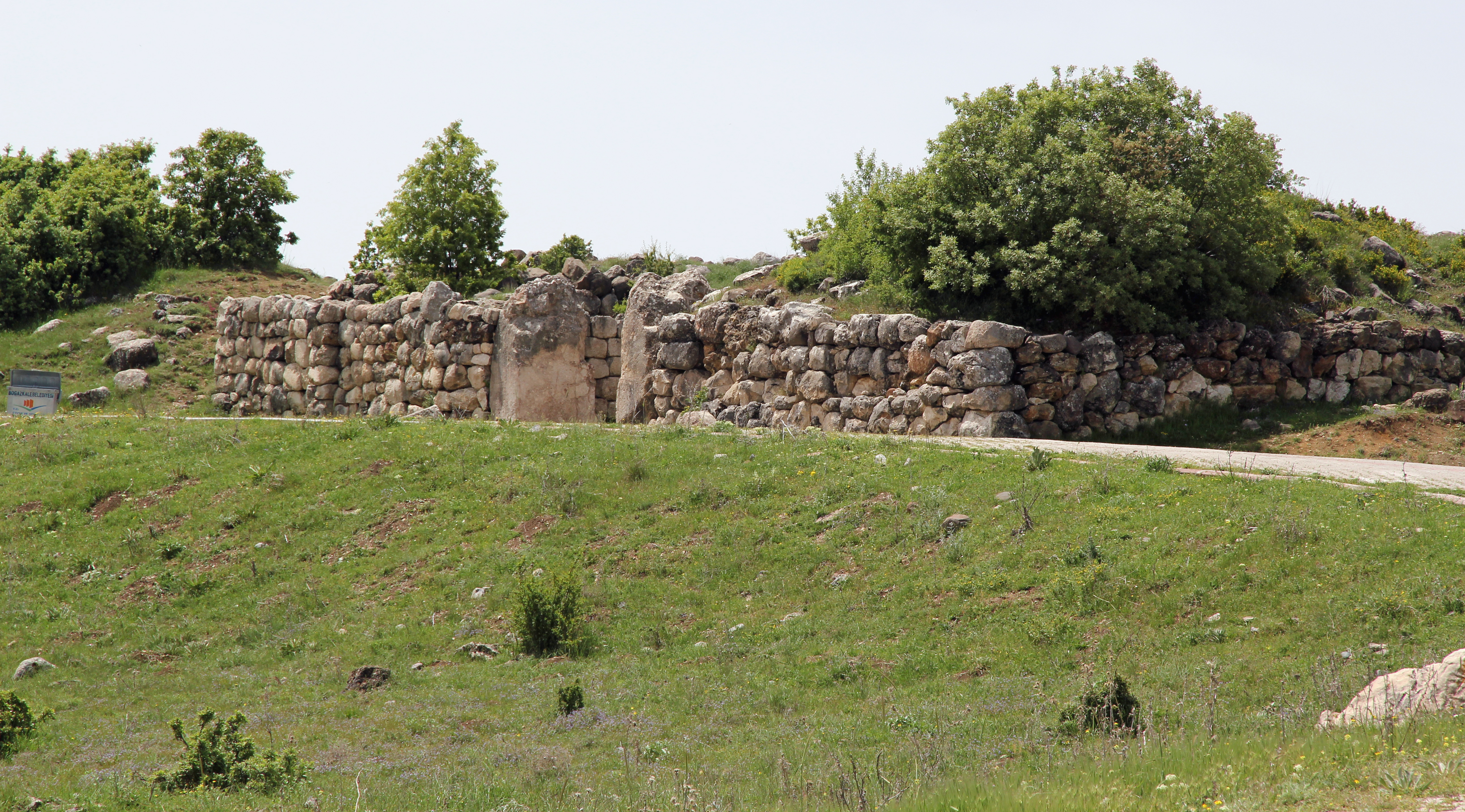
Löwentor Stadtseite
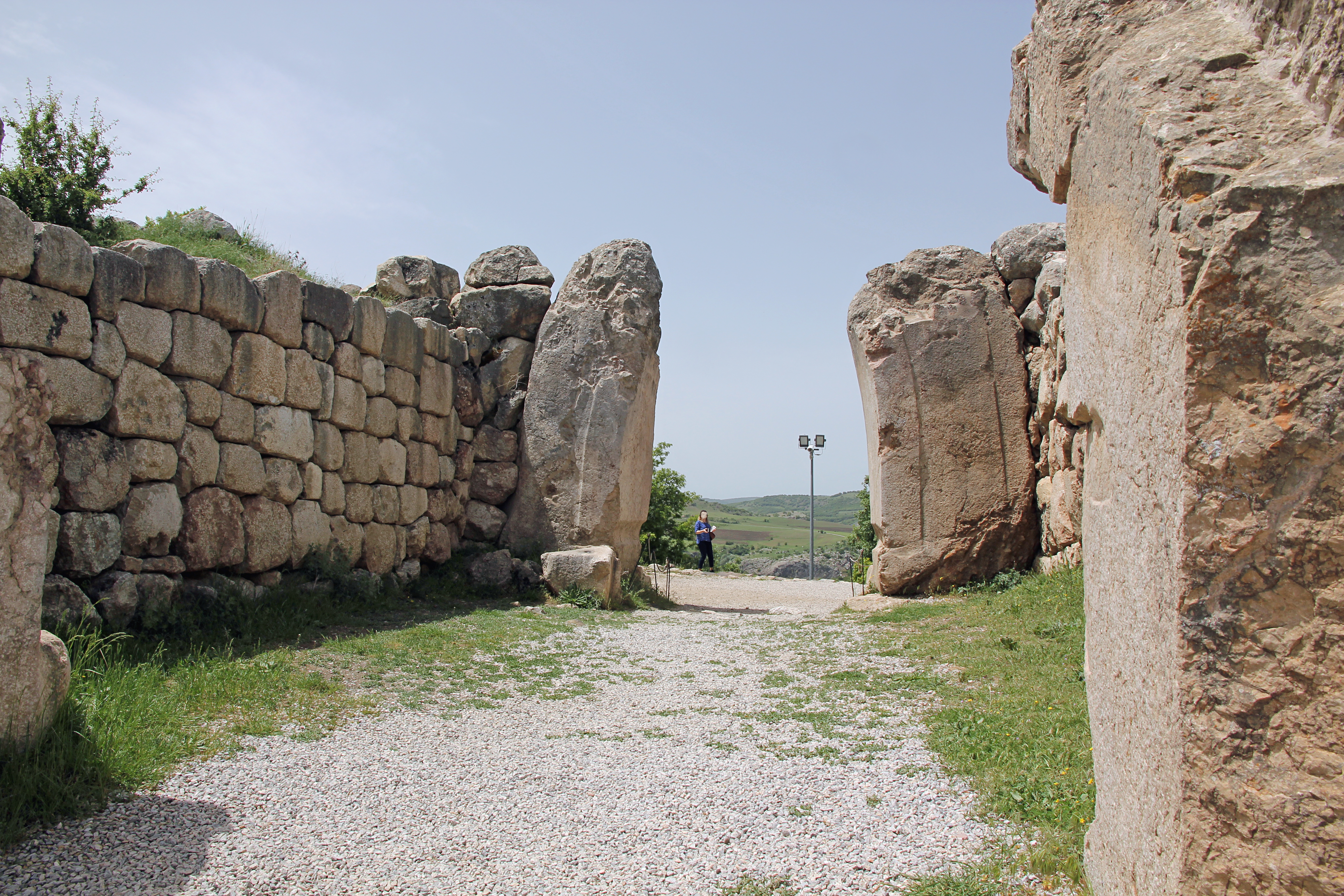
Torkammer
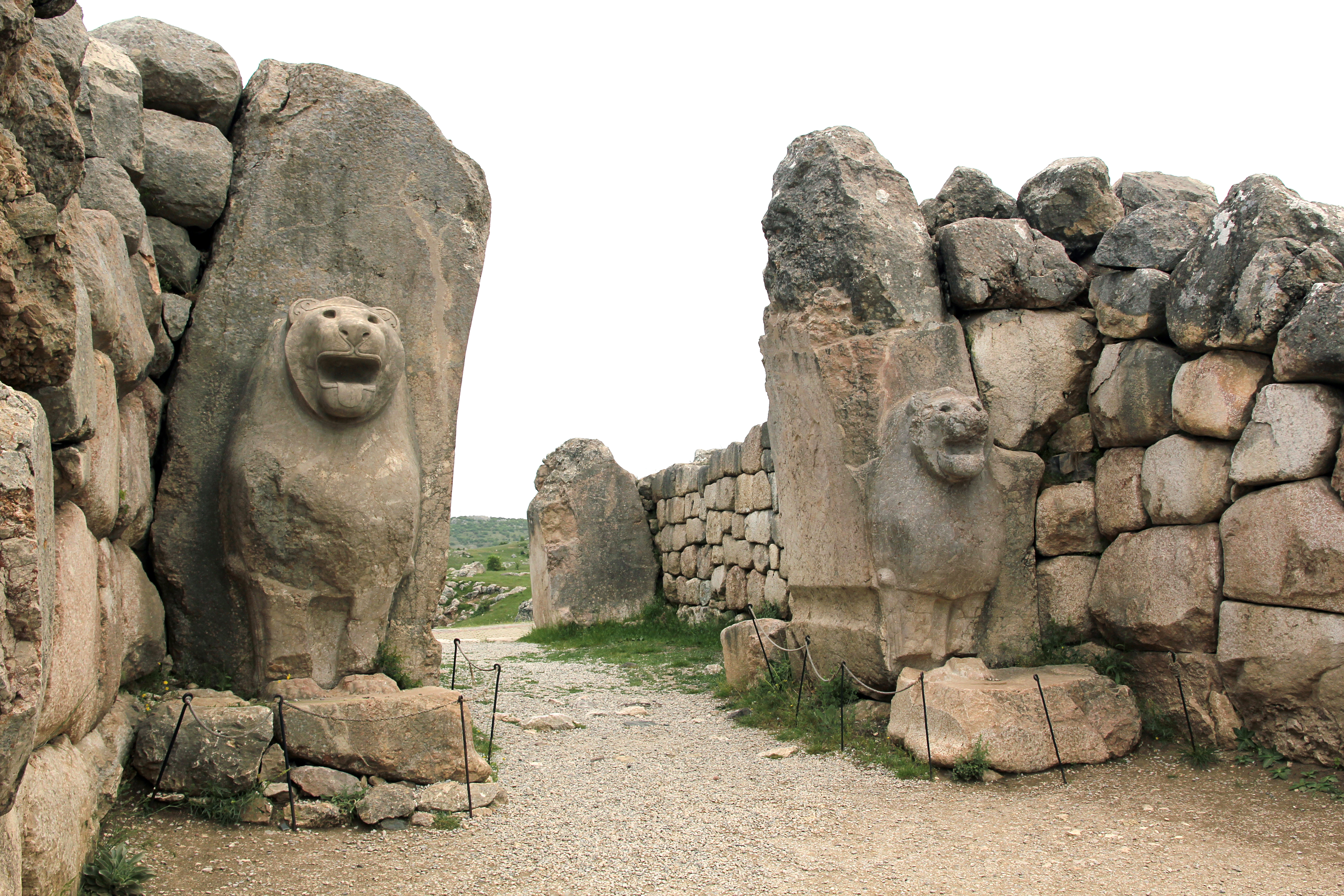
Löwenskulpturen außen
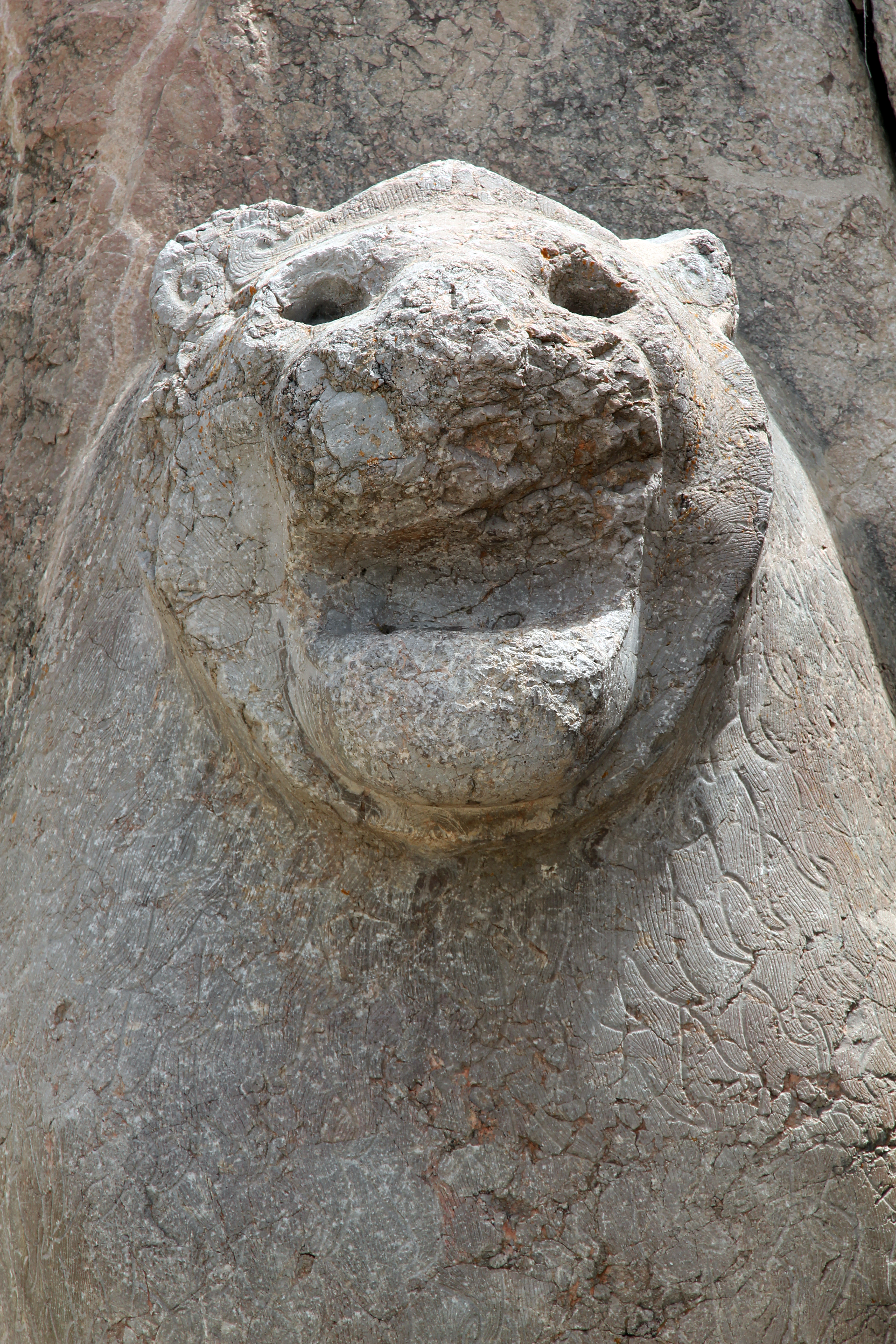
Rechter Torlöwe
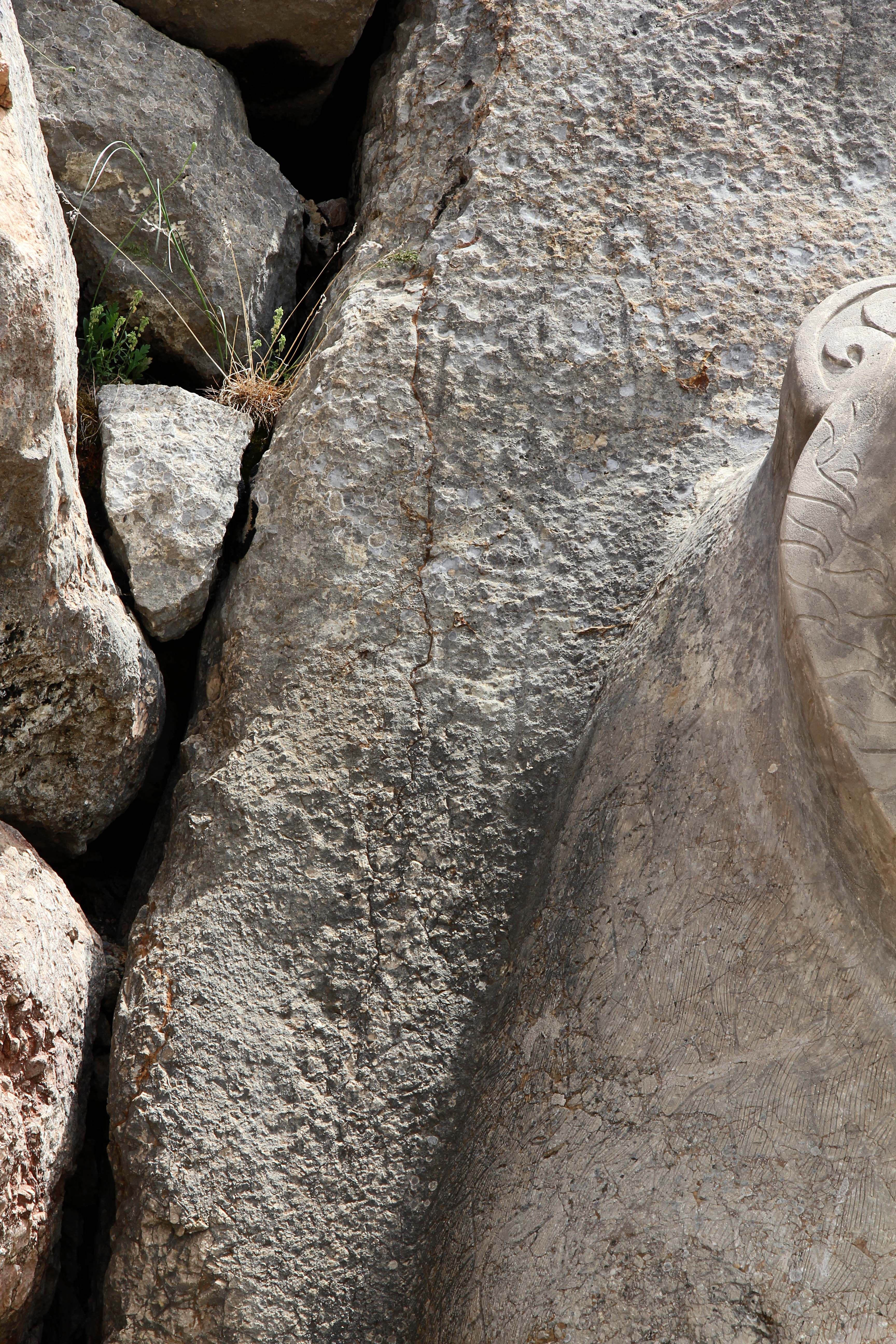
Inschrift am linken Löwen

#### Sphinxtor
Das Sphinxtor (gelegentlich auch Sphingentor) steht am höchsten und südlichsten Punkt der Stadtmauer. Im Unterschied zu den anderen vier Toren ist es nicht von Türmen flankiert, sondern der Durchgang führt durch einen Turm hindurch. Auch haben die Türlaibungen hier keine parabolische Form, sondern sind rechteckig mit einem Türsturz. Außerdem war nur der äußere Durchgang mit Türflügeln versehen und verschließbar, die stadtseitige Torseite blieb offen. Das Sphinxtor war ein Fußgängertor, das von der Stadtaußenseite über die Treppen an den Seiten des mächtigen Walls von Yerkapı erreicht werden konnte. Man vermutet für den Wall ebenso wie für das Tor eine kultische Bedeutung, allerdings ist die Funktion durch keine Textstellen belegbar. Das Sphinxtor hat seinen heutigen Namen von den vier Sphinxfiguren, die den Ein- und Ausgang bewachten. An der Außenseite sind nur Reste der linken, westlichen Sphinx erhalten, nur Füße mit Tatzen und Spuren des Kopfschmuckes sind noch erkennbar. Auf der rechten Seite ist der Block mit der Sphinx verloren. Der Rest des Laibungblockes zeigt Meißelspuren, die darauf hindeuten, dass der Block als Baumaterial verwendet wurde. Die beiden Sphingen der Innenseite wurden 1907 ausgegraben (siehe weiter unten). 2011, nach einer Restaurierung wurden am inneren Tor zwei Kopien aufgestellt, die wieder zusammengesetzten Originale befinden sich im Museum von Boğazkale. Die meisten erhaltenen Originalteile konnten von der östlichen Sphinx wieder verwendet werden. Die Gestalt der Sphinx haben die Hethiter vermutlich über Nordsyrien aus dem ägyptischen Kulturkreis übernommen, allerdings ist die hethitische Sphinx im Gegensatz zur ägyptischen weiblich, was an den Gesichtszügen und Körperformen erkennbar ist. Die Wesen sind vorne nahezu vollplastisch gearbeitet, seitlich im Hochrelief. Über dem Leib erheben sich große Flügel, der Schwanz ist über dem Hinterteil hoch aufgerollt. Das Gesicht hat weibliche Züge mit eingelegten Augen, rechts und links fallen zwei Zöpfe auf die Brust herab. In diesen in Locken endenden Zöpfen zeigt sich die Herkunft der Figur aus Ägypten, sie ist vergleichbar der Haartracht der Himmelsgöttin Hathor. Den Kopf schmückt ein Helm mit Wangenklappen und Hörnern als Zeichen der Göttlichkeit. Über dem Helm sind sechs Rosetten zu sehen, deren Bedeutung unklar ist. Auf dem Flügelansatz der westlichen Sphinx sind fünf eingeritzte Hieroglyphen zu sehen. Der türkische Hethitologe Metin Alparslan erkennt die beiden Zeichen  REX für König und  SCRIBA für Schreiber. Er schließt daraus unter Vorbehalt, dass ein des Schreibens kundiger König (kein Großkönig) für das Graffito verantwortlich ist. Aus den restlichen Zeichen liest er den Namen Ni(a)-ZITI, der allerdings in bekannten Texten nirgends vorkommt.

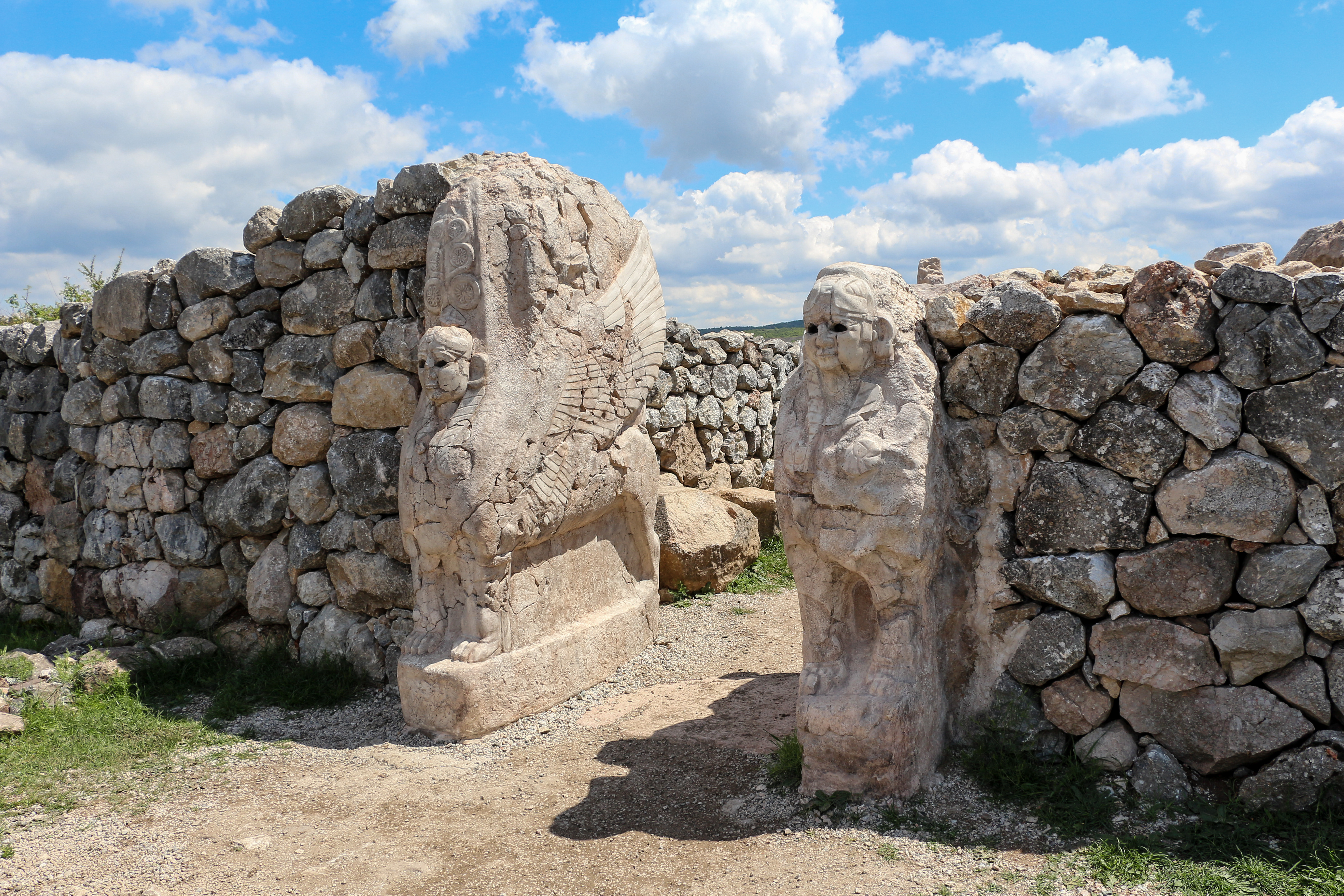
Sphinxtor Stadtseite
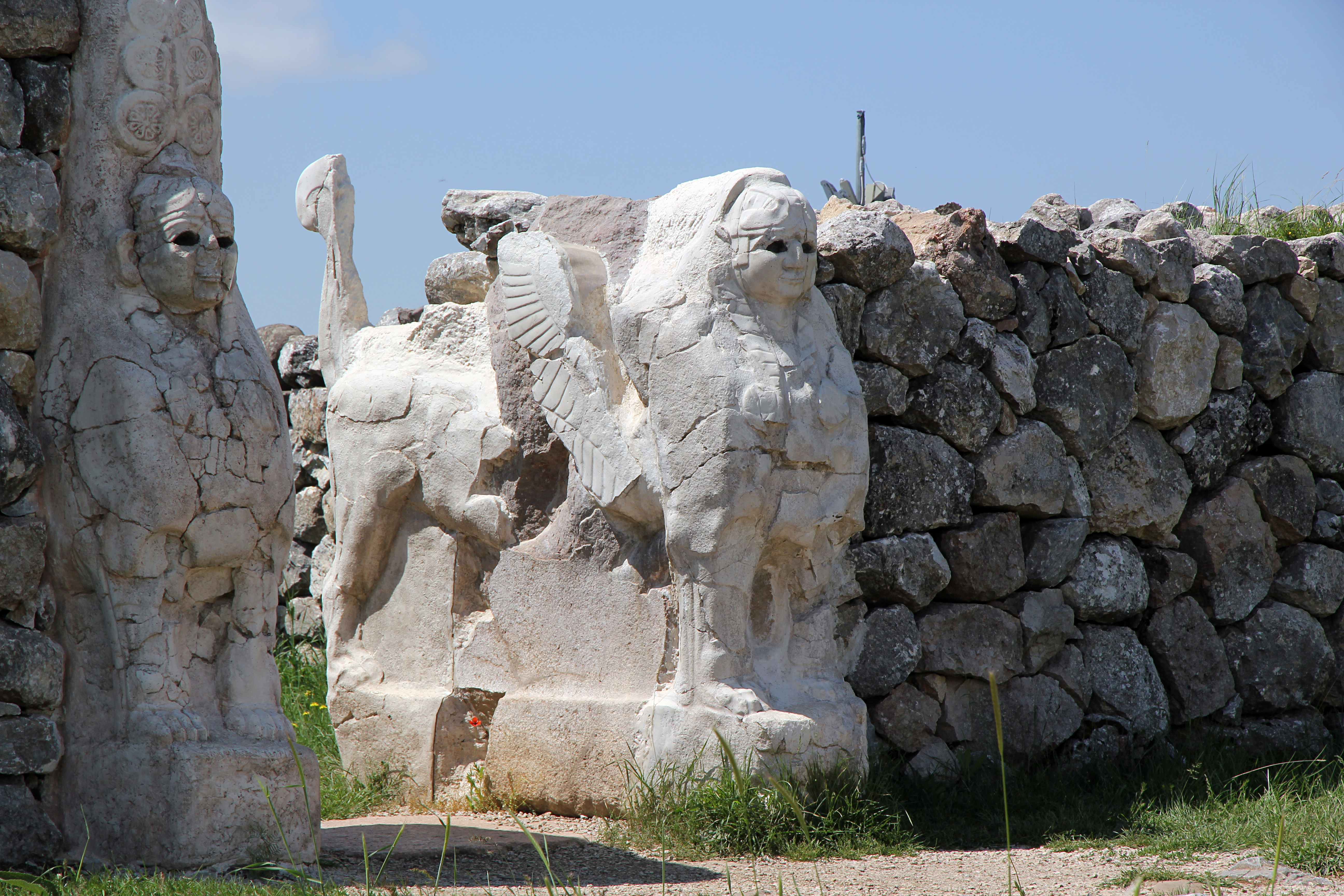
Westliche Sphinx
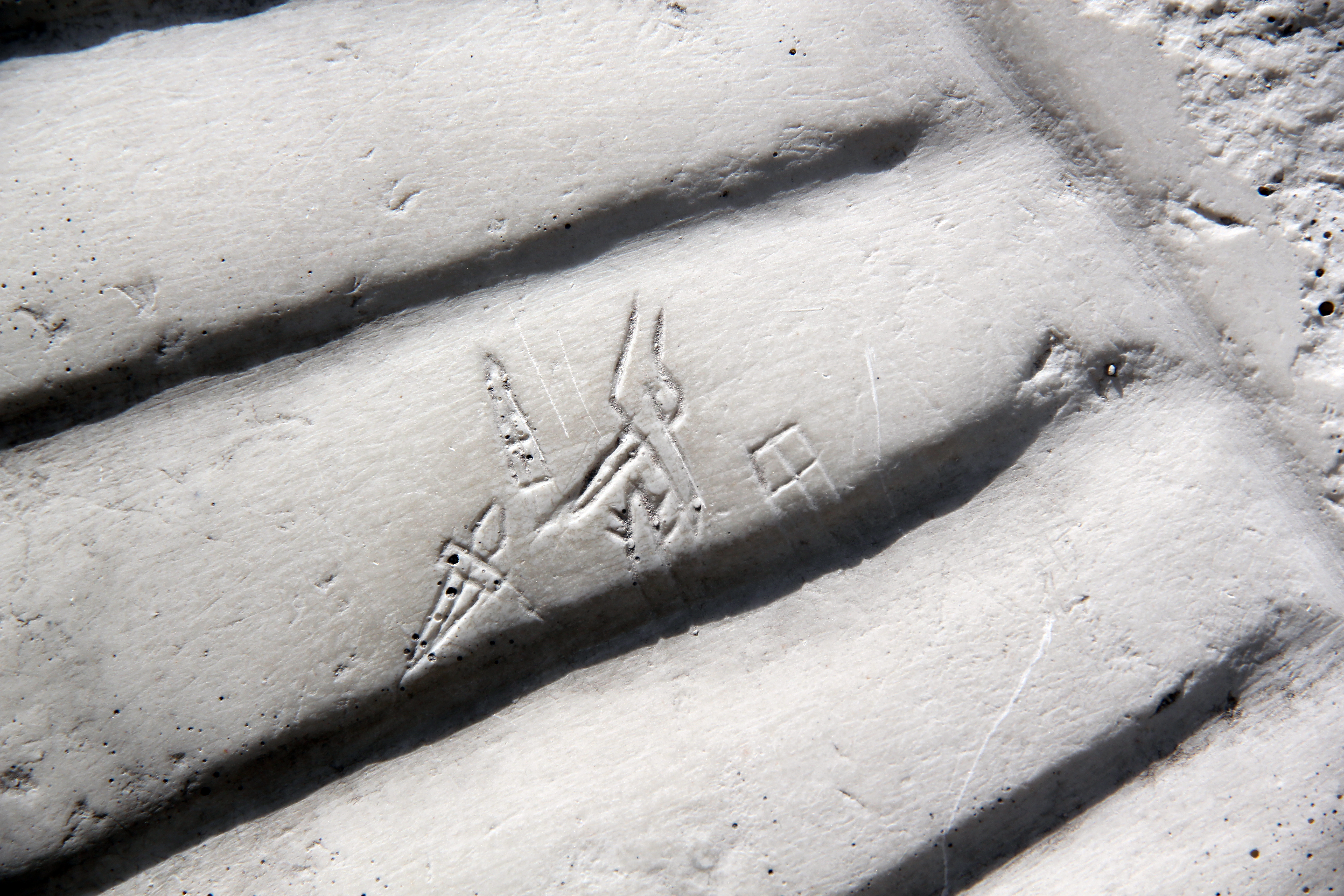
Inschrift am Flügel der westlichen Sphinx
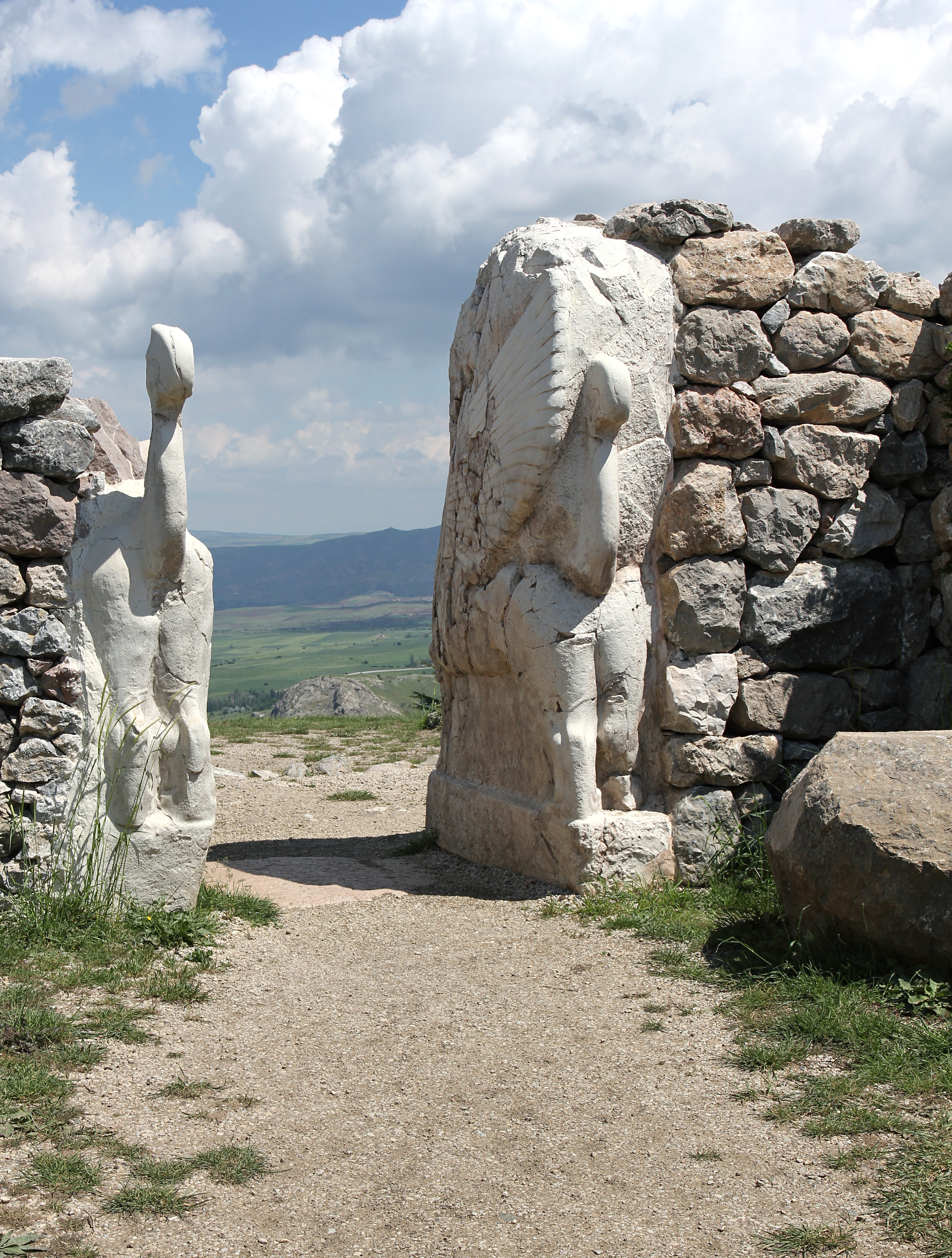
Hinterleiber
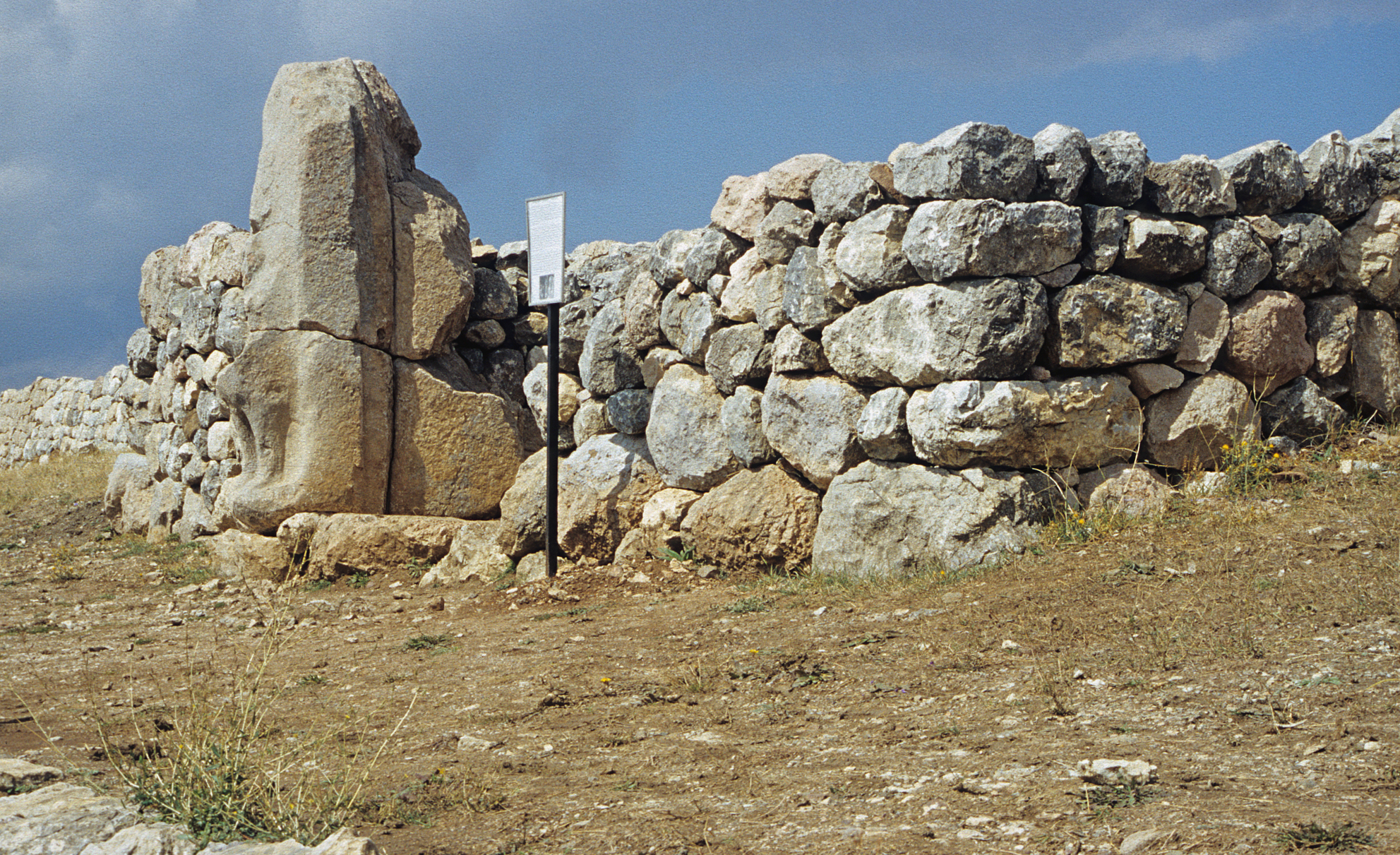
Außenfront

#### Rückforderung der „Sphinx von Ḫattuša“

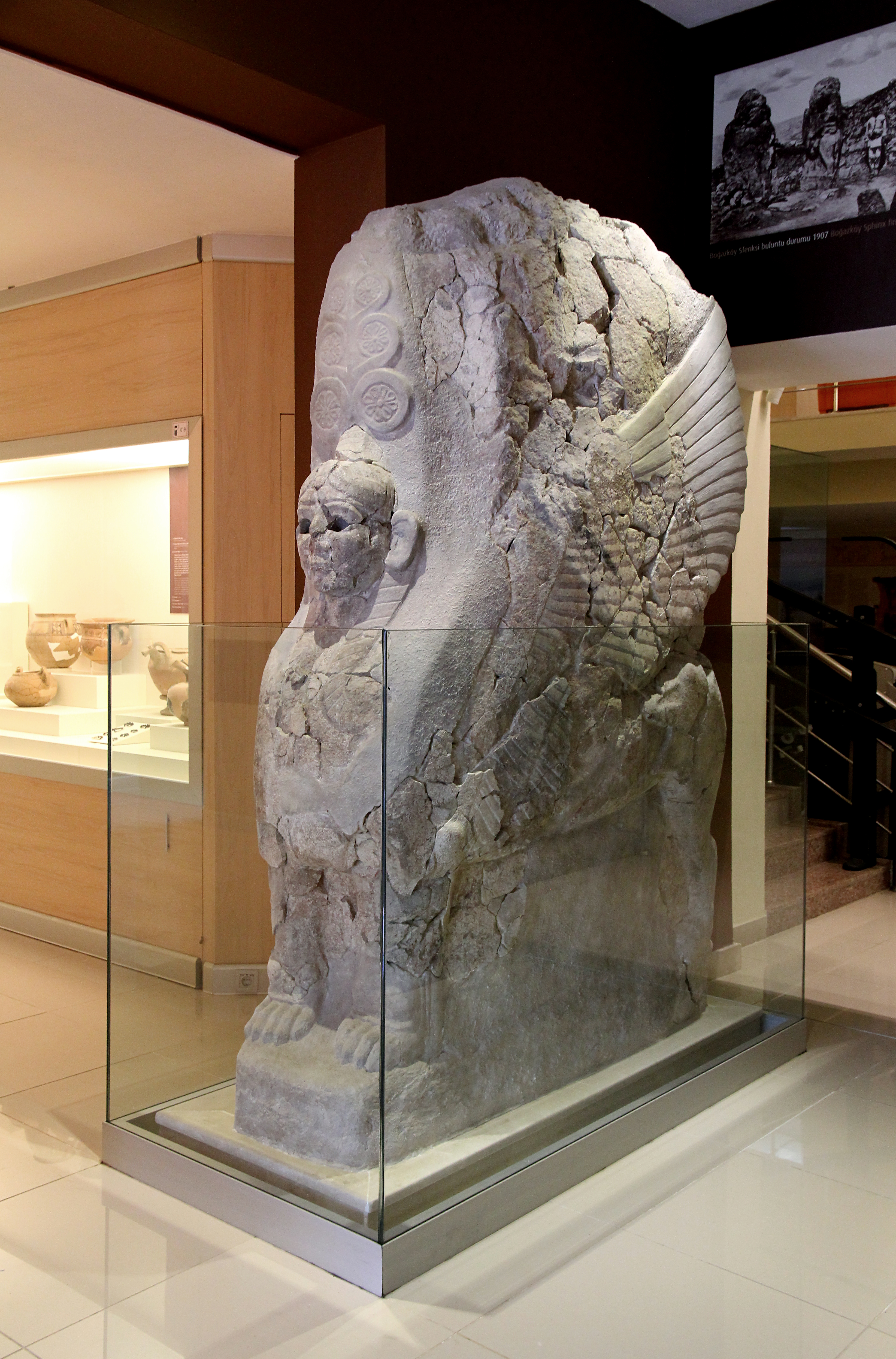
Original der östlichen Sphinx im Museum Boğazkale

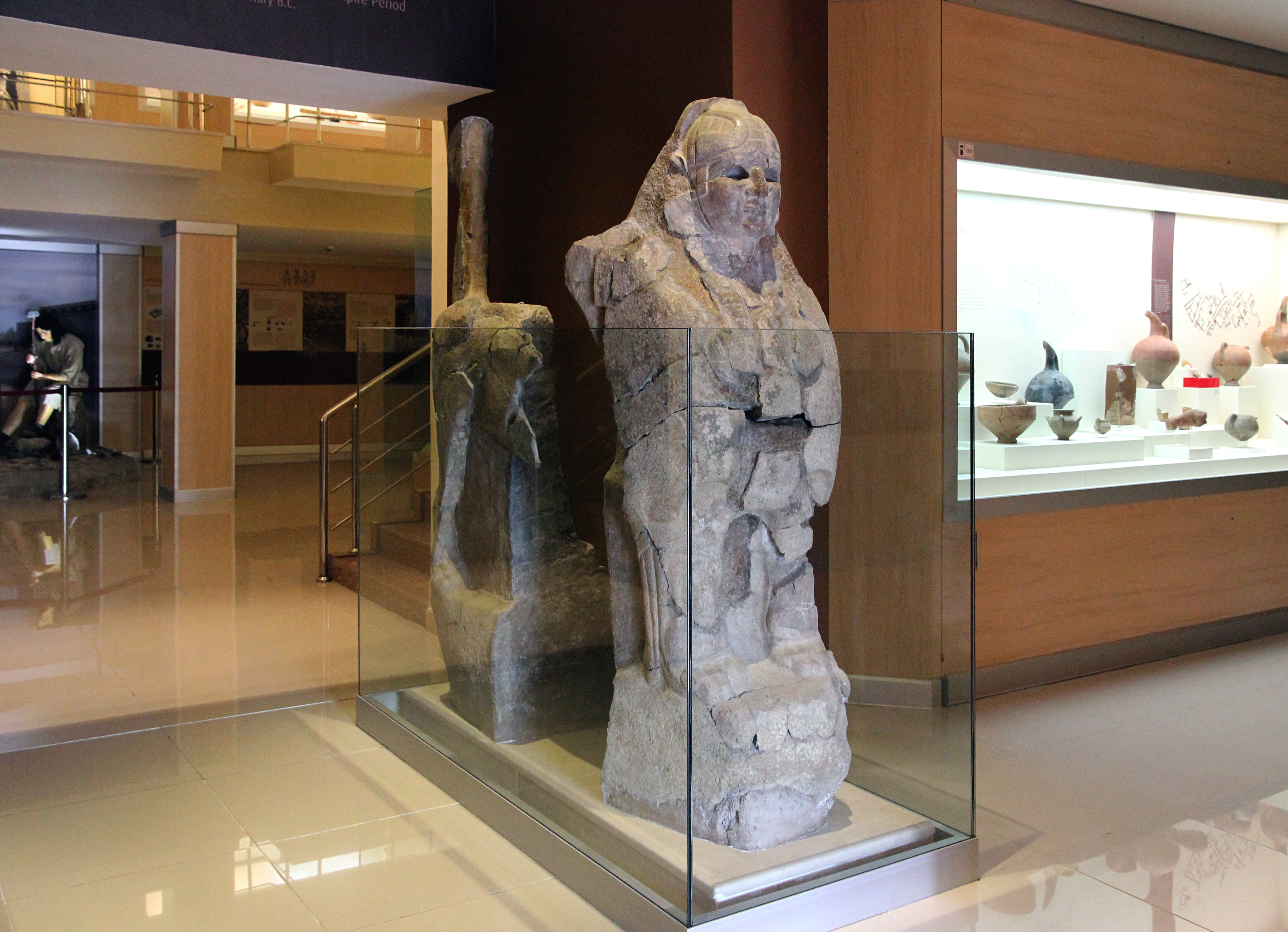
Original der westlichen Sphinx im Museum Boğazkale

2011 erreichten die bereits jahrzehntelang andauernden Bemühungen der türkischen Regierung zur Rückführung der sogenannten „Sphinx von Ḫattuša“ aus dem Museum für Vorderasiatische Kunst in Berlin einen neuen Höhepunkt.
Es handelt sich dabei um eine der beiden Sphinx-Figuren, die Otto Puchstein im Jahr 1907 bei der Freilegung des Sphinx-Tors, der zentralen Toranlage im Süden der Stadt, gefunden hatte. Diese Kalksteinplastiken waren durch Feuereinwirkung zerplatzt, und die Fragmente wurden während des Ersten Weltkriegs zur Restaurierung nach Berlin gebracht, zusammen mit rund 10.000 Keilschrift-Tontafeln. Die Keilschrift-Tafeln wurden zwischen 1924 und 1939 nach ihrer Publikation beziehungsweise 1987 in die Türkei zurückgebracht. Die weniger gut erhaltene, westliche Sphinx wurde restauriert und kehrte bereits 1924 in die Türkei, nach Istanbul, zurück. Die zweite, deutlich besser erhaltene Sphinx blieb in Berlin. Bereits 1938 wurde von der Türkei die Rückführung gefordert. Nach der Überwindung der Teilung Deutschlands wurde diese Forderung mehrfach erneuert und schließlich ultimativ im Jahr 2011, verbunden mit der Androhung des Entzugs von Grabungslizenzen für deutsche Archäologen.
Diese Forderung wurde von Hermann Parzinger, dem Präsidenten der Stiftung Preußischer Kulturbesitz, zunächst mit Hinweis auf die unklare rechtliche Situation zurückgewiesen. Große Teile der Dokumentation der Berliner Museen seien im Krieg verlorengegangen, und auch von türkischer Seite seien Dokumente, die den Anspruch eindeutig begründen, zwar angekündigt, aber nie vorgelegt worden. Parzinger erklärte dennoch Gesprächsbereitschaft, ebenso Kulturstaatsminister Bernd Neumann. Im Mai 2011 wurde eine Einigung erzielt, laut der die Sphinx bis zum 28. November 2011 an die Türkei zurückgegeben werden sollte. Im Juli 2011 wurde die Sphinx schließlich in die Türkei zurückgebracht.
Seit November 2011 stehen die beiden restaurierten Sphingen als eine Hauptattraktion im Museum von Boğazkale. Die schon 1924 zurückgelieferte Sphinx war zuvor im Archäologischen Museum Istanbul ausgestellt. Das Pergamonmuseum in Berlin ließ als Ersatz für die originale Sphinx eine Gipskopie herstellen. Heute stehen am Sphinxtor auf dem Ausgrabungsgelände zwei Kopien der inneren Sphingen.

#### Königstor
Das Königstor liegt am östlichen Ende des südlichen Mauerbogens und entspricht damit, sowohl in Bezug auf die Lage als auch den Aufbau betreffend, spiegelbildlich dem Löwentor. Es hat ebenfalls zwei seitliche Türme von etwa 10 × 15 Metern Grundfläche, die heraufführende Rampe kommt hier von Westen. Die Wehrmauer, die den Aufweg schützt, ist nochmals mit einer Bastion versehen. So sollte verhindert werden, dass der Feind bis zum eigentlichen Tor vordringen konnte. Der äußere Teil der Befestigung ist restauriert. Im Unterschied zum Löwentor ist der Reliefschmuck hier nicht auf der Außenseite, sondern auf der Stadtseite angebracht. Er zeigt eine männliche Figur, die nur mit einem kurzen Wickelrock bekleidet ist, der reich mit verschiedenen Musterbändern verziert ist. Er ist deutlich als Krieger zu erkennen, in seinem breiten Gürtel trägt er ein Kurzschwert mit einem halbmondförmigen Griff. Die rechte Hand hält vor dem Körper eine Axt mit vier Spitzen am hinteren Ende und einer Schneide mit nach hinten gebogenen Ecken. Der Kopf ist mit einem Helm bekleidet, der mit Wangenklappen und Hörnern ausgestattet ist. Seine Haare hängen auf dem Rücken herab. Die frühen Ausgräber hielten die Figur für einen König, wonach das Tor seinen Namen bekam. Die Hörner auf dem Helm weisen ihn jedoch als Gott aus. Welchen Gott er darstellt, ist ungeklärt, möglicherweise hat Tudḫaliya IV. hier seinen persönlichen Schutzgott Šarrumma verewigt. Am Tor steht heute eine Kopie des bereits 1907 entdeckten Reliefs, das Original ist seit den 1930er Jahren im Museum für anatolische Zivilisationen in Ankara ausgestellt. Das Tor hatte, wie das Löwentor, parabolische geformte Durchgänge mit einer unteren Breite von 3,25 Metern und einer Höhe von etwa fünf Metern. Es war ebenso mit zweiflügligen Holztüren verschließbar. Hier sind sehr gut die Riegellöcher in den Laibungen und die Schleifspuren der Flügel erkennbar.

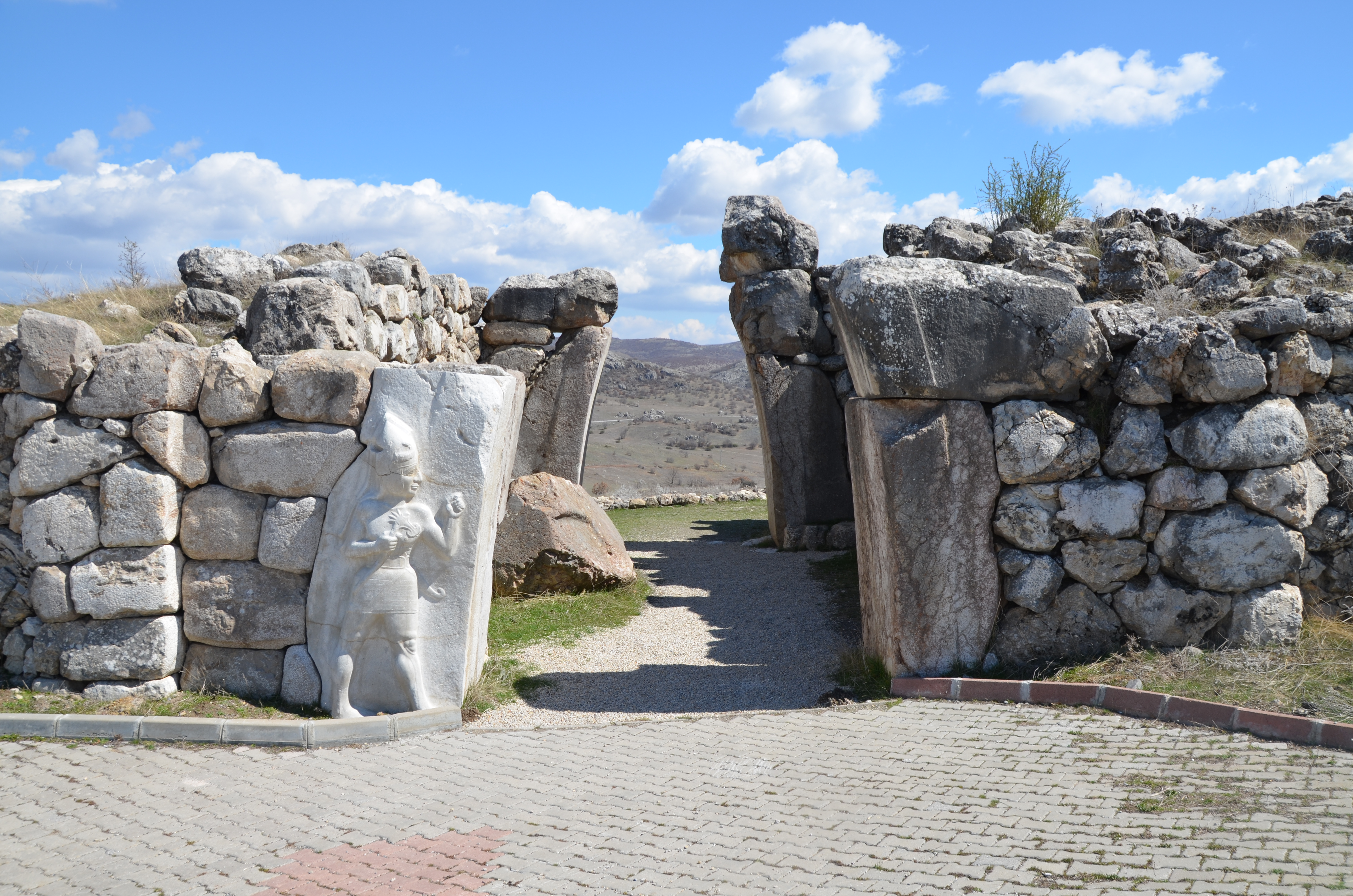
Königstor Innenseite
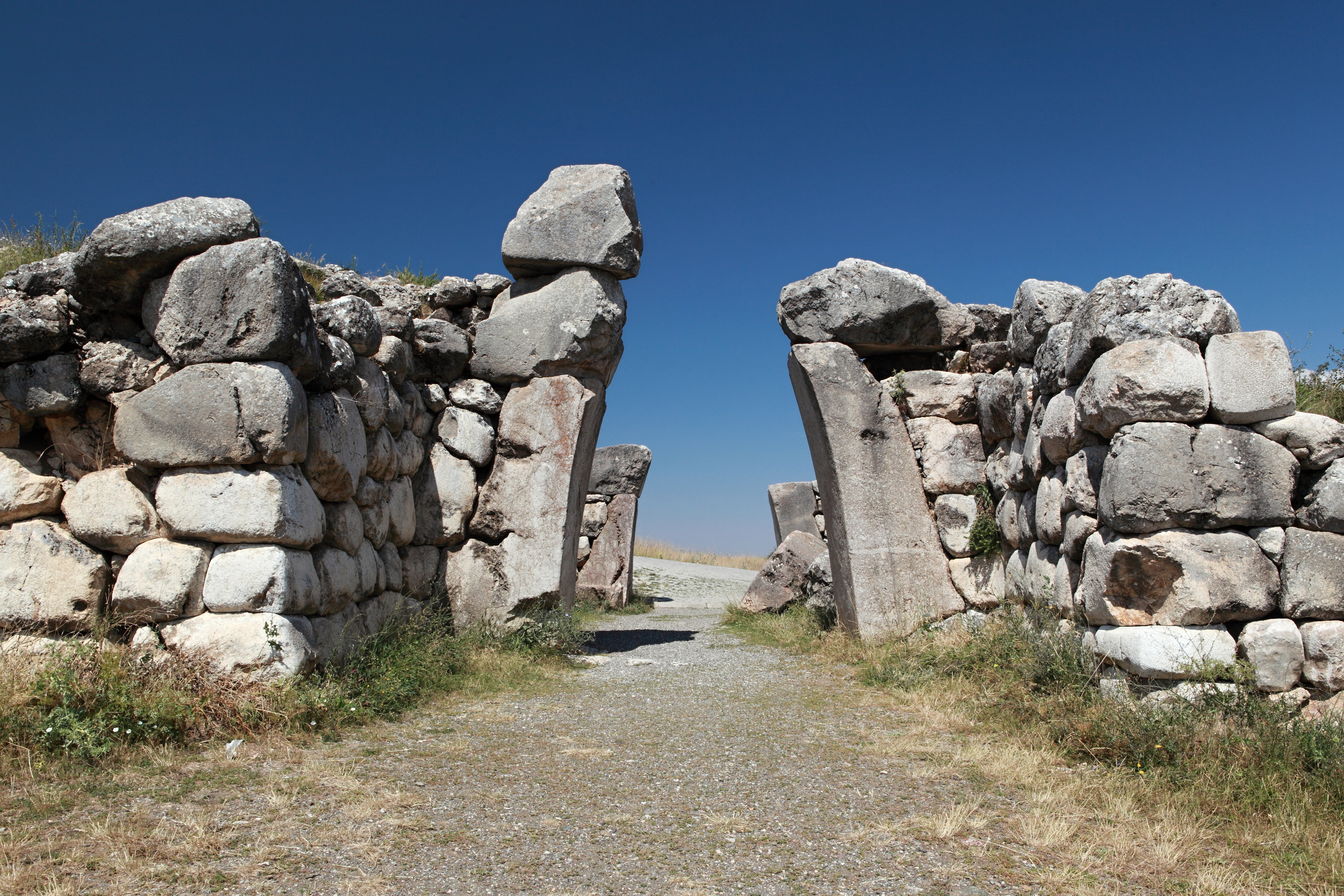
Außenseite
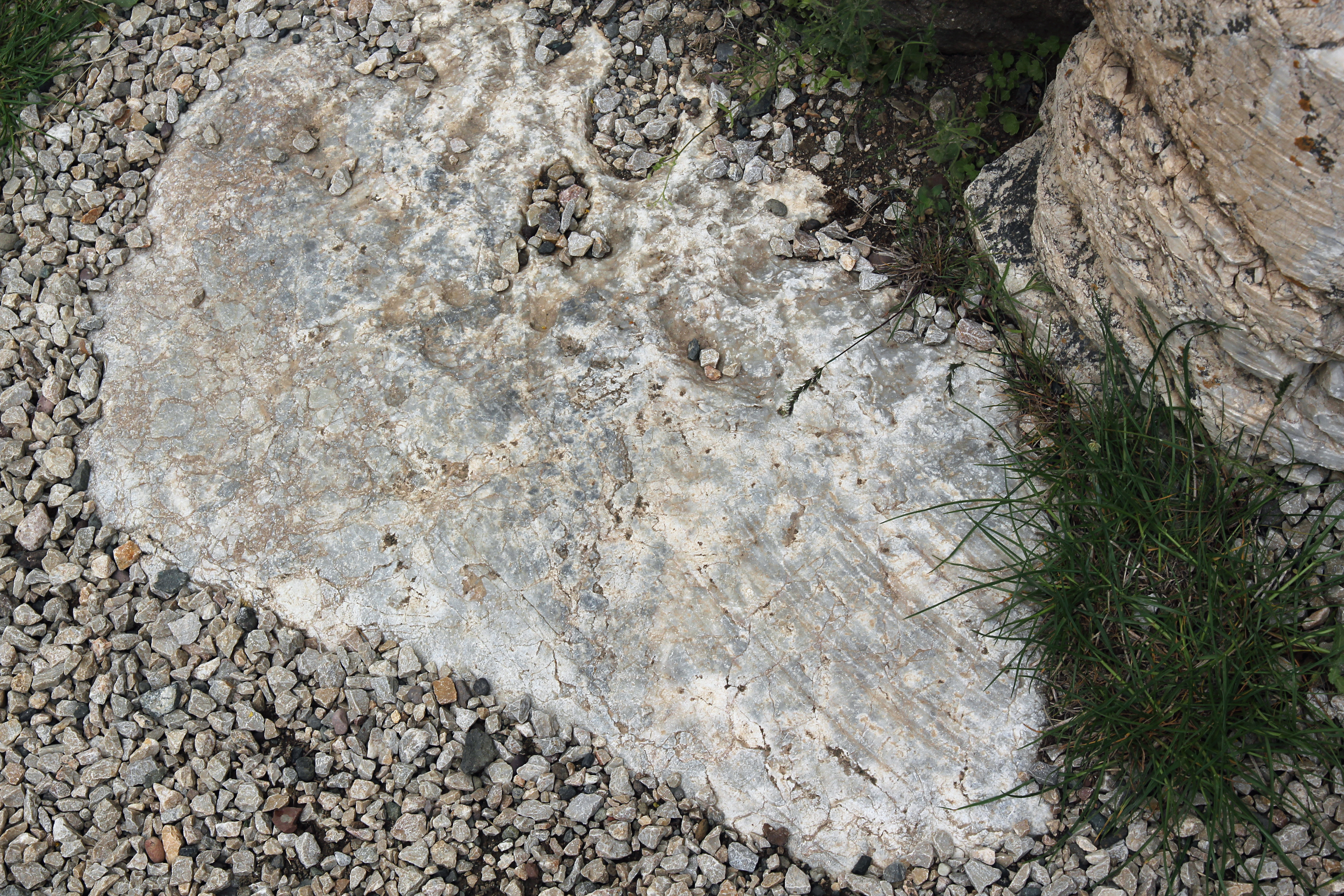
Schleifspuren der Torflügel
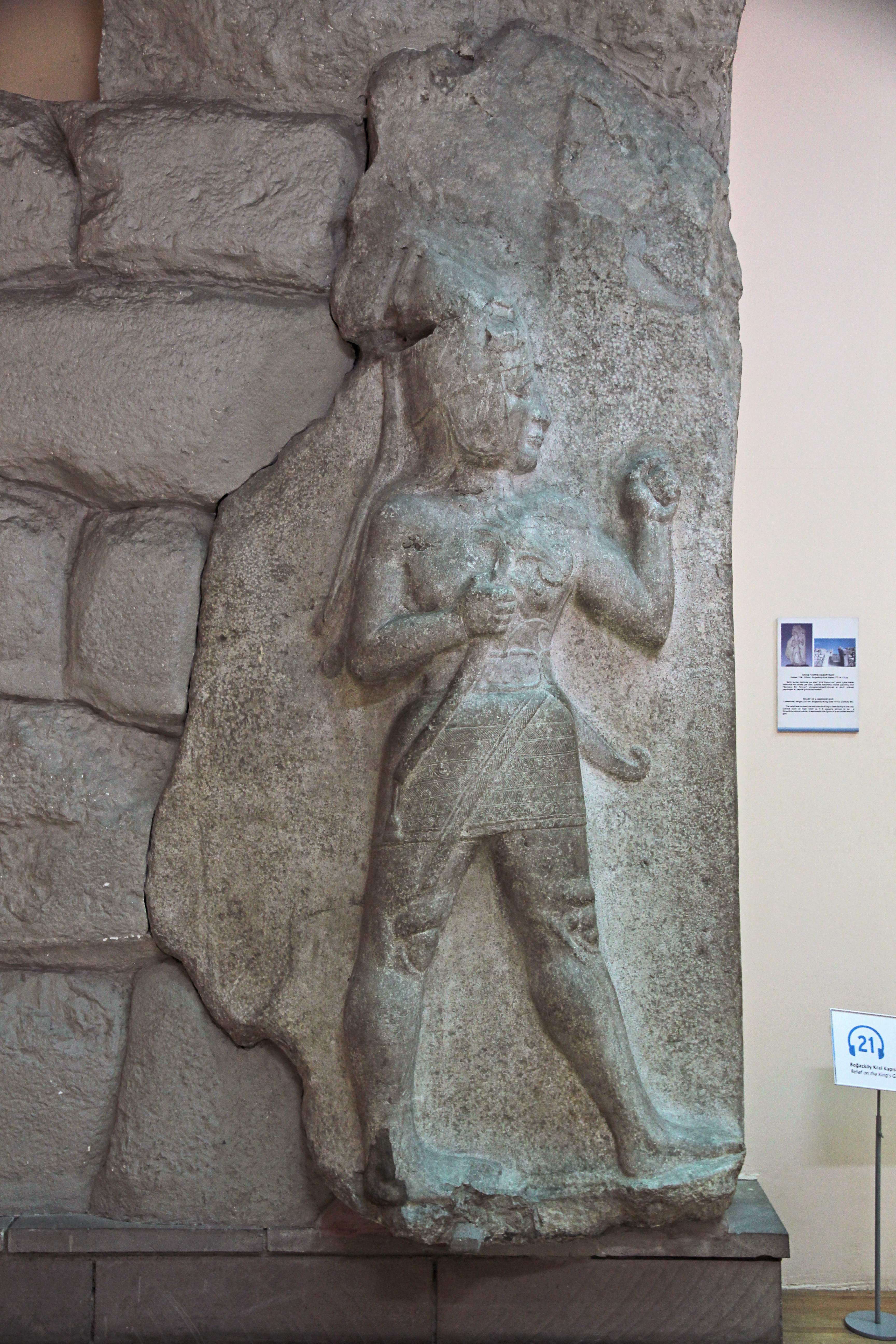
Original der Skulptur im Museum für anatolische Zivilisationen, Ankara
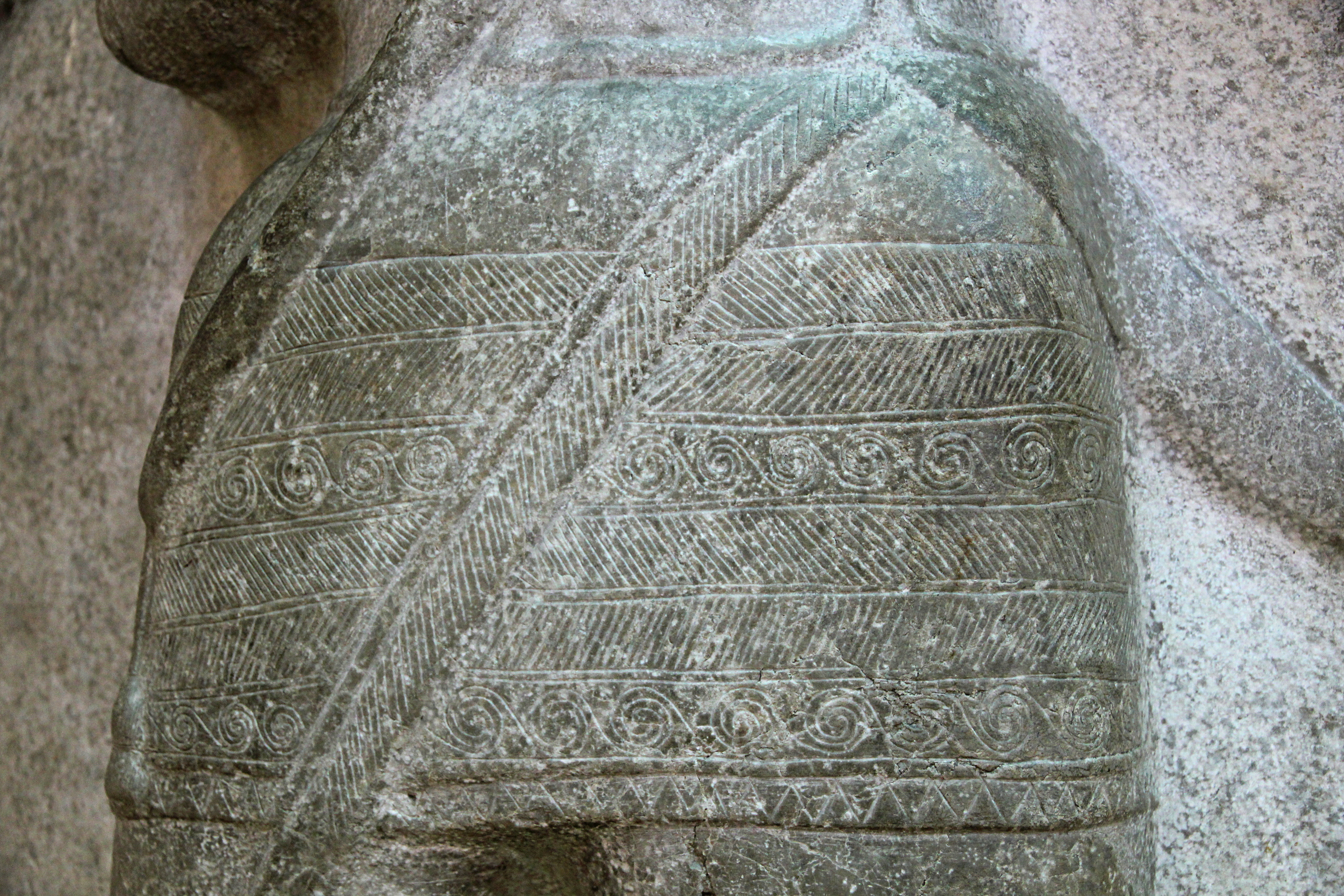
Rock mit Musterung, Originalskulptur Ankara

#### Die Stadttore in hethitischen Texten
Anhand der hethitischen Texte kann angenommen werden, dass die Stadttore einen Namen hatten. Allerdings sind nur wenige Namen von Stadttoren überliefert und es ist nicht möglich, zu bestimmen, wo diese sich befanden. Einige sind nach benachbarten Städten genannt. So begann die Straße nach Tawiniya beim Tawiniya-Tor und vom Zippalanda-Tor ausgehend, kam man zuerst nach Ḫarranašši und dann zur bedeutenden Kultstadt Zippalanda (vermutlich Uşaklı Höyük).
Bei den Stadttoren wurden auch religiöse Rituale durchgeführt. So wurde vor dem Tawiniya-Tor ein Ritual für die „männlichen Zederngötter“ abgehalten. Besonders häufig wird das ašuša-Stadttor genannt, wo unter anderem beim KI.LAM-Fest die beiden Šalawaneš-Torgottheiten verehrt wurden. Beim purulliya-Fest wurde der König bei diesem Tor mit hattischen Liedern empfangen.

### Straßensystem

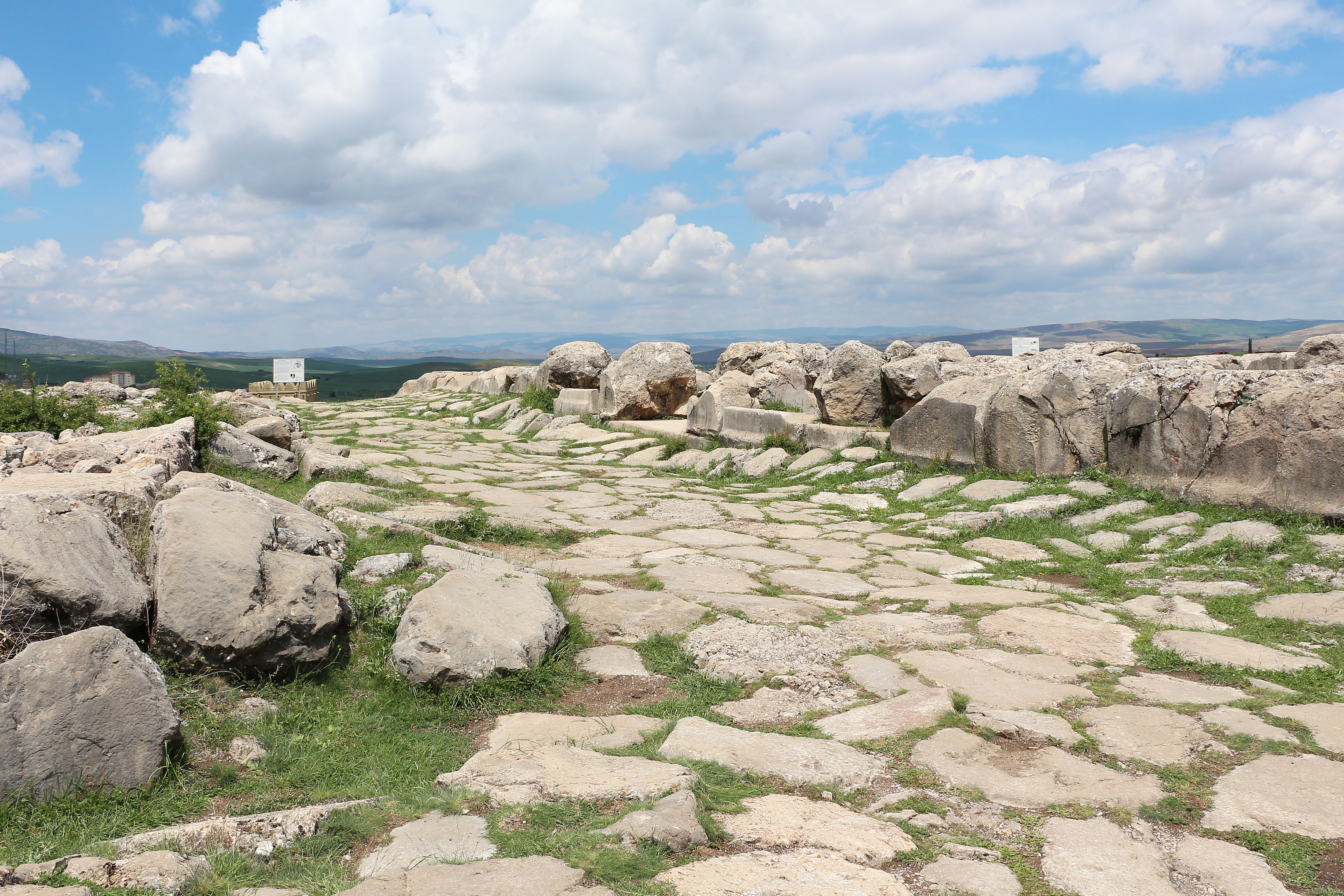
Gepflasterte Straße in der Unterstadt

Der Verlauf der Straßen, die durch die Stadt liefen, kann zum einen aus der Lage der Tore geschlossen werden, zum anderen ergibt er sich durch die Topographie des Geländes, die Wege nur an wenigen Stellen zulässt. Ein Teil der Strecken wurde bis ins 20. Jahrhundert als Karrenwege genutzt und ist so noch erkennbar, so beispielsweise der vom modernen Ort kommende Pfad durch das Untere Westtor. An einigen Stellen sind auch gepflasterte Straßen mit darunterliegenden Abwasserkanälen archäologisch nachgewiesen. Wo die westlichen Tore der Altstadt lagen, ist nicht geklärt, da dieser Teil der Stadtmauer vom modernen Ort überbaut ist. Sicher sind dagegen zwei Tore in der westlichen Abschnittsmauer beim großen Tempel, je eines nahe der Nord- und der Westecke. Von beiden Toren verlief eine Straße nach Osten, die sich beide auf einem Platz südlich des Tempels trafen. Von dort aus verlief der Weg vermutlich in einer großen Serpentine über den Nordwesthang bis zu dem Tor in der Poternenmauer südlich unterhalb von Büyükkale.
In der Oberstadt ist dagegen die Lage der Tore bekannt, fünf in der Außenmauer und zwei in der Poternenmauer, die den Durchgang in die Unterstadt erlaubten. Vom Unteren Westtor gab es eine Verbindung zum Durchgang in der Poternenmauer westlich von Kesikkaya und weiter entlang der Poternenmauer bis Büyükkale, wo sie an dem dortigen Tor auf die vom Tempel kommende Straße traf. Am Tor bei Kesikkaya kreuzte sie wahrscheinlich eine Straße, die durch das Tor von Norden, vom Platz am großen Tempel kam. Diese ging weiter nach Süden etwa bis in das Tal südwestlich von Sarıkale. Vorher vereinigte sie sich bei Kızlarkayası mit einem vom Oberen Westtor kommenden Weg. Sie traf dann, in der Senke zwischen Sarıkale und Yenicekale, auf eine Querverbindung durch die Oberstadt. Diese begann etwas nordwestlich vom Löwentor, verlief von dort grob nach Osten, vorbei am Haus des MESCHEDI-Kommandanten, nördlich am Tempelviertel der Oberstadt vorbei und darauf wieder nach Norden, sodass sie unterhalb von Büyükkale beim dortigen Tor in der Poternenmauer auf die anderen beiden dort zusammenkommenden Straßen traf. Auch dieser Weg ist im Luftbild größtenteils noch gut erkennbar. Westlich der beiden Ostteiche zweigt von dieser Querverbindung eine Straße nach Süden ab, die zum Königstor, danach im großen Bogen entlang der Südmauer vorbei an Yerkapı und dem Löwentor bis Taanıkkaya die Stadt umschließt, wobei nordwestlich des Löwentors wieder die Querverbindung anschließt.
Durch die Hanglage der Stadt und die Topographie mit zahlreichen einzelnen Erhebungen, zwischen denen die Verbindungswege durchführten, ergab es sich, dass das Regenwasser vorrangig entlang der Straßen ablief. Dem versuchte man, durch ein Kanalsystem entgegenzuwirken, das unterhalb der Straßen verlief. Es ist an einigen Stellen, vor allem im Bereich der Unterstadt um den Großen Tempel, auch archäologisch nachgewiesen. Verschiedene Keilschrifttexte bezeugen, dass es zu den Aufgaben des hazannu (Stadtkommandant, Bürgermeister) gehörte, diese Kanäle freizuhalten und damit für freien Wasserablauf zu sorgen. In das Kanalsystem waren auch Hausanschlüsse der Wohnbebauung zur Entsorgung der häuslichen Abwässer eingebunden.

### Innerer Aufbau der Stadt
Im Folgenden werden einzelne Bauten und Geländeformationen der Stadt beschrieben. Die Beschreibung folgt der modernen Straße, die heute zur Besichtigung der Ruinen in großem Bogen durch das Gelände läuft. Die Straße führt von Boğazkale kommend an der Stelle des früheren Tores nördlich des Großen Tempels auf das Stadtgelände. Linker Hand liegt das Tourismuszentrum mit Kartenverkauf, Shop, Cafeteria und Toiletten.

#### Großer Tempel

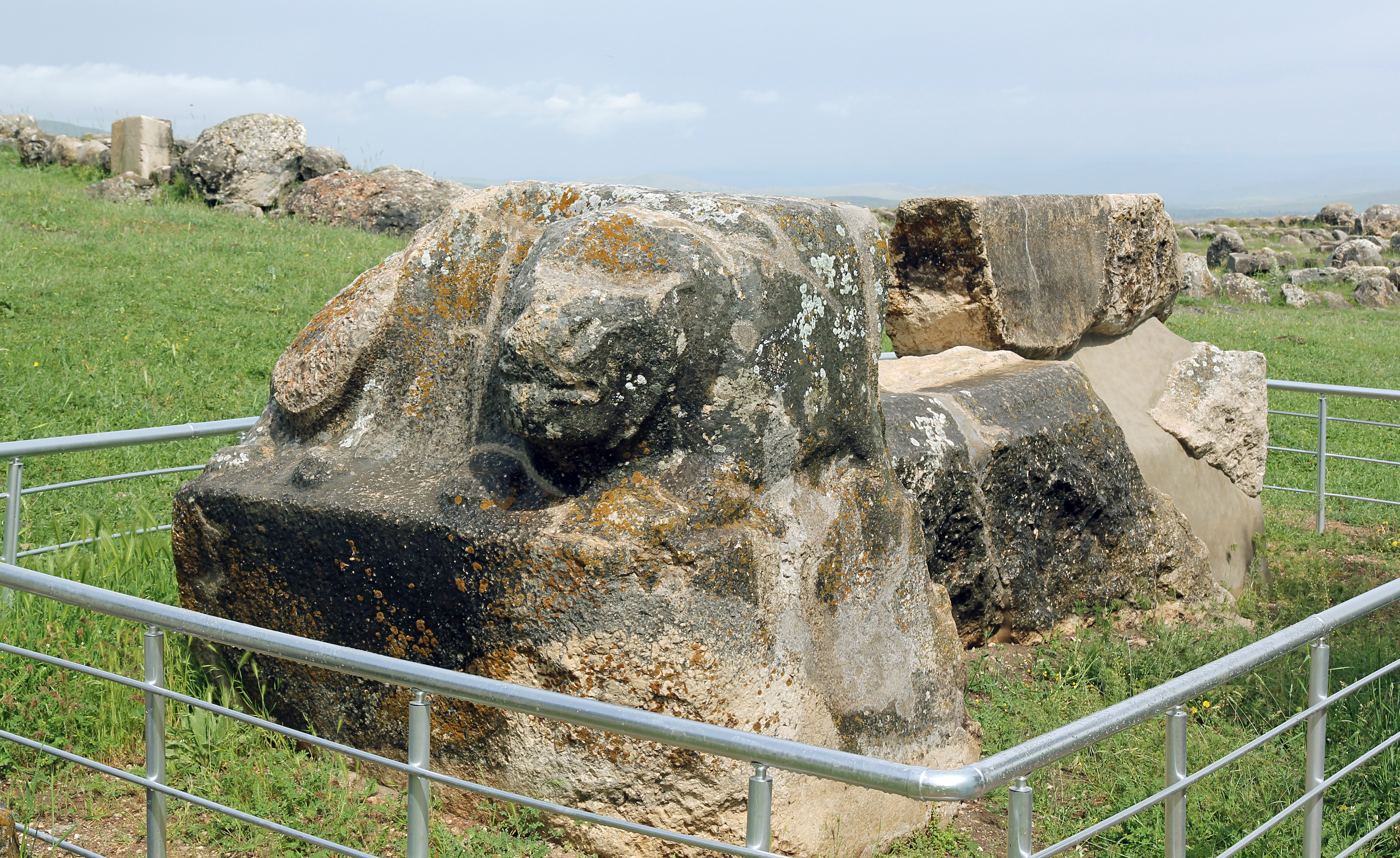
Restauriertes Löwenbecken, Südseite

Dahinter liegt rechts (südwestlich) der Straße ein großes, zur Unterstadt gehöriges, ausgegrabenes Areal. Das größte Gebäude ist der Große Tempel, auch Tempel 1 genannt. Vor dem Tempelgelände steht das sogenannte Löwenbecken. Es handelt sich um einen Sockel von mindestens 5,5 Metern Länge, der ursprünglich aus einem Kalksteinblock gearbeitet war, mit einer beckenartigen Vertiefung auf der Oberfläche. Alle vier Ecken waren mit Löwenfiguren verziert. Die Köpfe der Tiere waren vollplastisch gearbeitet, die Körper an den Seiten im Relief. In der Art der späteren assyrischen Darstellungen haben die Löwen fünf Beine, damit sie sowohl frontal als auch seitlich betrachtet werden können. Der Erhaltungszustand ist verhältnismäßig schlecht, da die Einzelteile nie unter der Erde lagen. Dass es sich tatsächlich um ein Wasserbecken handelte, wird heute stark angezweifelt. Es ist weder ein Ab- noch ein Zufluss vorhanden und das Wasser hätte in Gefäßen aus relativ großer Entfernung herbeigeschafft werden müssen. Stattdessen wird heute vorgeschlagen, dass es den Sockel einer vor dem Tempel stehenden Kolossalstatue darstellte. Zwar ist nicht sicher, ob es sich noch am originalen Aufstellungsort befindet, aber auf Grund der Größe und des Gewichts der gefundenen Teilstücke können sie nicht allzu weit bewegt worden sein. Werkzeugspuren an den aufgefundenen Teilstücken deuten darauf hin, dass der Block in der römischen Kaiserzeit zur Zweitverwendung in mehrere Teile gespalten wurde. Im Rahmen der Grabungskampagne 2017 wurden die vorhandenen Teile restauriert und auf einem teilweise nachgearbeiteten Sockel aus Bruchsteinen und Zementmörtel wieder zusammengefügt.

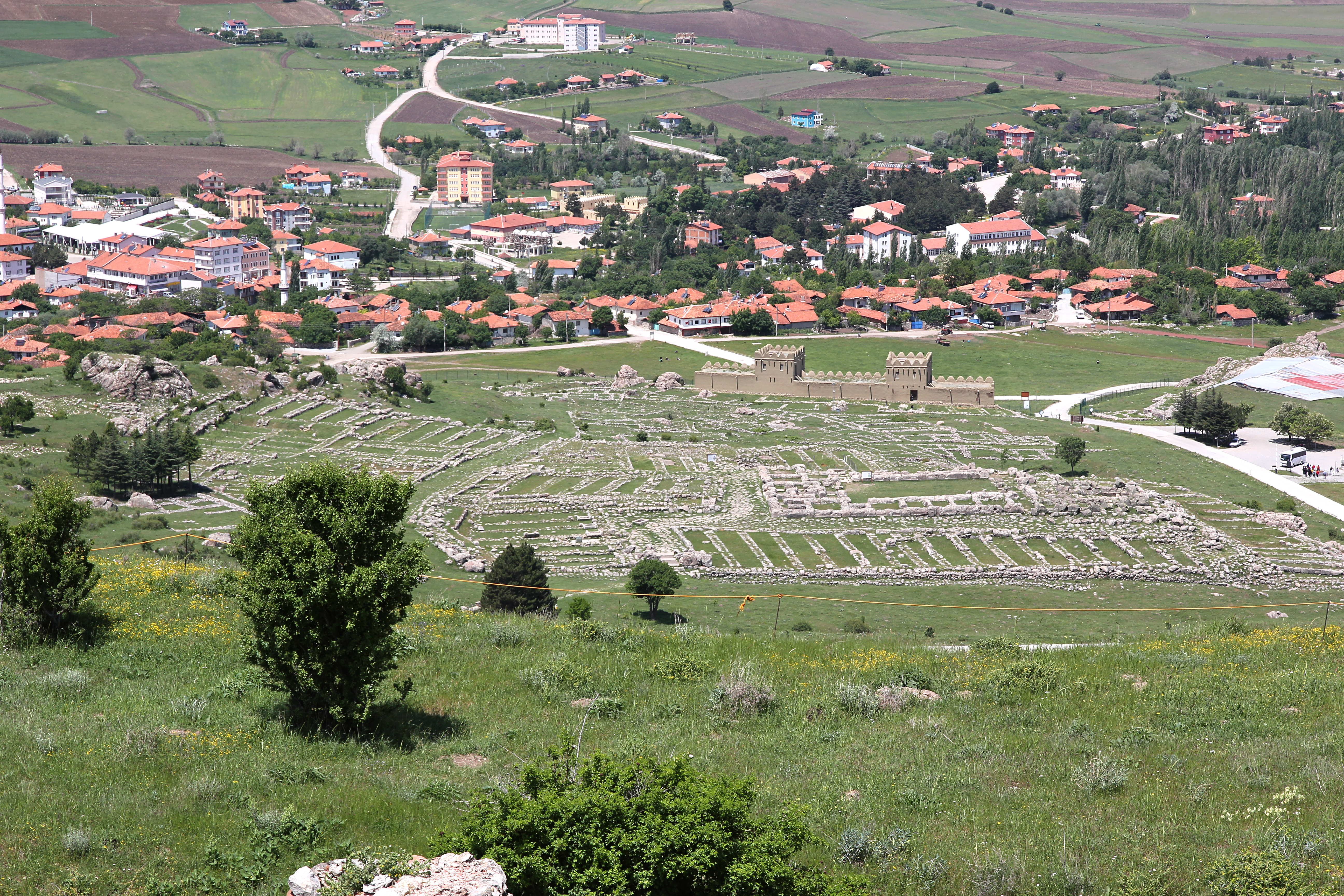
Großer Tempel mit Magazinen, dahinter Wohnbezirk und rekonstruierte Stadtmauer, links Haus der Arbeitsleistung

Nördlich des Beckens liegt das Areal des Tempels. Vom Tempel und den umgebenden Gebäuden sind, wie überall in der Stadt, nur die Grundmauern bis zu einer Höhe von maximal 1,5 Metern erhalten, die Wände aus Holzfachwerk mit Lehmziegeln sind vergangen. Das eigentliche Tempelgebäude hat Maße von 65 × 42 Metern und ist damit, nach dem Tempel des Wettergottes in Kuşaklı, das zweitgrößte im hethitischen Kulturraum gefundene Gebäude. Mitsamt den an allen Seiten den Tempel umgebenden Magazinräume bedeckt der Tempelkomplex eine Fläche von etwa 14.500 Quadratmetern. Das Gebäude stand auf einer mindestens acht Meter hoch aufgeschütteten Terrasse. Nördlich des Löwenbeckens liegt der vierstufige Eingang zum Tempelareal. Die von ihm ausgehende gepflasterte Tempelstraße knickt nach rechts ab und umläuft das eigentliche Tempelgebäude. Beidseitig des Tores lagen kleine Wächterkammern. Den einstöckigen, von Südwest nach Nordost orientierten Tempel selbst betrat man durch ein weiteres Tor mit hölzernen Türflügeln von Südwesten. Nach kurzem Durchgang kam man in einen offenen Hof, der von verschiedenen Nebenräumen umgeben war. In der hinteren rechten Ecke stand ein kleiner separater Bau, der als Altar gedient haben mag. Eine Portikus im Nordosten bildete den Zugang zu den zwei Hauptkulträumen, den Adyta des Tempels. Weitere höchstwahrscheinlich als Kulträume zu identifizierende Zimmer finden sich in verschiedenen Bereichen des Bauwerks. Zwar ist nirgends festgehalten, wer in den verschiedenen Kulträumen verehrt wurde, aber nach der Größe der beiden Hauptkulträume im Norden des Gebäudes nimmt man an, dass es die beiden höchsten Gottheiten der Hethiter waren, der Wettergott von Hatti und die Sonnengöttin von Arinna. Im rechten der beiden Allerheiligsten fand man an der Nordostwand einen Sockel für eine Statue.
Das Tempelgebäude ist auf allen Seiten von insgesamt 82 langgestreckten Magazinräumen umgeben, die zur Aufbewahrung der Tempelgüter dienten. Von den Verbindungen zwischen den einzelnen Räumen haben sich monumentale Schwellen erhalten. In den meisten der Räume wurden kaum Funde gemacht mit Ausnahme von zahlreichen, in den Boden eingelassenen Pithoi, Vorratsgefäßen mit einem Fassungsvermögen von bis zu 2000 Litern, in denen Lebensmittel wie Getreide, Hülsenfrüchte, Öl und Wein gelagert wurden. Einige davon sind noch an Ort und Stelle zu sehen. In den Räumen südöstlich des Tempels kamen Tausende von Keilschrifttafeln zutage, dort befand sich demnach das Tempelarchiv. In einem der Magazinräume gegenüber dem Tempeleingang steht – sicher nicht an seinem Originalstandort – ein würfelförmiger Stein aus grünem, nephritartigen Gestein, einer lokalen Form des Serpentinit. Auch wenn ihm vom Volksmund verschiedene wundertätige Wirkungen nachgesagt werden, ist über seine Funktion oder Herkunft nichts bekannt.
Südwestlich des Tempel- und Magazinkomplexes verläuft eine breite gepflasterte Straße mit darunter liegenden Kanälen zum sogenannten Südtor in der westlichen Abschnittsmauer. Auf der gegenüberliegenden Seite dieser Straße befand sich ein großer Komplex von etwa 5300 Quadratmetern mit Magazinräumen, Kulträumen, aber vermutlich auch Werkstätten, das sogenannte Südareal. Da auch hier die Funde fehlen, kann über die genauere Funktion nichts ausgesagt werden. Nach einem gefundenen Tontafel-Bruchstück mit der Bezeichnung E-GISCH-KINTI wird der Komplex auch Haus der Arbeitsleistung genannt, wo neben Priestern auch Handwerker, Musikanten und Schreiber ihrer Arbeit nachgingen. Wiederum südlich dieses Gebäudes liegt eine kleine, ausgemauerte Quellgrotte, auf deren Sturz eine Figur eingeritzt ist. Durch eine dort gefundene Stele mit Hieroglypheninschrift kann der Grotte eine kultische Funktion zugewiesen werden. Das Gelände zwischen Tempelkomplex und Stadtmauer im Nordwesten ist von unregelmäßiger Wohnbebauung bedeckt.

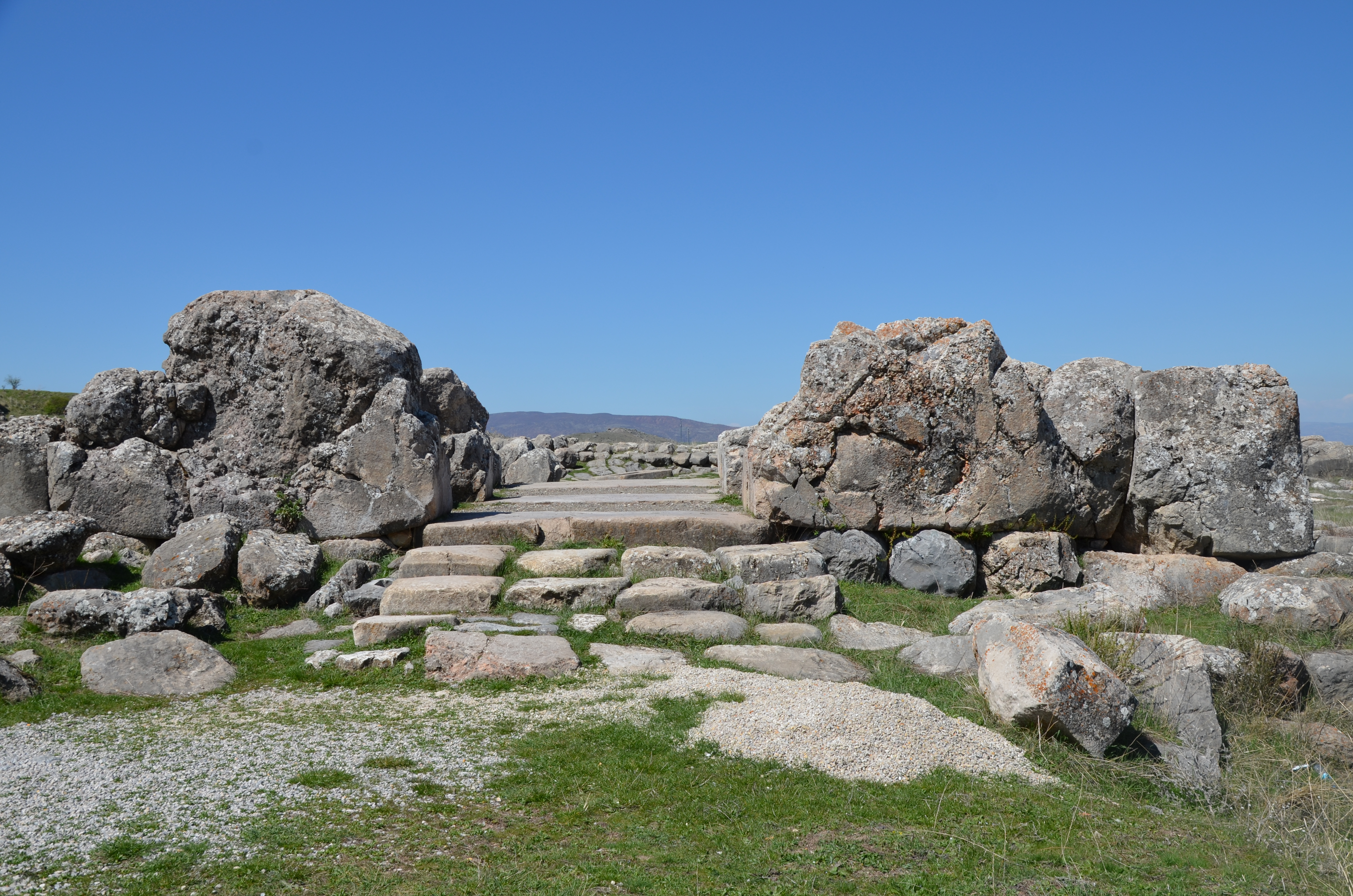
Eingang zum Tempelkomplex
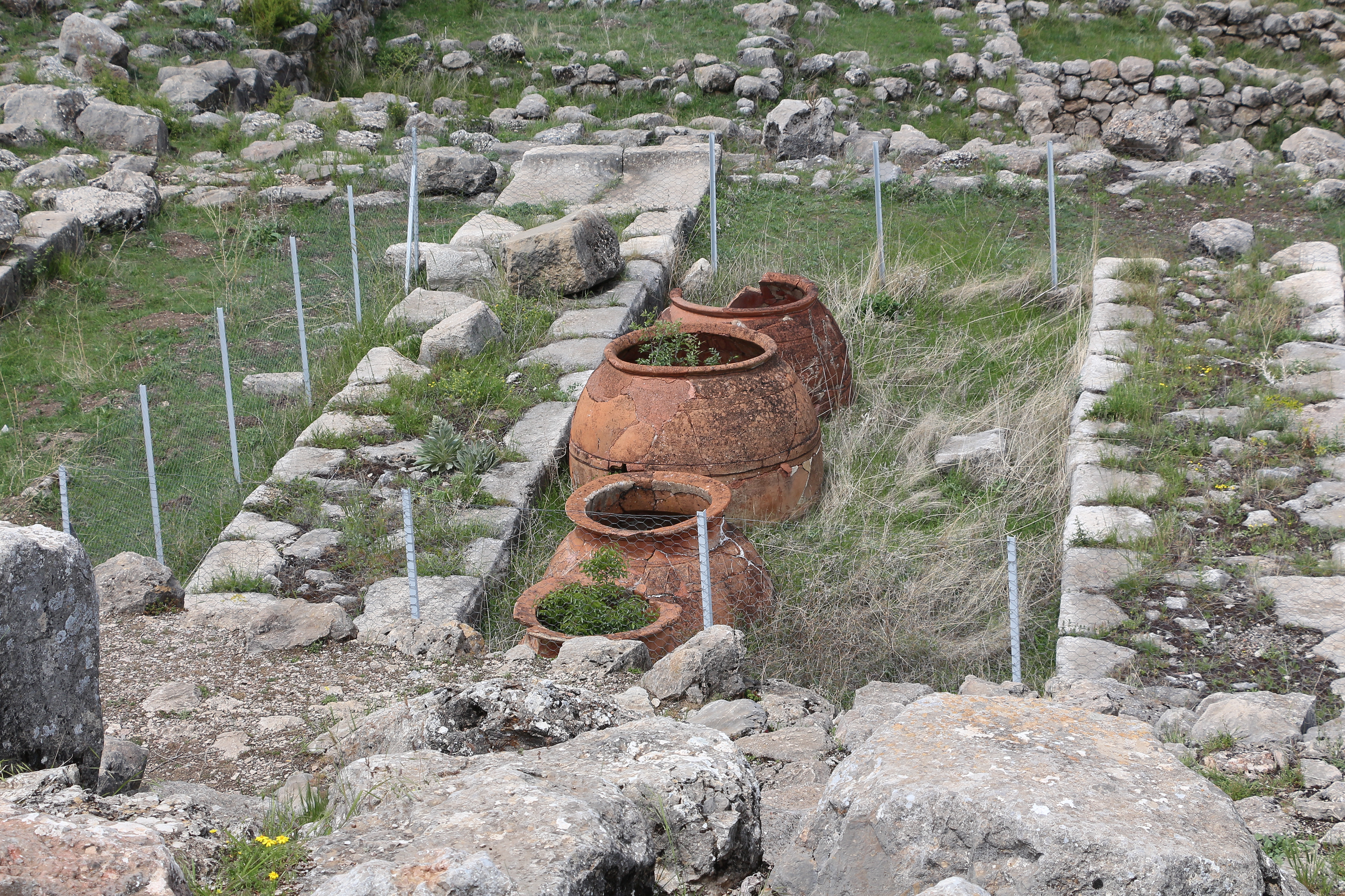
Vorratsgefäße
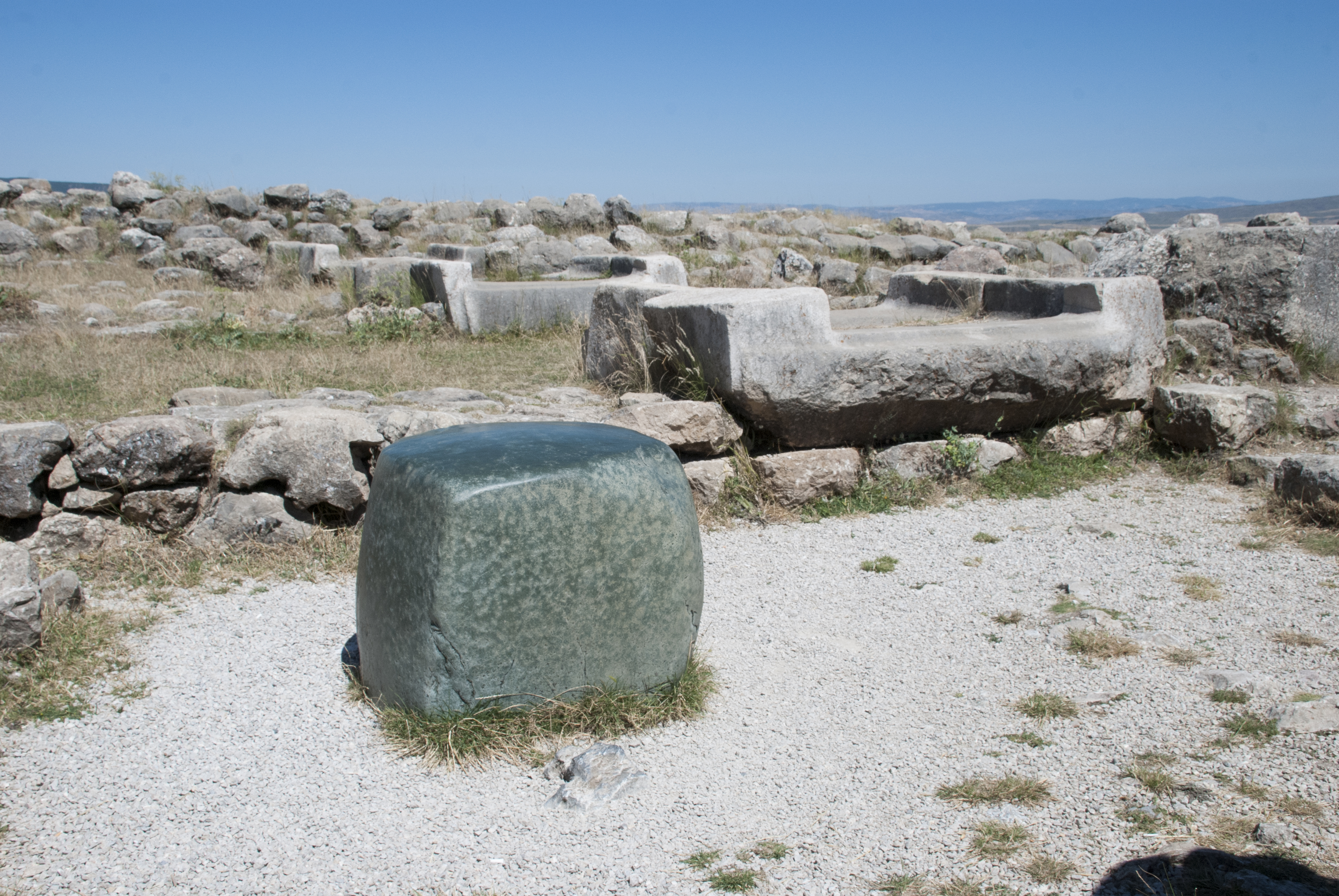
Grüner Stein, dahinter Schwellen zwischen den Magazinräumen
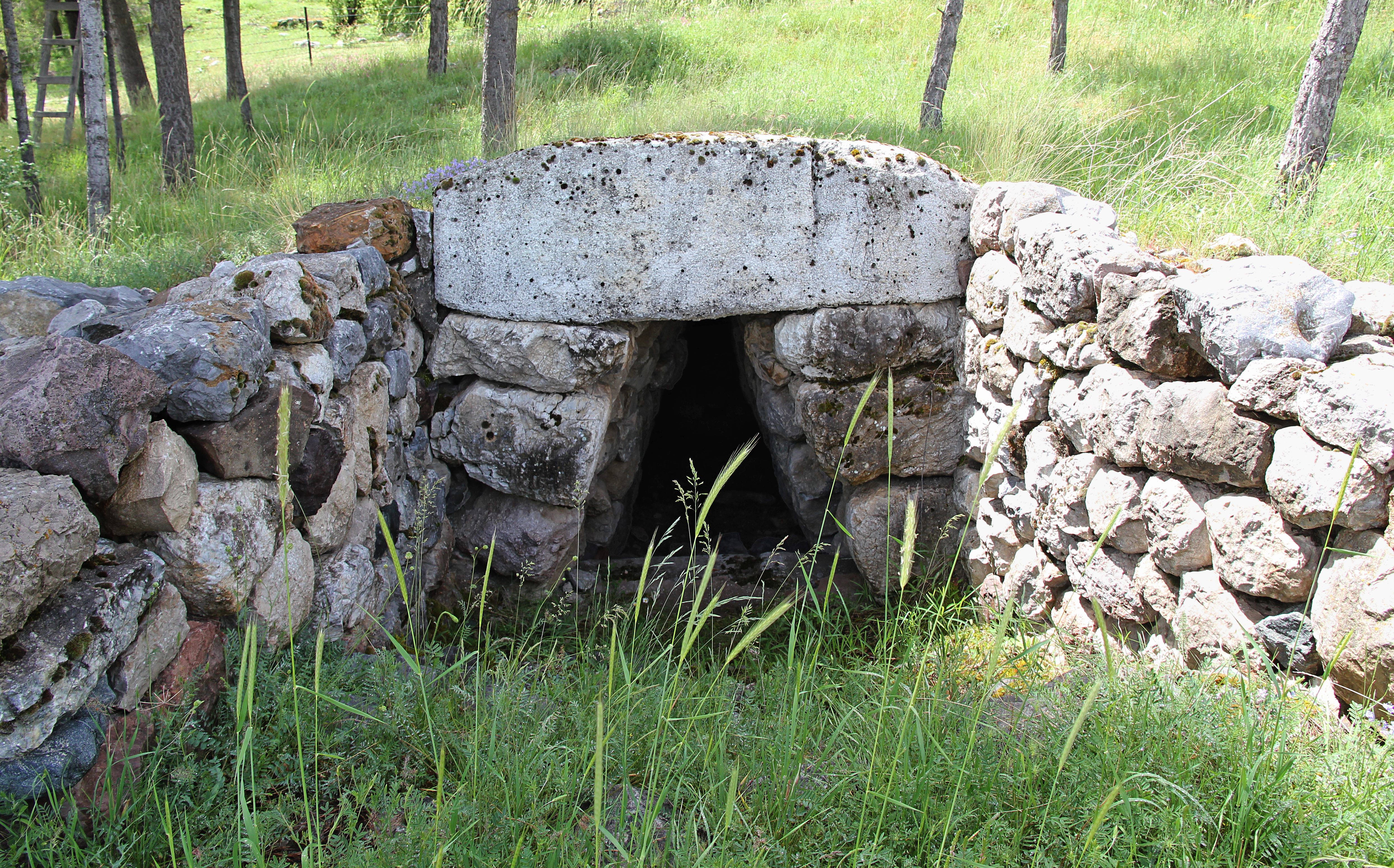
Quellgrotte

#### Haus am Hang

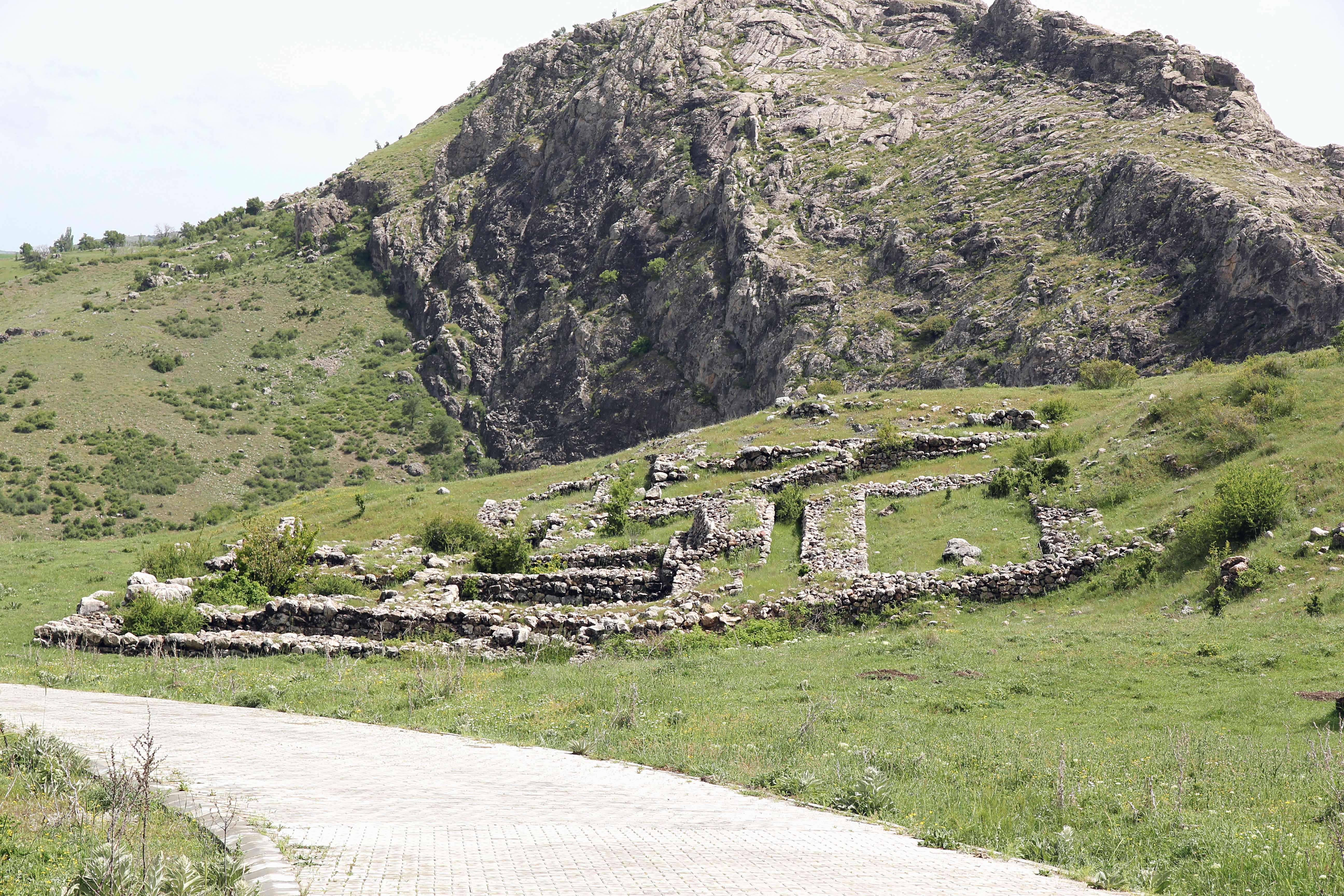
Haus am Hang von Südwesten, im Hintergrund Büyükkaya

Wenige Meter südlich des Tempelgebietes beginnt das Gelände anzusteigen. Das sich von hier nach Südosten bis zur Königsburg Büyükkale den Hang aufwärts erstreckende Gelände wird als Nordwesthang bezeichnet. Etwa 100 Meter südöstlich des Tempeleingangs liegt, auf der anderen Straßenseite, das Haus am Hang. Seinen Namen hat es erhalten, da es auf verhältnismäßig steilem Grund errichtet ist. An dem Hang lagen mehrere terrassenartig angelegte Häuser, von denen das Haus am Hang das größte war. Es hat Maße von 32 × 36 Metern, weshalb angenommen wird, dass es ein Gebäude mit offizieller Funktion war. Das Haus war zweigeschossig, im Obergeschoss kann ein Saal von 13 × 17 Metern Größe rekonstruiert werden. Im unteren Stockwerk werden Wirtschafts- und Lagerräume vermutet. Dort wurde eine große Anzahl von Keilschrifttafeln gefunden. Nach einem Brand im späten 13. Jahrhundert v. Chr. wurde es nicht wiederaufgebaut. Durch den Brand erhaltene Teile des Lehmziegelmauerwerks im oberen Teil des Hauses sind heute zum Schutz vor Witterungseinflüssen ummauert. Die italienische Hethitologin Giulia Torri lokalisiert im Haus am Hang die Arbeitsstelle des Oberschreibers Anuwanza und seiner Schreibergruppe in den letzten Jahrhunderten des Großreichs.

#### Kesikkaya
Die Straße wendet sich nun nach Westen, bis nach etwa 200 Metern rechts von einer Kehre der markante Felsen Kesikkaya (geschnittener Felsen) liegt. Der Felsblock ist durch einen künstlich verbreiterten Korridor mit senkrechten Wänden in zwei Hälften geteilt. Die frühen Ausgräber zu Beginn des 20. Jahrhunderts vermuteten dort ein Königsgrab, später sah man den Felsen als römischen Steinbruch. Theodor Makridi stellte 1911 erste Ausgrabungen an, wobei zunächst der bis auf wenige Meter mit Erde verfüllte Spalt freigelegt wurde. Da die Arbeiten nicht dokumentiert sind, ist über mögliche Ergebnisse nichts bekannt. Bei Grabungen in der näheren Umgebung seit 2007 kamen verschiedenen Gebäude zutage. Im Norden des Felsens, zum Südareal des Tempels hin, kamen ein hethitisches Hallenhaus und ein weiteres hethitisches Gebäude ans Licht. Bei Sondierungen konnten darunter Spuren einer karumzeitlichen Bebauung festgestellt werden. Nordwestlich von Kesikkaya wurde ein weiterer Abschnitt der Poternenmauer mit einem von zwei Türmen flankierten Tor ergraben und anschließend restauriert. Im Süden der Erhebung, direkt an den Felsen anschließend und diesen mit einbeziehend, fanden die Ausgräber die Mauern eines monumentalen hethitischen Gebäudes, wahrscheinlich aus dem frühen 16. Jahrhundert v. Chr. Ein Raum hatte eine sonst nicht anzutreffende dreieckige Form, wobei eine Spitze des Dreiecks direkt auf einen Schacht zielte, der in dem Spalt von Kesikkaya eingetieft war. Die wenigen Funde weisen möglicherweise auf eine religiöse Funktion des Baus hin. Schachner hält es für möglich, dass die Anlage im Zusammenhang mit dem Schacht, ähnlich wie Kammer 2 der Südburg und vielleicht auch Kammer B in Yazılıkaya, ein DINGIRKASKAL.KUR, also eine Art kultischen Eingang zur Unterwelt, darstellt. Westlich dieses Gebäudes wurde eine kleine Festung aus galatischer Zeit ausgegraben, daran anschließend ein Monumentalbau der Eisenzeit, wahrscheinlich mit einer Befestigung. Auf der Oberfläche des Felsens sind Schnittspuren erkennbar, die von Steinbrucharbeiten in römischer und eventuell byzantinischer Zeit stammen.

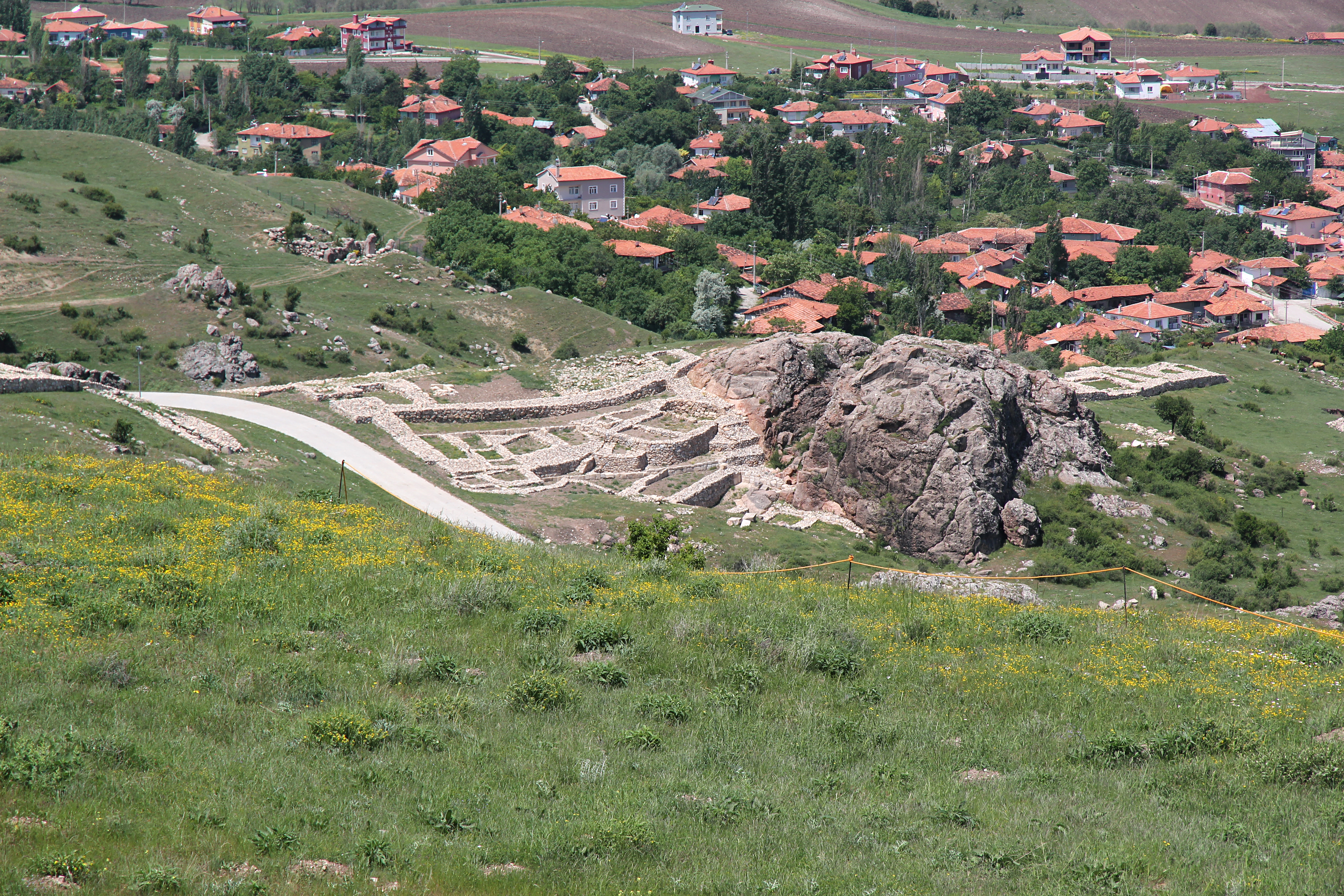
Kesikkaya von Südosten (von Büyükkale aus), rechts dahinter ein Stück der restaurierten Poternenmauer
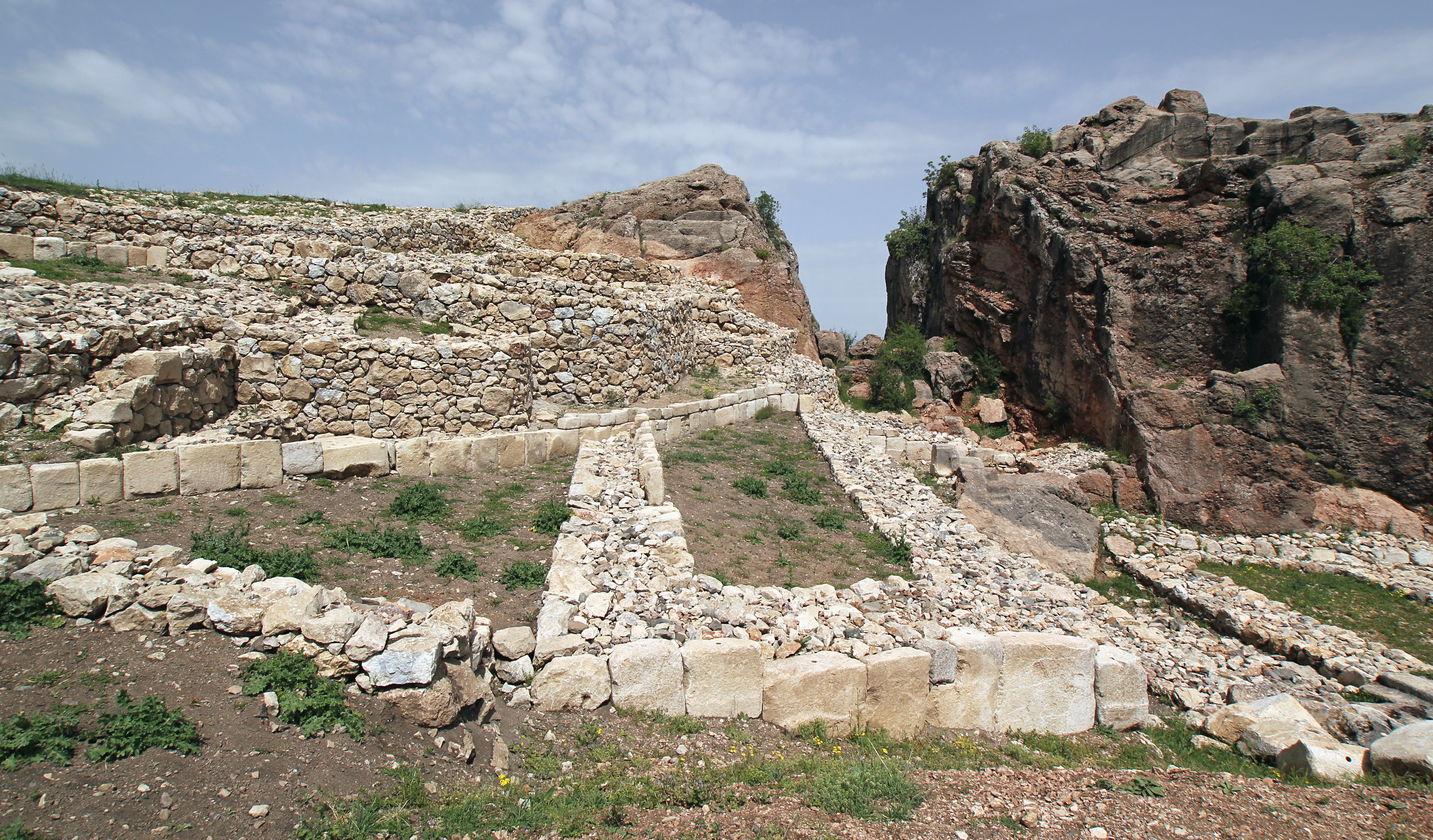
Hethitisches Gebäude
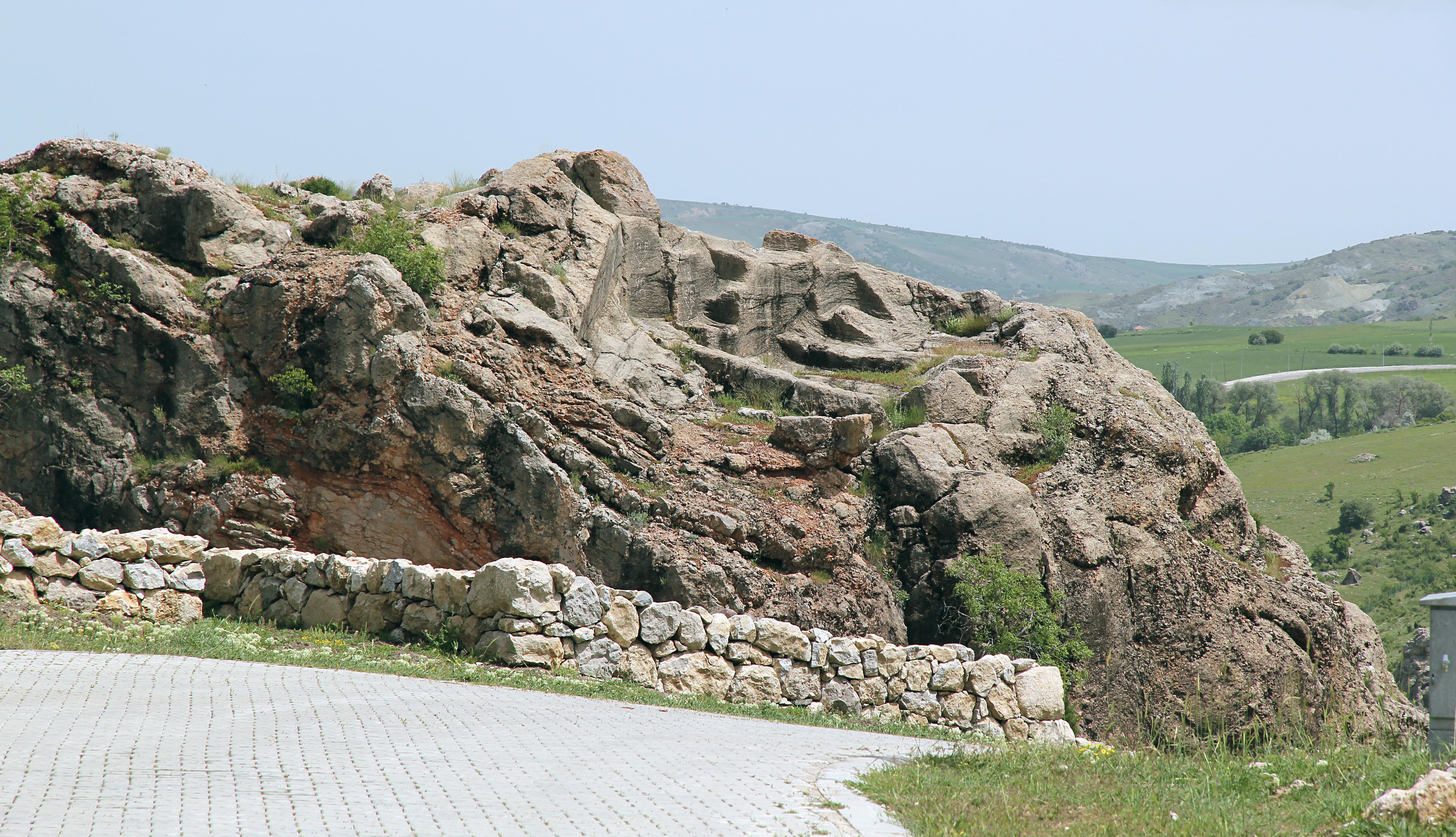
Steinabarbeitungen

#### Kızlarkayası

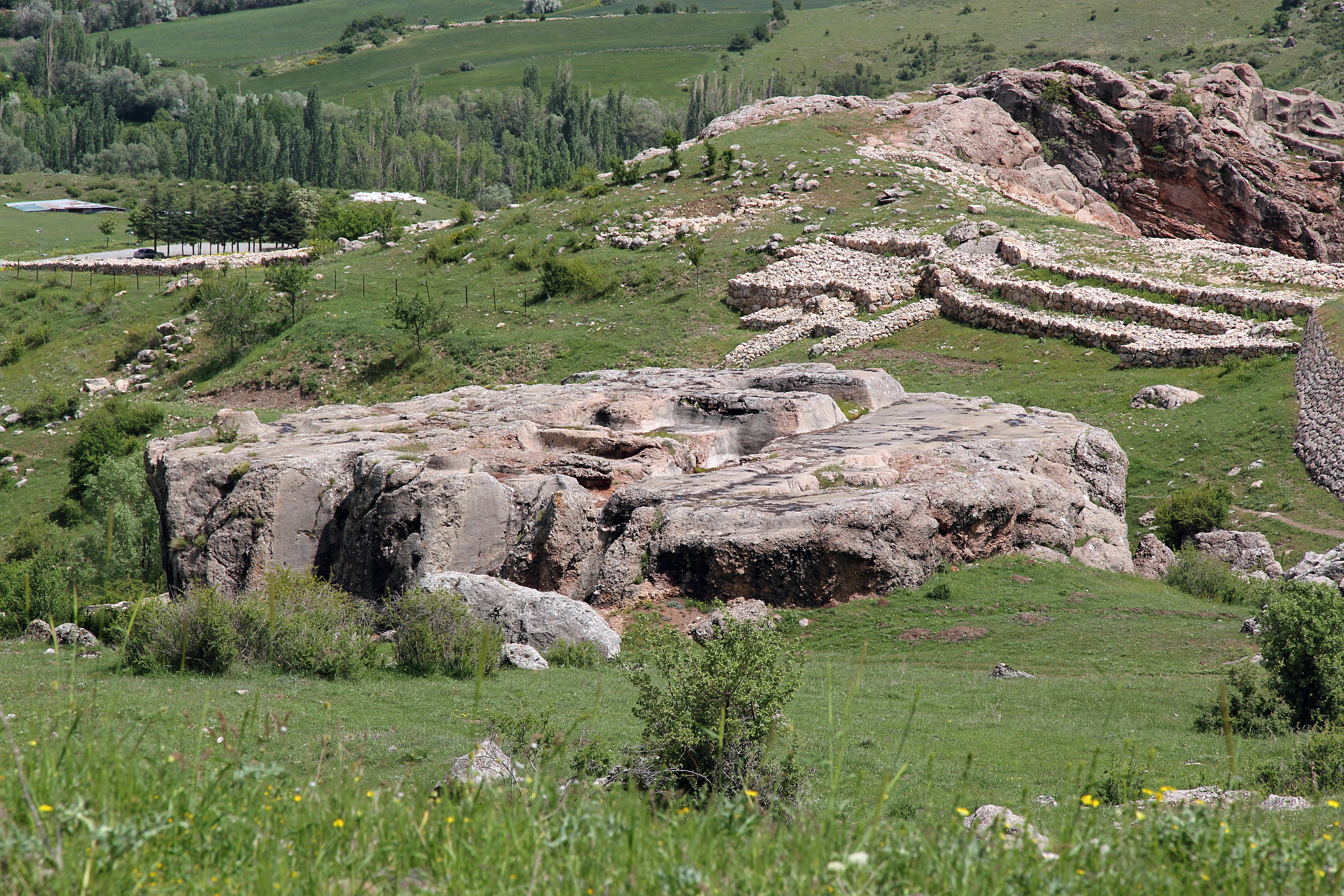
Kızlarkayası von Süden, im Hintergrund Kesikkaya

Nochmals wenige Meter weiter südwestlich, ebenfalls westlich der Straße, steht der Fels Kızlarkayası. Seinen türkischen Namen (Mädchenfelsen) hat er nach einer Legende, der zufolge es in dem Stein früher ein Bild eines Mädchens gegeben haben soll. Der Felsblock misst in West-Ost-Richtung 29 Meter und in Nord-Südwest-Richtung 32 Meter. Auf der Ostseite erhebt er sich etwa acht Meter aus dem umgebenden Gelände, im Süden vier Meter. Er zeigt starke Spuren von Bearbeitungen und Glättungen an allen Seiten und der Oberfläche. Diese sind aber hier größtenteils nicht das Werk römischer und byzantinischer Steinbrucharbeiter, sondern haben hethitischen Ursprung. Es sind einige in den Felsen eingearbeitete Nischen verschiedener Größe zu erkennen, Oberflächenglättungen sowie Pfeiler, die als Sockel für Standbilder gedient haben könnten. Auch hier wird eine religiöse Bedeutung der Lokalität vermutet. Sibilla Pierallini und Maciej Popko sehen in dem Felsen eine Stelen-Kultanlage der Sonnengöttin von Arinna und ihrer Begleiterin Mezulla. Nach hethitischen Texten passierte der Großkönig auf seinem Weg zur Residenz auf Büyükkale täglich diese Kultstelle. Vorher musste er an einer sogenannten tarnu-Anlage Reinigungsrituale vollziehen. Spuren eines regulierten Bachlaufs nördlich von Kızlarkayası deuten darauf hin, dass es sich bei dem Felsen um diese Anlage gehandelt haben könnte.
Nördlich von Kızlarkayası ist aus Westen der vom Unteren Westtor heraufkommende Karrenweg erkennbar, der sich nach Südosten entlang der Südseite der Poternenmauer in Richtung Königsburg fortsetzte. Im Bild oben („Kesikkaya von Südosten“) sind links im Hintergrund das Tor und der Weg zu erkennen. Ebenfalls nach Südosten verläuft zwischen Kesikkaya und Kızlarkayası die Poternenmauer, die östlich davon, jenseits der Fahrstraße, auf einem längeren Stück restauriert ist und deshalb einschließlich der Poternen gut sichtbar ist.

#### Sarıkale

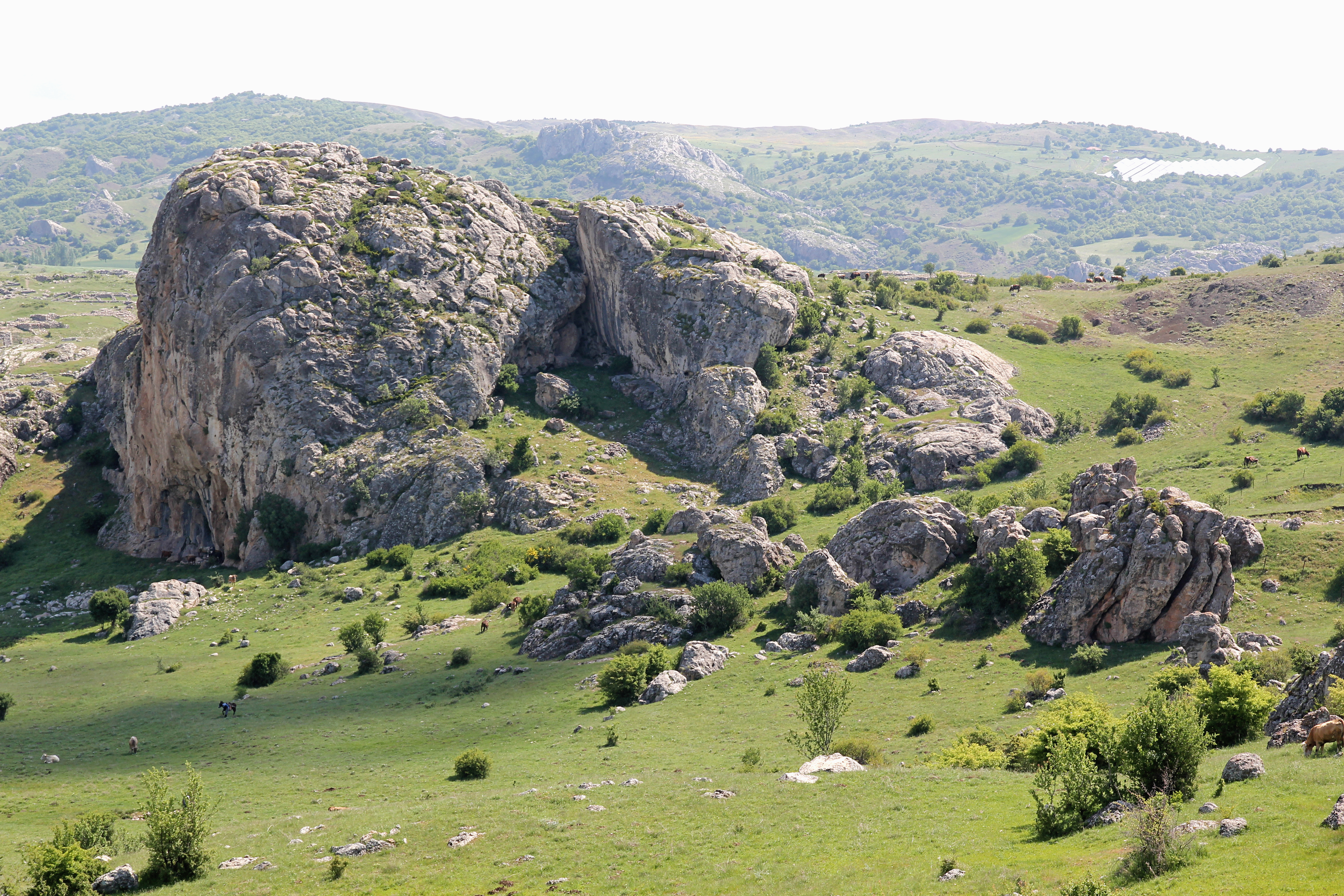
Sarıkale von Süden

Im Süden von Kızlarkayası teilt sich die moderne Straße. Die Beschreibung folgt dem rechten, westlichen Weg, der in einem Bogen entlang der südlichen Stadtmauer zu dieser Gabelung zurückführt. Auf der östlichen Straßenseite liegt das Felsmassiv Sarıkale, das mit einer Höhe von 60 Metern über dem davorliegenden Tal eine dominierende Rolle im Stadtbild der Unterstadt innehat. Auf dem Gipfel sind Reste einer größeren hethitischen Anlage mit Befestigung und einer Zisterne erhalten. In Keilschrifttexten werden mehrfach Felsgipfelhäuser erwähnt. Derartige Gebäude sind auf nahezu allen Erhebungen im Stadtgebiet von Ḫattuša vorhanden. Es handelt sich dabei um öffentliche Gebäude wahrscheinlich religiösen Charakters. Der Bau auf Sarıkale wurde in byzantinischer Zeit mit einer befestigten Anlage überbaut, die wohl zu der Ansiedlung gehörte, die in dieser Zeit auf dem östlichen Abhang des Felsrückens bestand.
In der Senke westlich von Sarıkale bestand nach neueren Forschungen bereits in der Karumzeit eine Siedlung. Hier wurden in den frühen 2000er Jahren die Grundrisse mehrerer Häuser ergraben, die im mittleren 16. Jahrhundert v. Chr. entstanden sind. Sie zeigen, dass die Oberstadt schon sehr bald nach der Gründung der Stadt bebaut wurde. In den Erosionsschichten unter den ältesten Häusern kamen sogar Funde zu Tage, die eindeutig aus der Oberstadt abgeschwemmt waren und aus einer Zeit direkt vor Ḫattušili I., dem Gründer der Stadt, stammten. An der regelmäßigen und gleichartigen Modulbauweise der Häuser (sogenannte Quadrathäuser) ist erkennbar, dass hier nicht, wie in der Unterstadt, auf vorhandene Bebauung Rücksicht genommen werden musste, sondern dass die Erbauung schon systematisch geplant war. Das belegen auch die rechtwinkligen Gassen zwischen den einzelnen Häusern. Die heute sichtbaren Grundrisse sind moderne Nachbauten, die Originalmauern liegen 2–3 Meter tiefer.
Wenige Meter südlich von Sarıkale führte ein Weg entlang, der vom Löwentor kommend nach Osten am Tempelviertel vorbei zu den Ostteichen führte. An diesem Weg konnte ein weiteres Haus ergraben werden, aufgrund des Grundrisses ein typisches hethitisches Wohnhaus mit Zentralraum. Es ist vor allem durch einen Text bedeutend, der dort 2009 gefunden wurde und bei dem es sich um ein Schreiben handelt, das an den Kommandanten der Meschedi gerichtet ist. Das Gebäude wird daher als Haus des Meschedi-Kommandanten bezeichnet, Meschedi ist die Bezeichnung der Soldaten der Palastgarde, die auf der Königsresidenz Büyükkale ihren Dienst verrichtete. Damit ist erstmals die Residenz eines hochrangigen königlichen Beamten nachgewiesen, was auch Rückschlüsse auf die Funktion von anderen Häusern der Unterstadt zulässt, die einen ähnlichen Grundriss aufweisen. In dem Haus wurde auch eine Anzahl Keramikgefäße zur Bewirtung einer großen Gästezahl gefunden, was auf mögliche – vielleicht kultisch/religiöse – Feierlichkeiten in dem Privathaus des Kommandanten hinweist.
Auf der westlichen Seite der Straße ist ein Taanıkkaya genanntes, verzogenes Rechteck erkennbar, das von der Stadtmauer eingerahmt wurde. Auf dessen plateauartiger Oberfläche konnten durch geomagnetische Untersuchungen wahrscheinlich zwei große Gebäude in der Mitte einer Freifläche festgestellt werden. Über ihre Funktion kann ohne Ausgrabungen nichts gesagt werden.

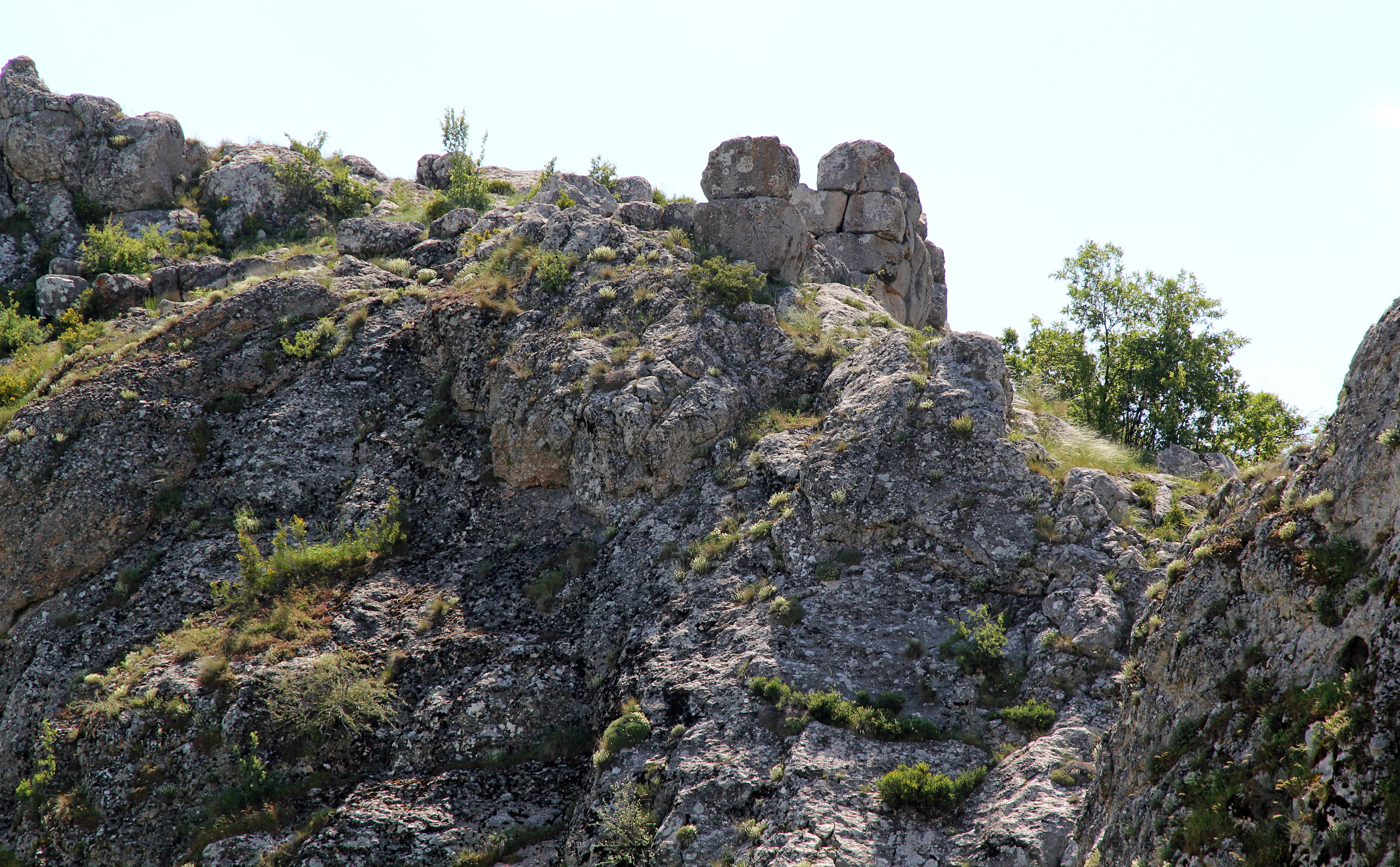
Reste des möglichen Felsgipfelhauses
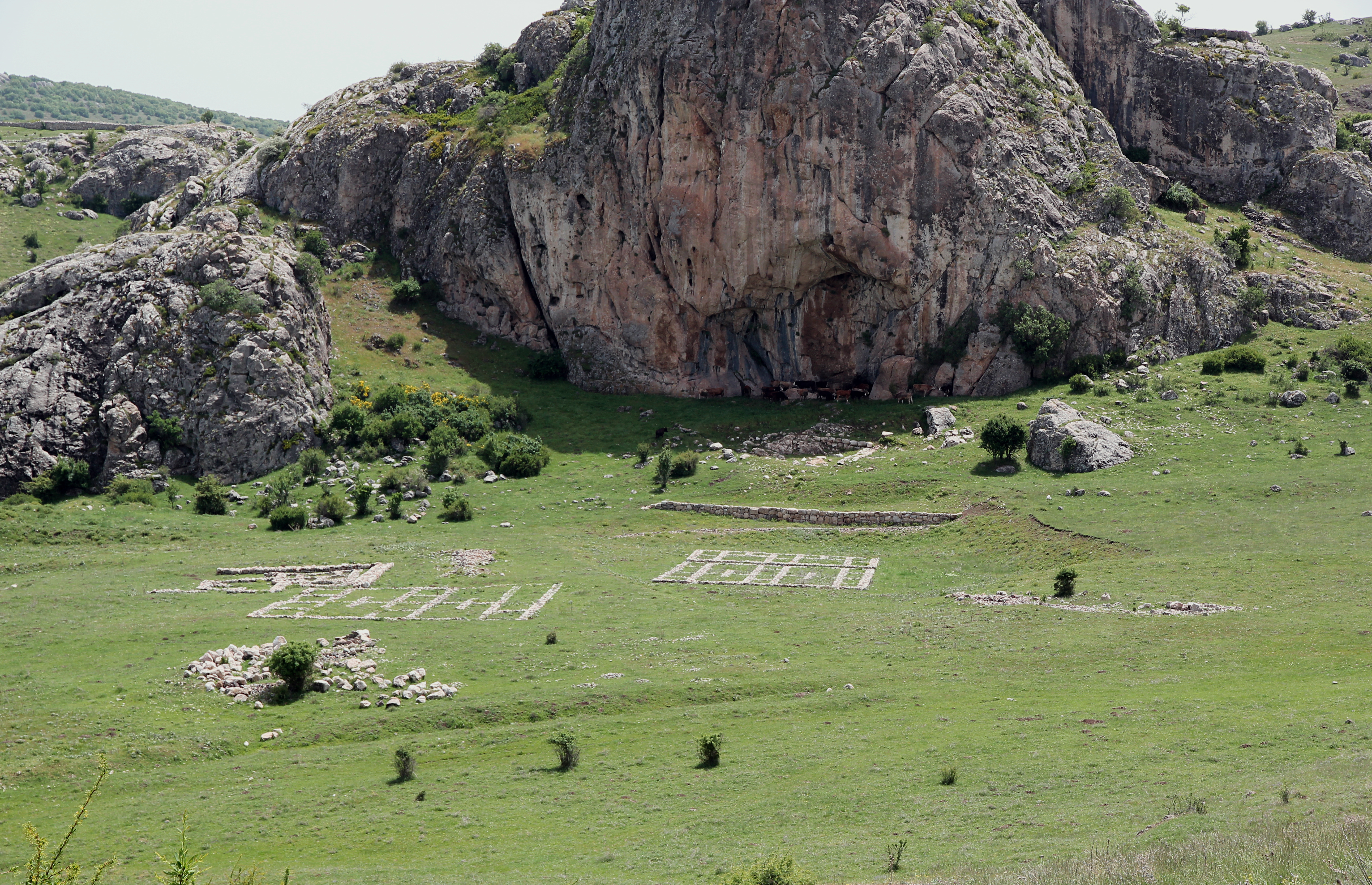
Grundrisse der Quadrathäuser westlich vor Sarıkale
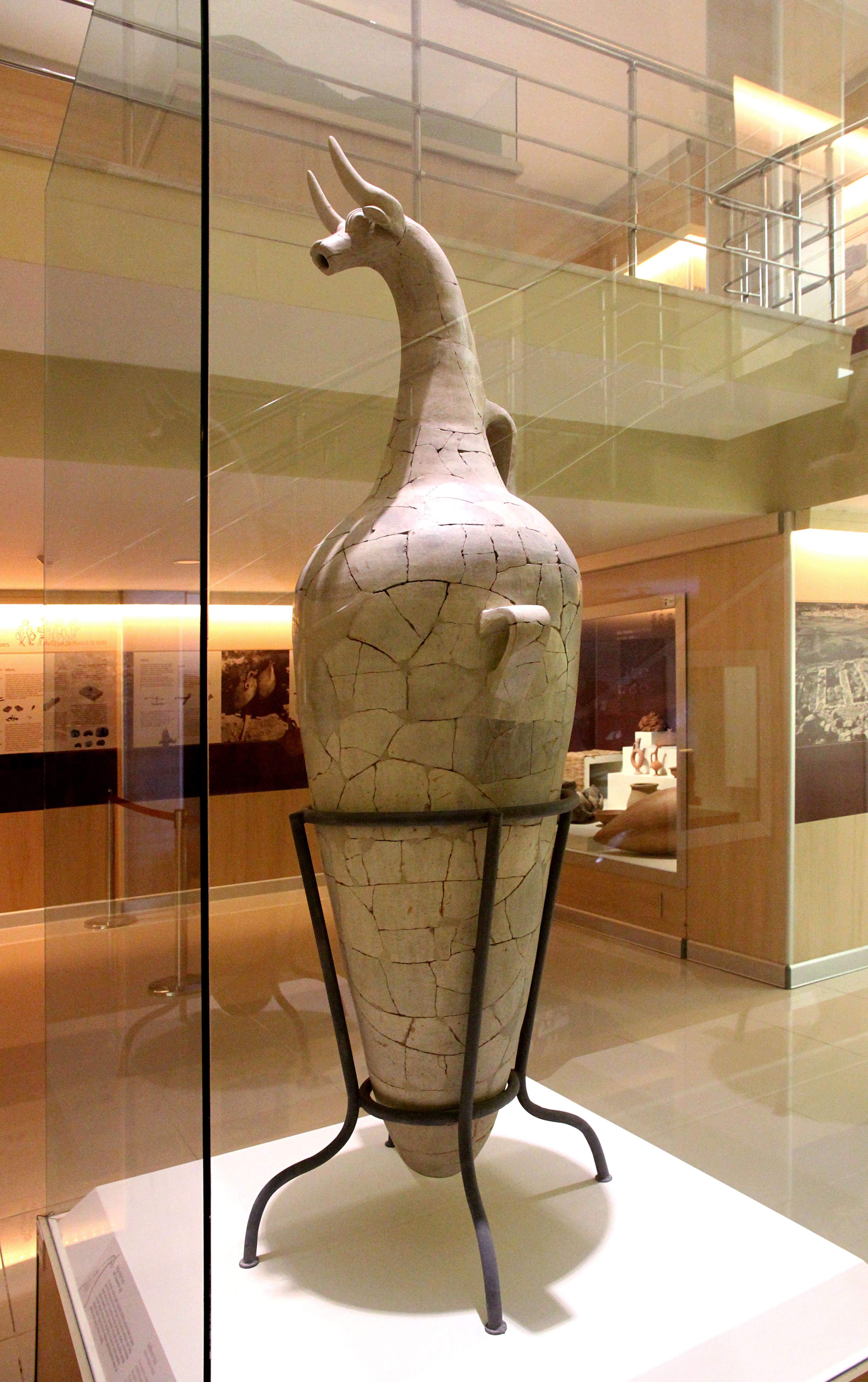
Keramikgefäß aus dem Haus des MESCHEDI-Kommandanten

#### Yenicekale

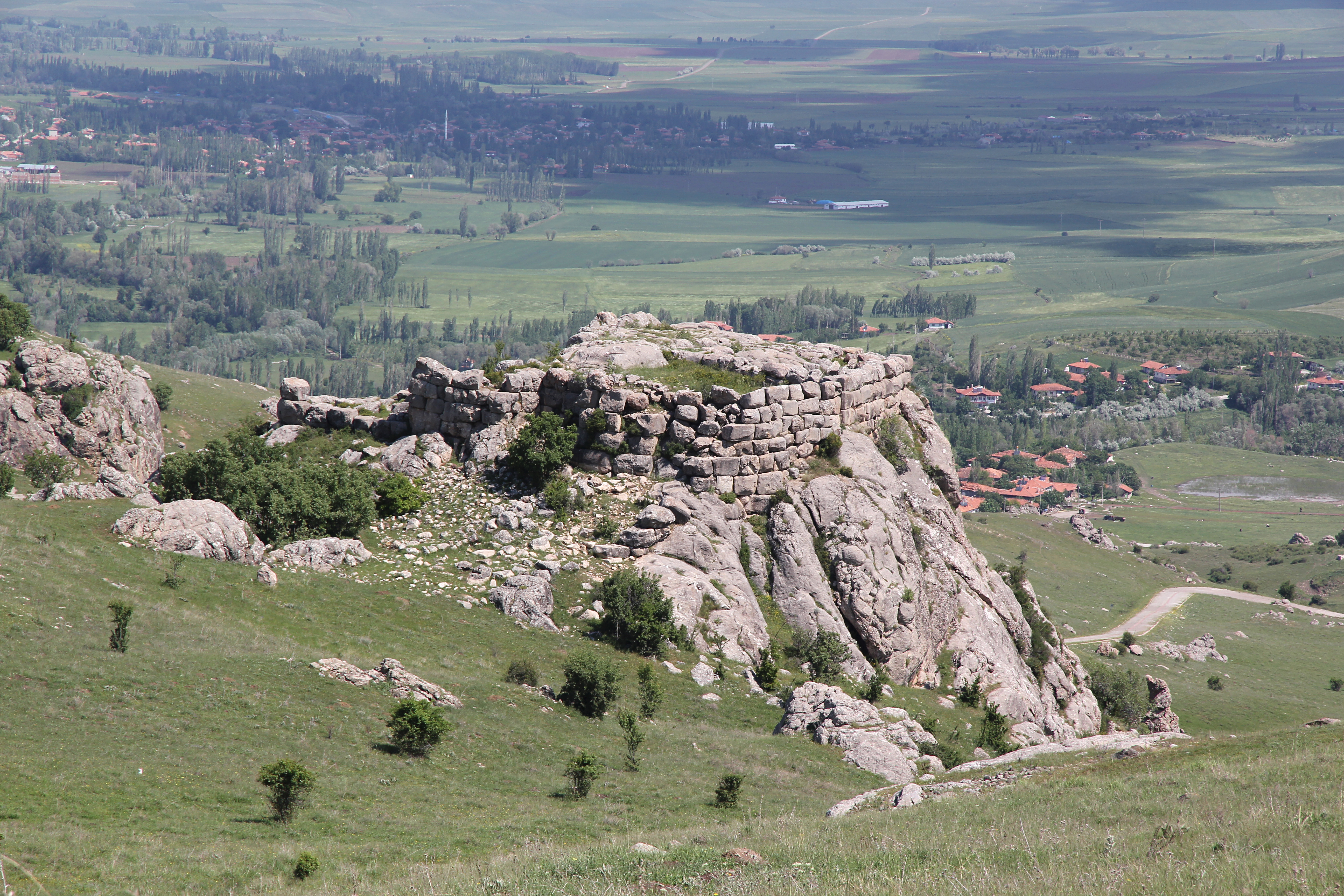
Yenicekale

Die Straße erreicht nun die südliche Stadtmauer, wo nach kurzer Strecke das Löwentor liegt. Gegenüber, etwa 150 Meter nordöstlich und damit etwa in der Mitte zwischen Löwentor und Sarıkale, liegt der Felshügel Yenicekale. Auf seiner Oberfläche wurde ein Plateau von etwa 25 × 28 Metern glatt vom Felsen abgearbeitet. An den Seiten war es durch Aufmauerungen mit mächtigen Kalksteinblöcken vergrößert. Auf dieser künstlichen Bauplattform sind wenige Reste des aufgehenden Mauerwerks zu erkennen, die kaum Rückschlüsse auf die darauf errichteten Gebäude zulassen. Auch über die Funktion kann nur spekuliert werden, es könnte sich ebenfalls um eines der erwähnten Felsgipfelhäuser gehandelt haben.
Zwischen Löwentor und Yenicekale sind, etwas östlich des Tores, die restaurierten Grundmauern eines Tempels, Tempel 30 genannt, zu sehen. Er wurde in den letzten Jahrzehnten des Großreichs von Töpferwerkstätten überbaut.
Nochmals etwa 200 Meter weiter östlich lagen in hethitischer Zeit die sogenannten Südteiche. Dort war zunächst in der Mitte des 16. Jahrhunderts v. Chr. ein großer, unterirdischer Getreidespeicher angelegt worden. Noch im gleichen Jahrhundert wurde er durch fünf Teiche ersetzt. Sie waren relativ schmal gehalten, um den Verdunstungsverlust gering zu halten, hatten aber eine Tiefe von bis zu acht Meter. Zur Minimierung des Risikos von Dammbrüchen oder Verunreinigungen war der Wasserspeicher auf fünf Teiche aufgeteilt. Nachdem zunächst angenommen wurde, dass die Teiche von Quellen im höhergelegenen Gelände gespeist wurden, stellten Andreas Schachner und Hartmut Wittenberg in den 2010er Jahren in einer Untersuchung fest, dass das einerseits technische Probleme bedeutet hätte und wohl auch nicht ausreichend gewesen wäre. Sie gehen stattdessen von einer Füllung durch Einsickerung aus Grundwasserhorizonten aus, die von den hethitischen Ingenieuren angeschnitten wurden. Von den Südteichen sind heute deren mit Steinen ausgelegte Ränder im Gelände zu sehen.

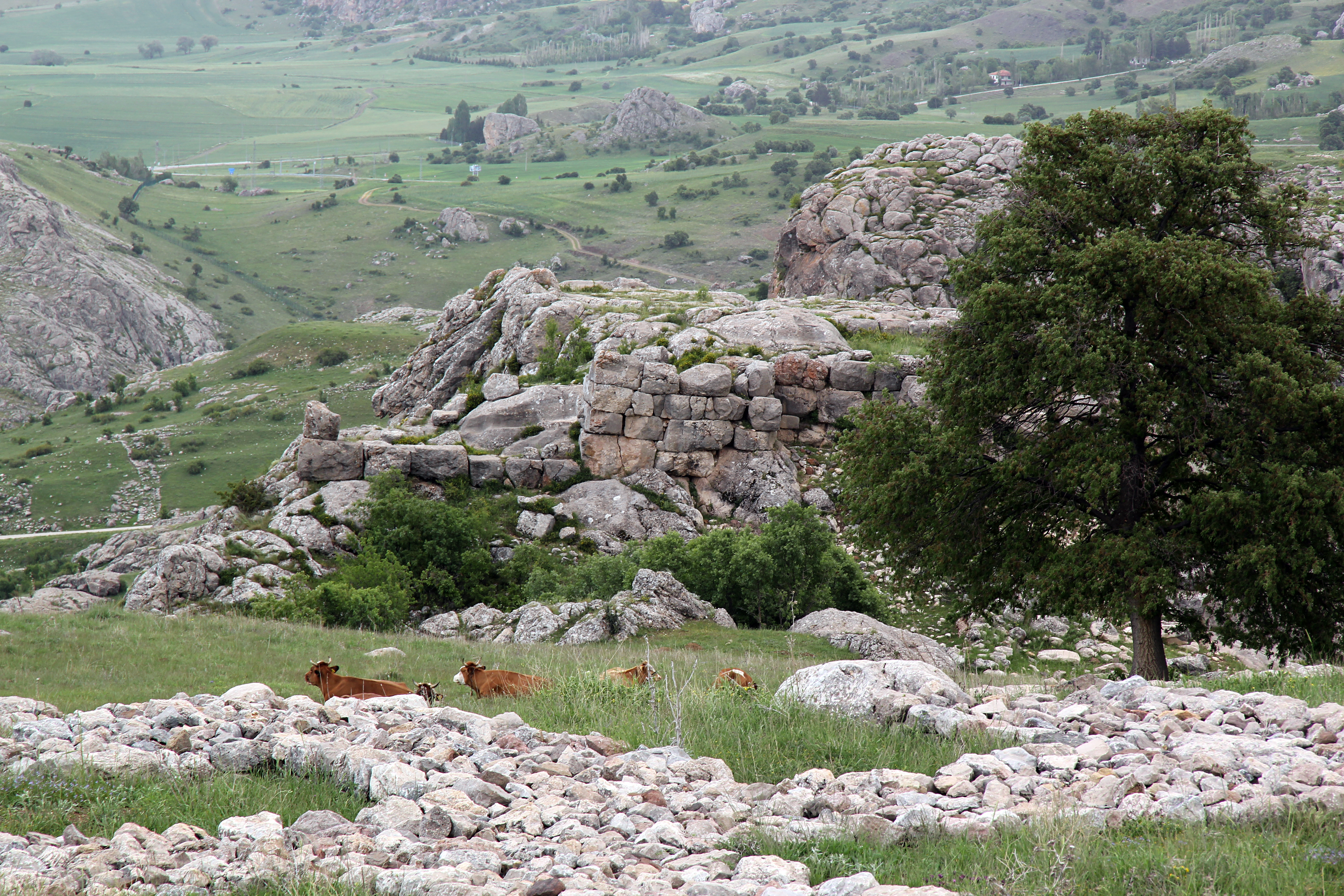
Yenicekale von Südosten, im Vordergrund Tempel 30
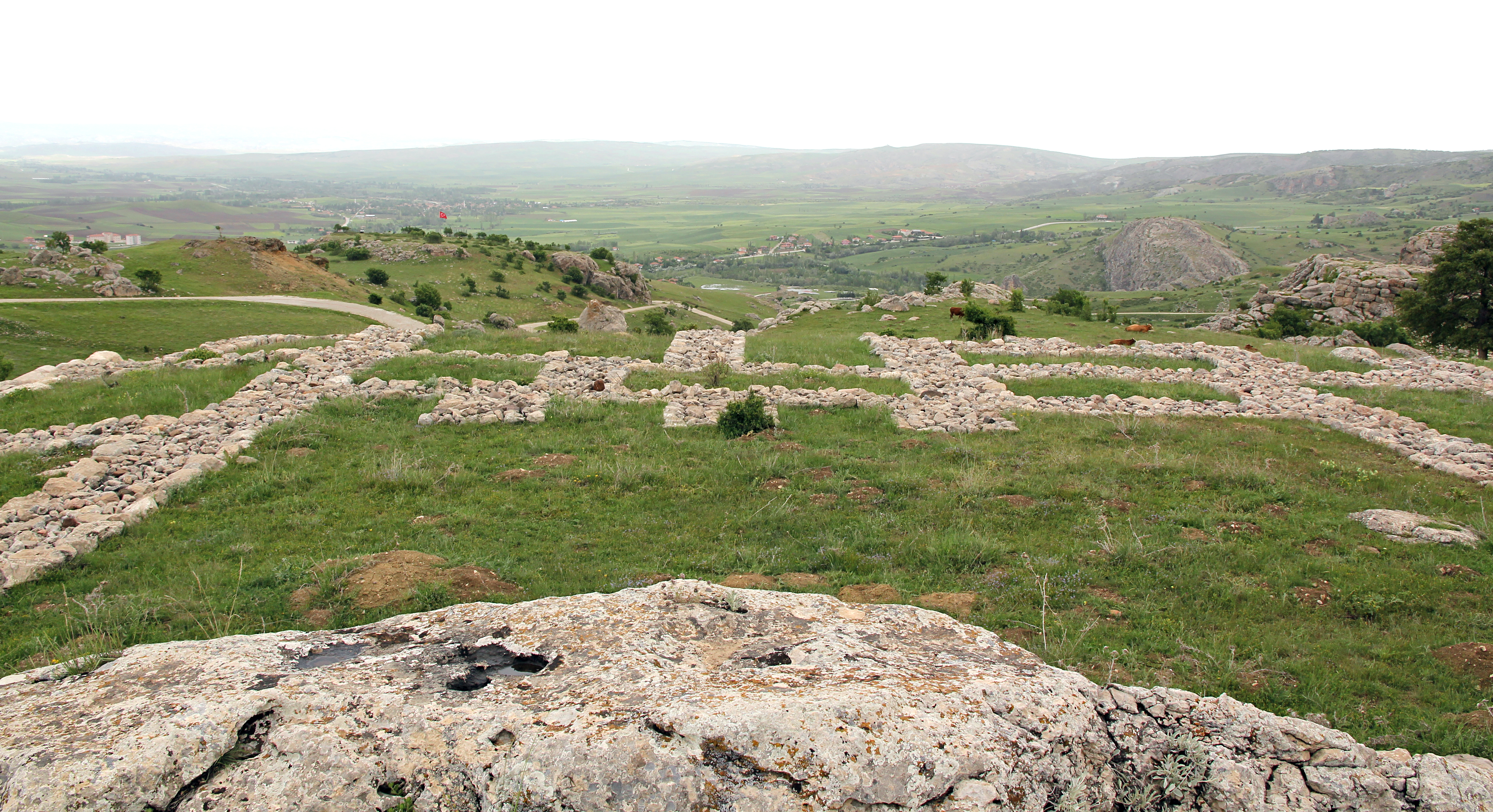
Tempel 30, rechts im Hintergrund Yenicekale

#### Yerkapı

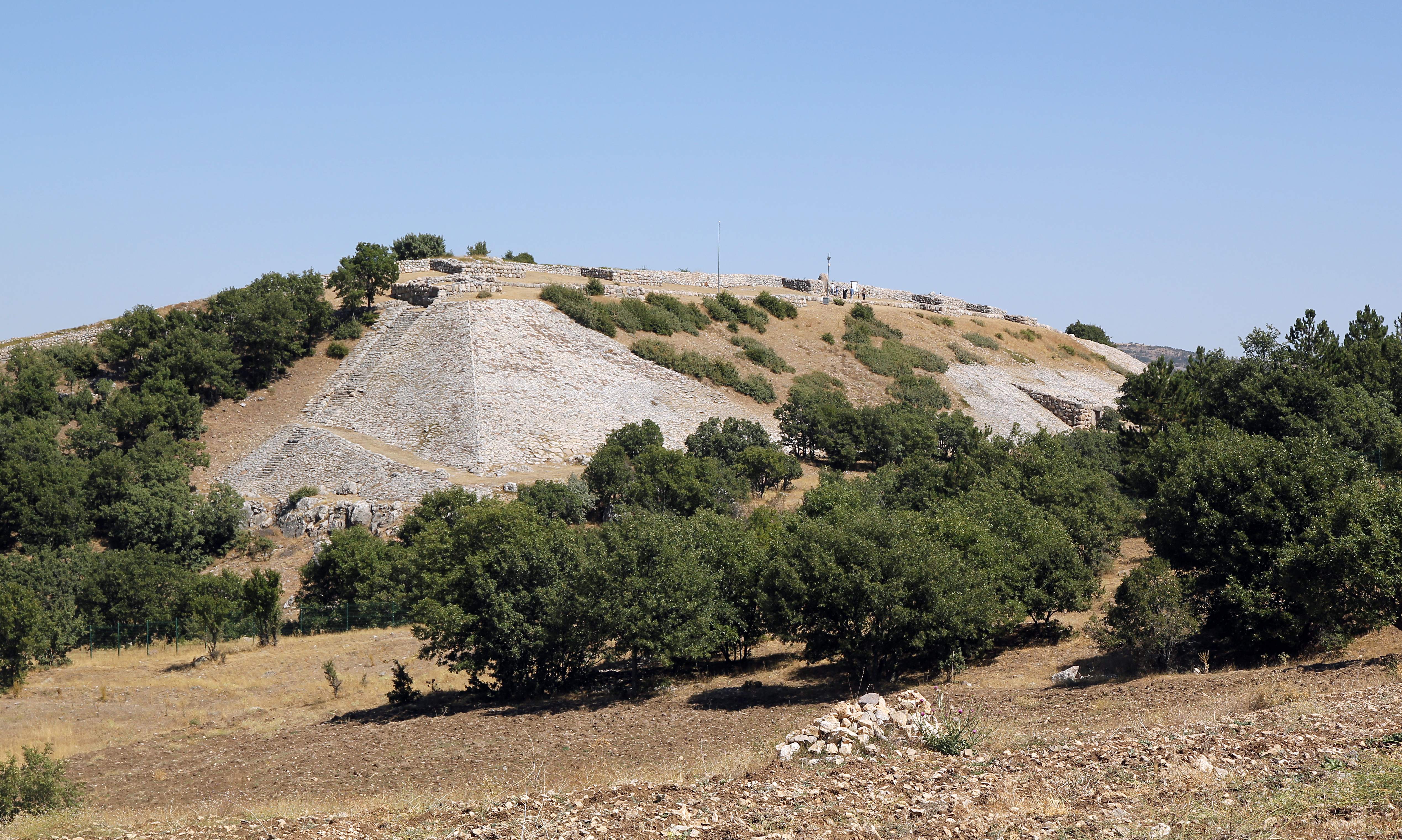
Rampe von Yerkapı von Südwesten

Vom Löwentor nach Westen verläuft die Straße parallel zu einem hohen, künstlich aufgeschütteten Wall, auf dessen Krone sich die Stadtmauer entlangzieht. Der türkische Name des Walls Yerkapı (deutsch etwa Tor im Boden) leitet sich von der Poterne ab, die unter dem höchsten Punkt des Walls, unterhalb des Sphinxtores, durch den Wall nach außen führt. Es ist die einzige noch begehbare Poterne von Ḫattuša. Der Tunnel ist 71 Meter lang und hat nach außen ein deutliches Gefälle. Er ist in Kragsteintechnik errichtet und etwas über drei Meter hoch. Der Boden war mit weißem Estrich belegt, der das wenige einfallende Licht reflektierte. Auf der Innenseite, unterhalb des Sphinxtores, ist der Eingang in den Steilhang integriert, der Ausgang ist als massives Bauwerk in die dortige Rampe eingebaut. Beide Seiten waren einst mit zweiflügligen Türen verschließbar. Über die Funktion des Durchgangs lässt sich nichts aussagen, sicherlich stellte er keine Ausfallpforte dar, die nicht so deutlich sichtbar angelegt worden wäre.
Von außen ist der Wall etwa 30 Meter hoch und war auf einer Breite von 250 Metern mit Steinpflaster bedeckt. In Abständen von 21 Metern waren senkrechte Rillen zur Abführung von Regenwasser in das Pflaster eingearbeitet. Von den Steinen fehlen heute große Flächen, sie wurden in der späten Phase der Stadt für die zweite, vorgelagerte Stadtmauer auf der Wallkrone verbaut. An den beiden Enden im Westen und Osten führen Treppen auf die Wallhöhe, weshalb der Wall von weitem den Anschein einer abgeschnittenen Pyramide vermittelt.
Eine militärische Funktion kann für den mächtigen Wall ausgeschlossen werden. Dagegen sprechen der gut sichtbare Ausgang der Poterne und die Treppen auf beiden Seiten der Rampe. Auch wäre die Steigung von 35 Grad für einen geübten Krieger ein leicht zu überwindendes Hindernis gewesen. Peter Neve und auch seine Nachfolger als Ausgräber Seeher und Schachner halten den Wall für eine mögliche Bühne für zeremonielle und kultische Aufführungen. Dazu kommt die eindrucksvolle Wirkung des monumentalen Bauwerks auf von Süden anreisende Delegationen. Von Norden war die Anlage als Krönung der Stadt bereits aus 20 Kilometern Entfernung zu erkennen, was in hethitischen Zeiten mehr als einer Tagesreise entsprach.

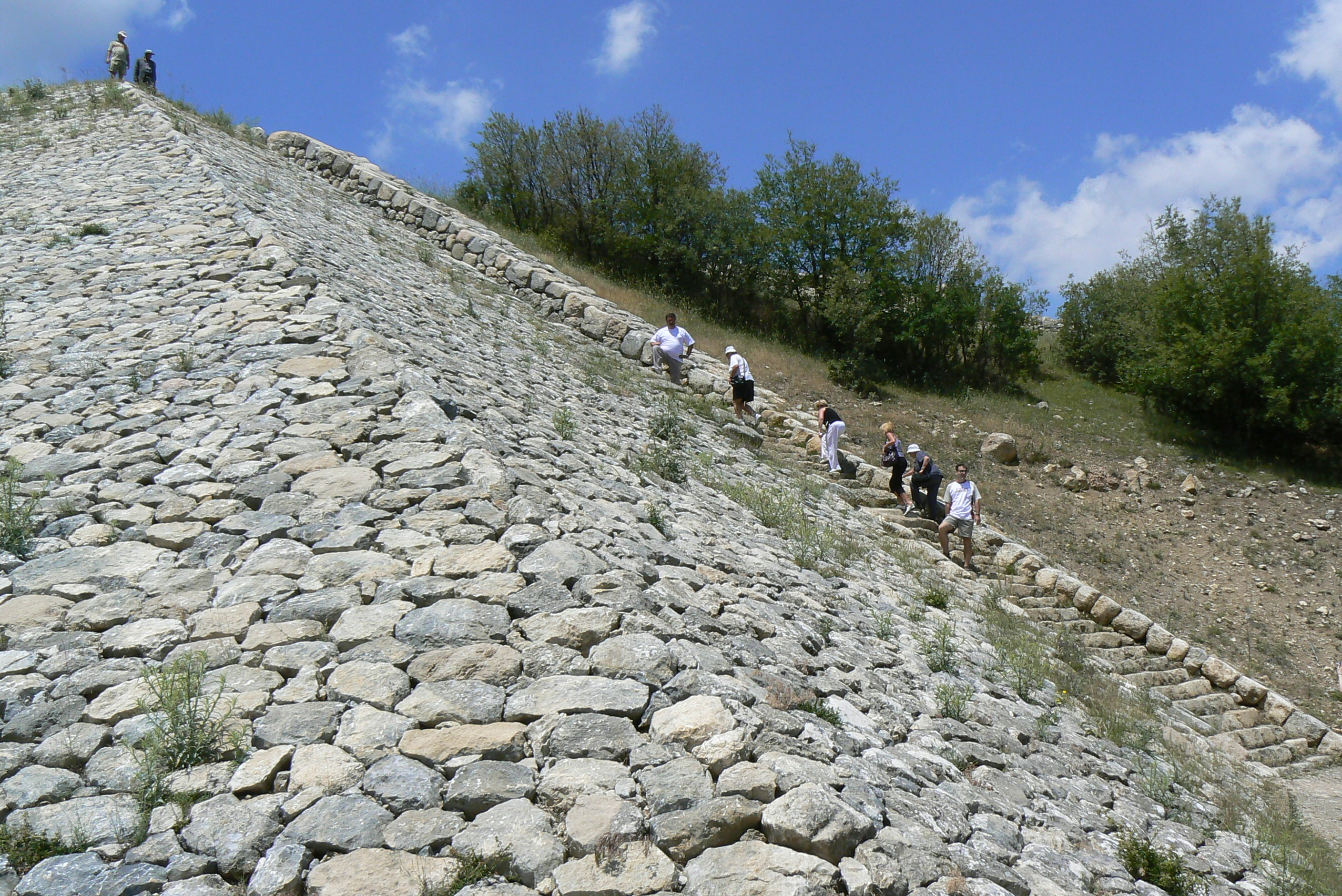
Östliche Treppe
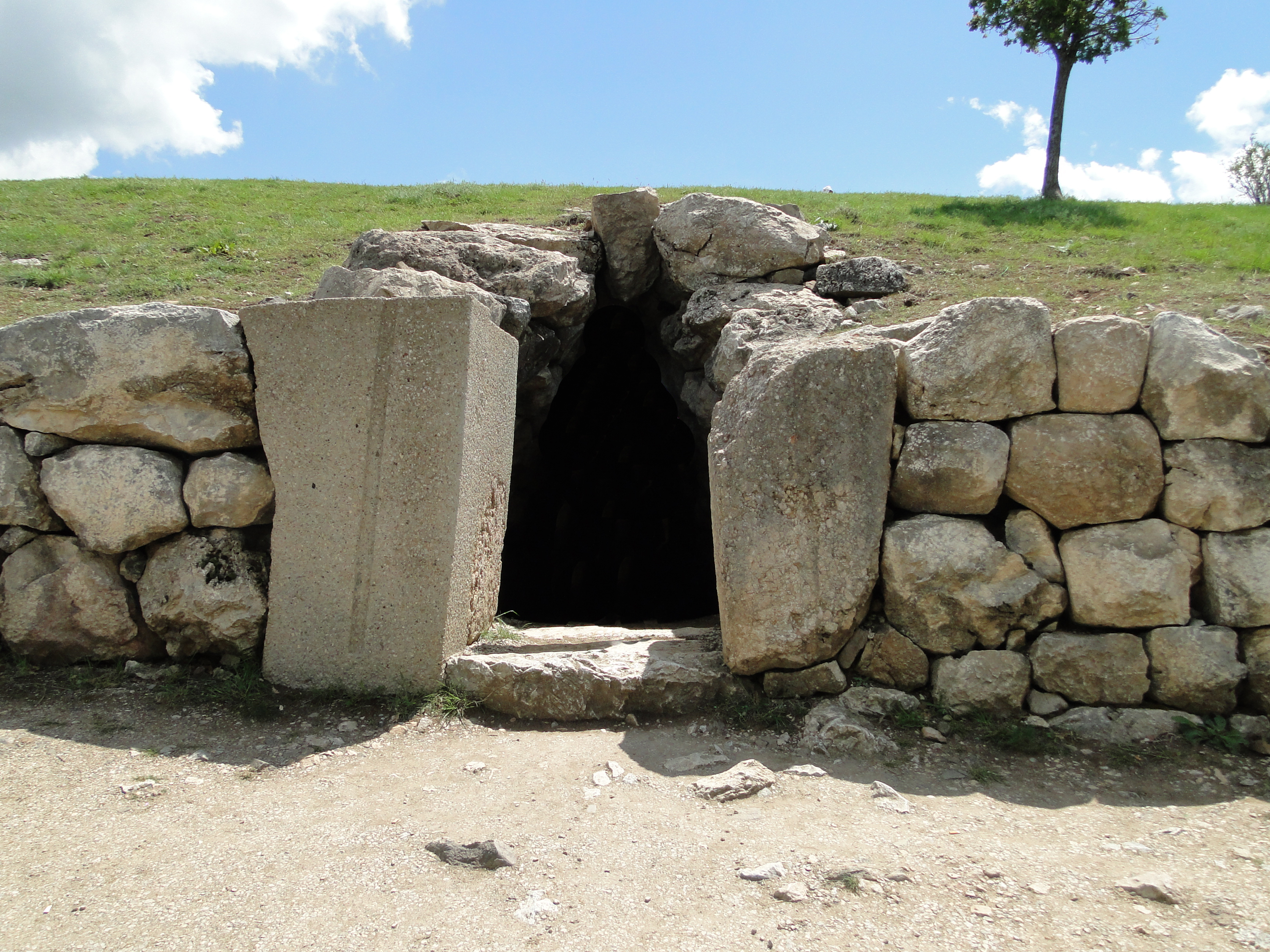
Oberer Eingang der Poterne
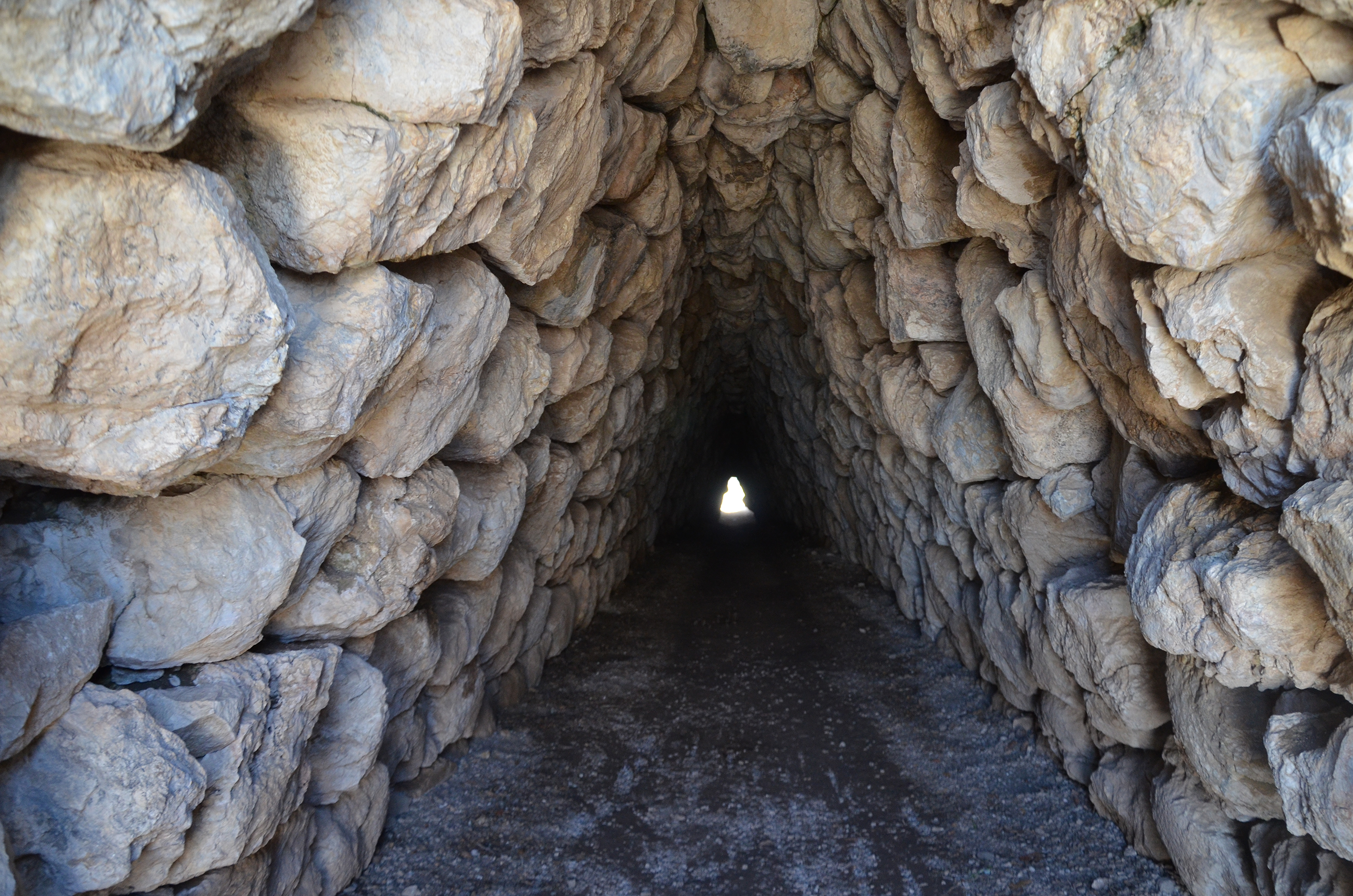
Inneres der Poterne mit Kraggewölbe
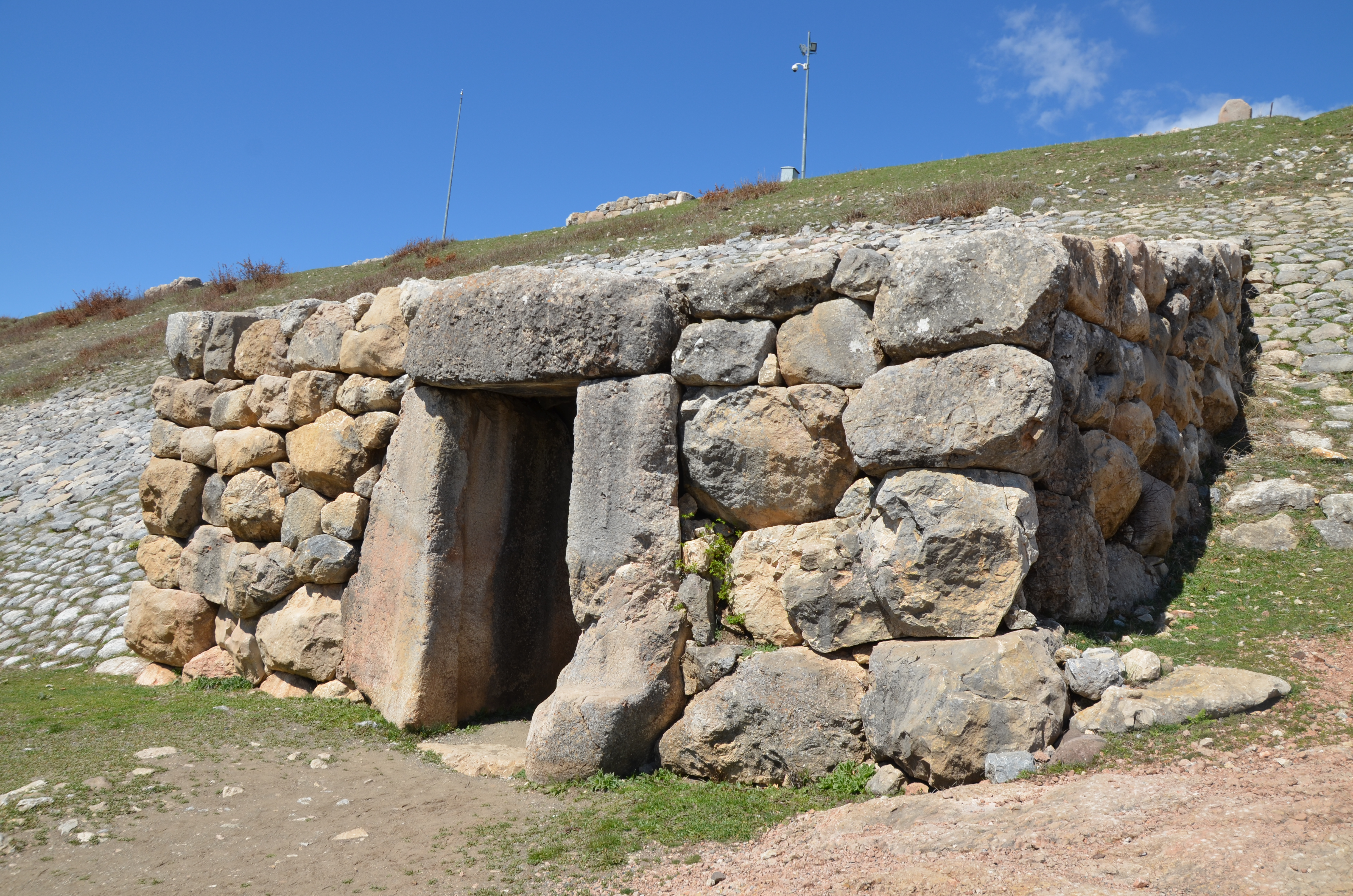
Ausgangsbauwerk der Poterne

Im August 2022 entdeckte Bülent Genç, Associate Professor an der Mardin-Artuklu-Universität und Mitglied des Grabungsteams, in der Poterne zahlreiche Hieroglyphen, die mit rotbrauner Farbe auf die Steine gemalt sind. Bei einer ausführlichen Nachuntersuchung konnten 249 Zeichen identifiziert werden. Es handelt sich nicht um Inschriften, sondern um einzelne Graffiti, die wahrscheinlich zu einem großen Teil Personen- oder Götternamen darstellen. Nach Untersuchungen der beteiligten Philologen M. Alparslan und M. Marazzi konnten mindestens acht Gruppen von jeweils gleichen Zeichen festgestellt werden, ein Zeichen konnte allein 38-mal gezählt werden. Mit Farbe gemalte luwische Hieroglyphen sind bisher kaum bekannt, sie haben sich vermutlich nur auf Grund des speziellen gleichmäßigen Klimas im Inneren der Poterne so lange erhalten. Nach Aussagen des Grabungsleiters Andreas Schachner solle nun die internationale Gemeinschaft der Hethitologen ihre Meinungen zu den Hieroglyphen beitragen.

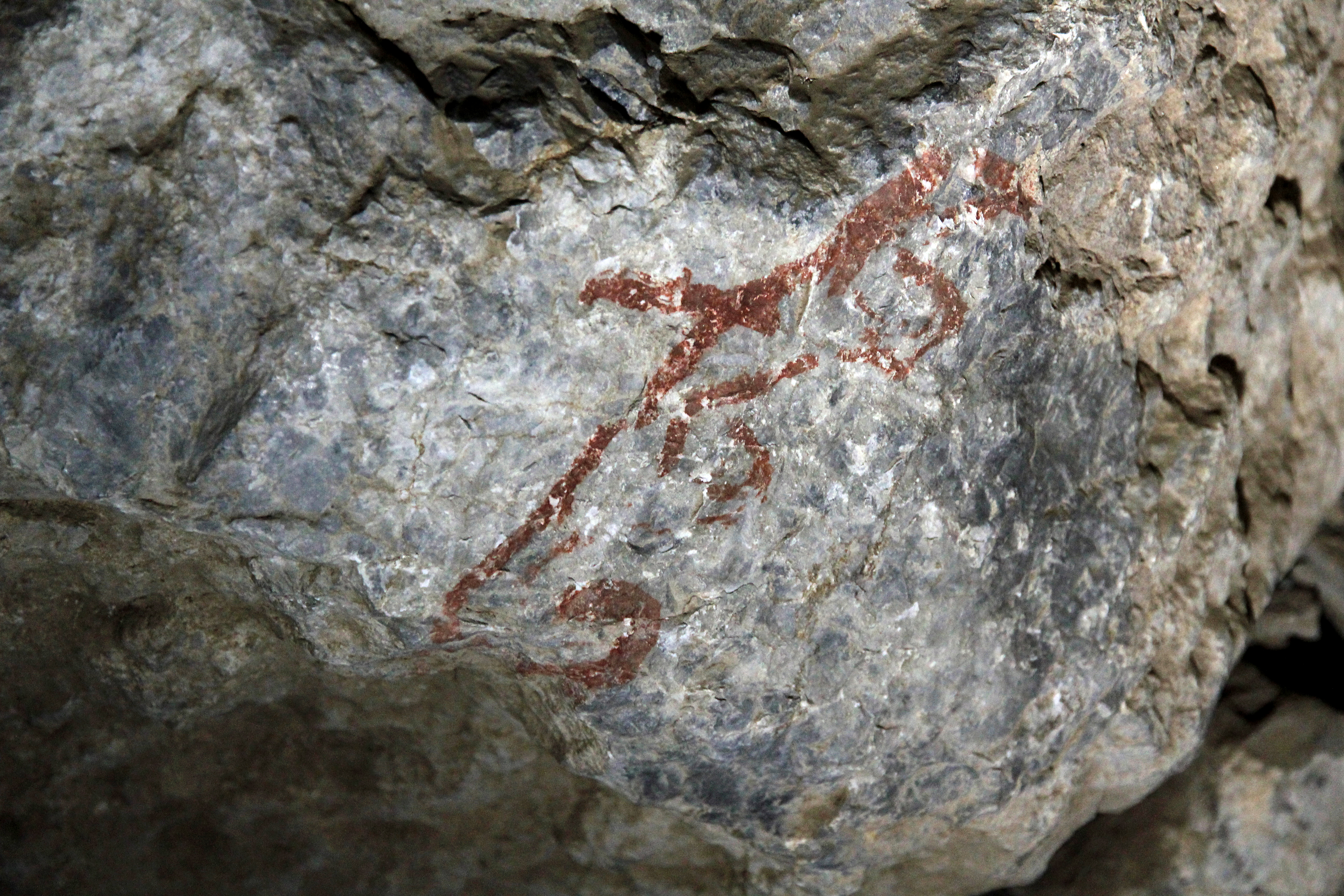
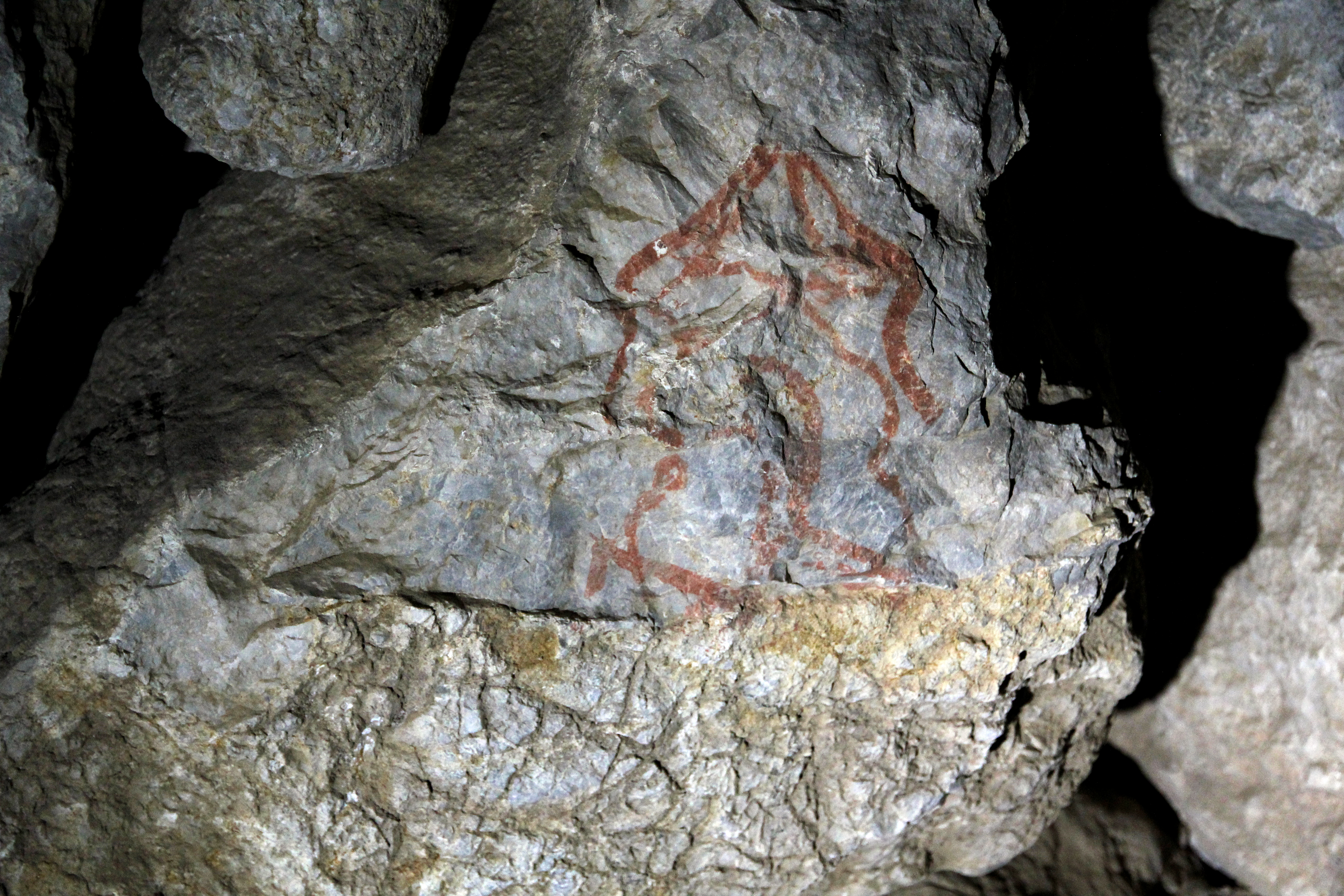
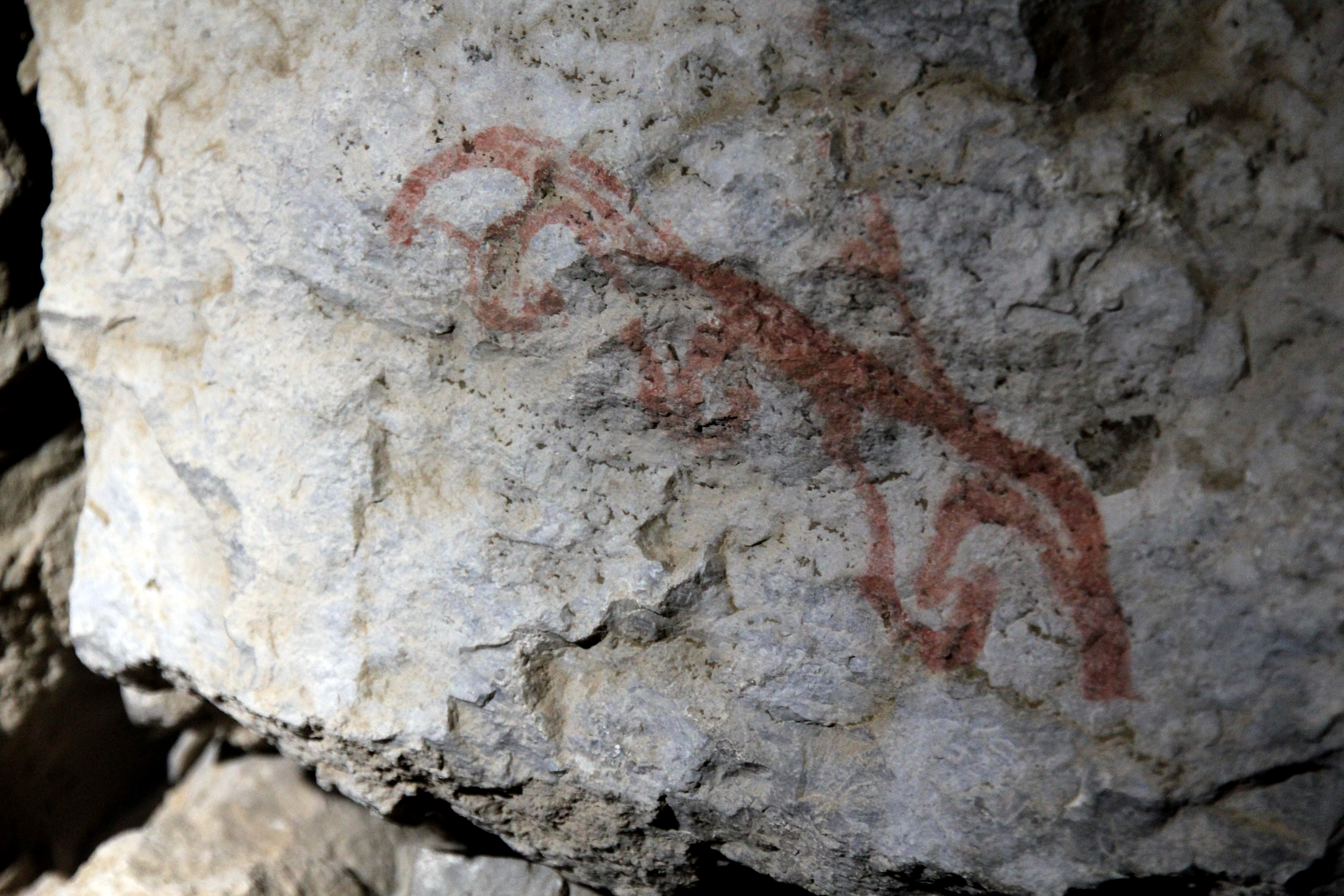
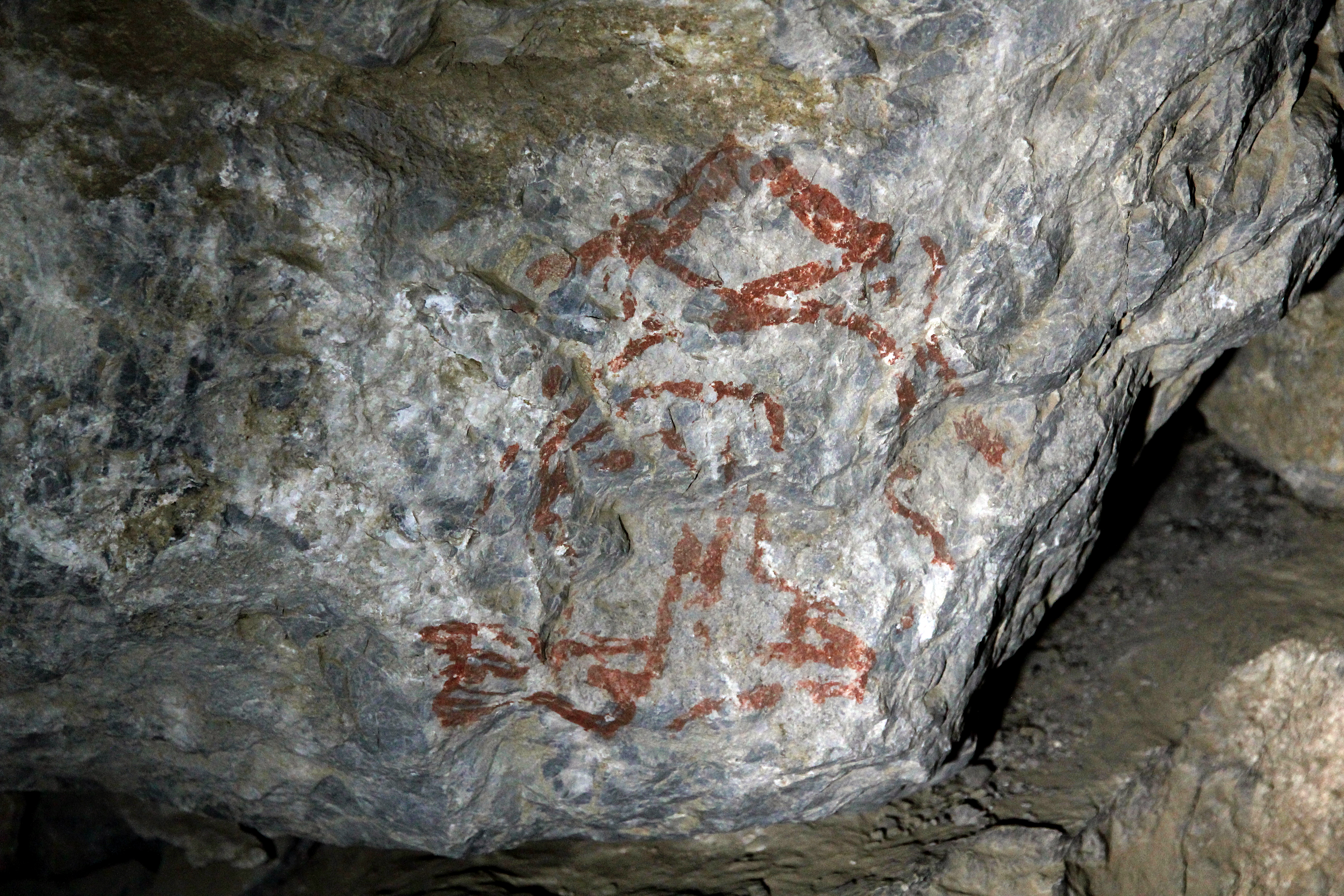

#### Tempelviertel

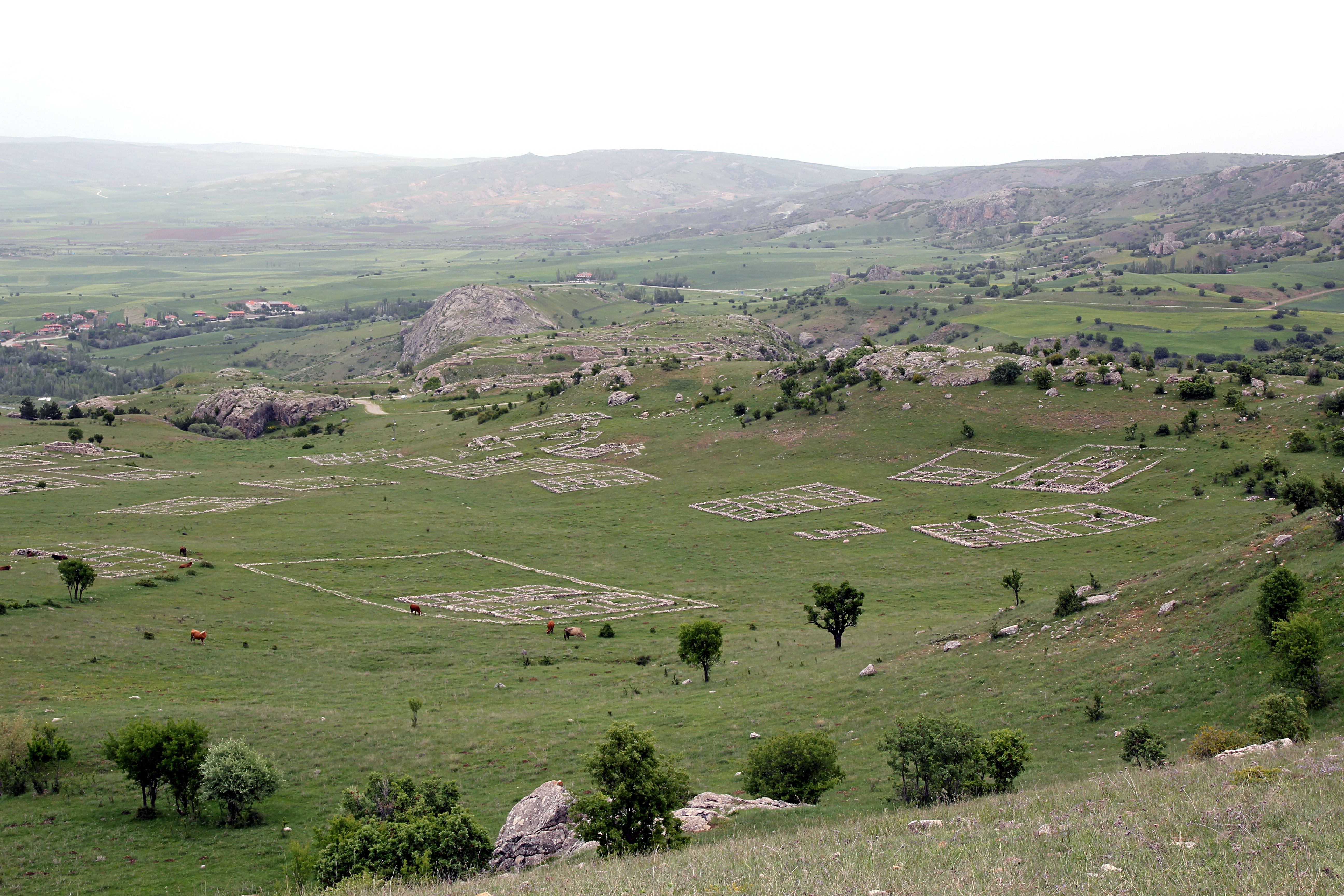
Tempelviertel, im Hintergrund Büyükkale und Büyükkaya

Blickt man vom Sphinxtor nach Norden auf die Stadt, sieht man im Vordergrund ein weites Tal, das im Westen von Sarıkale und Yenicekale und im Osten von der modernen Straße begrenzt ist. In dem Tal sind zahlreiche Gebäudegrundrisse zu erkennen, bei denen es sich ursprünglich ausschließlich um Tempel handelte. Im zentralen Bereich wurden 24 Tempel ergraben, dazu kommen Tempel 30 beim Löwentor, Tempel 7 auf dem Osthang von Sarıkale sowie im Osten zum Königstor hin die drei etwas abseits liegenden Tempel 3, 2 und 5. Ihre Größen sind sehr unterschiedlich und schwanken zwischen 400 und 1500 Quadratmetern, aber ihr Aufbau ähnelt einander. Man betritt bei allen durch ein Tor mit Nebenräumen einen offenen Hof, auf dessen (meist gegenüberliegender) Seite eine Portikus in das Adyton, das Allerheiligste, führt. Dort stand auf einem Sockel ein Standbild der jeweils verehrten Gottheit. Einige der Tempel (4, 6, 26 und 5) sind von einem Temenos umgeben, der durch eine Mauer begrenzt war. Der größte Tempel ist Tempel 5, der etwas abseits östlich des eigentlichen Viertels in unmittelbarer Nähe zum Königstor liegt. Er ist nur wenig kleiner als der Große Tempel in der Unterstadt und hat ebenso wie dieser sowohl zwei Allerheiligste als auch im zentralen Innenhof in einer Ecke einen kleinen altarähnlichen Bau.
Die große Anzahl der Tempel zeugt von den zahlreichen Göttern des hethitischen Pantheons. In hethitischen Texten ist von den tausend Göttern des Hatti-Landes die Rede. Dies hängt auch damit zusammen, dass die Hethiter aus allen neu eroberten Ländern oder Städten die dortigen Gottheiten einschließlich deren Abbilder mitbrachten und in ihre Religion integrierten. Es wird angenommen, dass in der Oberstadt noch weitere Tempel existierten. Die spärlichen Funde in den Tempelräumen lassen keinerlei Schlüsse zu, welchen Göttern sie geweiht waren. In einem der Nebengebäude von Tempel 5 kam eine Stele mit einem Relief des Tudḫaliya in Kriegerkleidung ans Licht, allerdings ohne Hinweis, welcher der Großkönige dieses Namens gemeint sein könnte. Die Forschung der letzten Jahrzehnte konnte feststellen, dass entgegen der früheren Forschungsmeinung zumindest ein Teil der Tempel bereits im 16. Jahrhundert v. Chr. gebaut wurde. Dabei stützt sich Andreas Müller-Karpe auf Vergleiche mit Tempeln in Kuşaklı, die mittels Dendrochronologie datiert werden konnten. Am Ende des 13. Jahrhunderts v. Chr. zogen sich vermutlich wegen äußerer Bedrohungen Einwohner, die bisher außerhalb der Stadt gewohnt hatten, hinter die Mauern zurück. Dabei wurden große Teile des Tempelviertels von Wohnhäusern und vor allem Werkstätten überbaut. Im südlichen Teil des Viertels sind unregelmäßige Grundrisse dieser Bauten zu erkennen. Schachner hält es für möglich, dass diese Veränderungen bereits auf die Verlegung der Hauptstadt unter Muwatalli II. am Anfang des 13. Jahrhunderts v. Chr., nach dessen eigener Aussage mit den Göttern, zurückgehen. Über dem Tempelviertel wurde in der zweiten Hälfte des 10. Jahrhunderts n. Chr. ein Dorf bestehend aus über zwanzig Häusern und einem Kloster mit umliegendem Friedhof errichtet, das Ende des 11. Jahrhunderts überstürzt aufgegeben wurde. Im nördlichen Bereich des Tempelviertels sind die Reste einer byzantinischen Kirche zu sehen.

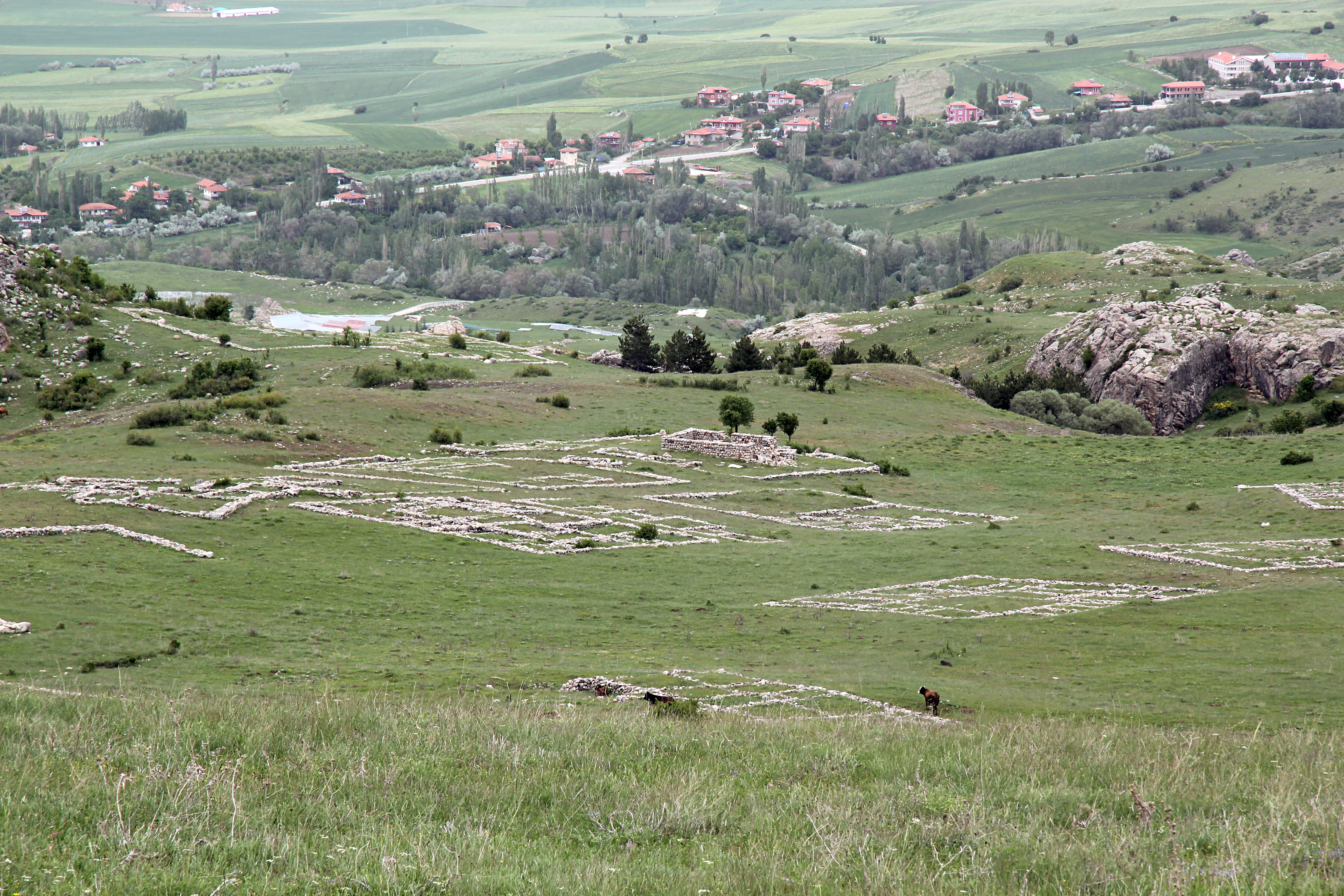
Westlicher Teil, hinten Tempel 16 mit byzantinischer Kirche
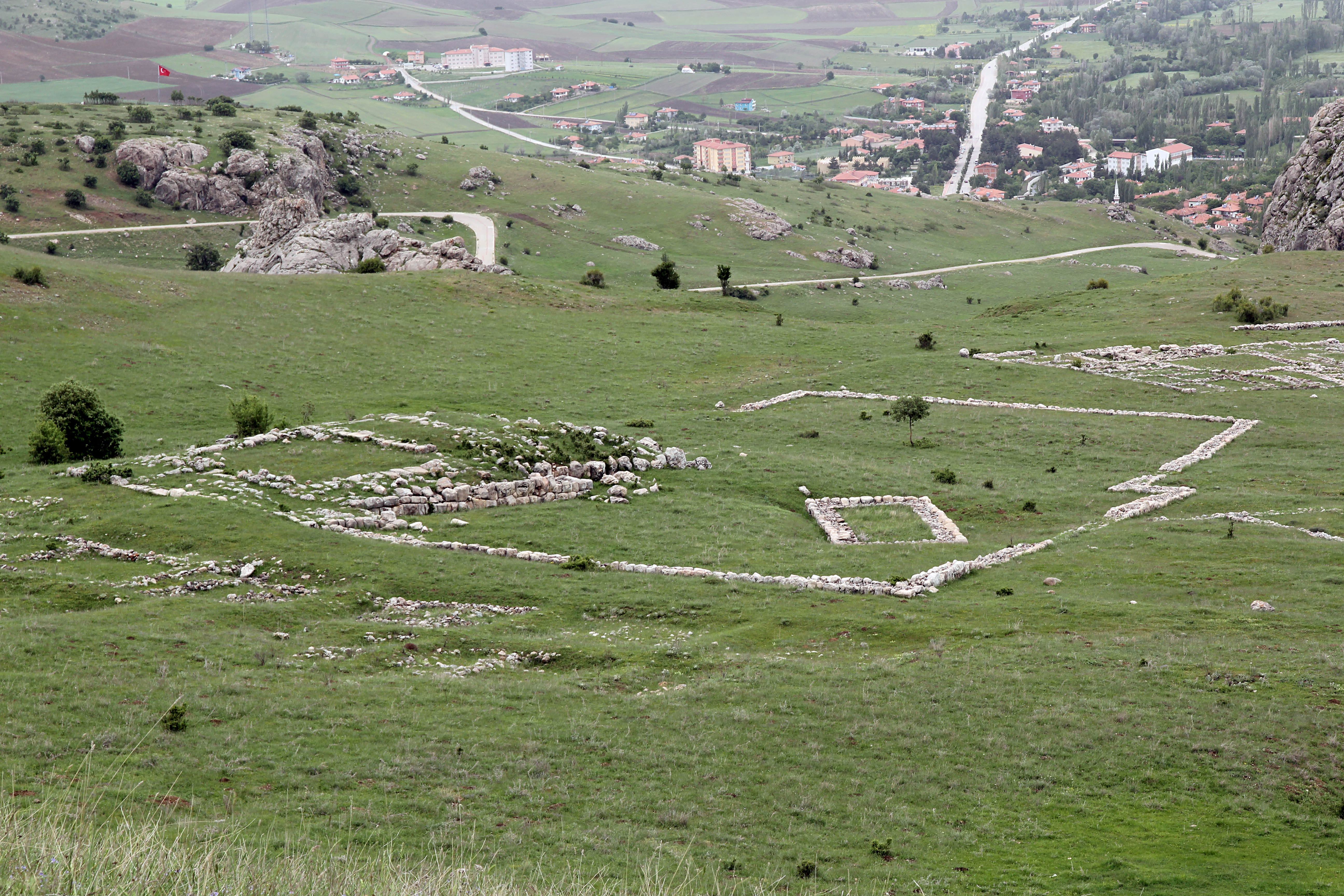
Tempel 4 mit Temenos
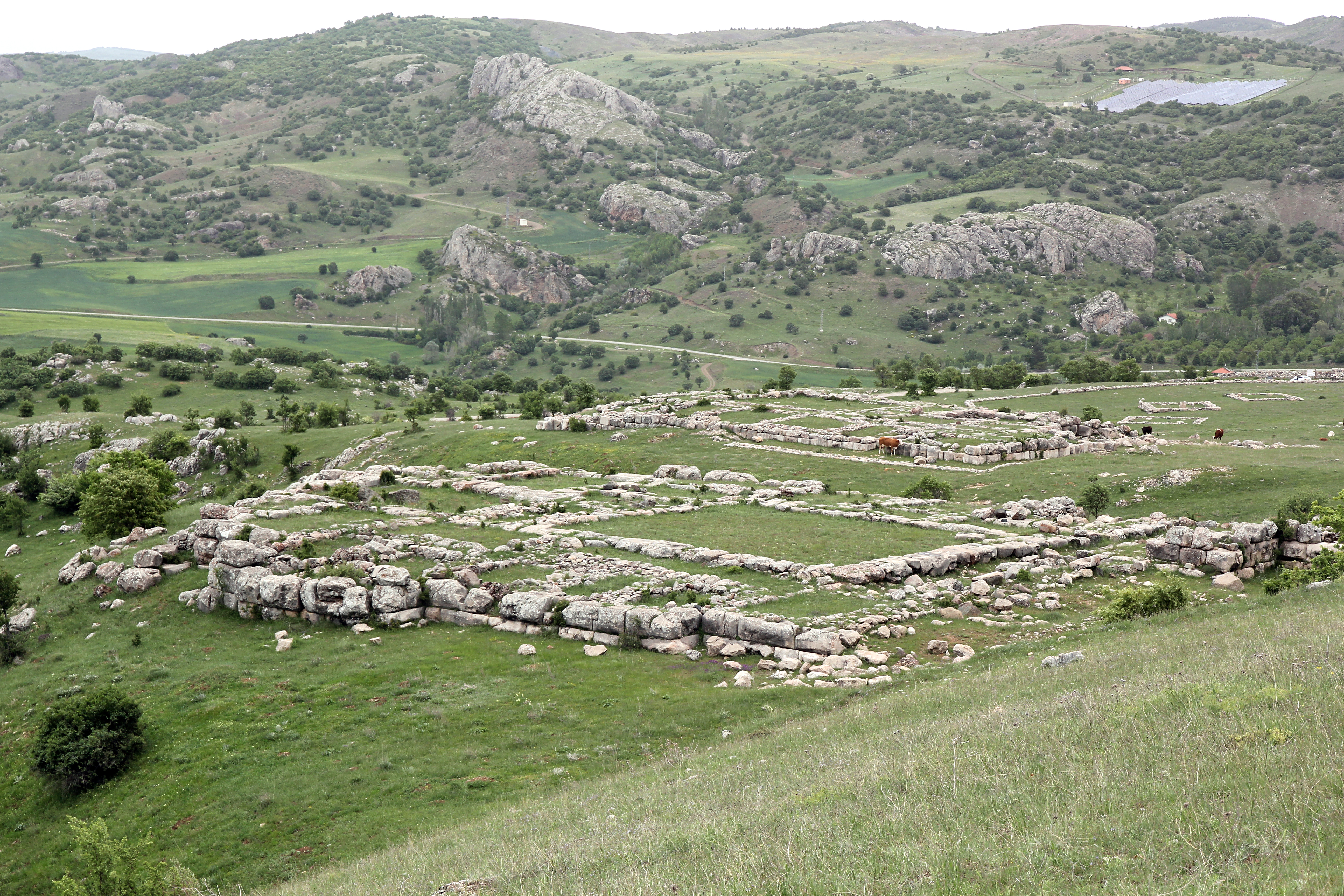
Tempel 3 (vorn) und 2
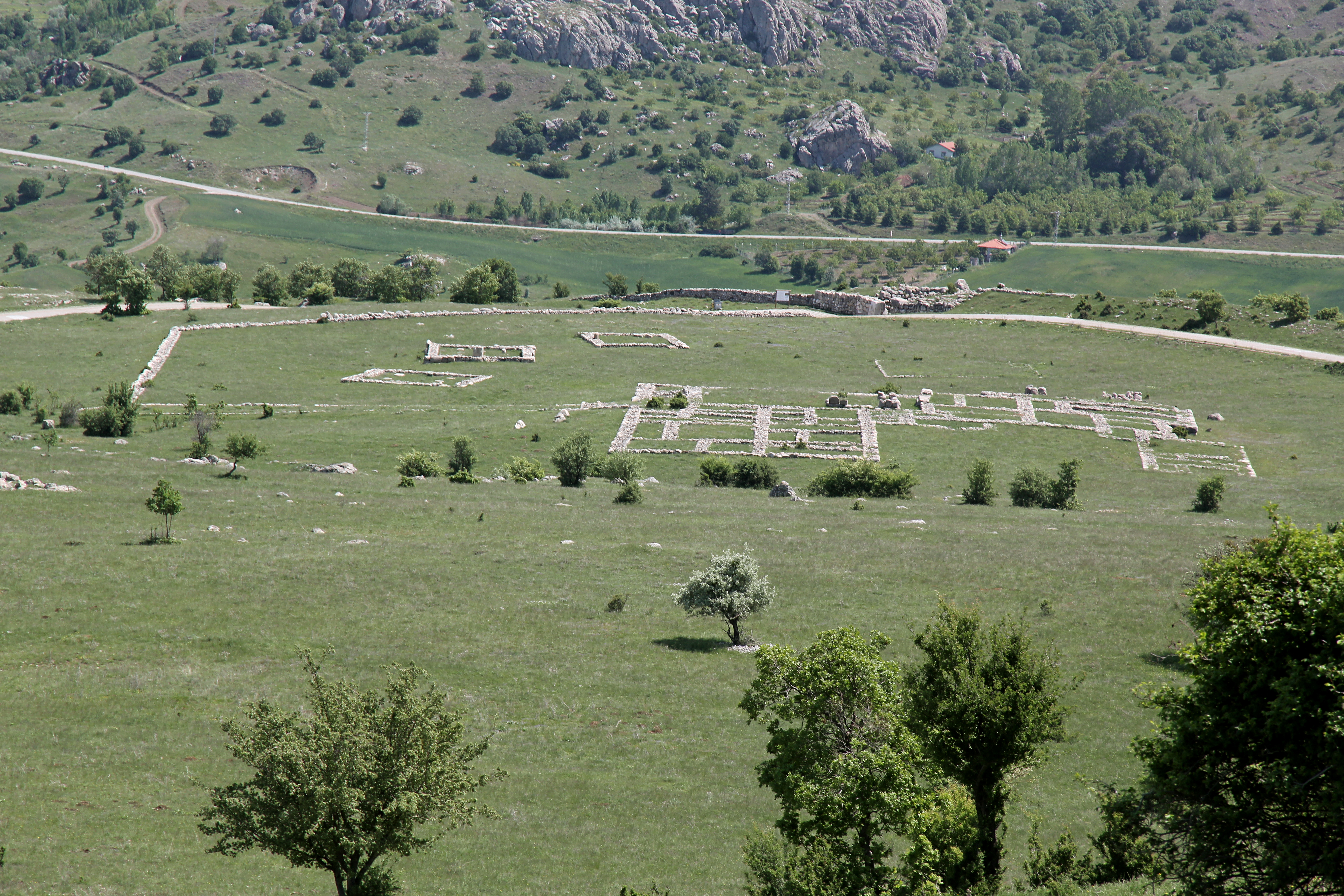
Tempel 5

#### Südburg und Ostteiche

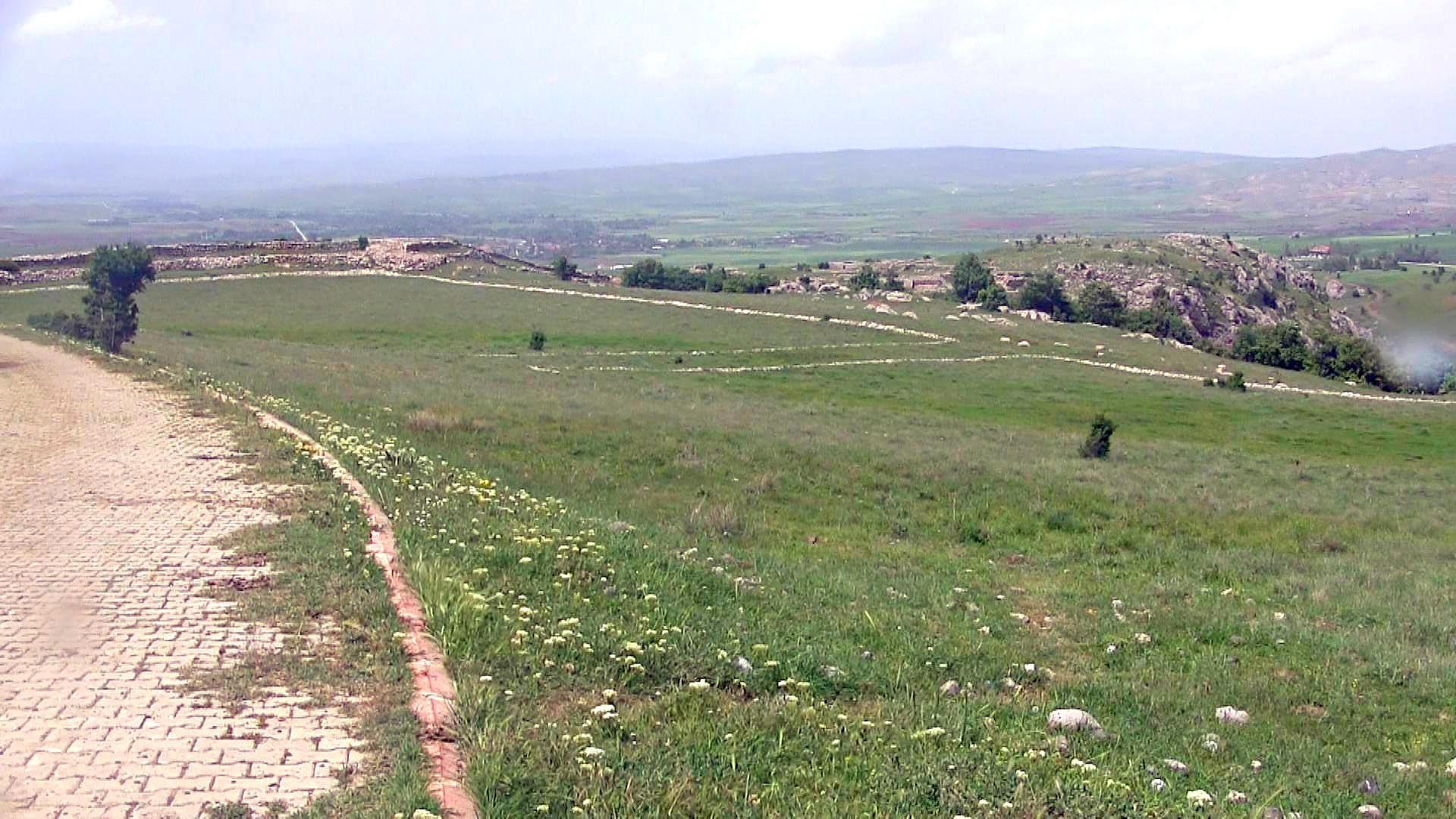
Ostteiche

Beim Königstor verlässt die Straße den Verlauf der Stadtmauer und biegt wieder hangabwärts nach Nordwesten ab. Nach etwa 300 Metern sind östlich der Straße die Ränder der früheren Ostteiche zu erkennen. Von den Teichen konnten große Teile der Stadt mit Wasser versorgt werden. Der westliche hat Maße von 60 × 90 Metern, der östliche dürfte etwa gleich groß gewesen sein. Der Boden war mit einer wasserundurchlässigen Tonschicht abgedichtet, die gepflasterten seitlichen Böschungen wurden durch dahinterliegende Gräben mit einer gleichartigen Schicht gesichert. Die Ostteiche wurden ebenso wie die Südteiche durch einsickerndes Grundwasser gefüllt (siehe dort).
Zusätzlich zur Wasserversorgung hatten die Teiche eine kultische Funktion. An den beiden nordwestlichen Ecken des Westteichs waren Steinkammern mit einem parabelförmigen Gewölbe gebaut. Kammer 1 liegt direkt an der Straße, etwa drei Meter hoch und vier Meter tief. Die Kammern waren in einen Erddamm integriert, der das Nordwestende des Teiches markierte. An dessen anderem Ende konnte die zweite Kammer ergraben werden. Sie ist an der Rückwand mit einem Relief des Sonnengottes geschmückt. An der linken Wand ist ein Stein mit einem Relief von Šuppiluliuma eingebaut. Vermutlich handelt es sich um Šuppiluliuma II., den letzten bekannten Herrscher des Hethiterreiches. Dass er der Errichter der Kammer ist, geht aus einer Inschrift in luwischen Hieroglyphen hervor, die die gesamte rechte Wand der Kammer einnimmt. In dem Text berichtet der Großkönig über Feldzüge und Stadtgründungen im westlichen Anatolien. Weiter rühmt er sich, hier einen göttlichen Erde-Weg (divine earth road in der Übersetzung von John David Hawkins) geschaffen zu haben, in Hieroglyphen DEUS.VIA+TERRA, was dem keilschriftlichen DINGIRKASKAL.KUR entspricht. In Verbindung mit einem Tempel (31) auf dem Plateau nördlich der Kammern werden die Kammern und die Teiche als ein Kultbezirk angesprochen. Die Errichtung fällt wahrscheinlich ins späte 13. Jahrhundert v. Chr.
Das genannte Plateau nutzten die Bewohner der Stadt in der Eisenzeit, im 7. Jahrhundert v. Chr. zum Bau einer befestigten Siedlung. Diese wird in der Literatur als Südburg angesprochen. Die Siedlung war von massiven Mauern umgeben und nur durch ein Tor mit zwei Türmen im Westen der Anlage zu betreten. In der Siedlung gab es Wohngebäude, Werkstätten und Lagerräume. Zur gleichen Zeit bestanden Siedlungen auch in Teilen der Unterstadt und auf dem nahegelegenen Büyükkale. In der Nordhälfte des Plateaus liegen die Reste des hethitischen Tempels 31.

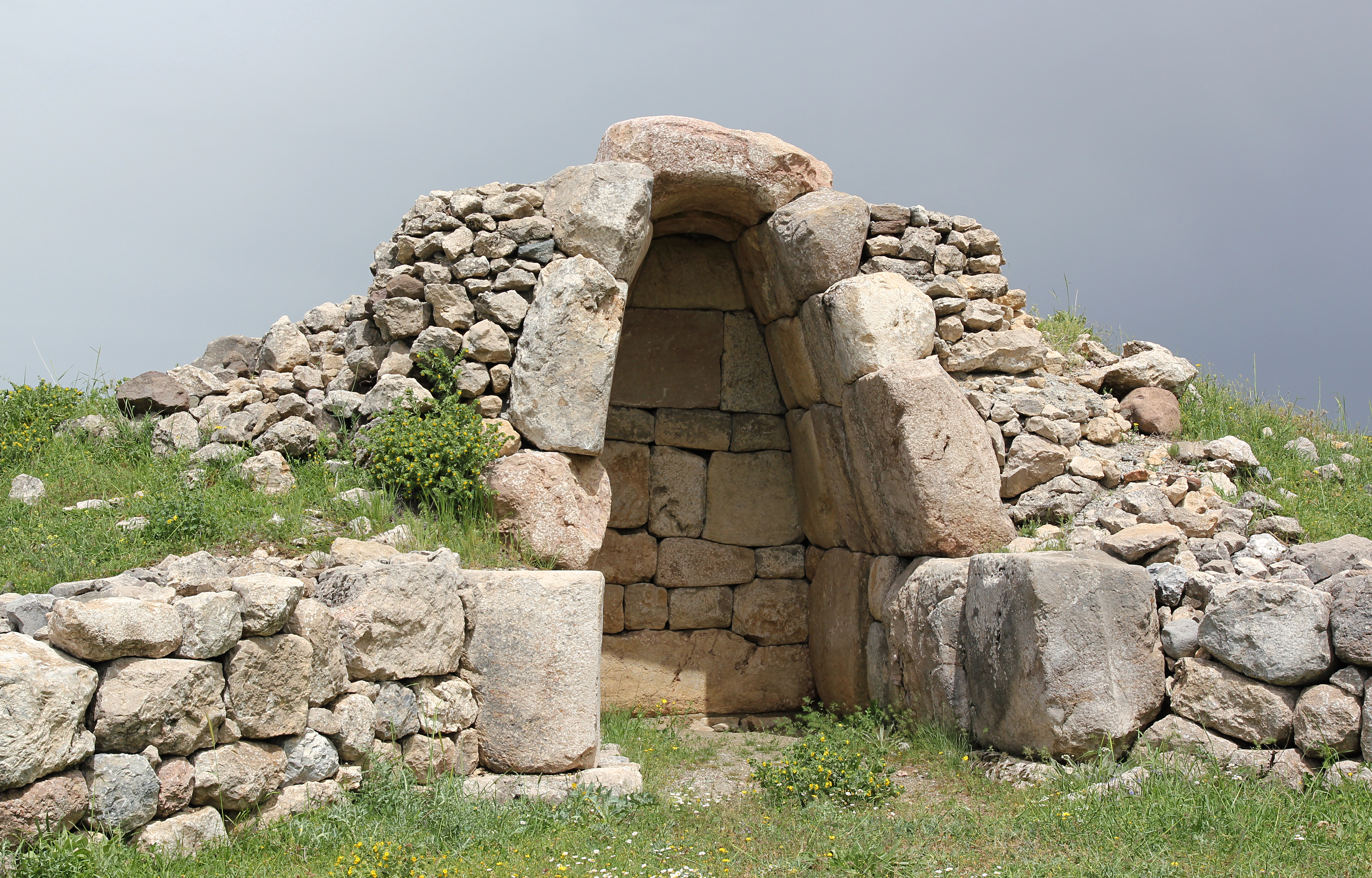
Kammer 1
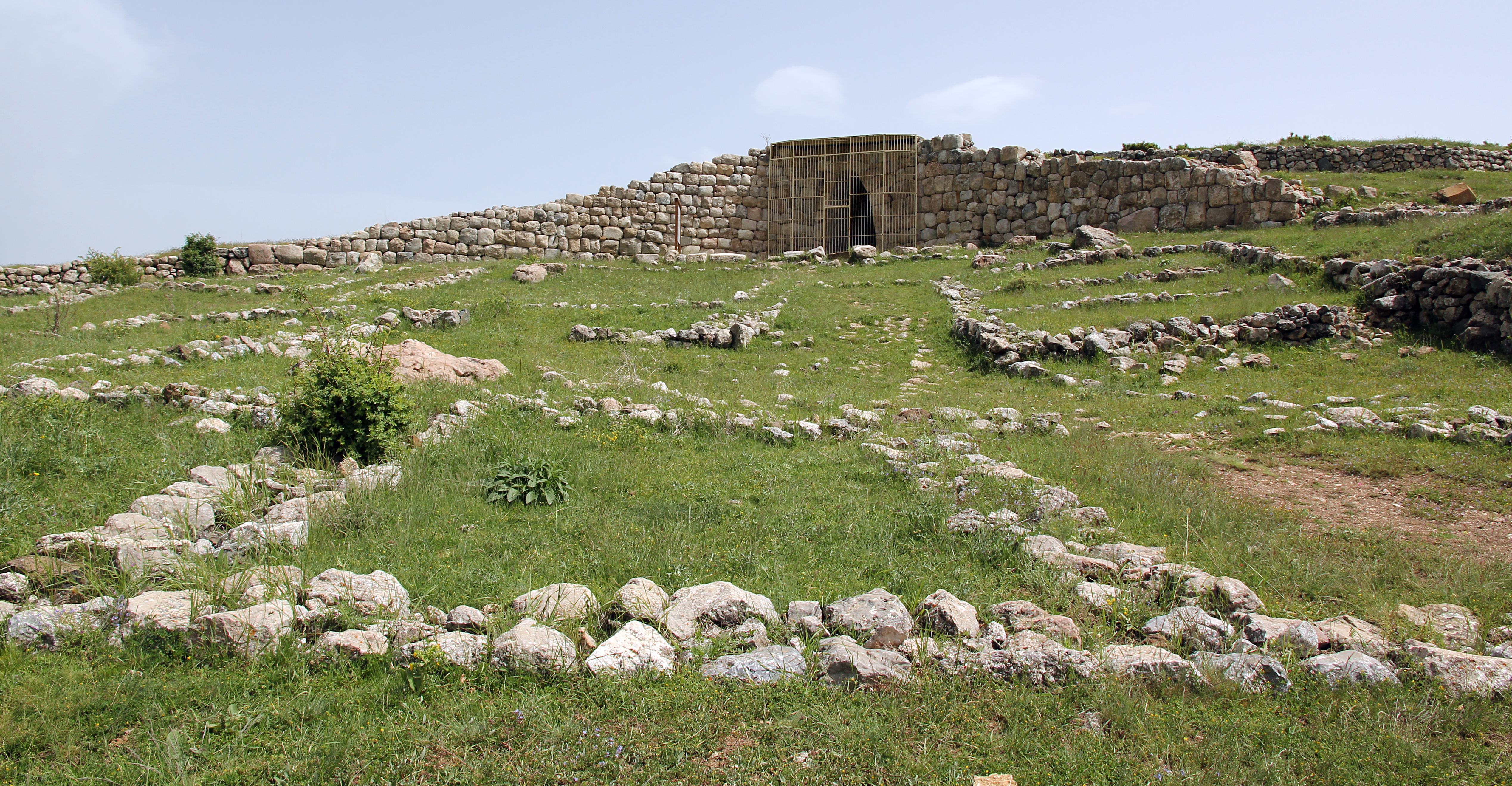
Südburg, phrygische Bebauung, hinten Hieroglyphenkammer 2
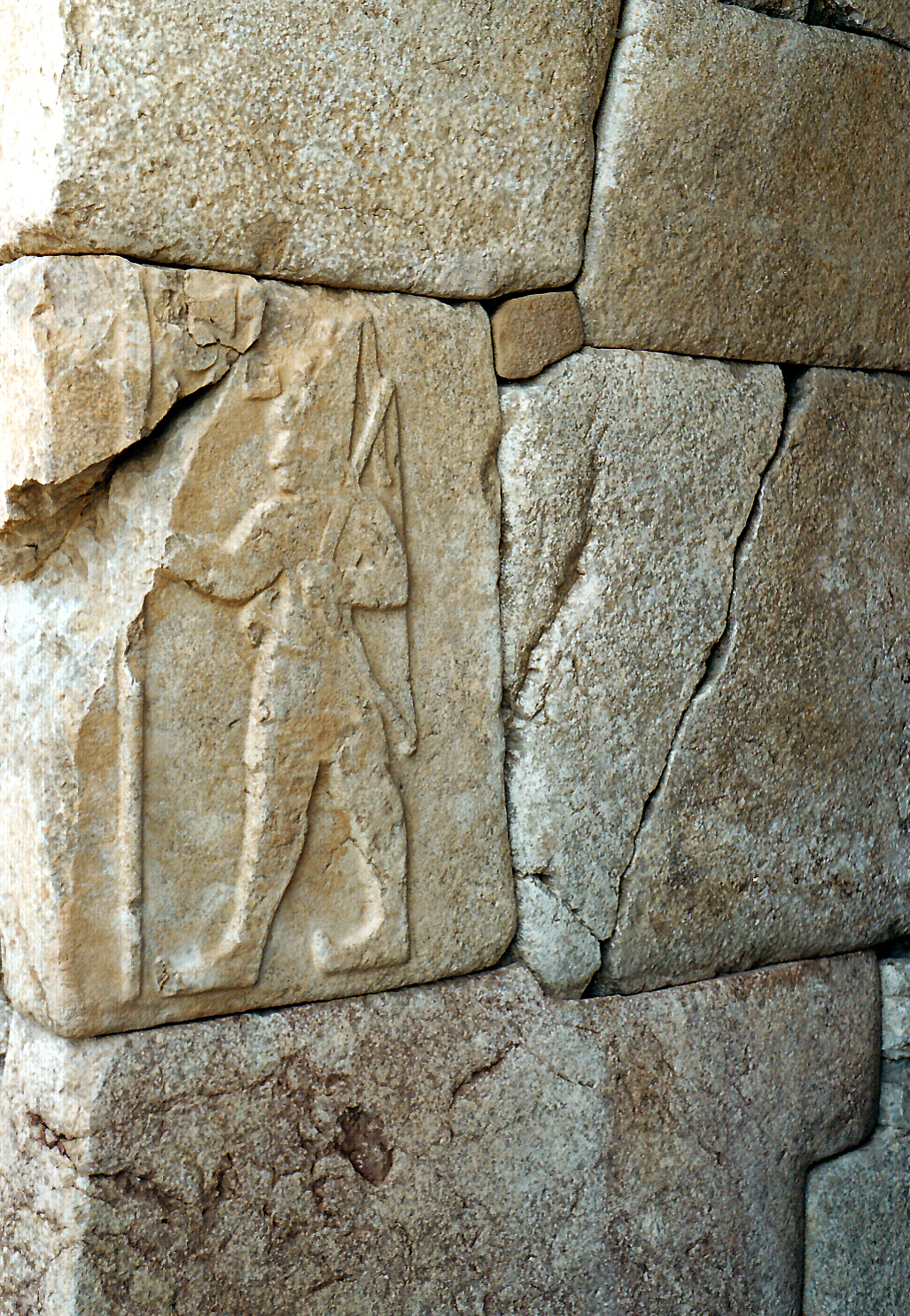
Relief des Šuppiluliuma
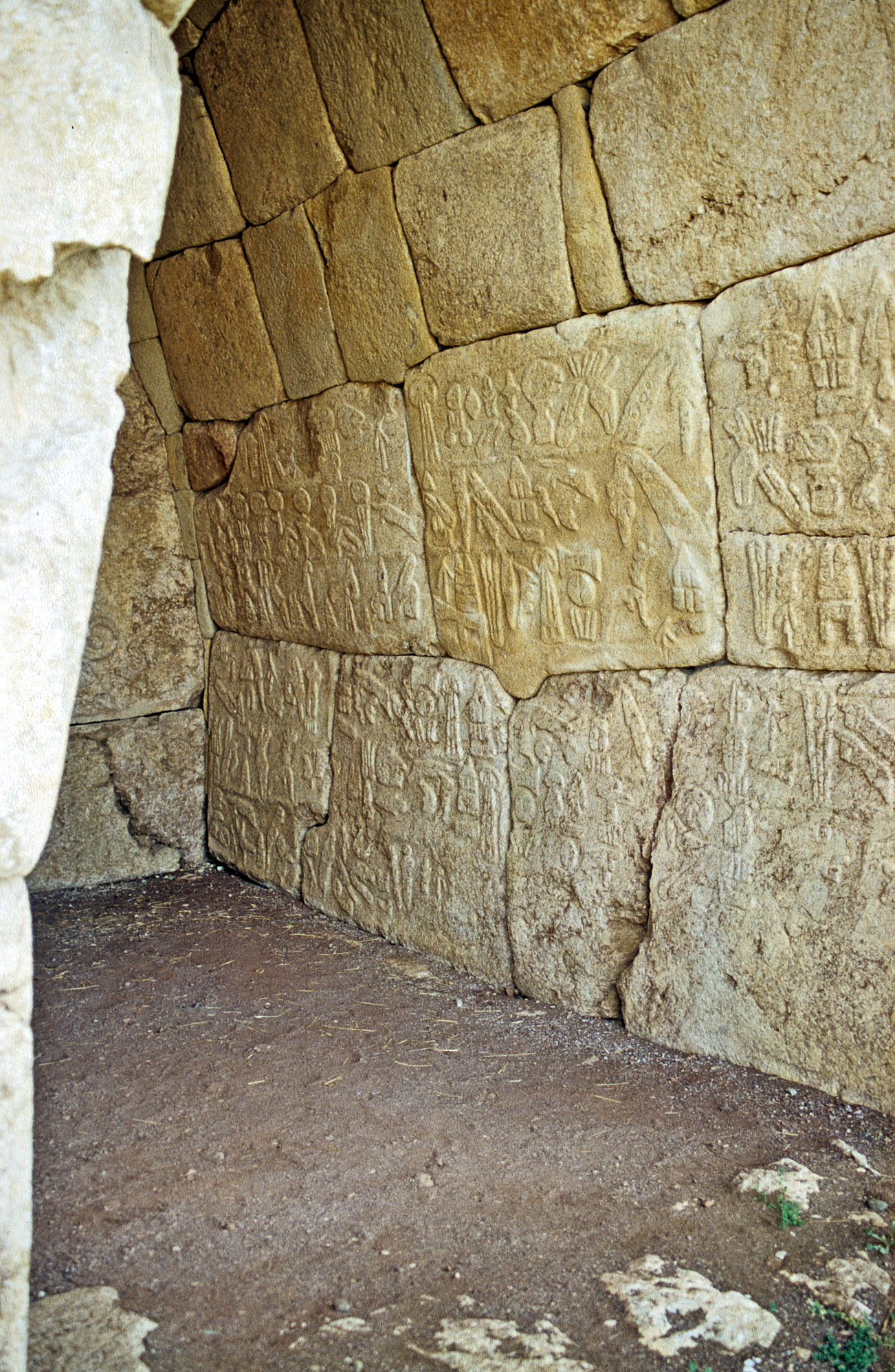
Inschrift

#### Nişantepe

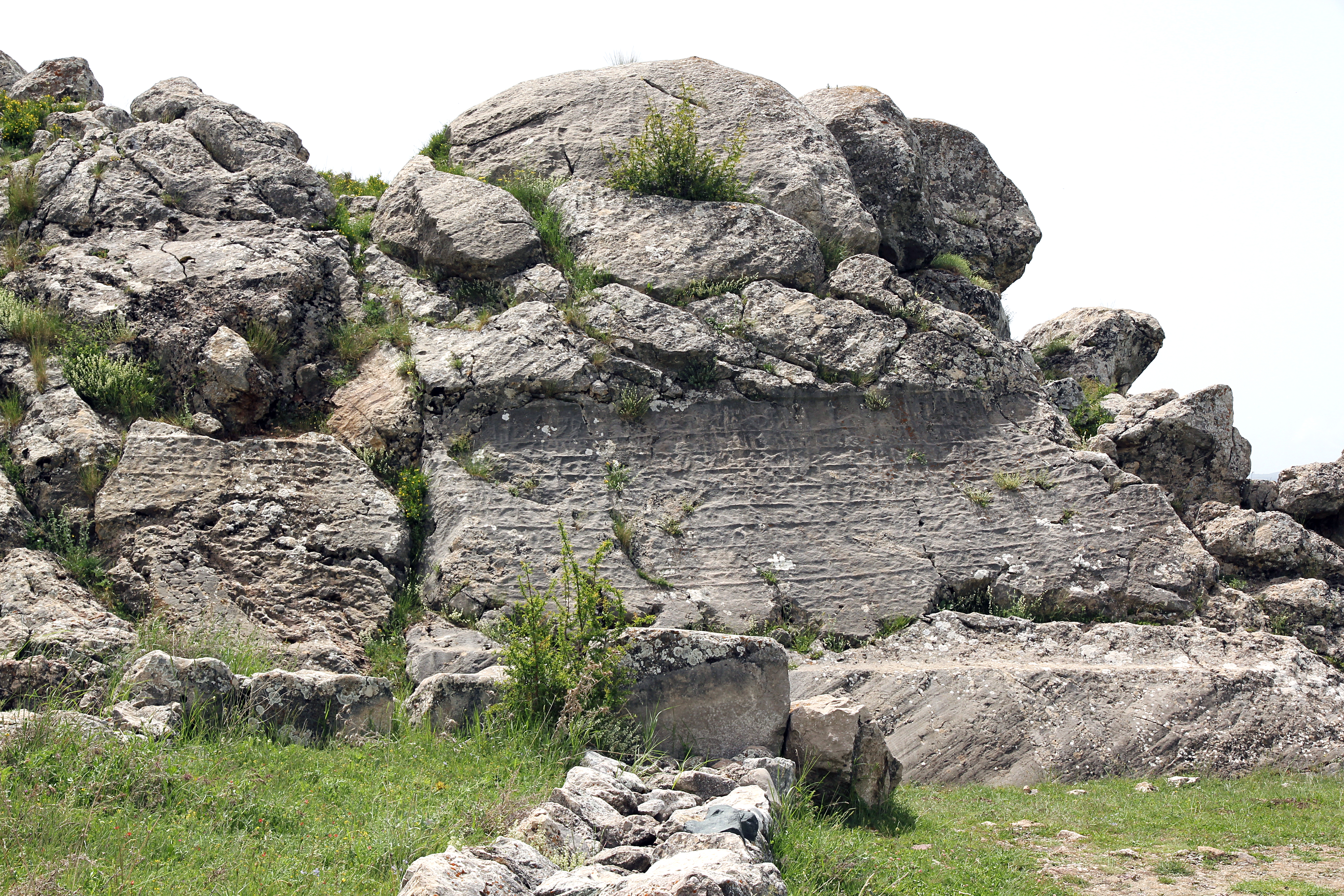
Nişantepe mit der Inschrift Nişantaş

Ein weiterer markanter Felsen ist der Nişantepe auf der gegenüberliegenden, westlichen Straßenseite. Der Hügel hat seinen Namen (deutsch Zeichenhügel) nach einer großen Hieroglypheninschrift an seiner Nordostseite, die Nişantaş (Zeichenstein) genannt wird. Auf einer geglätteten schrägen Felsfläche von 9 Meter Länge und 2,40 Metern Höhe ist eine elfzeilige Inschrift in Bustrophedon-Weise eingemeißelt. Die in Hochrelief gearbeiteten Zeichen sind witterungsbedingt nur noch sehr schlecht lesbar. Die oberste Zeile, die durch einen Felsvorsprung etwas geschützter war, nennt Šuppiluliuma mit seiner Titulatur als Großkönig und seine Abstammung als Sohn von Tudḫaliya IV. und Enkel des Ḫattušili III. Da danach nochmals der Name des Vaters folgt, wird angenommen, dass der Großkönig hier von den Taten Tudḫaliyas berichtet. Vielleicht beschreibt Šuppiluliuma auch die Errichtung einer Gedenkstätte für seinen Vater, nämlich der Kammer B im Felsheiligtum von Yazılıkaya.
Auf dem Gipfel des Felsens von Nişantepe sind schwache Spuren eines Gebäudes zu erkennen, möglicherweise eines Felsgipfelhauses. Es war über eine Rampe zu betreten, an deren oberem Ende sich ein Tor mit parabolischer Kuppel befand, das an beiden Seiten von Sphinxfiguren, ähnlich denen am Sphinxtor, bewacht wurde. Im herabgefallenen Schutt am Fuße des Hügels wurden Reste dieser Figuren gefunden, die heute im örtlichen Museum ausgestellt sind. Im flachen Gelände nördlich vor dem Felsrücken ist ein restaurierter Grundriss zu erkennen, der sogenannte Nordbau. In einem weiteren, westlich davon liegenden Gebäude, Westbau genannt, wurden mehrere Tausend Bullae und einige Tontafeln gefunden. Daher sieht Schachner in dem Bau ein Verwaltungsgebäude. Über den Zweck der anderen Gebäude kann nur spekuliert werden.

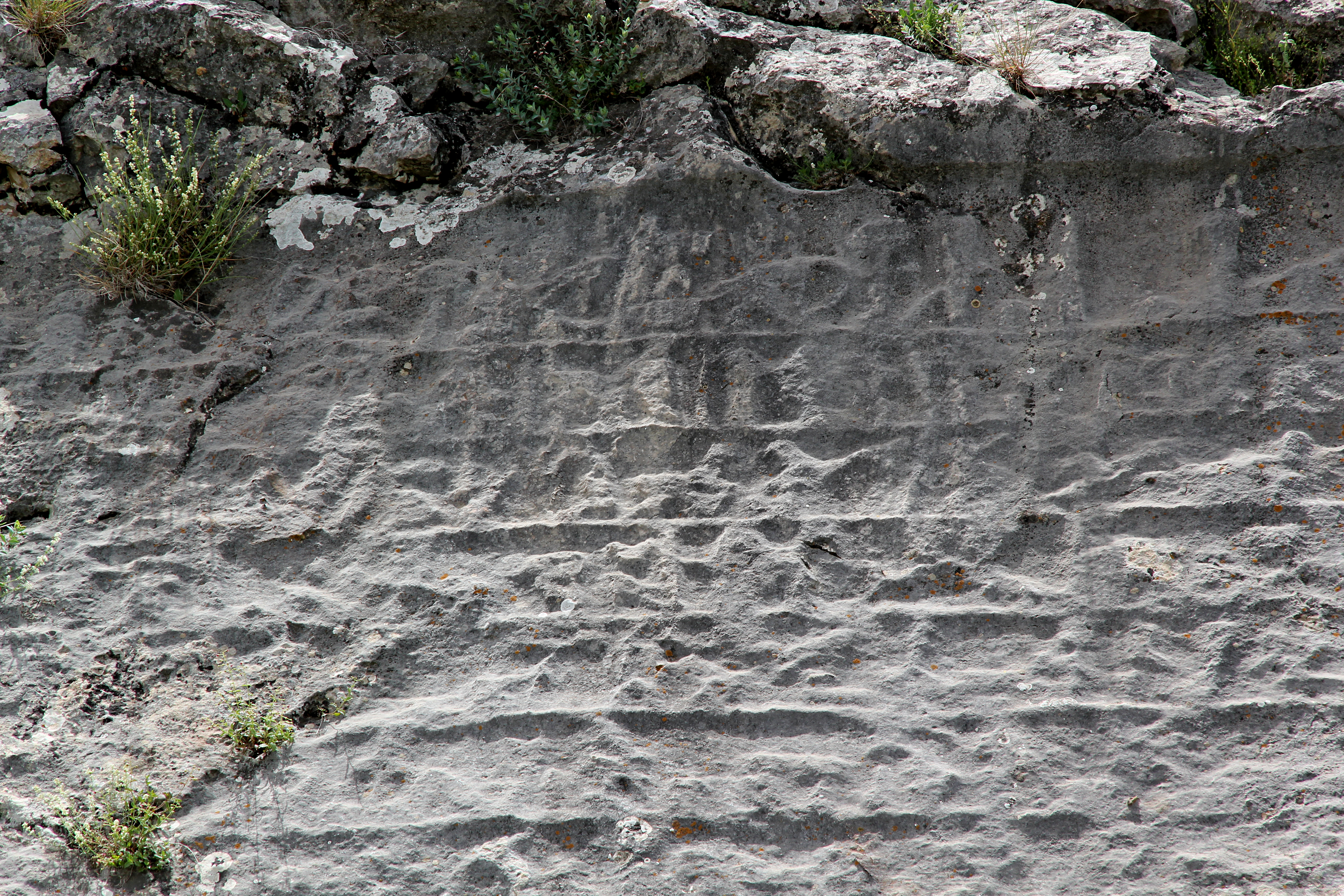
Ausschnitt der Inschrift
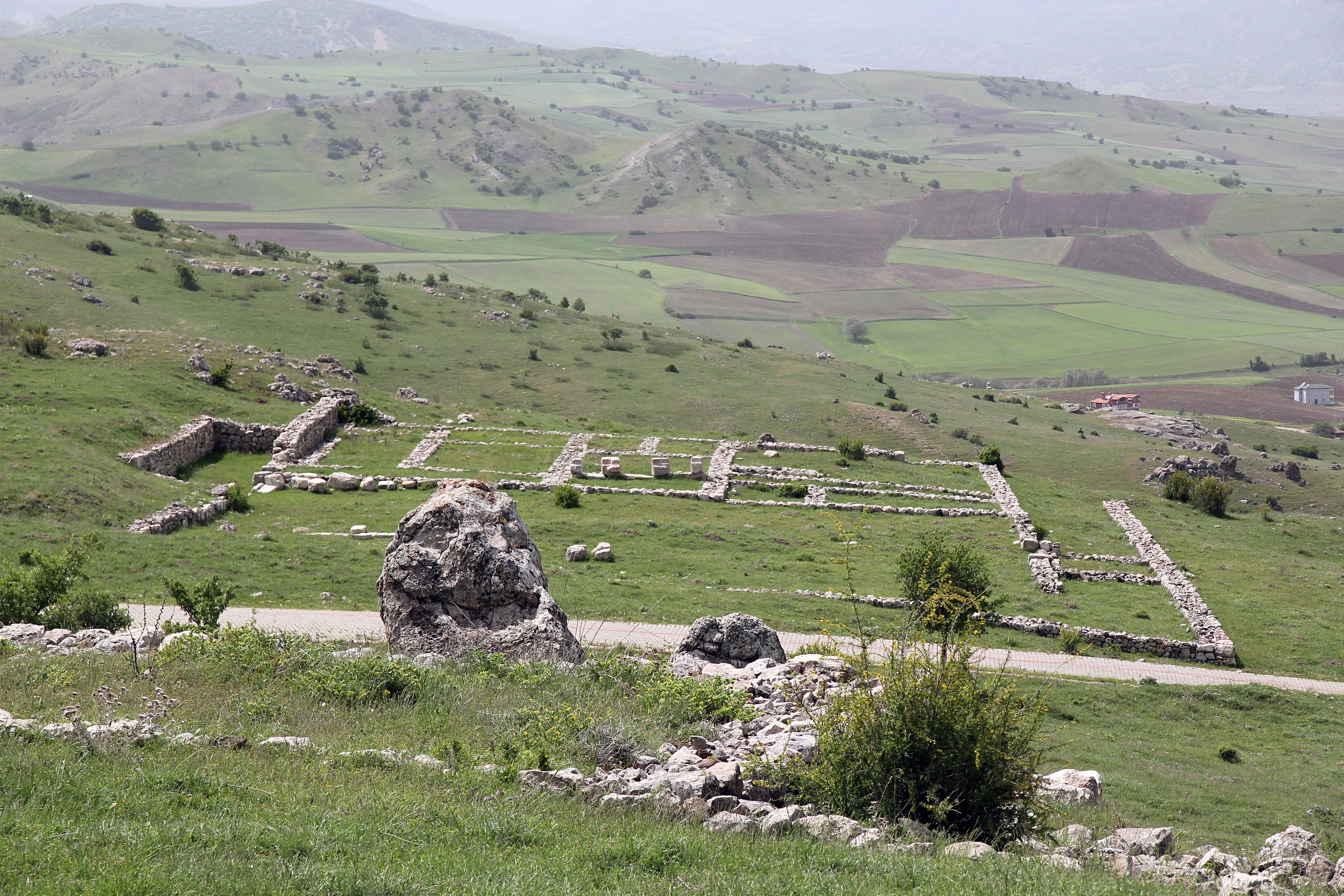
Nordbau
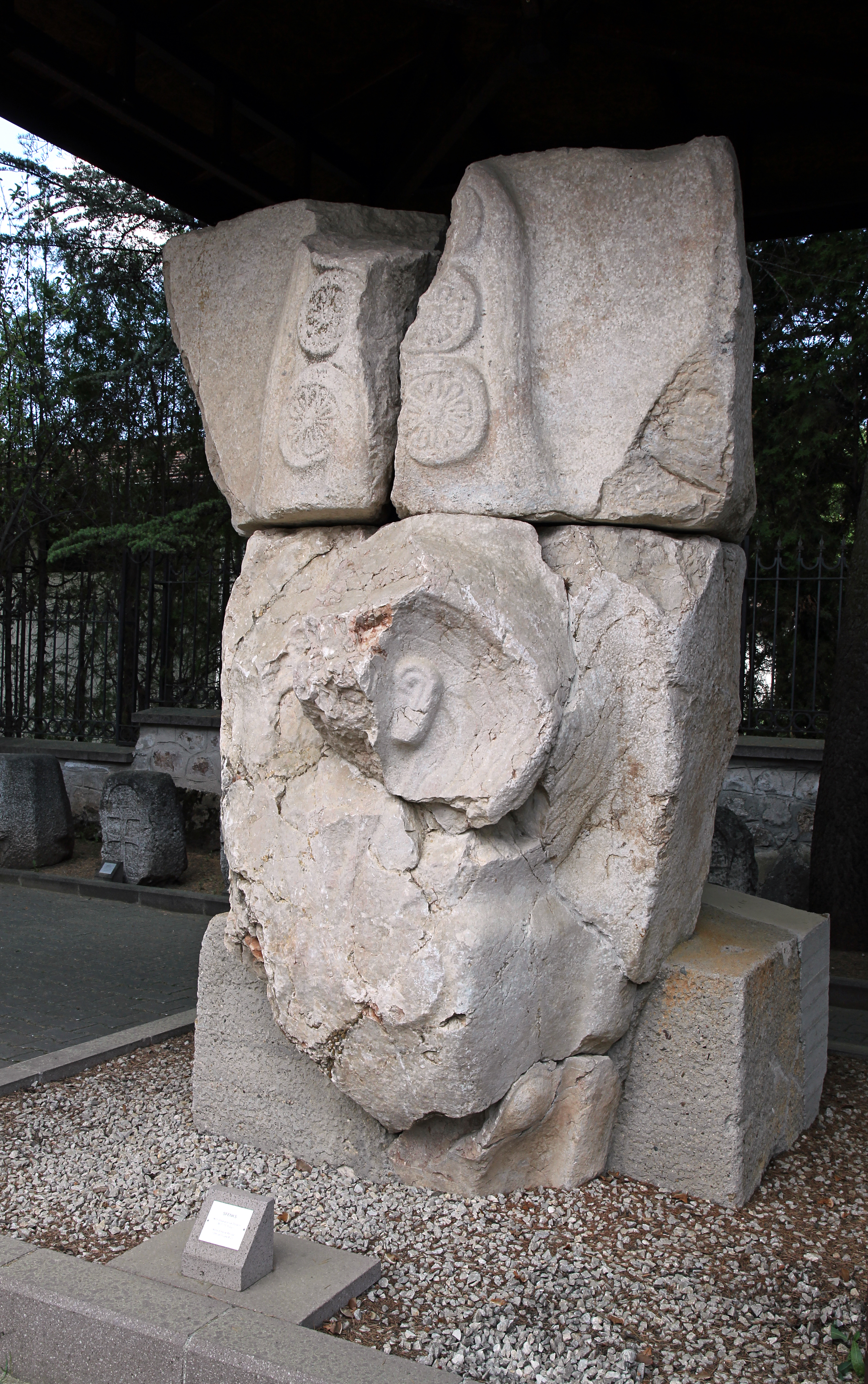
Torsphinx vom Gebäude auf Nişantepe (Museum Boğazkale)

#### Büyükkale

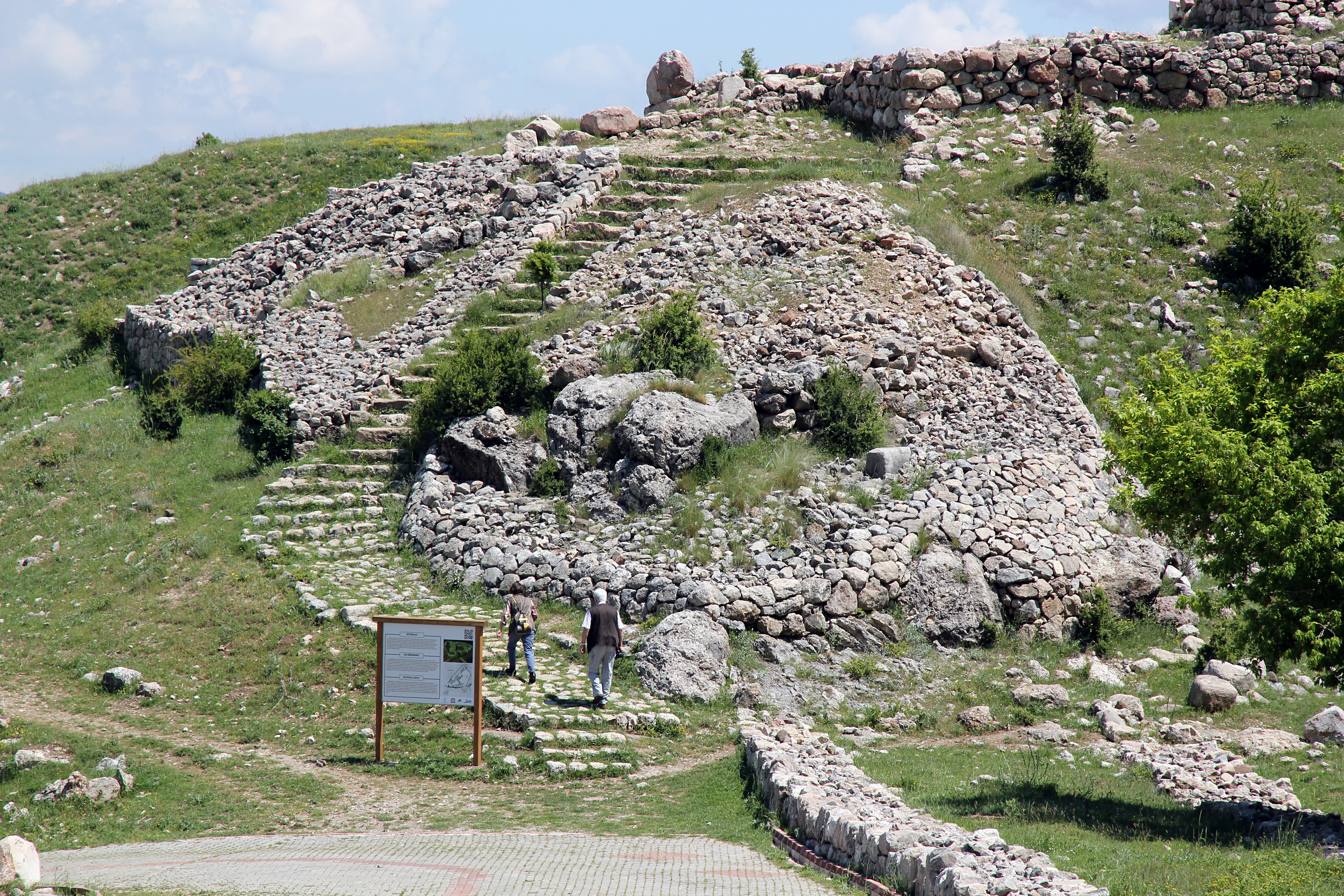
Aufgang zu Büyükkale

Gegenüber, auf der nordöstlichen Seite der Straße, liegt der Hügel Büyükkale, der über lange Zeit eines der Zentren der Ansiedlung in Boğazköy war. Er ist südwest-nordöstlich ausgerichtet, seine Oberfläche hat eine Größe von etwa 260 × 150 Metern. Die höchste Erhebung ist eine Felsbarriere im Nordosten mit einer Höhe von 1128 Metern über Meereshöhe. Die Erhebung war mindestens seit der ausgehenden frühen Bronzezeit besiedelt, nachweisbar ist für Vorratsgruben im Süden eine Entstehung vor 2000 v. Chr. Die Siedlung war bereits um 1900 v. Chr. befestigt. Als Ḫantili I. an der Wende von 17. zum 16. Jahrhundert v. Chr. die erste Mauer um die Stadt errichtete, war die Befestigung von Büyükkale darin integriert. Nach mehreren Zerstörungen errichteten Ḫattušili III. und sein Sohn Tudḫaliya IV. eine befestigte monumentale Palastanlage. Sie wurde im Südwesten, wo heute eine moderne Treppe auf das Plateau führt, über ein Viadukt betreten, das auch von Wagen befahren werden konnte. Die Anlage bestand aus drei Höfen, die durch Mauern mit löwengeschmückten Toren getrennt waren. Außerdem gab es Verwaltungsgebäude, Aufenthaltsräume der Mannschaften, Archive, eine Empfangshalle, wahrscheinlich auch religiöse Gebäude und den Wohnpalast des Großkönigs. In mehreren Gebäuden wurden über 4000 Keilschrifttafeln gefunden, auch Stelen, Fragmente von Torlöwen und andere Kunstwerke kamen ans Licht. Auch in nachhethitischer Zeit war Büyükkale vom 8. bis 6. Jahrhundert v. Chr. und in der römischen Zeit besiedelt, teilweise auch befestigt, von phrygischer bis in hellenistisch-römische Zeit. Aus späterer, byzantinischer, seldschukischer und osmanischer Zeit, kamen lediglich Einzelfunde zutage.

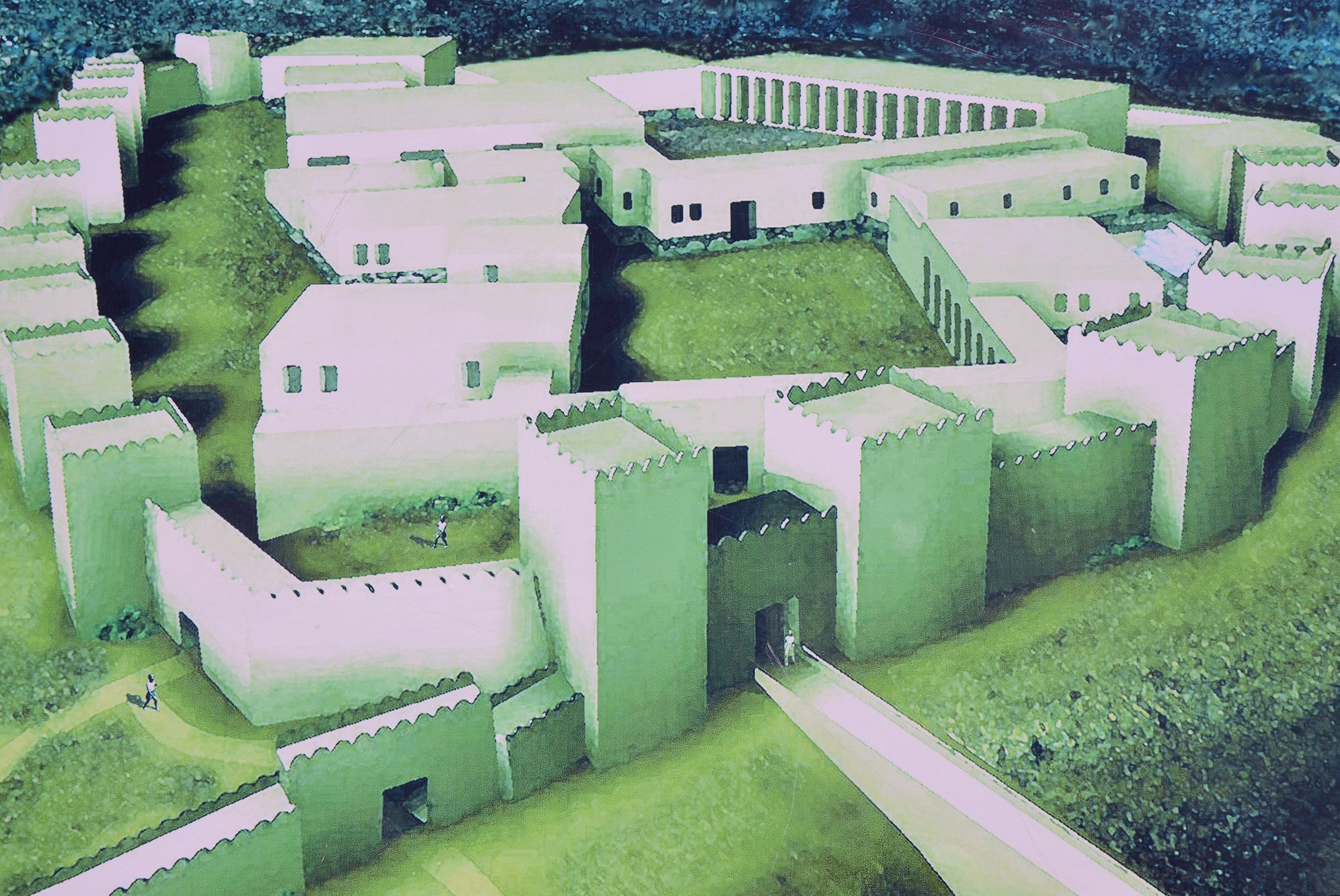
Rekonstruktion
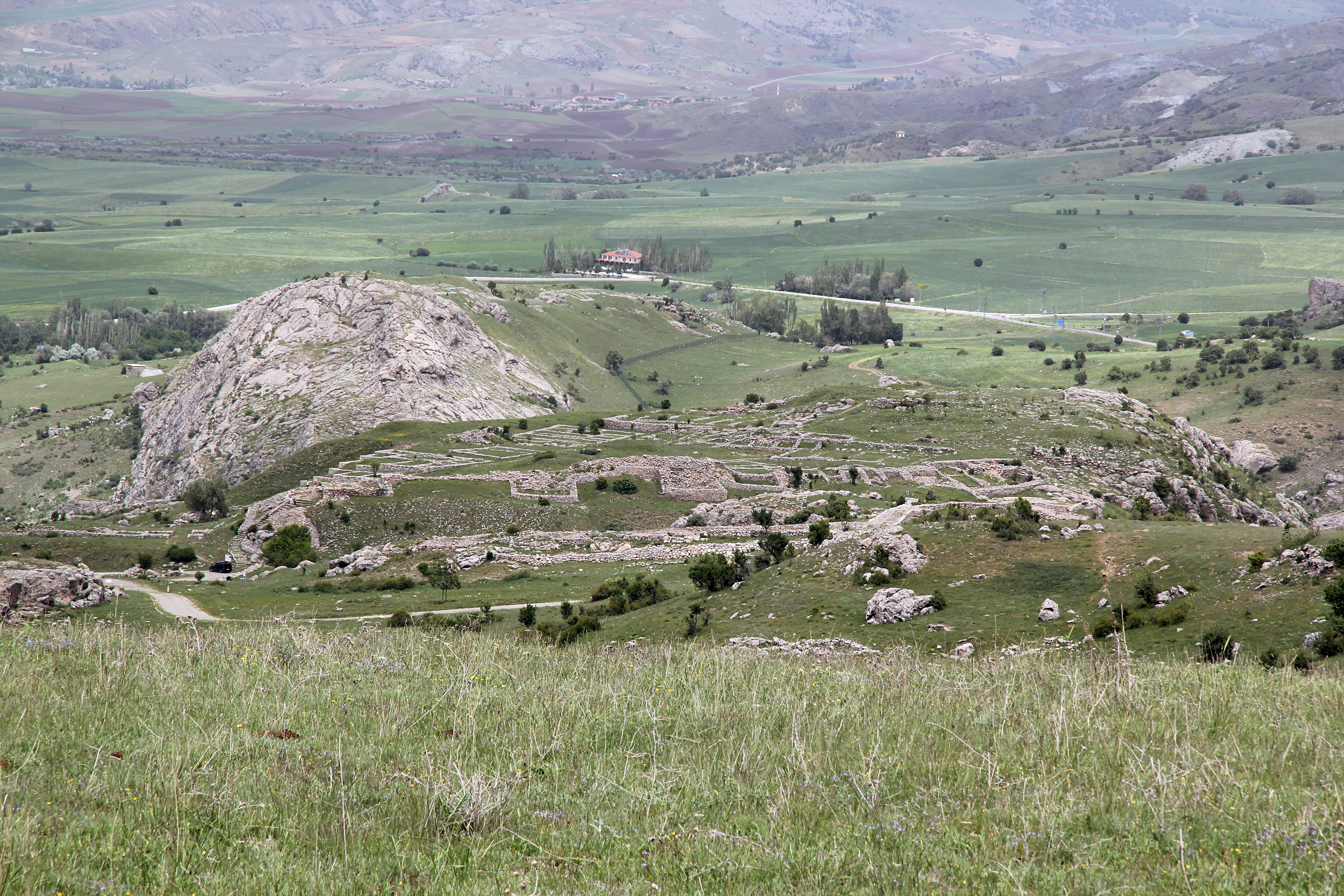
Büyükkale von Süden
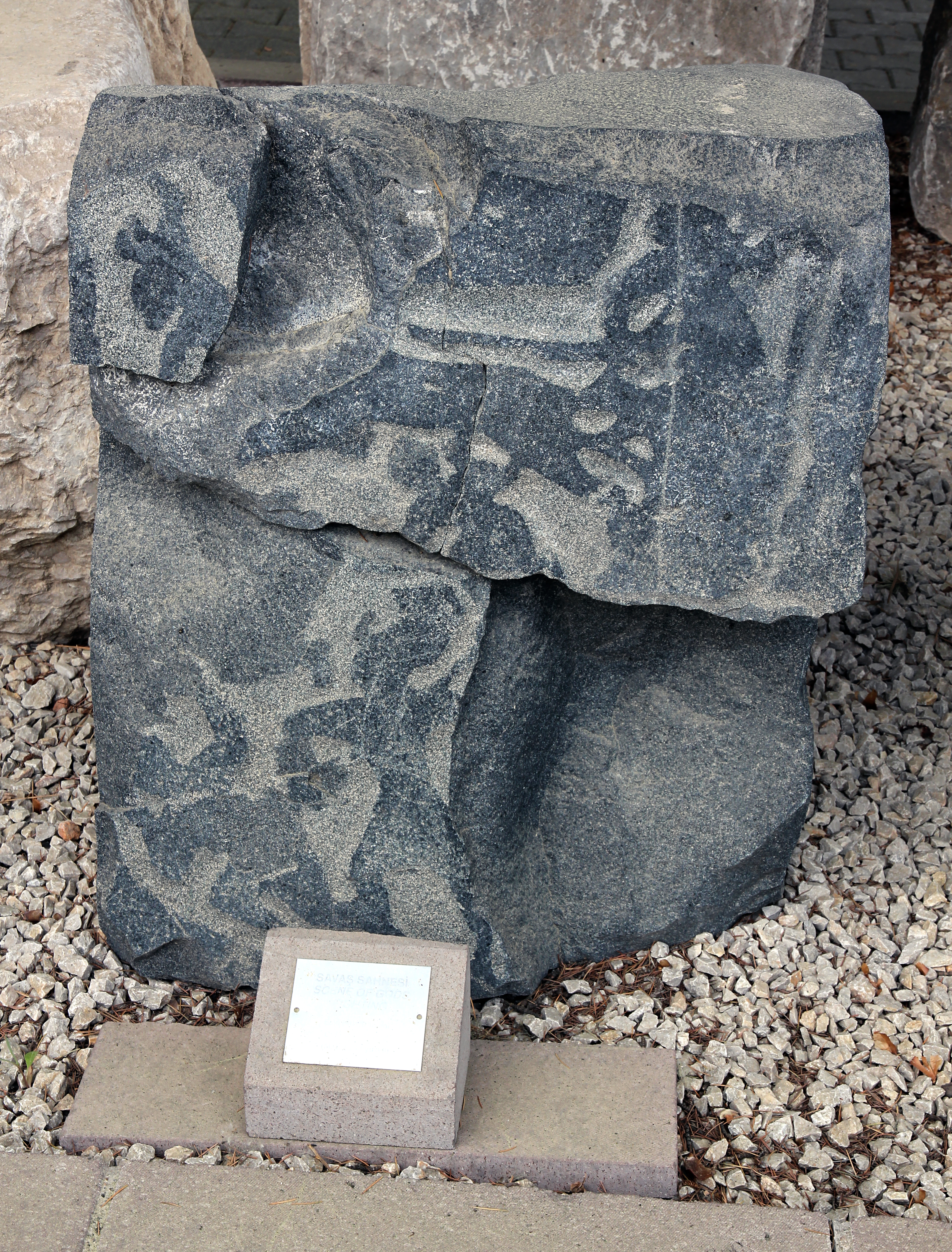
Althethitisches Relief mit Kampfszenen, oben vom Wagen, unten zu Fuß (Museum Boğazkale)
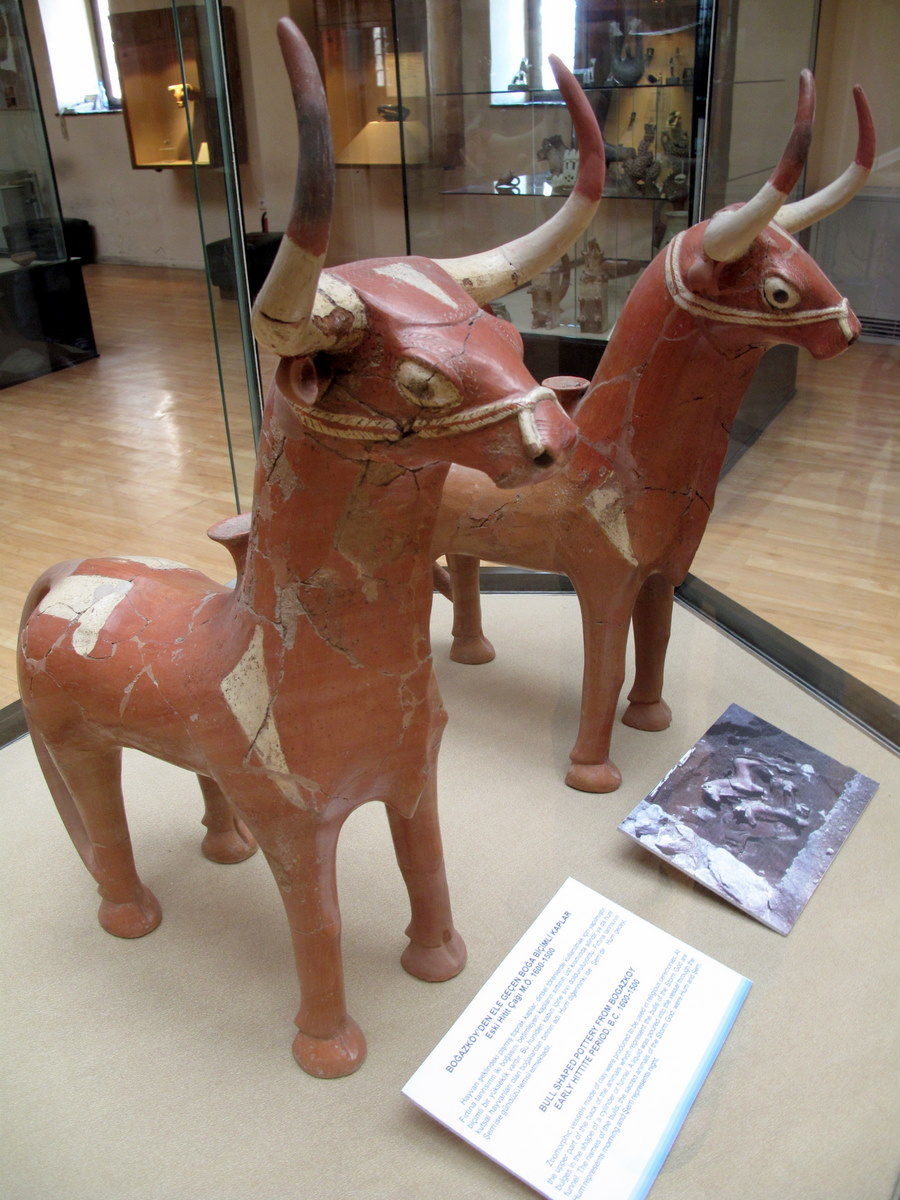
Stiergefäße (Museum für anatolische Zivilisationen) in Ankara
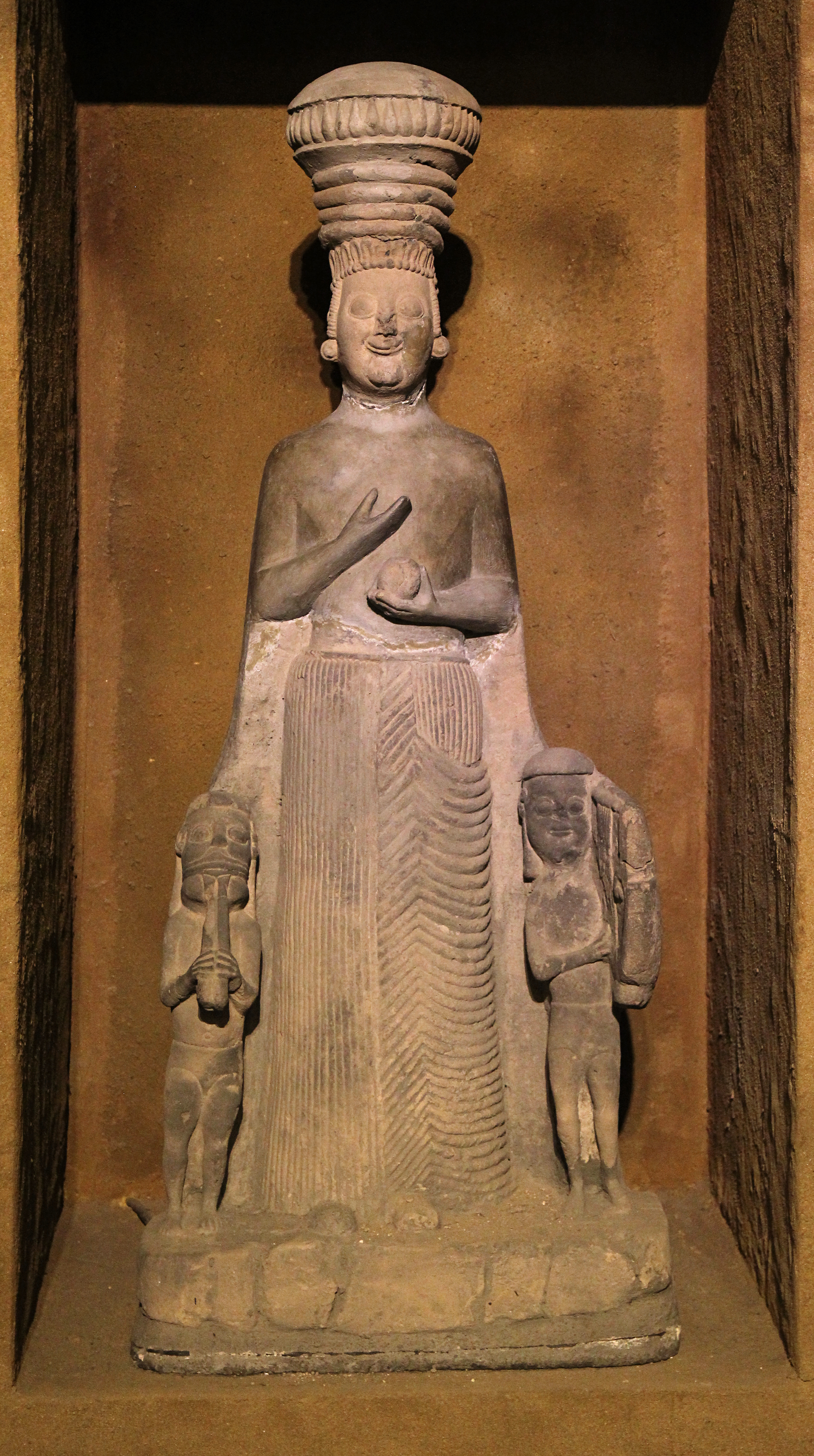
Statue der Kybele vom Südosttor der phrygischen Befestigung (Museum Ankara)

#### Ambarlıkaya, Büyükkaya und Mihraplıkaya, Nordterrasse

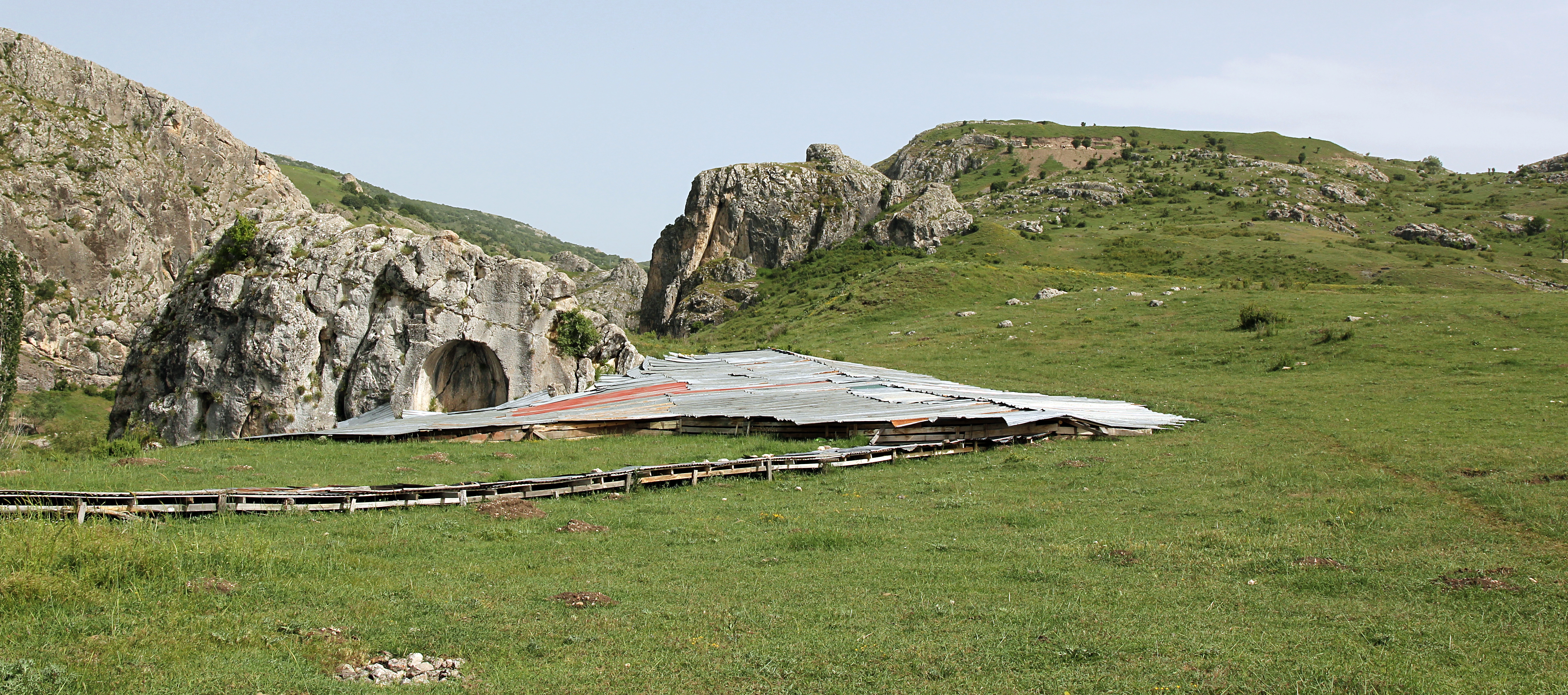
Mihraplıkaya, rechts dahinter Ambarlıkaya, links Büyükkaya (2019)

Vor Büyükkale wendet sich die Fahrstraße den Nordwesthang hinab und folgt der Poternenmauer. Etwa auf halber Strecke bis Kesikkaya lag rechts, auf der Nordseite der Mauer, ein großer unterirdischer Getreidespeicher aus 32 einzelnen, rechteckigen Behältern. Er wurde von Jürgen Seeher teilweise ausgegraben und nach der Dokumentation zum Schutz vor Witterungseinflüssen wieder verfüllt und ist somit nicht mehr sichtbar. Vor Kesikkaya vereinigt sich die Straße wieder mit der Zufahrt vom Eingang und erreicht bald wieder den Großen Tempel. Gegenüber davon sieht man im Nordosten der Stadt die beiden großen Erhebungen Ambarlıkaya und Büyükkaya. Auf dem Gipfel von Ambarlıkaya sind deutliche Spuren von Felsabarbeitungen erkennbar, die auf ein monumentales Gebäude schließen lassen. Bauliche Spuren davon sind nicht erhalten. Ambarlıkaya liegt vor dem nördlichen Steilhang von Büyükkale und ist von dem weiter nördlich gelegenen Büyükkaya durch eine tiefe Schlucht getrennt, durch die der Büyükkaya Deresi fließt. Die Stadtmauer lief von Büyükkale herab am Hang von Ambarlıkaya und weiter durch die Schlucht, wo sie am Bachlauf aussetzte. Dieser war möglicherweise durch ein stabiles Gitter abgesichert. Der extrem steile Südhang von Büyükkaya war unbebaut, erst auf der Höhe des Plateaus setzt die Mauer wieder ein und verlief dort weiter nach Norden, wo sie schließlich den Nordteil der Stadt umschloss. Später wurde eine weitere Mauer an die erste angeschlossen, die im Norden der Erhebung abzweigte, nach Westen verlief und wieder auf die westliche Abschnittsmauer der Unterstadt traf. Damit wurde der Bergrücken zur eigenen Festung. Die restaurierten Mauern sind mitsamt den Poternen auf der Ostseite von Büyükkaya gut zu erkennen.
Der etwa von süd-nördlich gestreckte Hügel von Büyükkaya hat eine Länge von etwa 500 Metern, die steile Felswand im Westen erhebt sich 100 Meter über dem Bachlauf. Büyükkaya war der Teil von Boǧazköy, der als erster besiedelt war. Eine Ansiedlung mindestens ab dem 5. Jahrtausend v. Chr. ist durch naturwissenschaftliche Datierungen nachgewiesen. Es fanden sich Reste einer Bebauung aus der frühen Bronzezeit im ausgehenden 3. Jahrtausend v. Chr. Neben Wohnbauten belegen Öfen, Gussformen und verschiedene Geräte die Metallbearbeitung. Auch aus der Karumzeit am Anfang des 2. Jahrtausends v. Chr. wurden Spuren von Wohnhäusern gefunden. In hethitischer Zeit stand hier zunächst ein monumentales Gebäude, von dem allerdings nur Fundamente erhalten sind. Im 14. Jahrhundert v. Chr. wurde auf dem Gipfel ein großes Getreidelager eingerichtet. Ergraben wurden bisher elf rechteckige Gruben, von denen die größte 12 × 18 Meter groß und über zwei Meter tief ist. Allein darin konnten mindestens 260 Tonnen Getreide gelagert werden. Nach dem Ende des hethitischen Reiches bestand auf Büyükkaya weiter eine Siedlung. Es können verbliebene Hethiter gewesen sein, ebenso möglich sind aus dem Norden eingewanderte Bevölkerungselemente, die von der aufgegebenen Stadt Besitz ergriffen. Die Bewohner lebten in Grubenhäusern und fielen auf steinzeitliches, schriftloses Niveau zurück. Mit der mittleren Eisenzeit ab dem späten 8. Jahrhundert v. Chr., als Teile des Stadtgebiets wieder besiedelt wurden, verlieren sich die Spuren auf Büyükkaya. Einzig aus dem 3. Jahrhundert v. Chr. sind nochmal einzelne Gräber und Streufunde nachzuweisen.
Wo das Gelände um den Bachlauf nordwestlich von Ambarlıkaya und Büyükkaya langsam in die Ebene übergeht, durchbricht ein weiterer, kleinerer Felsen den Boden. Er hat den Namen Mihraplıkaya (etwa Fels mit Gebetsnische) wegen einer halbrunden Nische, die in seine Nordseite eingemeißelt ist. Sie wurde zunächst als Apsis einer byzantinischen Kirche angesehen, die etwa im 10. bis 11. Jahrhundert bestand und in Verbindung mit der gleichzeitigen Ansiedlung im Bereich von Sarıkale und dem Tempelviertel gesehen wird. Das Gebiet westlich von Mihraplıkaya ist seit 2014 ein Objekt der Ausgrabungen in Boǧazköy. Dabei kamen bisher ein monumentales Gebäude aus der römischen Kaiserzeit zutage, das eine vorherige römische Befestigungsanlage überbaute. Dieses herrschaftlich ausgestattete Gebäude wird im Osten, bei Mihraplıkaya, durch ein etwa 45 × 20 Meter großes Wasserbecken und ein Festgebäude mit Wandmalereien ergänzt, das auf die Nische im Felsen ausgerichtet war. Die Interpretation der Nische als Kirchenapsis gilt somit nicht mehr als wahrscheinlich. Auch der Verlauf der Abschnittsmauern in dem Bereich konnte neu bestimmt werden.
Im Bereich nördlich der modernen Straße im Eingangsbereich, gegenüber der Rekonstruktion der Stadtmauer, wurde in den 2010er-Jahren ein monumentales hethitisches Gebäude ergraben. Darin wurden bemerkenswerte, bisher einzigartige, faustförmige Trinkgefäße gefunden. Im gleichen Umkreis kam ein Gebäude aus dem späten 3. Jahrtausend v. Chr. zu Tage, das kein Wohnbau war, sondern bereits einen offiziellen Charakter besaß. Das deutet darauf hin, dass der Ort schon kurz nach der Gründung urbanen Charakter hatte. Das Gebäude wurde in der folgenden Zeit der assyrischen Handelskolonien (Karumzeit) im beginnenden 2. Jahrtausend v. Chr. durch ein neues Bauwerk überbaut. In diesem fanden die Ausgräber über 160 standardisierte Vorratsgefäße (Pithoi) sowie Bronzebarren und Keilschrifttafeln in altassyrischer Sprache und Schrift. Einer der Texte stammt von einem König W/Pijušti von Ḫattuš und ist an König Hirmili in der südanatolischen Stadt Harsanam gerichtet.
Etwa 150 Meter nördlich davon, in einem Winkel der nach Yazılıkaya führenden modernen Straße, sind die Reste eines römischen Militärlagers aus der Mitte des 1. Jahrhunderts n. Chr. zu Tage gekommen.

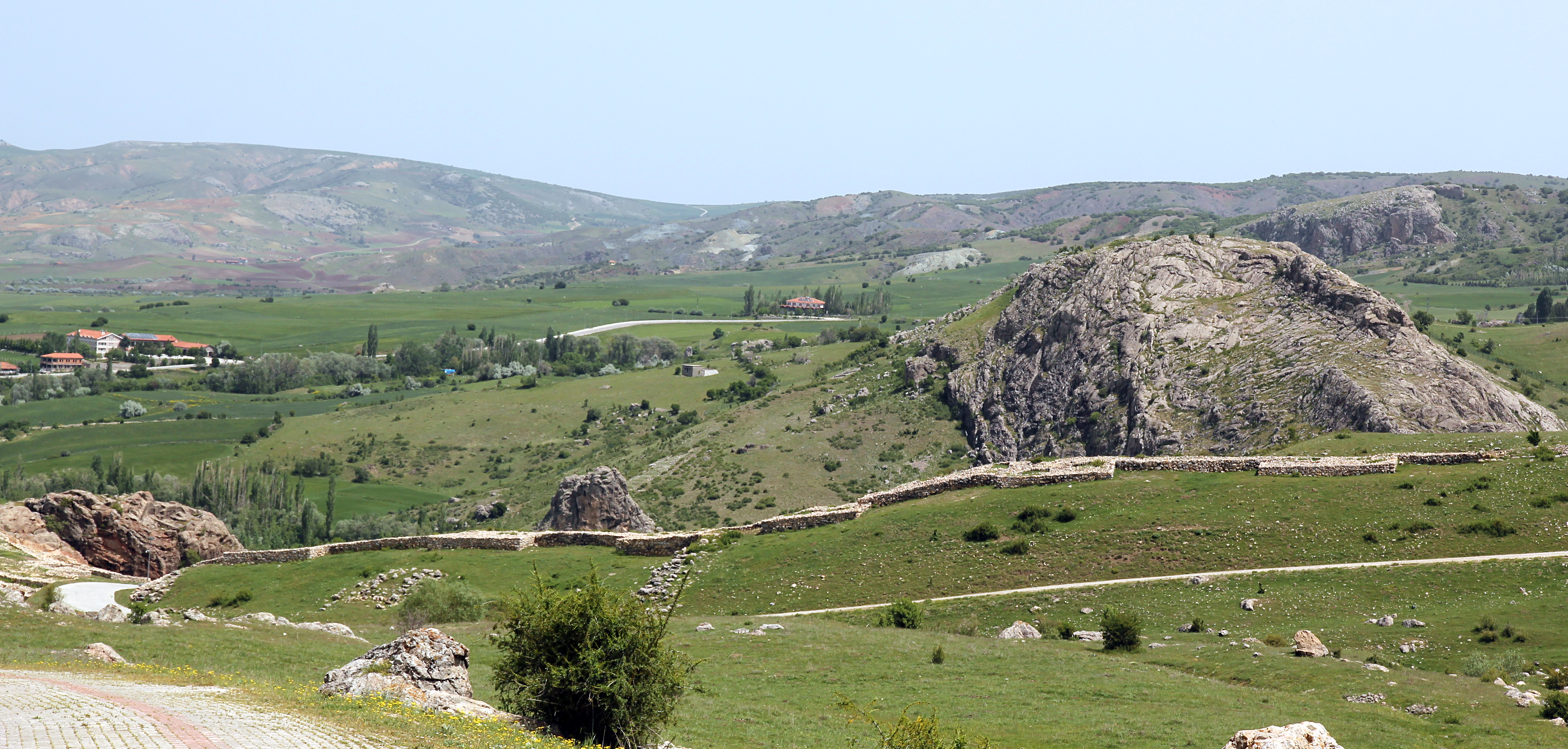
Büyükkaya von Westen
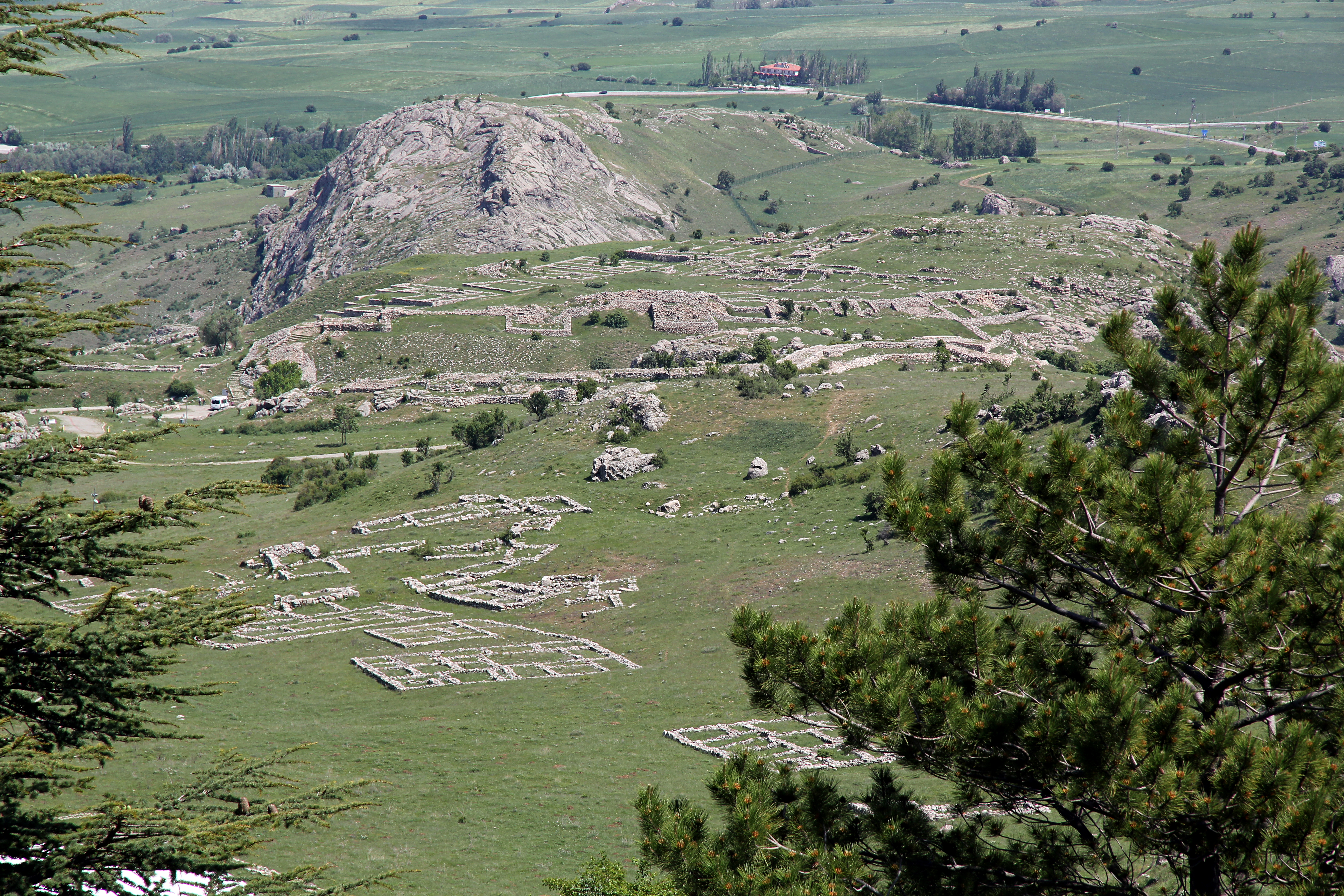
Büyükkaya von Süden, im Vordergrund Tempelviertel und Büyükkale
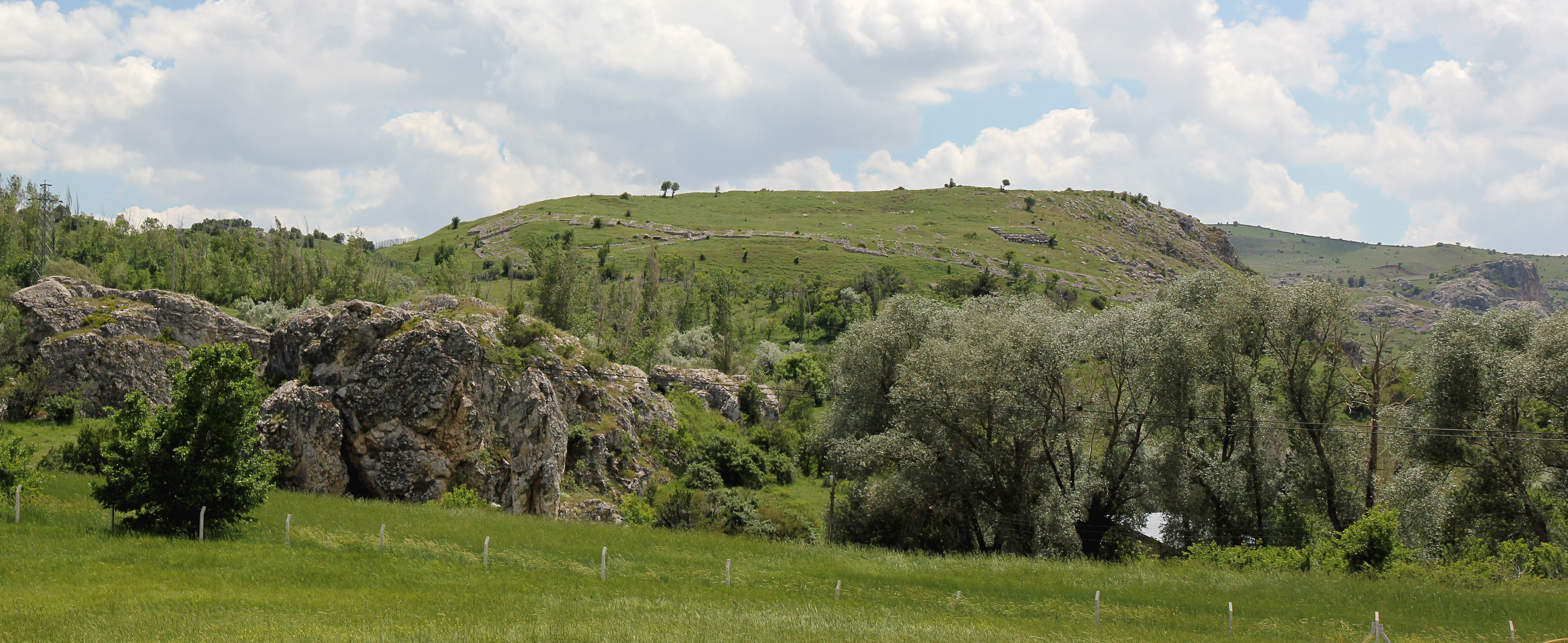
Büyükkaya von Osten
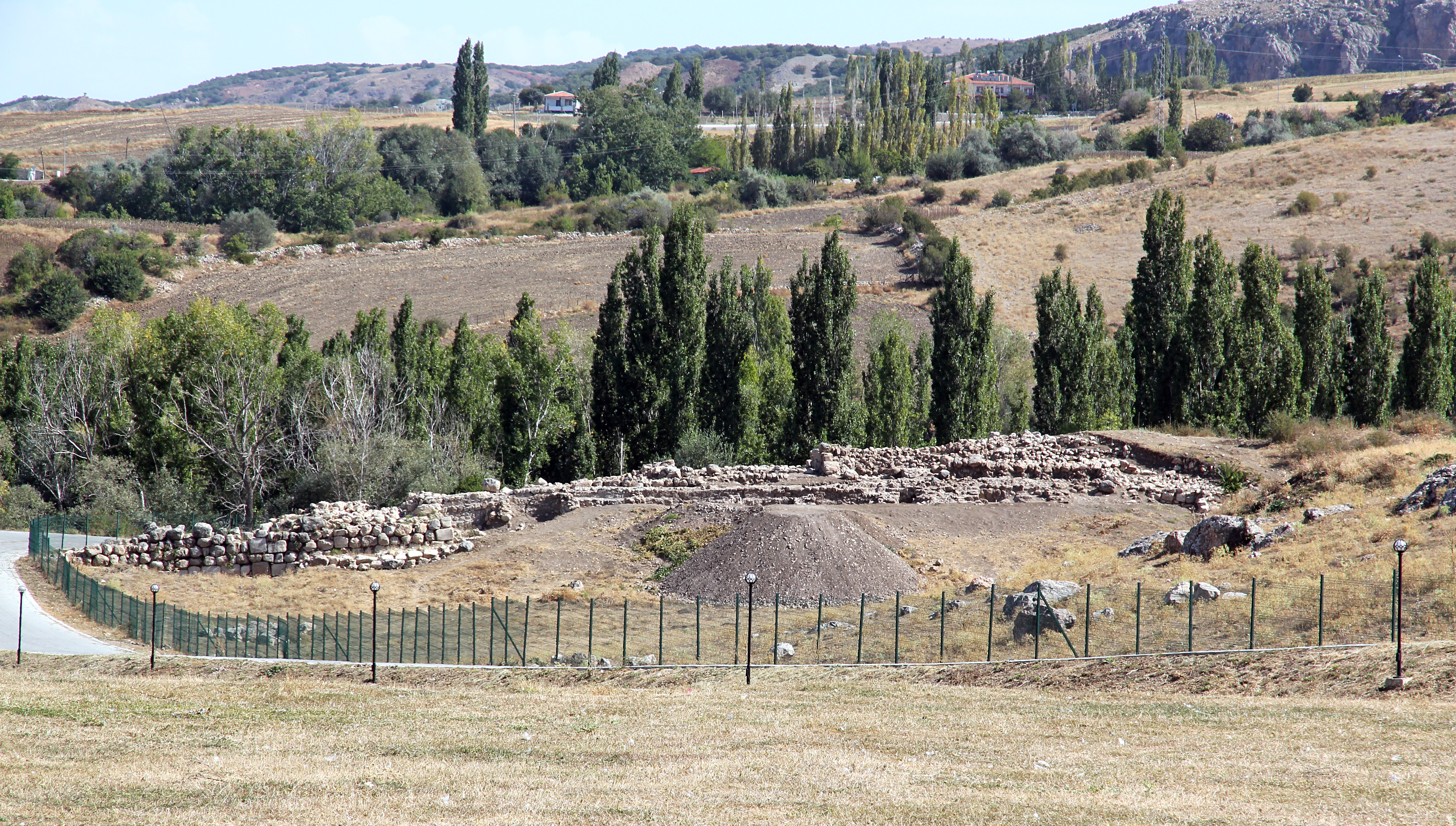
Römisches Militärlager

### Yazılıkaya

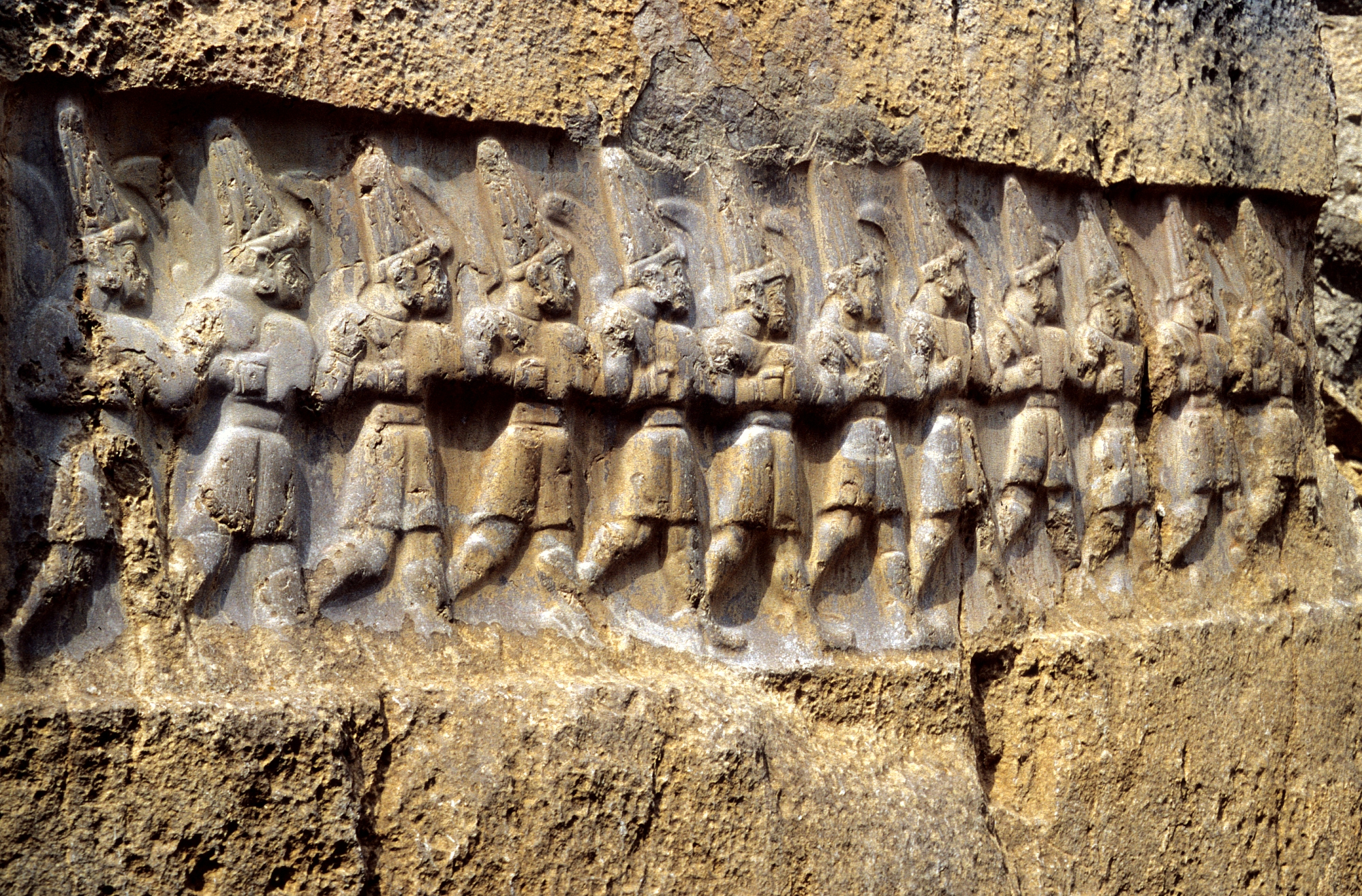
Relief aus Kammer B

Etwa 1,5 Kilometer östlich der Stadt liegt das Felsheiligtum von Yazılıkaya. In zwei Felsenkammern sind über 80 Reliefs in die Wände eingemeißelt. Dazu gehören zwei Prozessionen von Mitgliedern des hethitischen Pantheons und mehrere Darstellungen des Königs Tudḫaliya IV. In der kleineren Kammer B war dieser möglicherweise bestattet. Vor den Kammern sind die Grundmauern eines Bauwerks ausgegraben worden, die das Heiligtum zum abgeschlossenen heiligen Bezirk machten. Wahrscheinlich wurde der Ort schon in althethitischer Zeit als Kultort, zumindest als Begräbnisort, genutzt. Die Ausschmückung mit den Reliefs wurde erst im 13. Jahrhundert v. Chr. unter Tudḫaliya IV. und seinem Sohn Šuppiluliuma II. vorgenommen. Nach der Einschätzung Jürgen Seehers stellt Yazılıkaya ein „Neujahrsfesthaus [dar], das Haus des Wettergottes, in dem sich alljährlich zum Neujahrs- und Frühlingsfest alle Götter vereinigen“. Zu dieser Gelegenheit fand wohl vom Großen Tempel eine Prozession zu dem Heiligtum statt, wo auch der Großkönig im Amt bestätigt wurde.

## Funde
Den meistbeachteten Anteil der Funde aus dem Stadtgebiet von Ḫattuša stellen zweifellos die mehr als 30.000 Fragmente beschrifteter Tontafeln in hethitischer, assyrischer und mehreren anderen Sprachen dar. Sie wurden 2001 in die Liste des UNESCO-Weltdokumentenerbe aufgenommen. Der bekannteste Text darunter ist die akkadische Fassung des Ägyptisch-Hethitischen Friedensvertrags, der 1259 v. Chr. zwischen Ḫattušili III. und dem ägyptischen Pharao Ramses II. abgeschlossen wurde. Er wird allgemein, trotz einiger gegenteiliger Meinungen, als der älteste bekannte, schriftlich fixierte paritätische Friedensvertrag der Geschichte angesehen. Eine Kopie des Vertragstextes ist dank einer Stiftung der Türkei seit 1972 im UN-Gebäude in New York ausgestellt. Außerdem bedeutend für die Forschung sind unter anderem der auf einer Bronzetafel überlieferte Text eines Vertrages zwischen Tudḫaliya IV. und Kurunta, der dessen Stellung und die Herrschaft über die Region Tarḫuntašša regelt, sowie der Mešedi-Text (auch MESCHEDI), eine Dienstvorschrift für Bedienstete des Palastes. Letzterer regelte die Aufgaben der königlichen Garde und liefert wichtige Aufschlüsse über Aufbau und Organisation von hethitischen Herrscherresidenzen und Städten im Allgemeinen. 2023 wurde bei Grabungen am Nordwesthang ein Keilschrifttext in einer noch unbekannten Sprache entdeckt. Gemäß der auf hethitisch geschriebenen und damit übersetzbaren Einleitung handelt es sich um die Sprache des Landes Kalašma, das nordwestlich des hethitischen Kernlandes lag. Sie ist wie das Hethitische eine indogermanische Sprache und gehört dem Zweig der anatolischen Sprachen an. Der überwiegende Teil der Keilschrifttafeln aus Ḫattuša ist im Archäologischen Museum Istanbul und im Museum für anatolische Zivilisationen in Ankara sowie im lokalen Museum in Boğazkale aufbewahrt beziehungsweise ausgestellt.
Weitere Funde neben Architekturfragmenten sind Stelen, Haushaltswaren und andere Keramik sowie kleinere Kunstgegenstände wie Statuetten und Kultgefäße. Weiterhin kamen Hieroglypheninschriften ans Licht. Größere Kunstwerke wie beispielsweise Herrscherstatuen oder Götterbilder wurden nicht gefunden; sie wurden wahrscheinlich beim Verlassen der Stadt nach dem Untergang des Reichs mitgenommen. Die Funde sind in den genannten Museen sowie im Archäologischen Museum im nahgelegenen Çorum und im Museum von Boğazkale zu sehen. Die 1882 erstellten Kopien der Reliefs von Yazılıkaya befinden sich im Vorderasiatischen Museum Berlin.

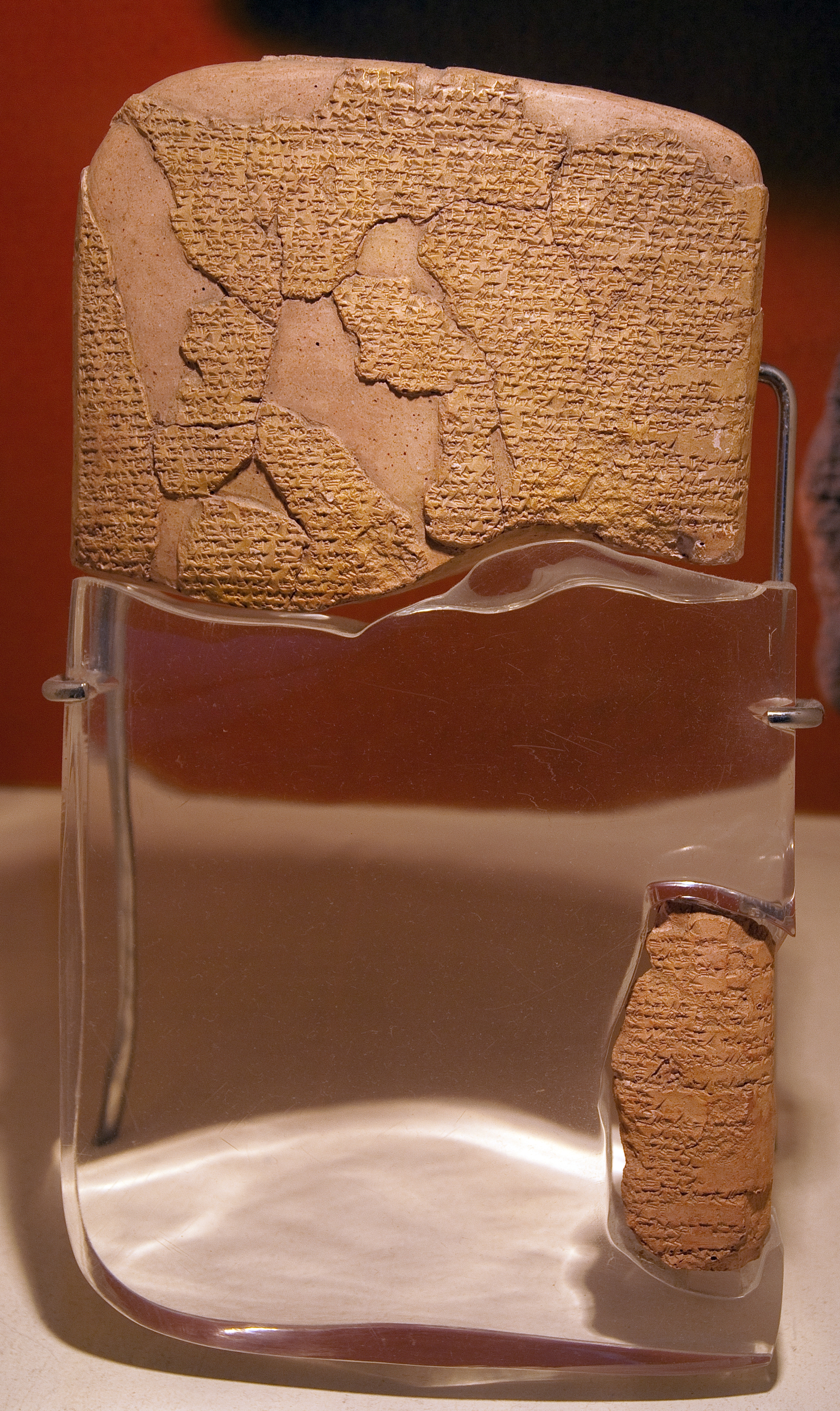
Ägyptisch-Hethitischer Friedensvertrag, Museum Istanbul
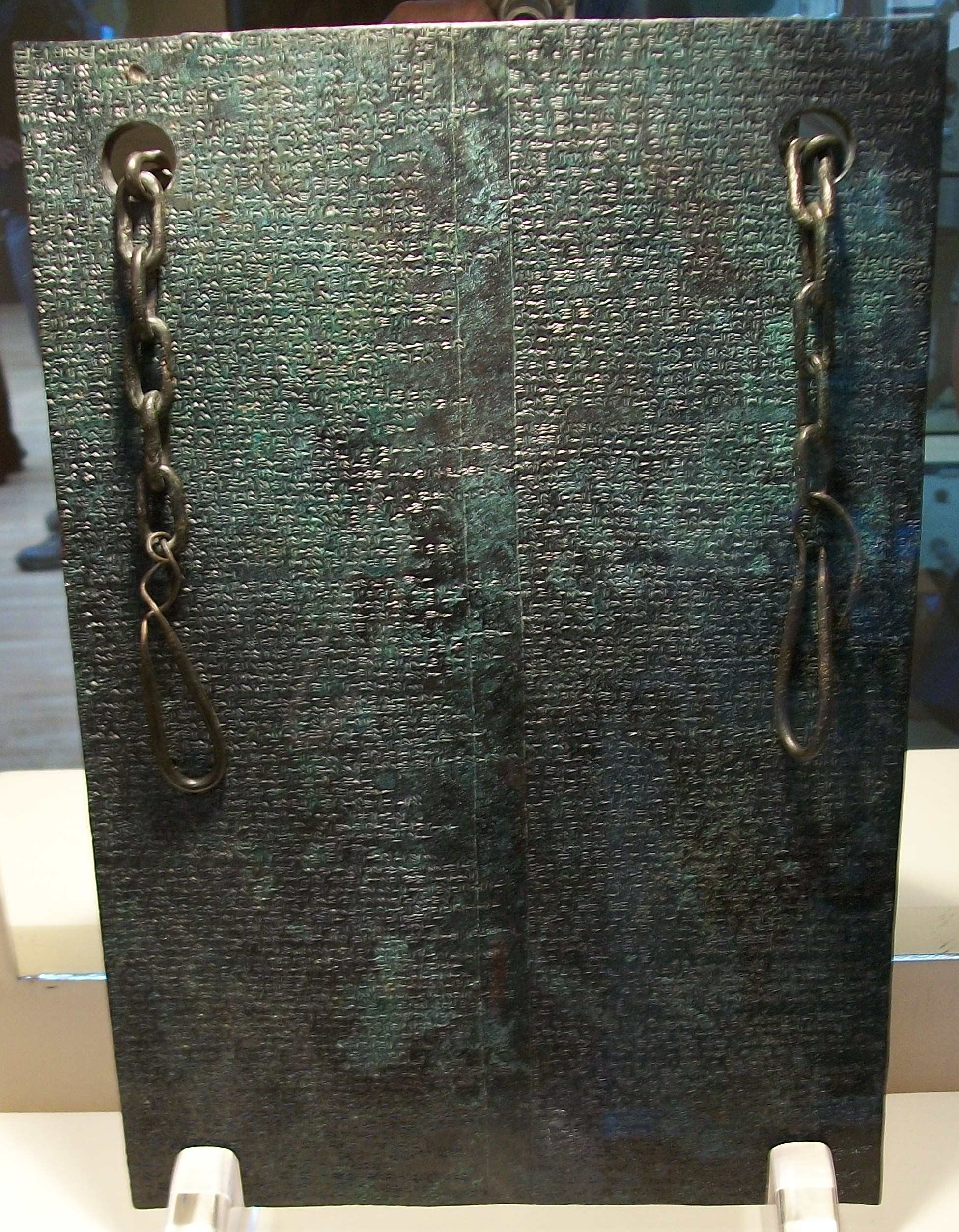
Bronzetafel mit dem Vertrag zwischen Tudḫaliya IV. und Kurunta, Museum Ankara
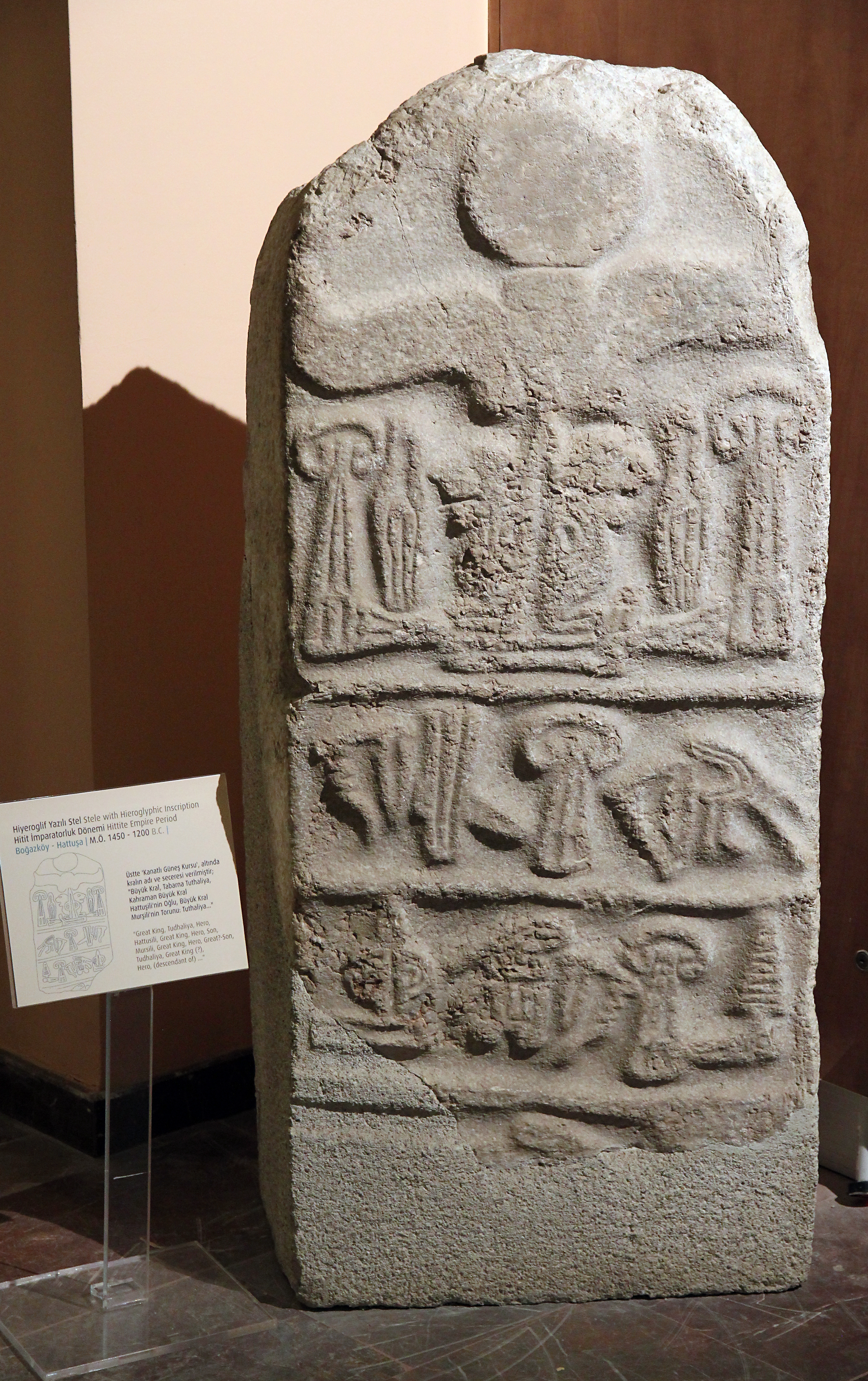
Stele Tudḫaliyas IV., Museum Çorum
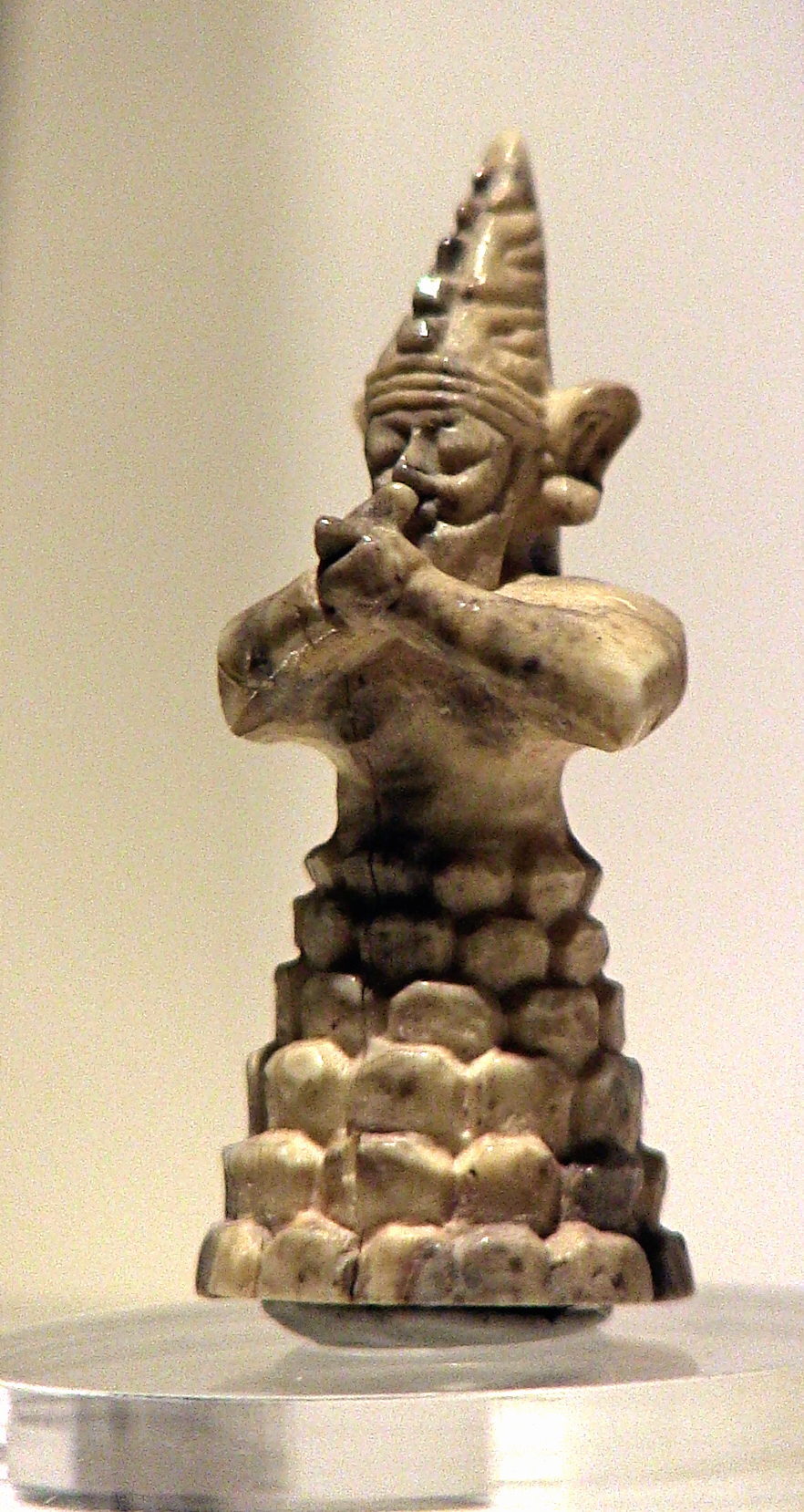
Statuette eines Berggottes, Elfenbein, Höhe 3,6 cm, Museum Ankara